# 火星岩石列表
这是一份历次任务中在火星上所发现的已命名岩石（和陨石）列表，名单按字母顺序排列的。该清单不包含在地球上发现的火星陨石。
火星岩石名主要是为便于讨论而使用的非正式名称，因为国际天文学联合会的火星命名系统规定，小于100米（330英尺）的物体将不给予正式名称。正因如此，在火星探测器传回照片中所看到的一些不太重要的岩石曾被多次命名，还有一些后来因争执甚或看法问题而被更名。这些岩石通常以宇航员或美国宇航局员工子女或家庭成员的名字命名。例如，“贾兹”（Jazzy）这一名字就是来自一位在美国科罗拉多州大章克申长大的小女孩-贾兹，她的父亲在美国宇航局工作，为岩石的发现和命名作出过贡献。
|                                   |                     |                     |                 |                       |                          |                   |                   |
| 阿迪朗达克 (勇气号)               | 藤壶比尔 (旅居者号) | 巴瑟斯特港 (好奇号) | 大乔 (海盗号)   | 布洛克岛 (机遇号)陨石 | 弹跳岩 (机遇号)          | 加冕岩 (好奇号)   | 酋长石 (机遇号)   |
|                                   |                     |                     |                 |                       |                          |                   |                   |
| 埃斯佩兰斯岩 (机遇号)             | 古尔本岩 (好奇号)   | 热盾岩 (机遇号)陨石 | 本垒石 (勇气号) | 霍塔岩 (好奇号)       | 杰克·马蒂耶维奇 (好奇号) | 最后机会 (机遇号) | 林克岩 (好奇号)   |
|                                   |                     |                     |                 |                       |                          |                   |                   |
| 麦基诺岛 (机遇号)陨石             | 咪咪岩 (勇气号)     | 红岛 (机遇号)陨石   | 金壶岩 (勇气号) | 石巢3号 (好奇号)      | 谢尔特岛 (机遇号)陨石    | 廷蒂纳 (好奇号)   | 瑜伽石 (旅居者号) |
| 可点击图像 陨石=火星岩石列表 - () |                     |                     |                 |                       |                          |                   |                   |

## 1976年–海盗计划：“海盗1号”和“海盗2号”着陆器
海盗1号着陆器–1976年7月20日；最后一次与地球联系–1982年11月13日。

“海盗1号”在火星上运行了2245个火星日(即2307天；6年116天)。

火星登陆点坐标:22°29′N 49°58′W / 22.48°N 49.97°W

- 羞涩（Bashful）
- 大乔（Big Joe）
- 三角洲（Delta）
- 糊涂蛋（Dopey）
- 暴脾气（Grumpy）
- 磨刀石1（Metate 1）
- 磨刀石2（Metate 2）
- 迈达斯消声器（Midas Muffler）
- 斑块（Patch）
- 困倦（Sleepy）
- 海绵（Sponge）
- 鲸鱼（Whale）

海盗2号着陆器–1976年9月3日；最后一次与地球联系-1980年4月11日。

“海盗2号”在火星上运行了1281个火星日(即1316天；3年221天)。

火星登陆点坐标: 47°58′N 225°44′W / 47.97°N 225.74°W。

(原始图像 - 照相机/太阳系 （页面存档备份，存于）和 喷气推进实验室-1 （页面存档备份，存于）及 喷气推进实验室-2 （页面存档备份，存于） + 美国宇航局图像查看 （页面存档备份，存于）。)
- 博纳维尔（Bonneville）
- 半人马（Centaur）
- 博士（Doc）
- 快乐（Happy）
- Icl
- 獾先生（Mr. Badger）
- 鼹鼠先生（Mr. Mole)
- 耗子先生（Mr. Rat）
- 蛤蟆先生（Mr. Toad）
- 缺口（Notch）
- 其他（Other）
- 普利茅斯（Plymouth）
- 喷嚏（Sneezy）
- 白雪（Snow White）
- 泰坦（ Titan）

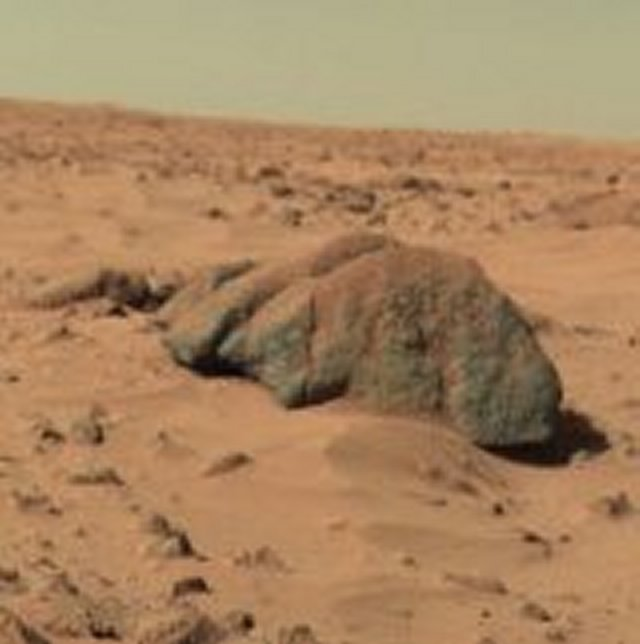
1978年2月11日海盗1号着陆器看到的火星“大乔岩”。
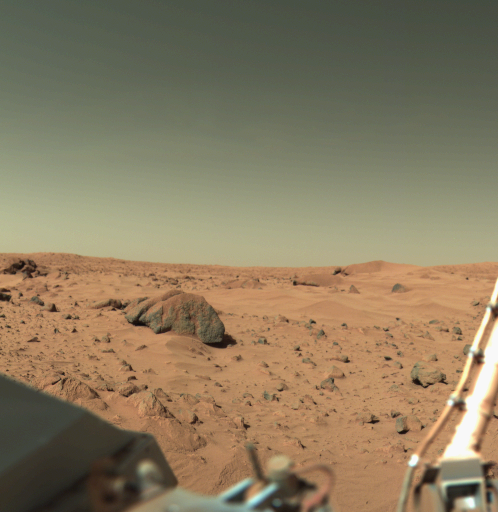
1978年2月11日海盗1号着陆器看到的火星“大乔岩”。
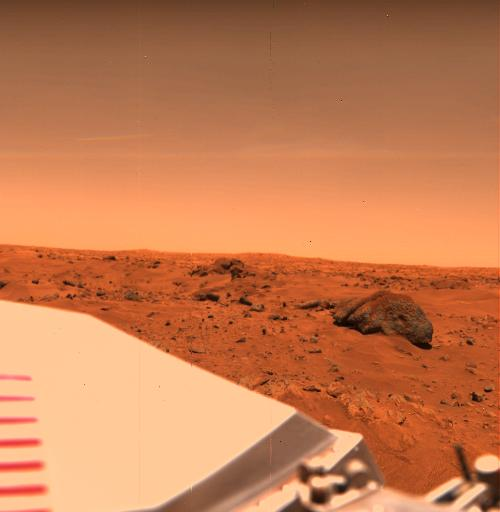
海盗1号着陆器看到的火星“大乔岩”。
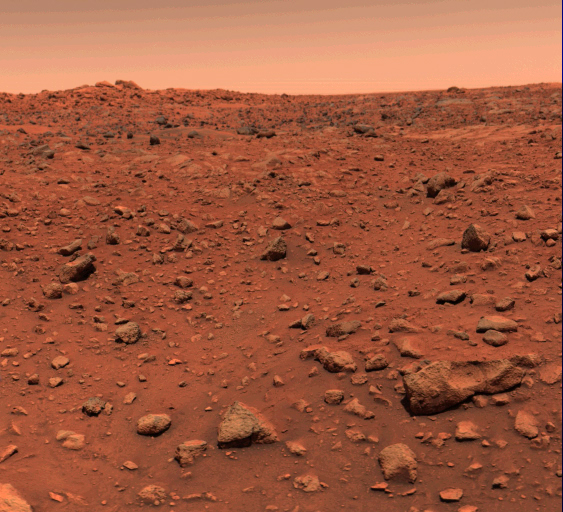
1976年7月21日“海盗1号”着陆器观察到的火星岩石。
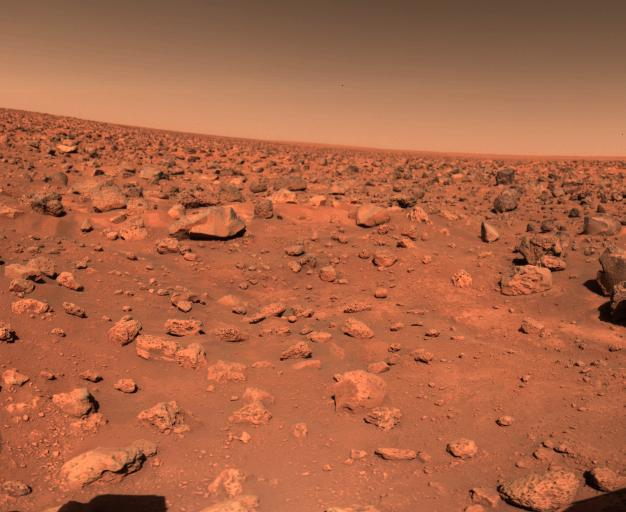
火星上的岩石—1976年9月5日海盗2号”着陆器拍摄。
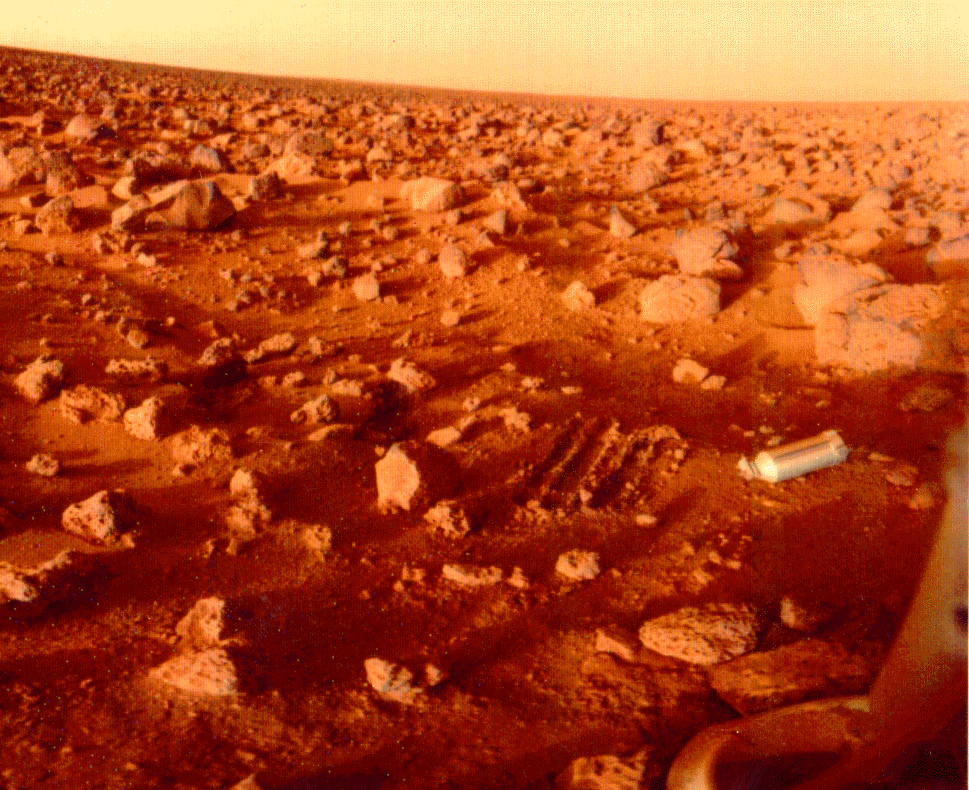
火星上的岩石—1976年9月25日海盗2号拍摄。

## 1997年-“旅居者”漫游车（火星探路者）
旅居者号探测车 -1997年7月4日，最后一次与地球联系-1997年9月27日。

“旅居者号”在火星上运行了92个火星日 (即95天；95个地球日)。

火星登陆点坐标: 19°7′48″N 33°13′12″W / 19.13000°N 33.22000°W

(原始图像 - 1-照相机/太阳系 （页面存档备份，存于）和 喷气推进实验室-1 （页面存档备份，存于）及 喷气推进实验室-2 （页面存档备份，存于） + 美国宇航局图像查看 （页面存档备份，存于）。)
- 蚁丘（Anthill）
- 奥托（Auto）
- 海獭宝宝
- 巴马（Bama）
- 班巴姆（Bambam）
- 藤壶比尔
- 巴尔苏姆
- 篮筐（Basket）
- 贝博（Bebob）
- 黑鹰（Blackhawk）
- 书架（Book Shelf）
- 波波（Booboo）
- 博斯科（Bosco）
- 波义耳（Boyle）
- 布拉克（Brak）
- 积木（Brick）
- 破壁（Broken Wall）
- 飞虫（Bug）
- 波波鹿（Bullwinkle）
- 邦奇（Bunky）
- 圆白菜地
- 加尔文（Calvin）
- 心丘（Cardiac Hill）
- 卡斯珀（Casper）
- 黑猩猩（Chimp）
- 克拉姆克（Clumk）
- 轮廓（Contour）
- 长沙发（Couch）
- 摇篮（Cradle）
- 达斯·维达
- 沙漠公主
- 呆伯特（Dilbert）
- 呆伯特的老板
- 狗伯特（Dogbert）
- 龙（Dragon）
- 鸭子（Duck）
- 埃尔维斯（Elvis）
- 安德（Ender）
- 平顶（Flat Top)
- 海豚飞宝（Flipper）
- 笛头（Flute Top）
- 青蛙（Frog）
- 小青蛙（Froggy）
- 加菲猫（Garfield）
- 加里波第
- 加拉克（Garrak）
- 乔迪（Geordi）
- 生姜（Ginger）
- 金发姑娘
- 鹅（Goose）
- 小鹅（Gosling）
- 外婆（Grandma）
- 灰熊（Grizzly）
- 格罗米特
- 冈比（Gumby）
- 半圆丘
- 仓鼠（Hamster）
- 硬停（Hardstop）
- 膝垫（Hassock）
- 刺猬（Hedgehog）
- 英雄（Hero）
- 河马（Hippo）
- 霍布斯（Hobbs）
- 荷马（Homer）
- 霍比（Hoppy）
- 伊吉（Iggie）
- 鬣蜥（Iguana）
- 印第安那琼斯
- 监狱（Jailhouse）
- 珍妮薇（Janeway）
- 爵士乐（Jazzy）
- 绝地武士（Jedi）
- 吉米板球
- 凯蒂猫（Kitten）
- 小羊羔（Lamb）
- 兰登（Landon）
- 小平顶
- 长角牛（Longhorn）
- 瞭望（Lookout）
- 止咳糖（Lozenge）
- 笨笨（Lumpy）
- 午餐盒（Lunchbox）
- 玛法达（Mafalda）
- 火星人马文
- 马特宏峰
- 桌山（Mesa）
- 迷你（Mini）
- 薄荷茱莉普
- 萌（Moe）
- 莫霍克（Mohawk）
- 鼠标（Mouse）
- 鼹鼠先生
- 贪食蛇（Nibbles）
- 奈哲尔（Nigel）
- 方尖塔（Obelisk）
- 海獭（Otter）
- 煎饼（Pancake）
- 帕斯（Paz）
- 企鹅（Penguin）
- 野餐（Picnic）
- 小猪皮杰（Piglet）
- 小指（Pinky）
- 皮诺曹（Pinocchio）
- 派珀（Piper）
- 鸭嘴兽（Platypus）
- 波奇（Pokey）
- 小熊维尼
- 果酱小圆饼
- 土豆（Potato）
- 南瓜（Pumpkin）
- 金字塔（Pyramid）
- 金字塔尖
- 鼠伯特（Ratbert）
- 瑞恩（Ren）
- 洛奇（Rocky）
- 滚石
- 黑麦面包
- 沙虫（Sandworm）
- 沙丁鱼（Sardine）
- 檫树（Sassafras）
- 大丹狗史酷比
- 侦察兵（Scout）
- 海狼（Seawolf）
- 沙吉（Shaggy）
- 鲨鱼（Shark）
- 辛巴（Simba）
- 西绪福斯
- 斯米德根
- 史努比（Snoopy）
- 似雪（Snowy）
- 斯努库姆斯
- 蛋奶酥（Souffle）
- 壁球（Squash）
- 挤压（Squeeze）
- 太空幽灵
- 斯波克（Spock）
- 马铃薯（Spud）
- 堆叠（Stack）
- 史汀比（Stimpy）
- 条纹（Stripe）
- 树墩（Stump）
- 苏魯（Sulu）
- 暴龙（T. Rex）
- 骰子（The Dice）
- 蜱虫（Tick）
- 跳跳虎（Tigger）
- 提图斯（Titus）
- 桃乐丝（Torres）
- 巨魔（Troll）
- 骑兵（Trooper）
- 海龟（Turtle）
- 特威克（Tweak）
- 情人节（Valentine）
- 疣猪（Warthog）
- 楔子（Wedge）
- 伍迪（Woodie）
- 瑜伽
- 赞福德（Zaphod）
- 佐拉克（Zorak）
- 西葫芦（Zucchini）

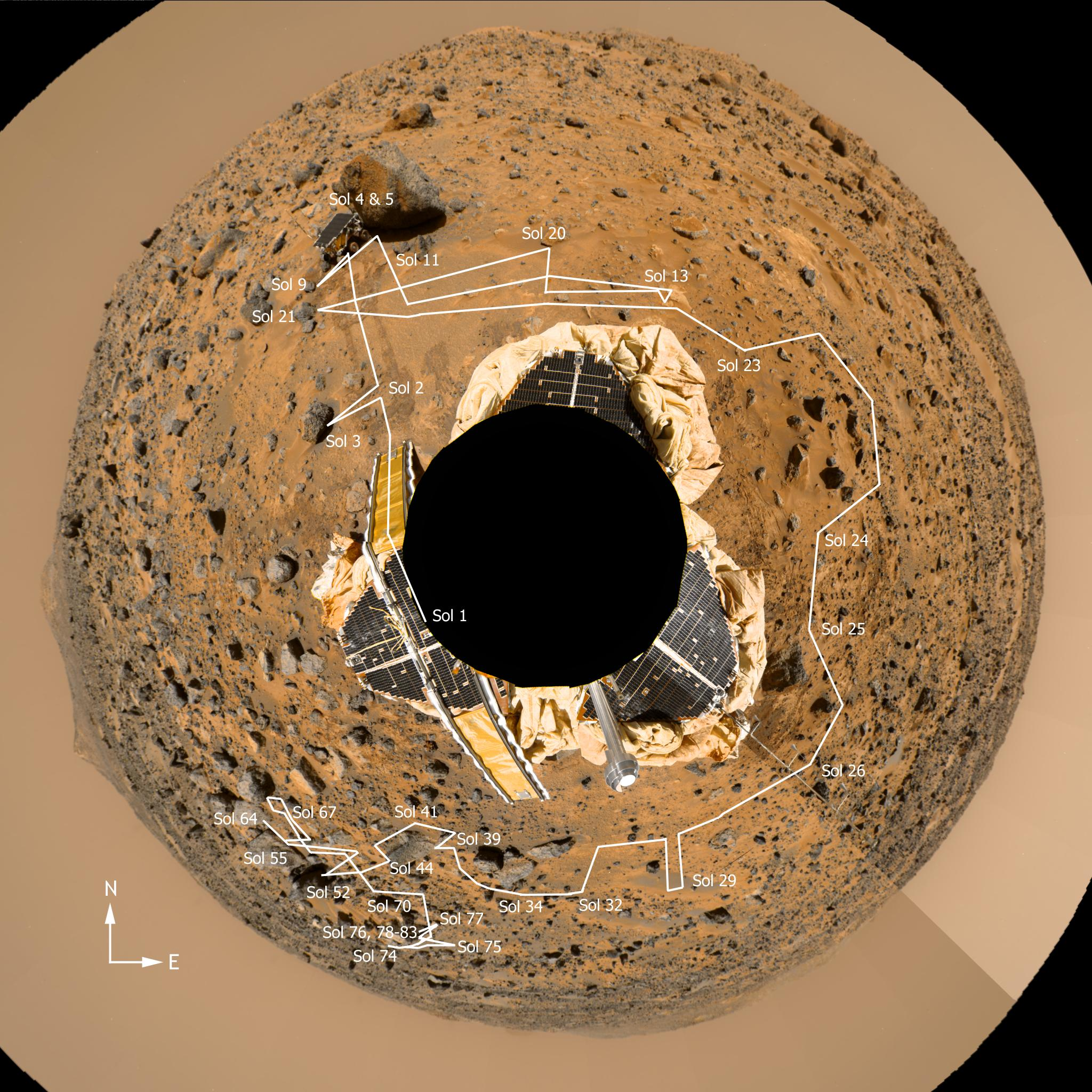
火星上“旅居者”漫游车的路径图 (Sol 83, 1997) (Archive （页面存档备份，存于）).
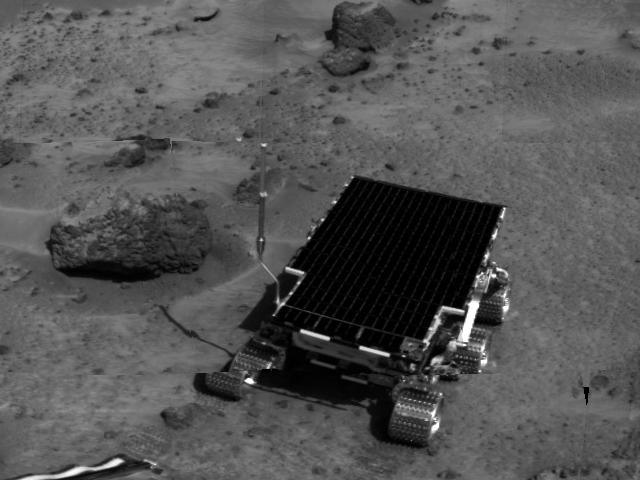
“旅居者”漫游车附近的火星藤壶比尔岩石。
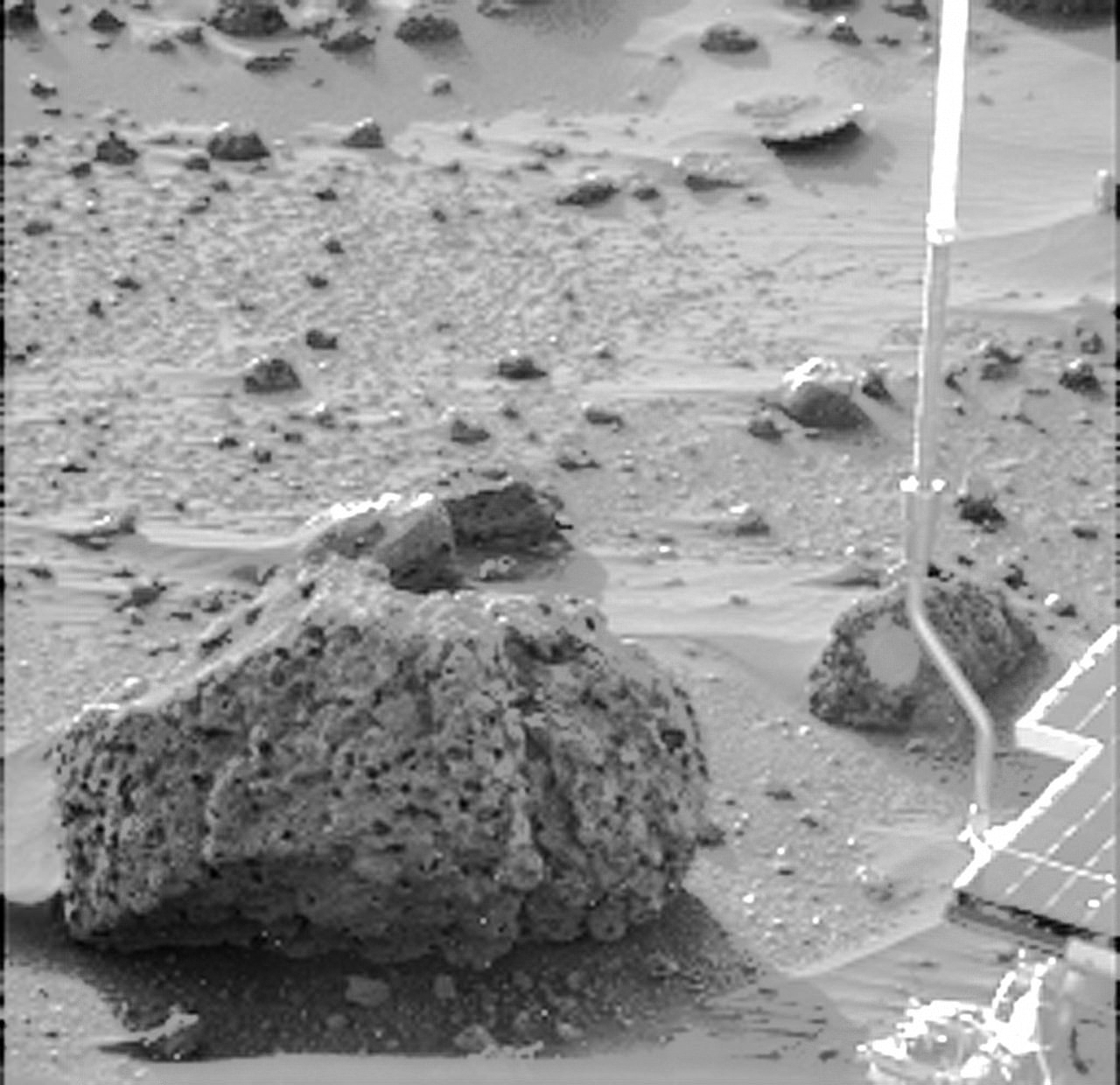
“旅居者”漫游车观测到的火星藤壶比尔岩石。
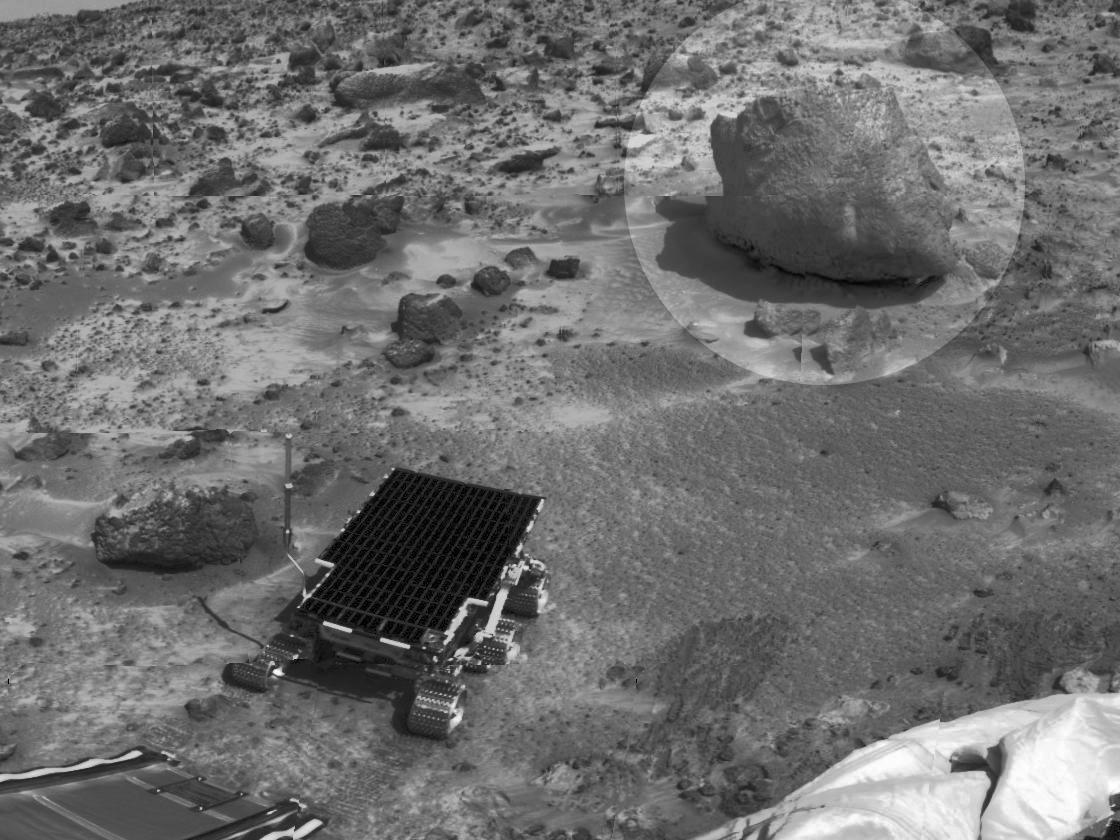
“旅居者”漫游车附近的瑜伽石(圈中) 。
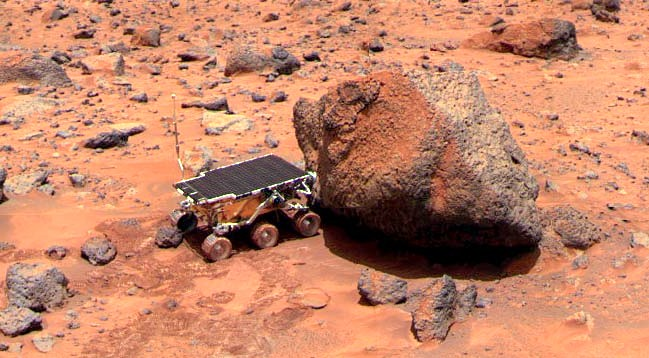
“旅居者”漫游车观测到的火星瑜伽石。

## 2004年—“勇气号”火星车（MER-A）
勇气号探测车-2004年1月4日；最后一次与地球联系-2011年5月25日。

“勇气号”在火星上运行了2208个火星日 (即2249 天；6年零77天)。

火星登陆点坐标: 14°34′06″S 175°28′21″E / 14.5684°S 175.472636°E

(原始图像 - 照相机/太阳系 （页面存档备份，存于）和喷气推进实验室 （页面存档备份，存于） + 美国宇航局图像浏览器 （页面存档备份，存于）。)
- 阿博亚
- 阿迪朗达克
- 艾伦山（铁陨石）
- 阿克托夫斯基
- 贝尔格朗
- 面包篮
- 凯西站
- 卡斯蒂利亚
- 禅城
- 夏延
- 克洛维斯
- 科巴
- 蛇纹罩
- 康科迪亚
- 戴维斯
- 德鲁日纳亚
- 以便以谢
- 埃尔多拉多
- 埃斯佩兰萨
- 费格特（地质特征）
- 费拉
- 加鲁查加
- Gueslega
- 哈雷
- 本垒（地质特征）
- 汉弗莱
- 胡安·卡洛斯
- 胡瓦尼
- 乔治王岛
- 科嫩
- 科罗廖夫
- 麦夸里
- 魔毯
- 马兰比奥
- 马扎察尔
- 梅尔基奥
- 咪咪
- 青年站
- 蒙塔尔瓦
- 奥伯特（地质特征）
- 奥希金斯
- 澳卡达斯
- 金壶
- 普拉特
- 普里梅罗
- 里克尔梅
- 圣马丁
- 生鱼片
- 斯科特基地
- 世宗
- 西格尼
- 索布拉尔
- 斯通议会
- 寿司
- 泰特尔
- 托尔
- 蒂龙
- 维尔纳茨基
- 沃斯托克
- 沃萨
- 白船
- 许愿石
- 中山铁陨石

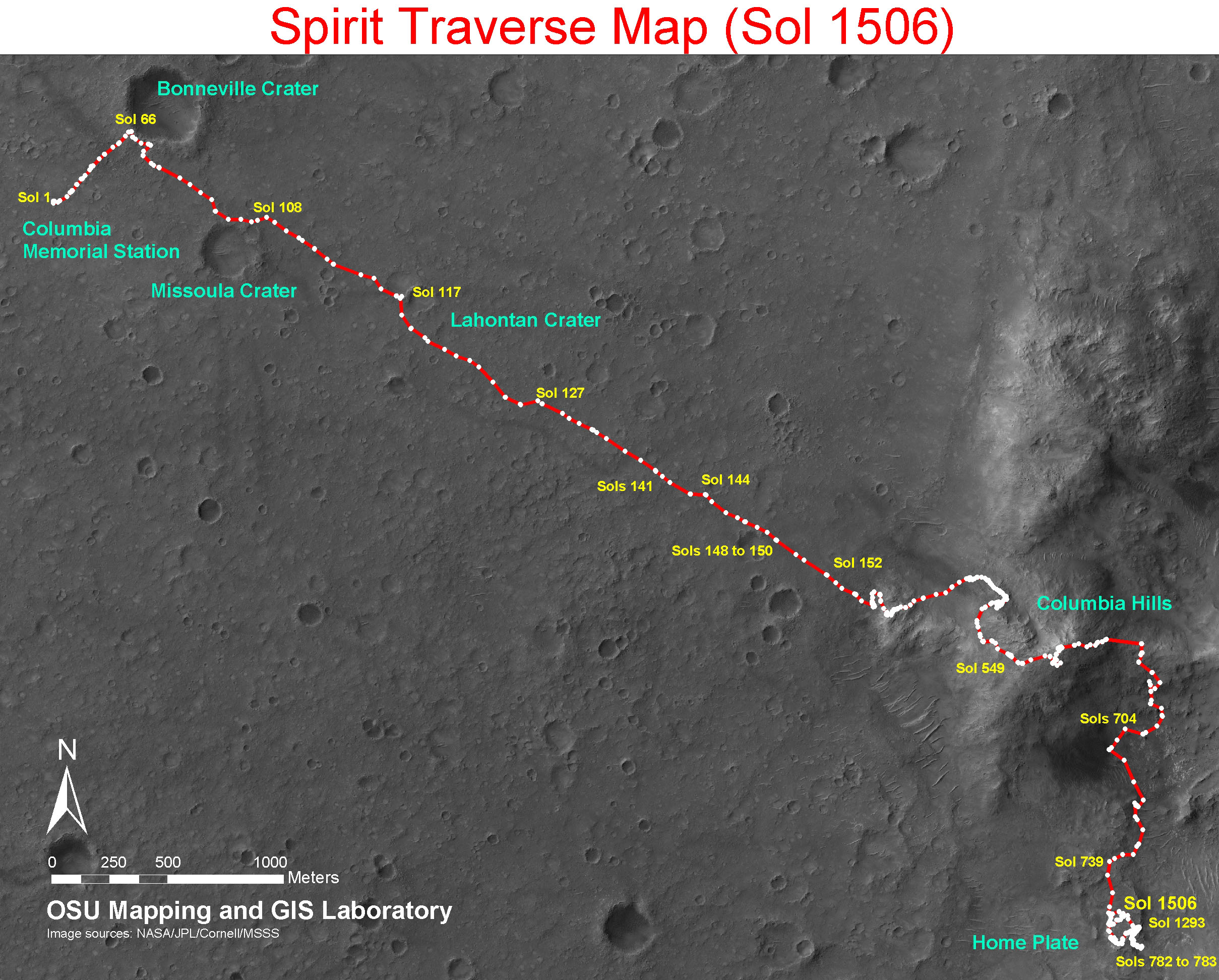
“勇气号”火星车漫游路径图(1509个火星日，截止2008年4月2日。) (截止2011年3月15日2555个火星日的存档 当前).
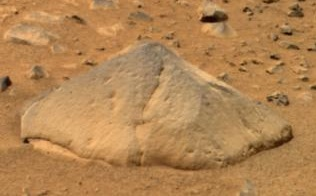
“勇气号探测车”观察到的火星阿迪朗达克岩石。
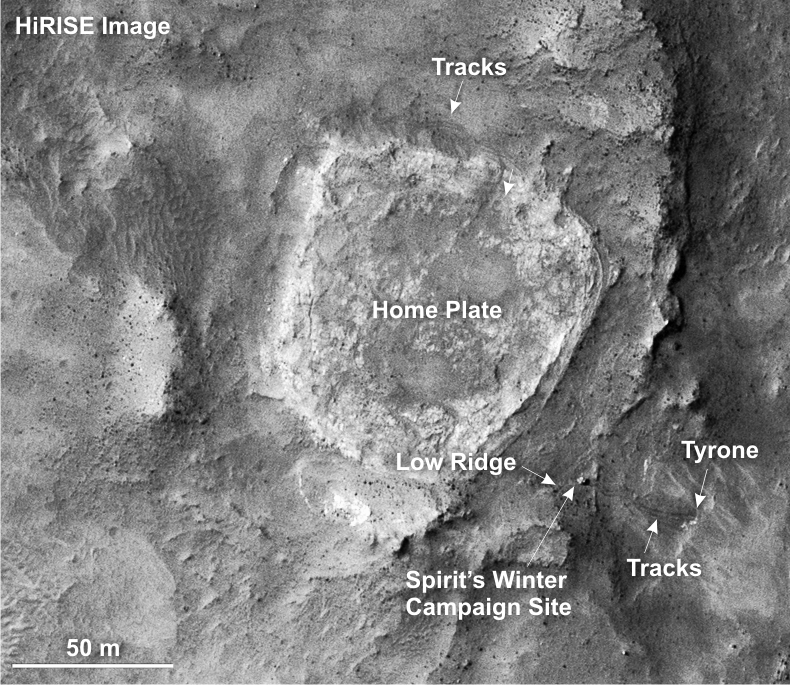
“勇气号探测车”正在研究火星本垒岩石露头。
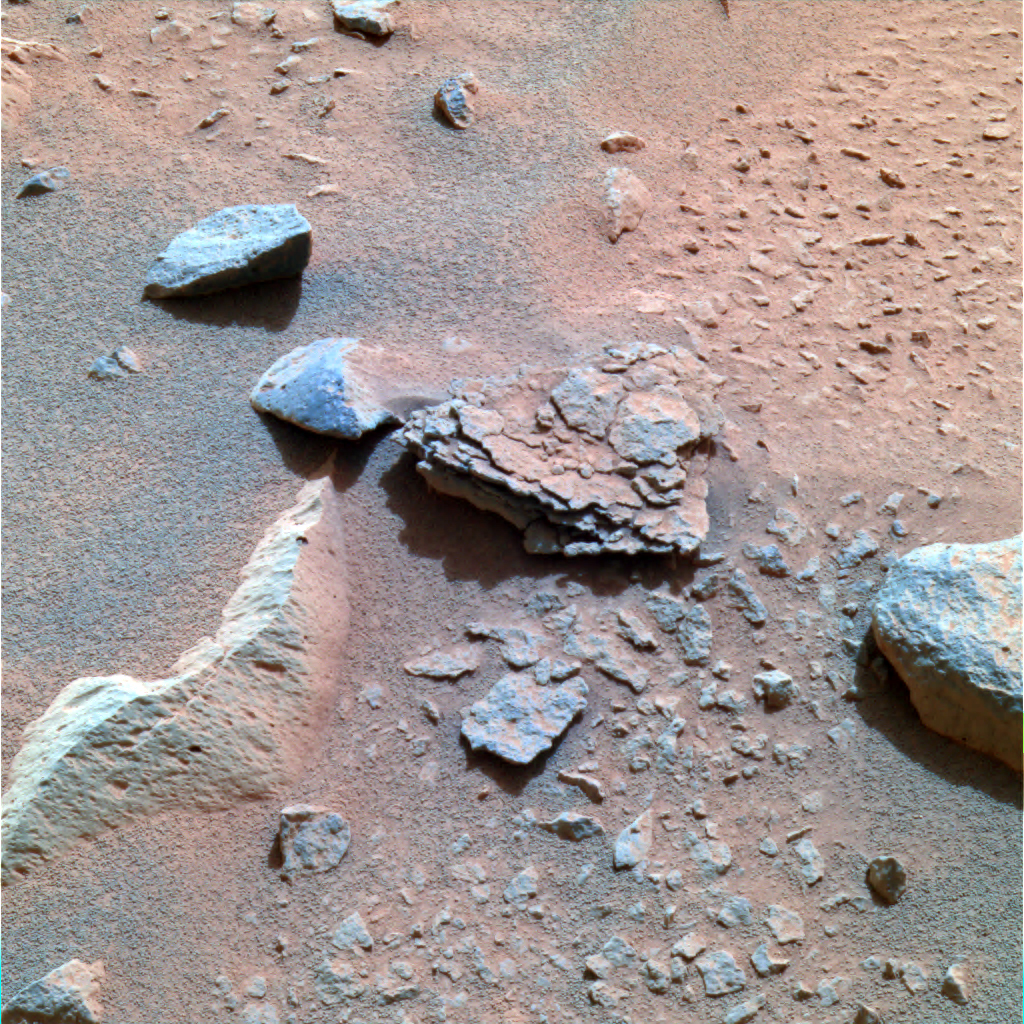
“勇气号探测车”观察到的火星咪咪岩。
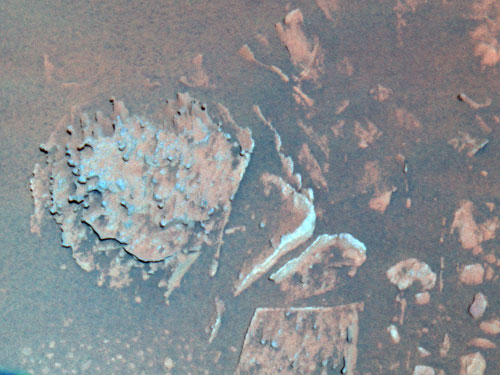
“勇气号探测车”观察到的火星金壶岩石。

## 2004年—“机遇号”火星车（MER-B）
机遇号探测车-2004年1月25日，最后一次与地球联系-2018年6月10日。

“机遇号”在火星上运行了5110个火星日 (即5250天；14年136天)。

火星登陆点坐标: 1°56′46″S 354°28′24″E / 1.9462°S 354.4734°E

(原始图像 - 照相机/太阳系 （页面存档备份，存于）和喷气推进实验室 （页面存档备份，存于） + 美国宇航局图像浏览器 （页面存档备份，存于）。)
- 安博伊
- 蓝莓碗
- 巴尔特拉
- 布洛克（铁陨石）
- 弹跳岩
- 拜洛特
- 旋转木马
- 沙佩科
- 夏延
- 巧克力山
- 曲奇妙趣雪糕
- 戴蒙特·詹尼斯
- 埃尔哈特
- 酋长岩
- 爱德蒙
- 埃尔斯米尔
- 埃舍尔
- 埃斯佩兰斯[9]
- 平岩
- 弗洛里亚诺波利斯
- 瓜达卢佩
- 热盾岩
- 霍姆斯特克（岩脉）
- 埃格雷雅
- 冰淇淋
- 佐沙巴
- 死亡旅程
- 约瑟夫·麦考伊
- 卡拉夫里塔
- 水壶石
- 柯克伍德
- 纹层
- 最后机会
- 狮子岩
- 麦基诺岛（“铁陨石”）
- 马克提岛
- 麦基特里克
- 子午线高原（“铁陨石”）
- 红岛（“铁陨石”）
- 帕莱莫普(Palemop)
- 皮尔巴拉
- 尖阁岛
- 海雀
- 皮洛
- 剃刀背
- 圣卡塔琳娜
- 莎拉
- 查尔斯·弗洛伊德中士
- 鲨鱼丸
- 鲨鱼牙
- 谢尔特岛（“铁陨石”）
- 舒梅克尔
- 圆滑
- 猪嘴
- 闪亮球
- 海绵宝宝方裤
- 斯蒂弗斯
- 石头山
- 田纳西州
- 露头
- 提布那
- 图巴朗
- 维代拉
- 涟漪
- 白水河
- 沃普梅
- 尚谢雷
- 尤里

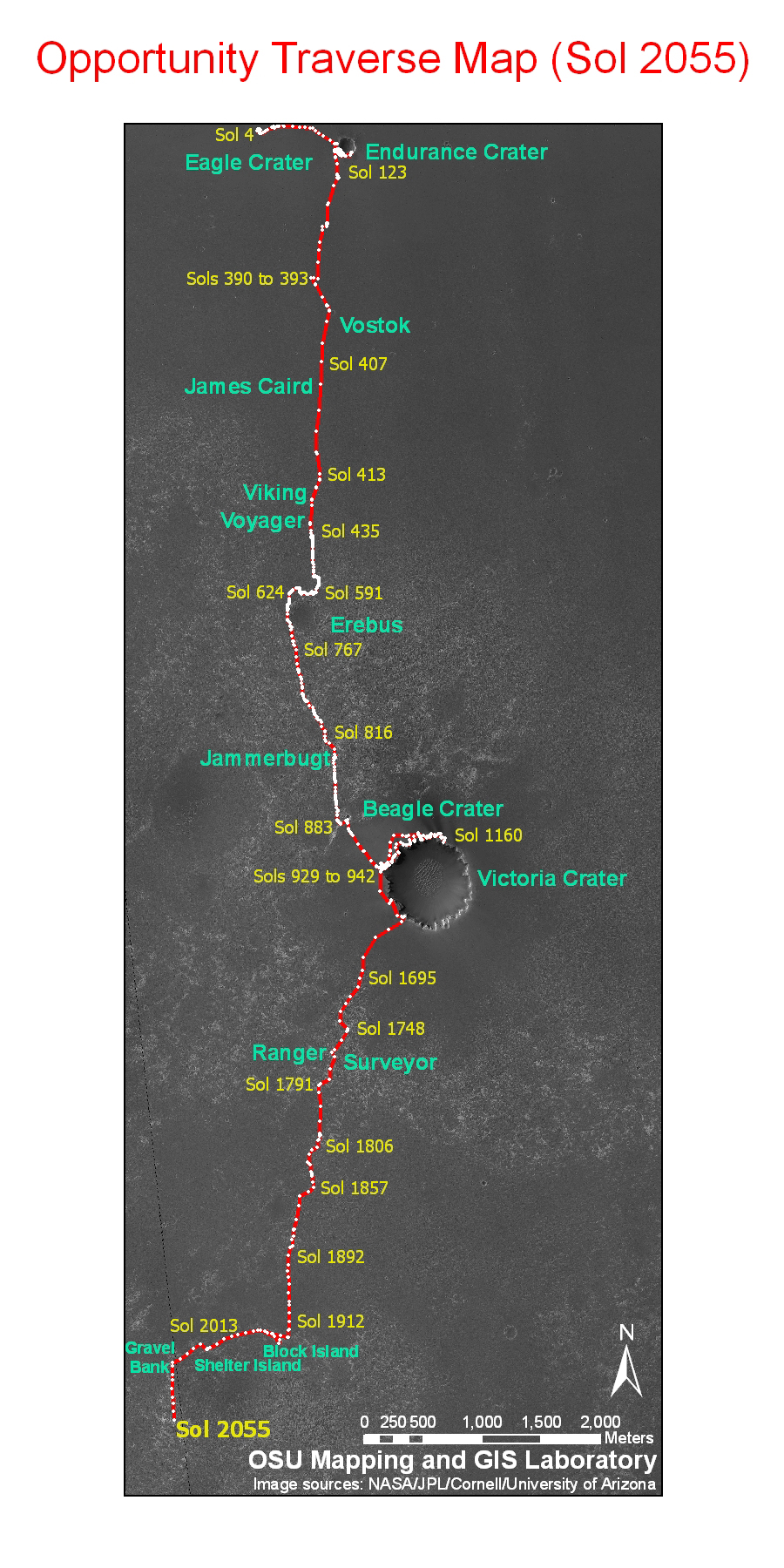
火星“机遇号”漫游车行驶“路线图”（截止2009年1月24日共2055个太阳日）(截止2013年6月21日3342个太阳日存档 当前)。
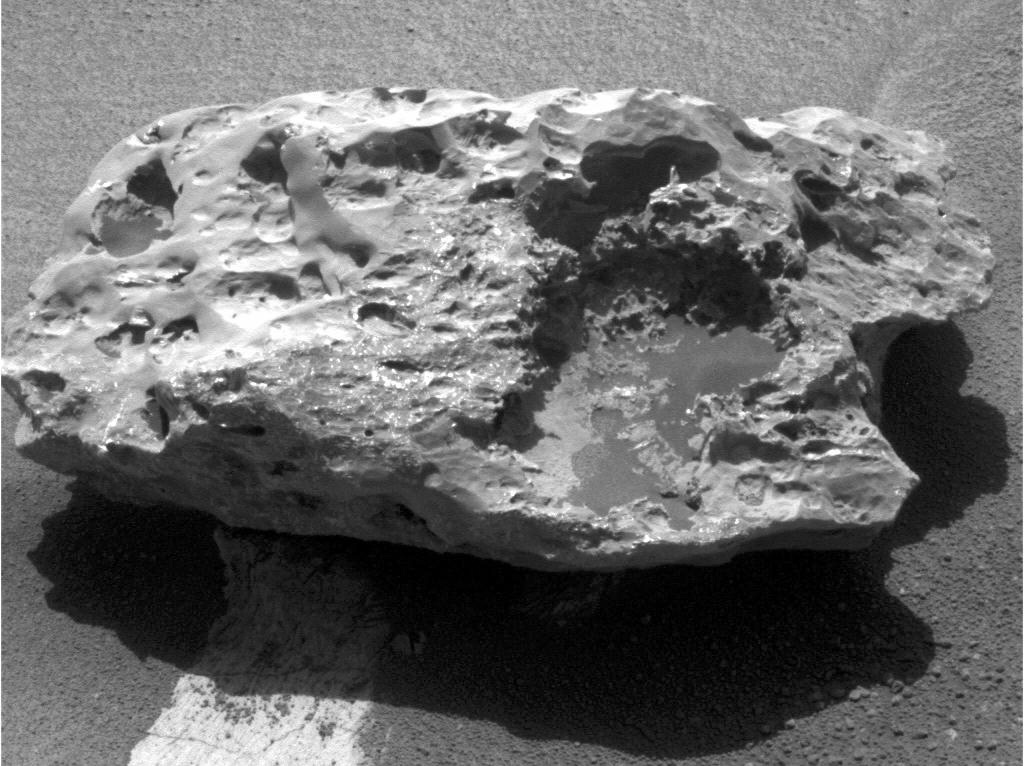
2009年7月31日机遇号观察到的火星“布洛克岛陨石”。
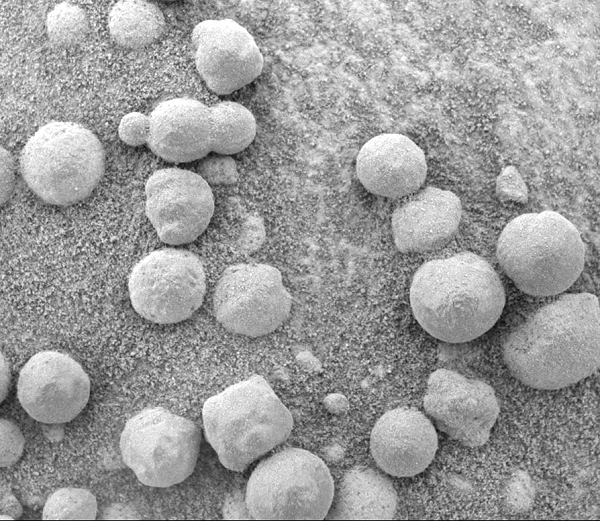
2004年3月第46个太阳日，“机遇号”探测车在鹰撞击坑岩石露头上拍摄的“蓝莓石”（赤铁矿球体）。
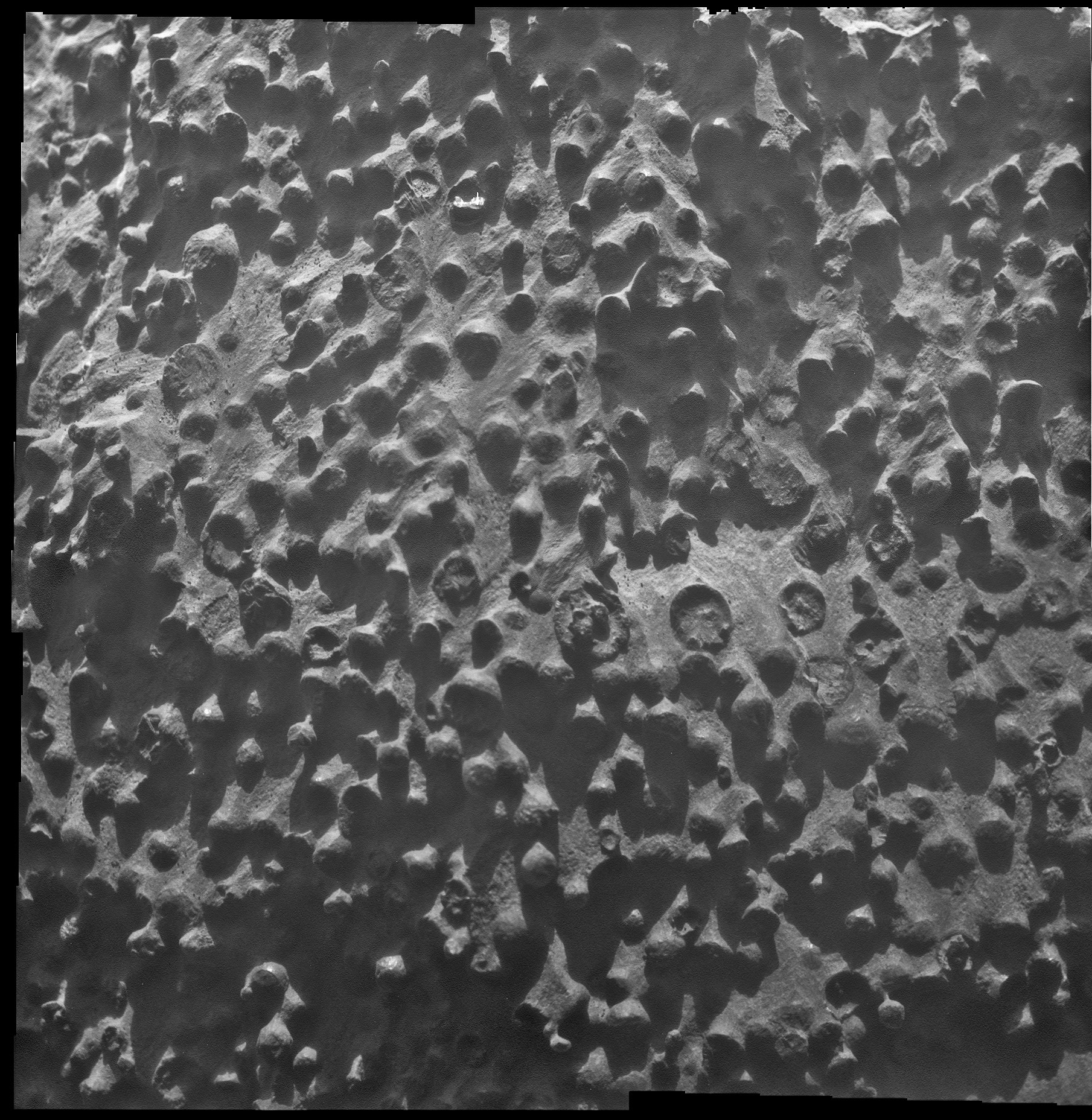
2012年9月6日“机遇号”探测车在奋斗撞击坑附近的“柯克伍德”岩石上观察到的“蓝莓石”。
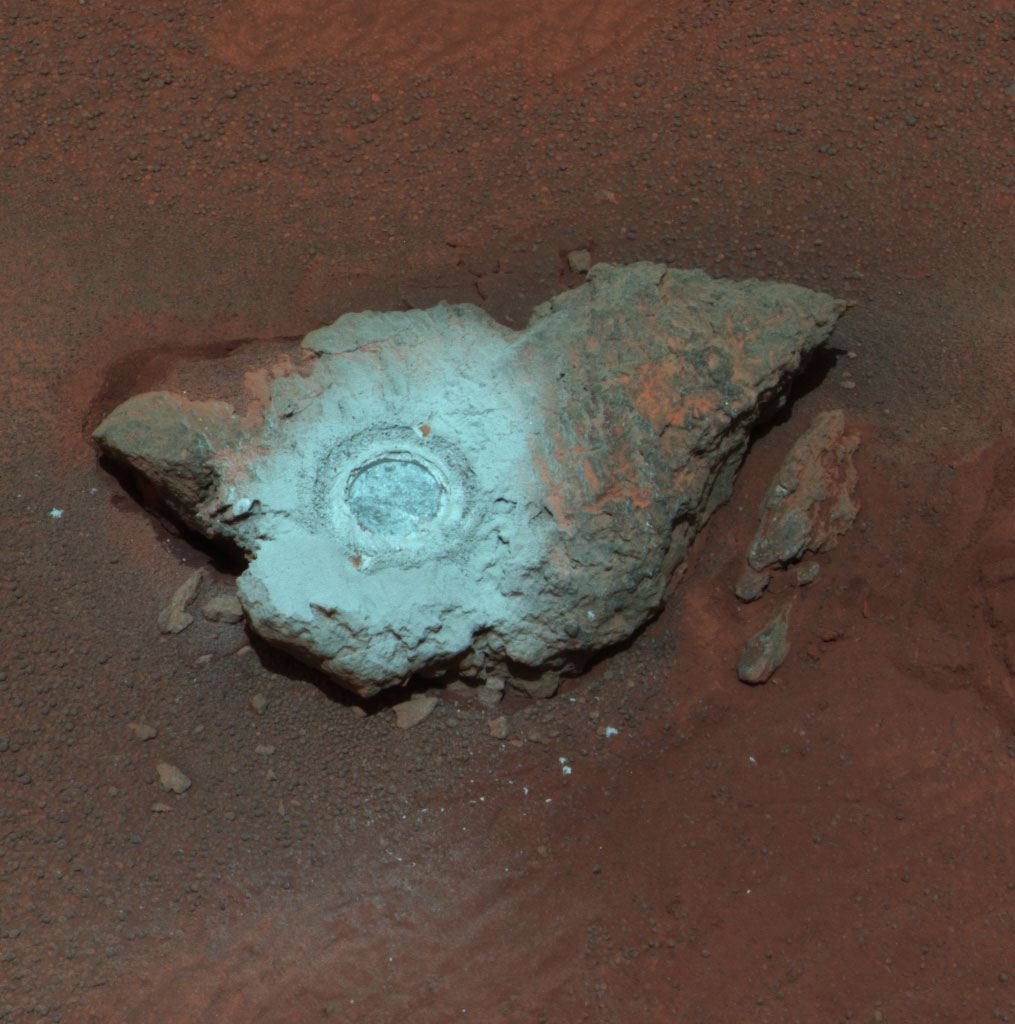
机遇号探测车观察到的火星弹跳岩。
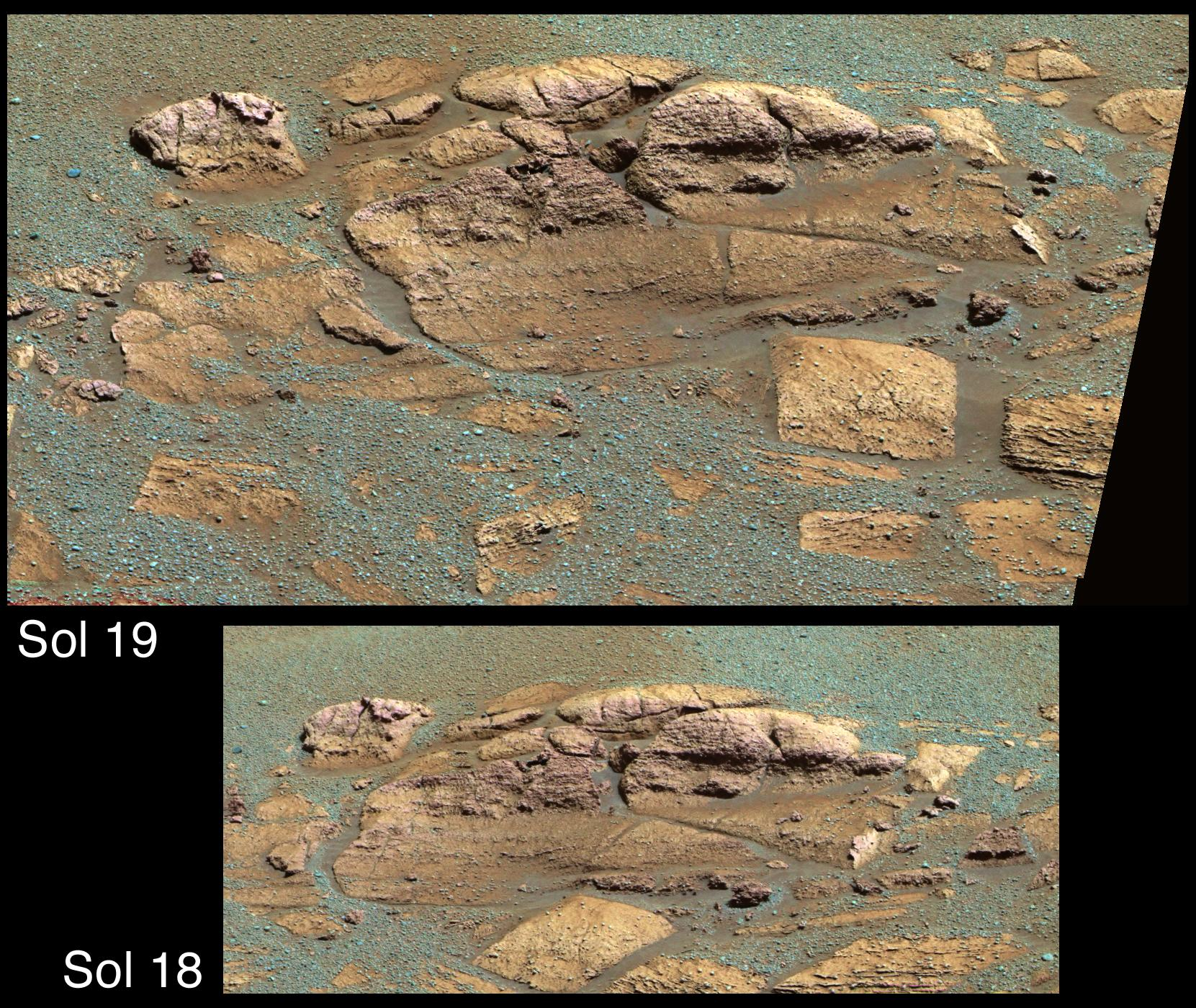
机遇号探测车研究过的火星“酋长岩”岩石露头。
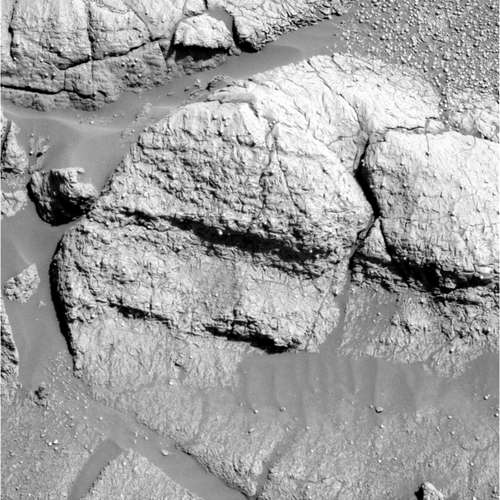
机遇号探测车研究过的火星“酋长岩”岩石露头。
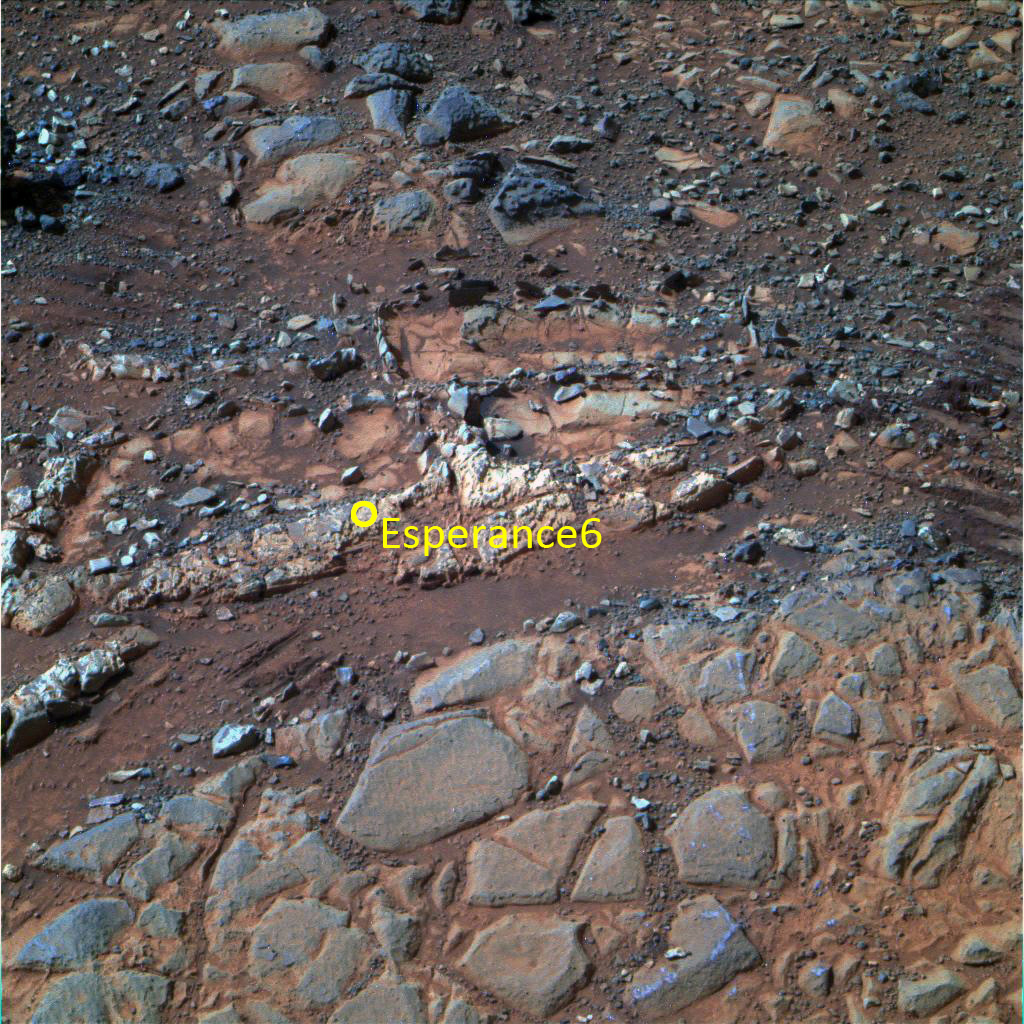
2013年2月23日，机遇号探测车观察到的火星“埃斯佩兰斯岩”。
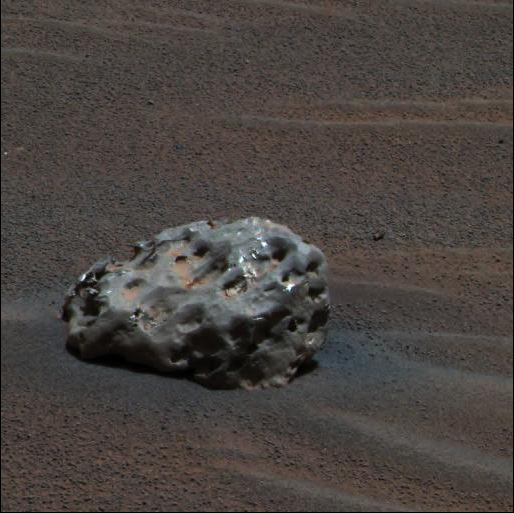
2012年11月12日，“机遇号”探测车观察到的火星“霍姆斯特克“（岩脉）。
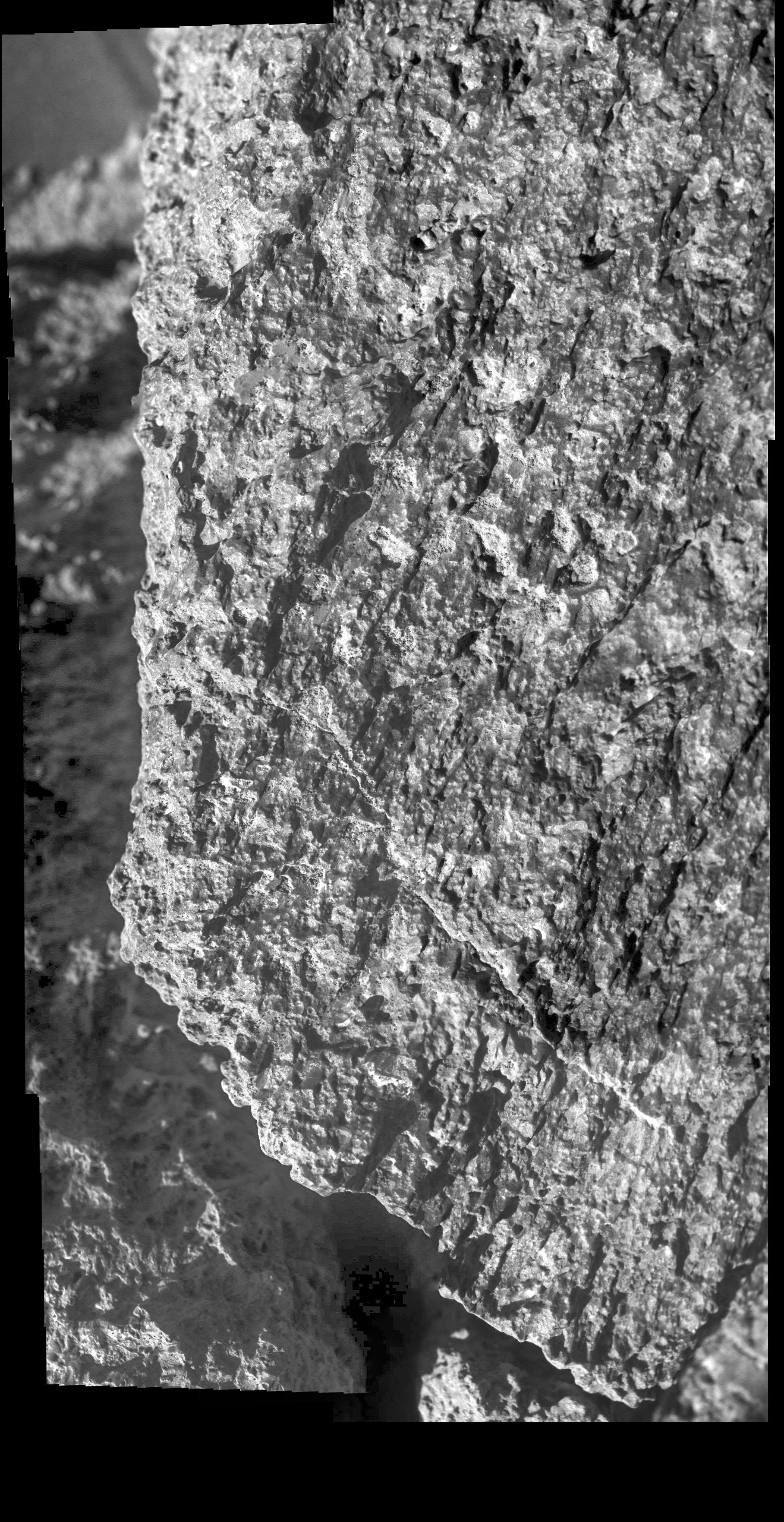
“死亡旅程”–在毅力谷发现的岩石（发布于2019年6月4日）。
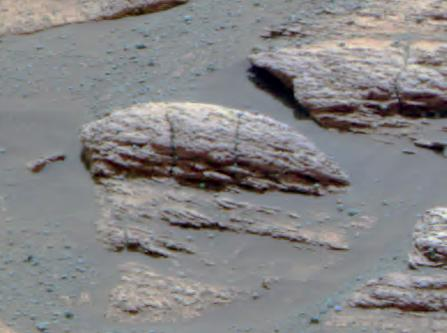
“机遇号”探测车观察到的火星“最后机会”岩石露头。
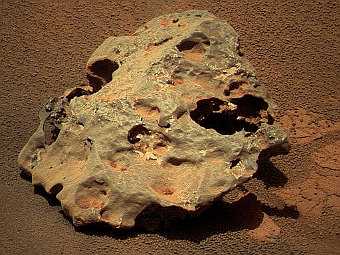
2009年10月13日，“机遇号”探测车观察到的火星“麦基诺岛”。
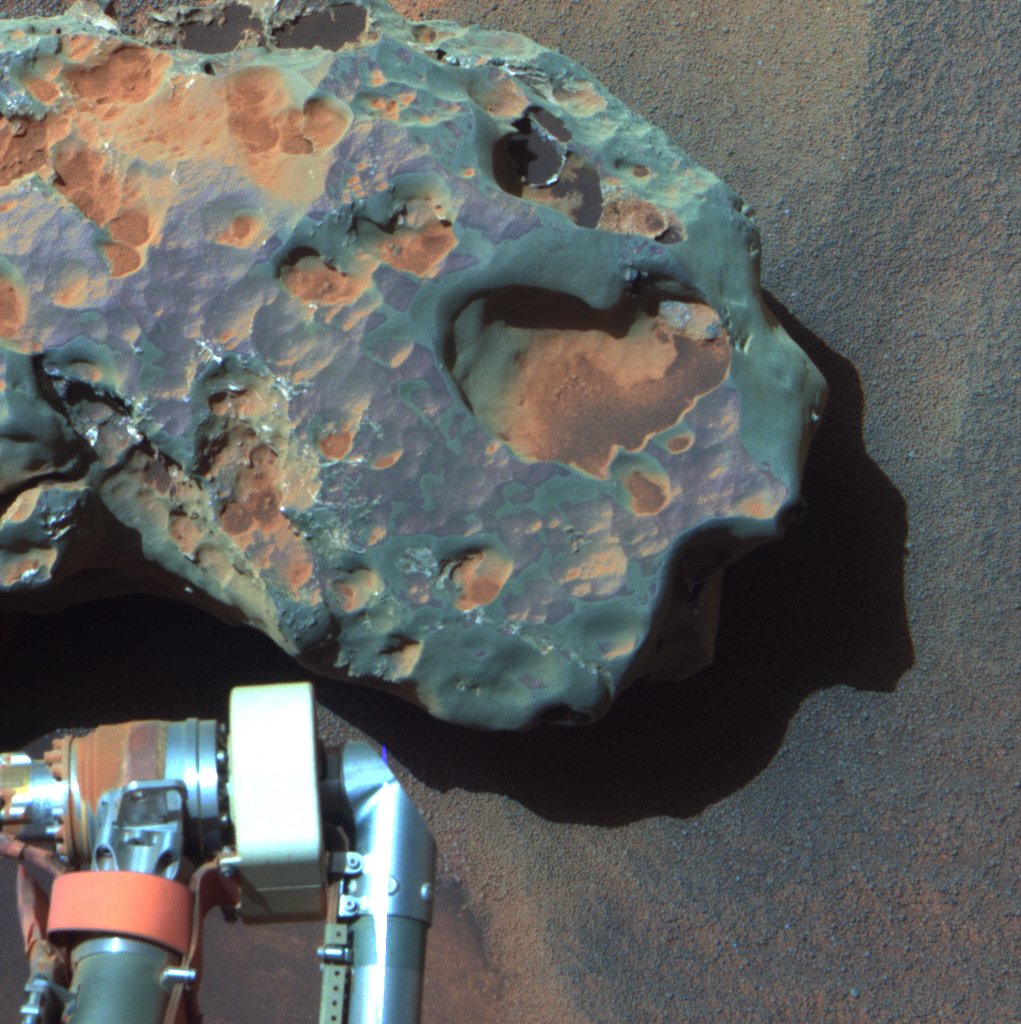
2010年9月24日，“机遇号”探测车观察到的火星“红岛”陨石。
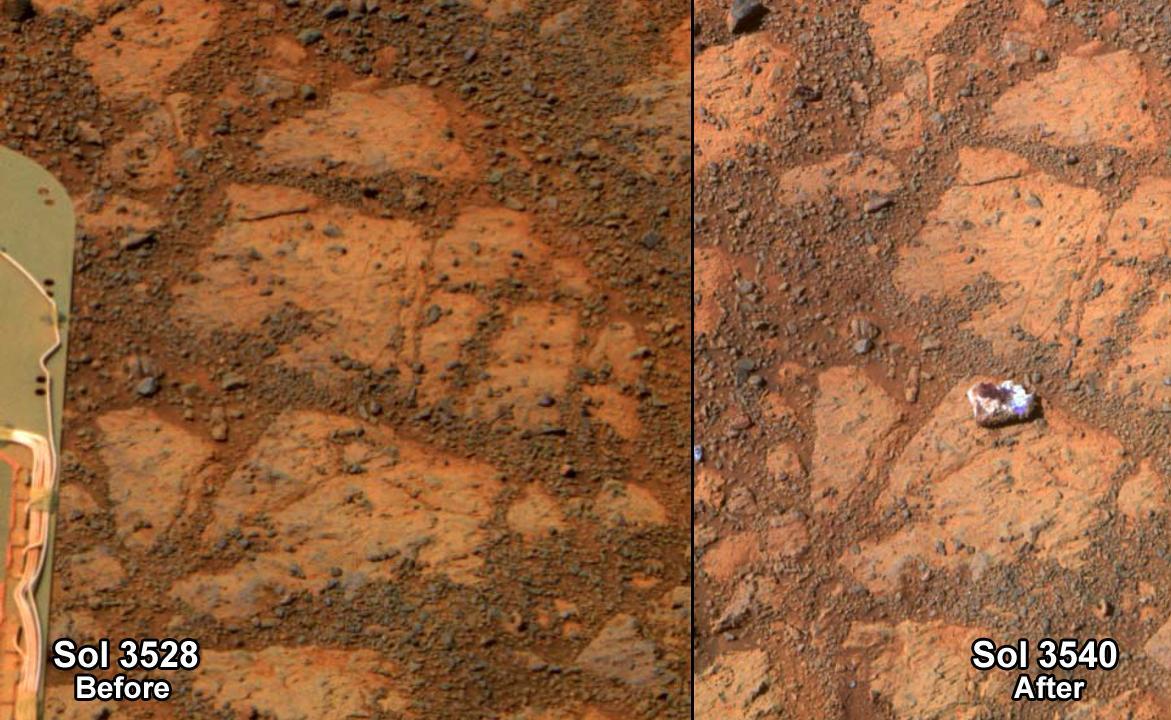
2014年1月23日，“机遇号”探测车拍摄的火星“尖阁岛”神秘外观[10][11]。
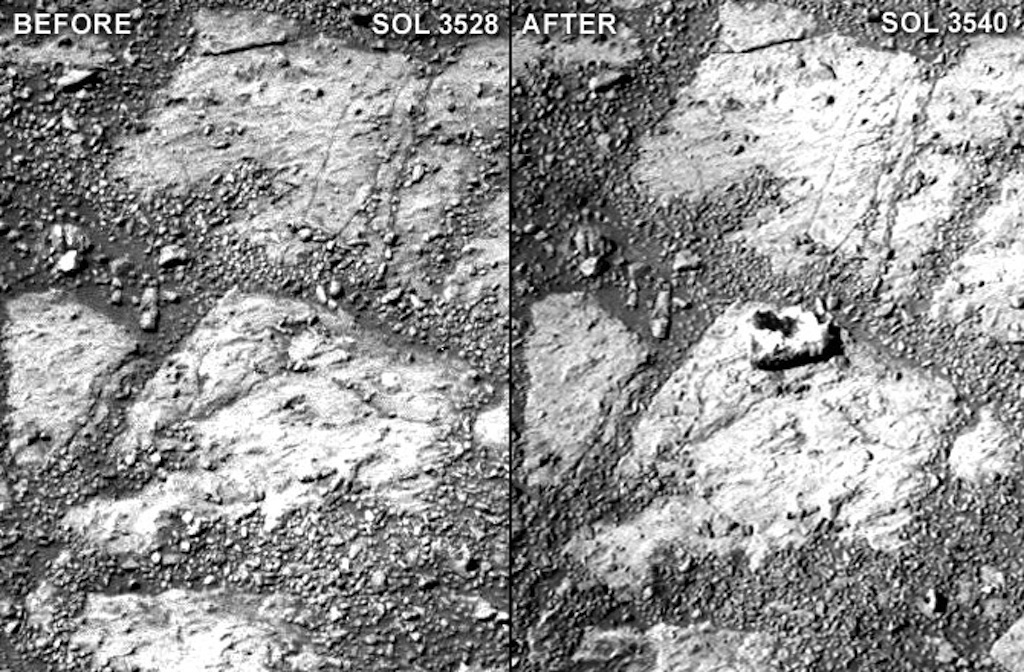
2014年1月17日，“机遇号”探测车拍摄的“尖阁岛”神秘外观[11][10]。
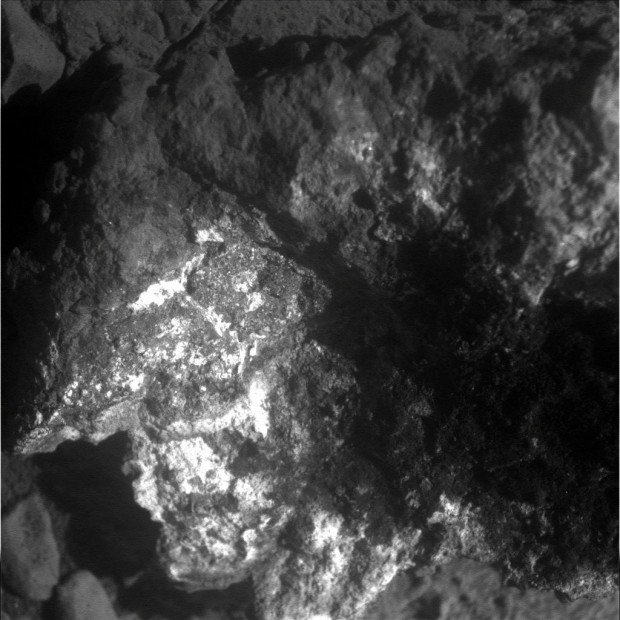
2014年2月1日，“机遇号”探测车拍摄的“尖阁岛”微观视图[11][10]。
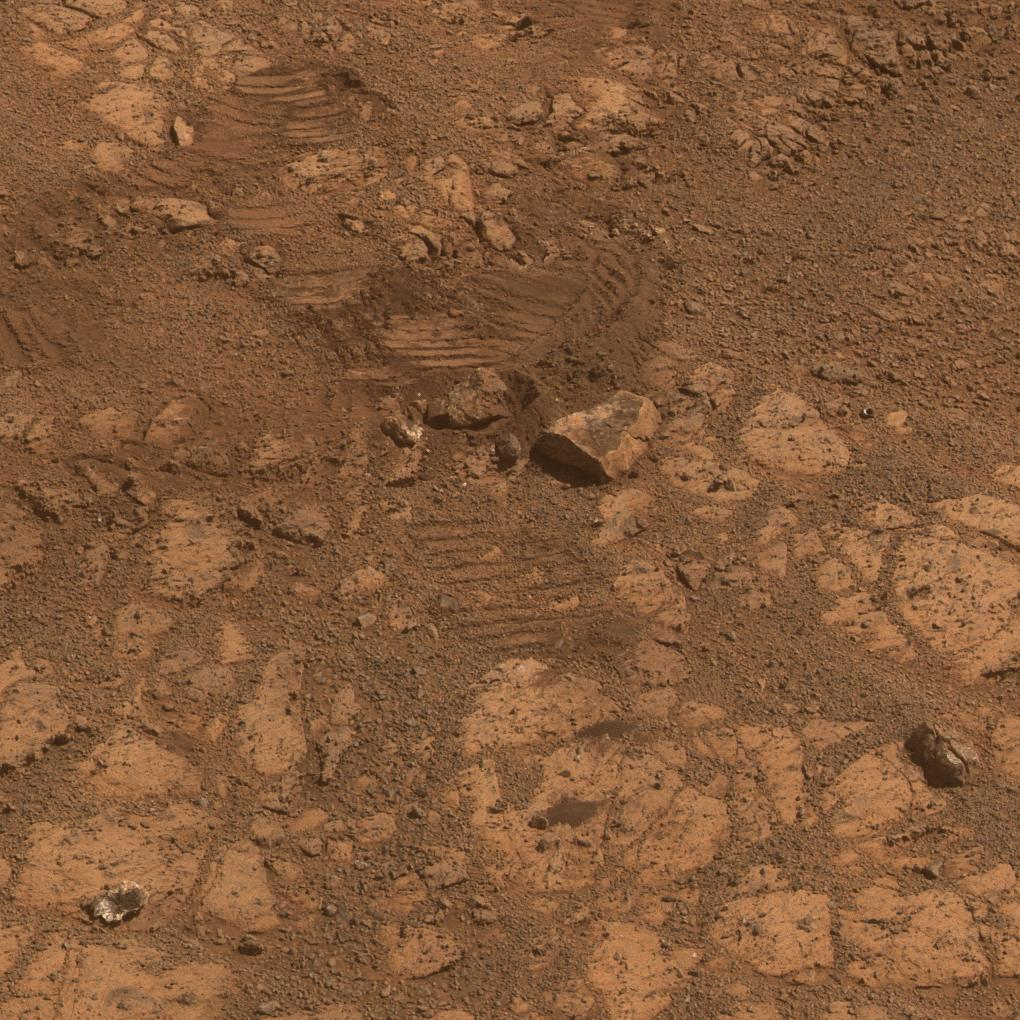
2014年2月4日，“尖阁岛”岩石被“机遇号”探测车移走的位置。
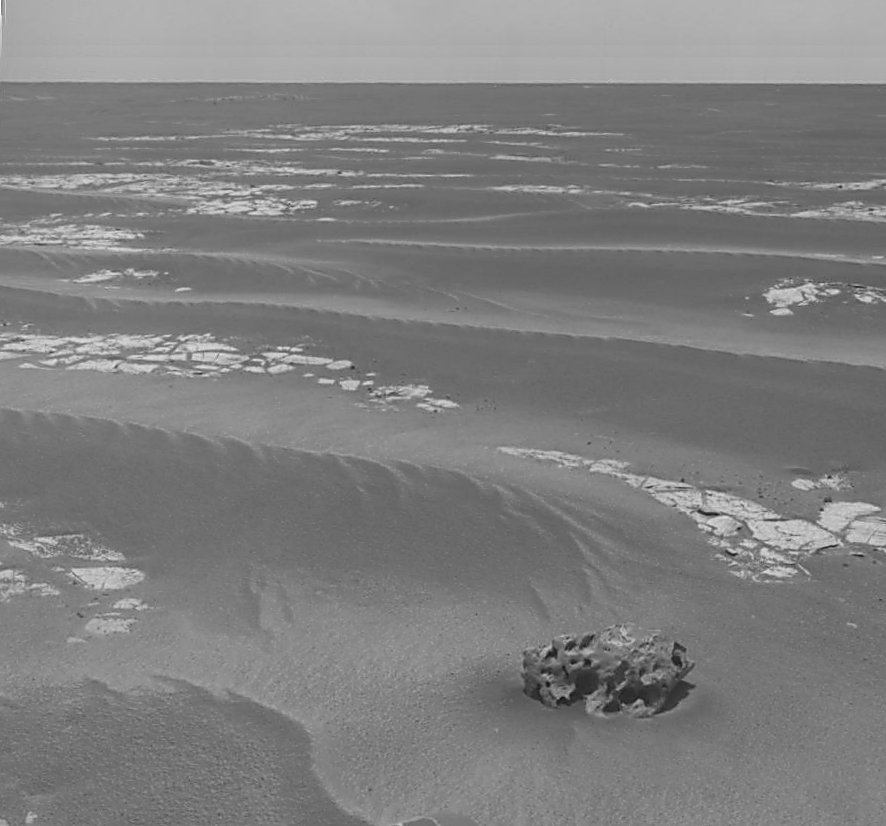
2009年10月3日，“机遇号”探测车观察到的“谢尔特岛陨石”。
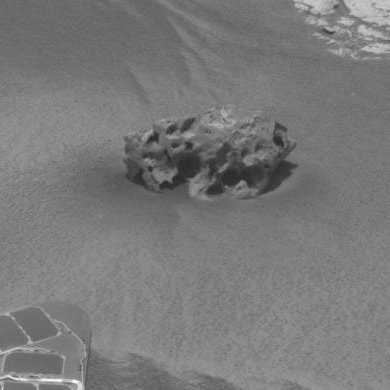
2009年10月1日，“机遇号”探测车观察到的“谢尔特岛陨石”。
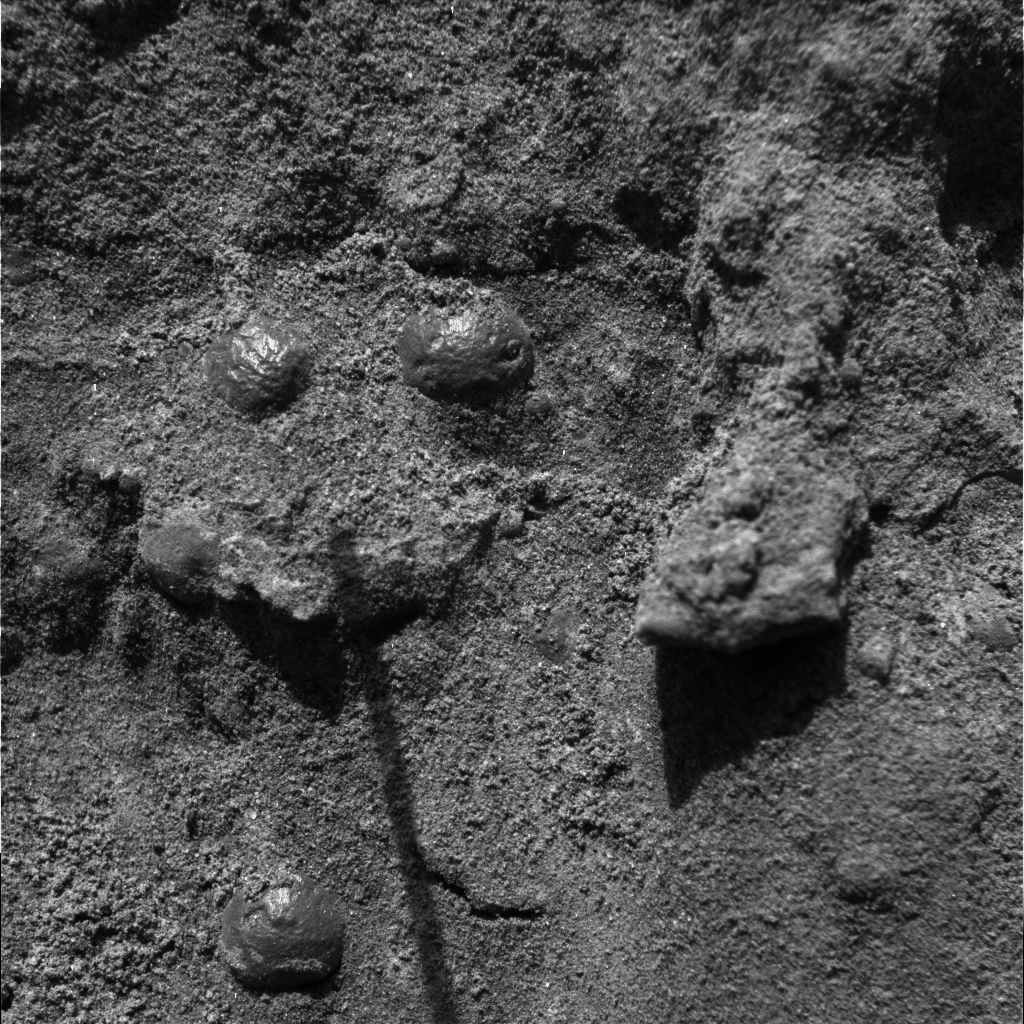
2004年2月，“机遇号”探测车观察到嵌入在子午线高原沟壁中“闪光球体“。
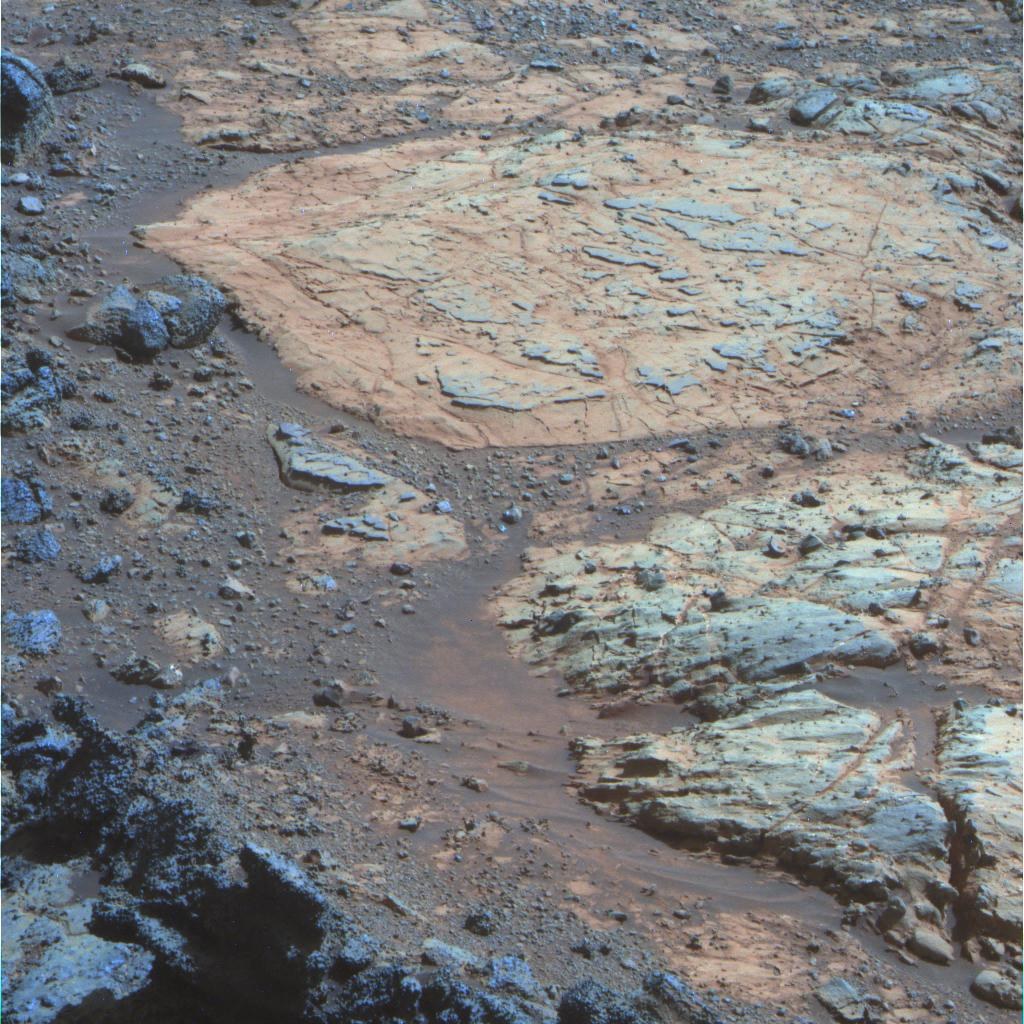
2012年11月12日，“机遇号”探测车观察到的火星”白水河“岩石。

## 2008年-“凤凰号”着陆器
凤凰号着陆器-2008年5月25日北方大平原，绿谷−“最后一次与地球联系”-2008年11月10日。

“凤凰号”在火星上运行了157个火星日 (即161天；161个地球日)。

火星登陆点坐标: 68°13′N 125°42′W / 68.22°N 125.7°W (68°13′11.9994″N 125°42′0″W / 68.219999833°N 125.70000°W)

(原始图像 - 照相机/太阳系 （页面存档备份，存于）和喷气推进实验室 （页面存档备份，存于） + 美国宇航局图像浏览器 （页面存档备份，存于）。)
- 熊宝宝
- 火刑
- 火刑3
- 渡渡鸟
- 金发姑娘
- 矮柜
- 熊妈妈
- 梦幻岛
- 熊爸爸
- 玫瑰红2
- 玫瑰红3
- 逃亡者
- 白雪公主
- 石头汤
- 上碗柜

## 2012年-“好奇号”火星车（火星科学实验室）

2017年10月25日，“好奇号”漫游车在夏普山海拨327米（1073英尺）高的斜坡上观看到的岩石全景图(视频 (1:53))。

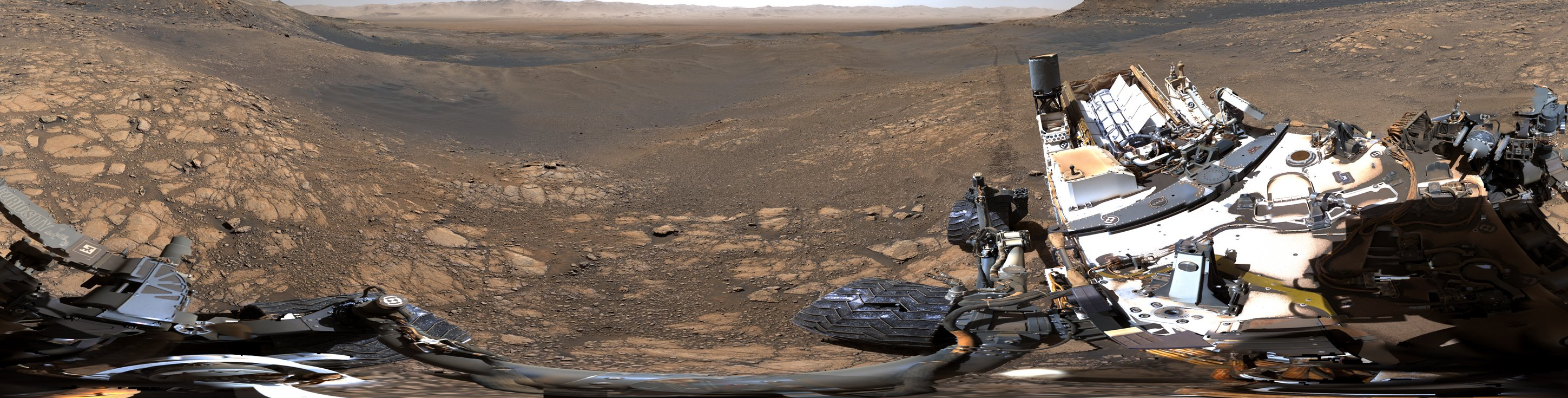
2019年12月1日，“好奇号”在夏普山山坡上观看到的岩石全景图 (视频(3:09))。

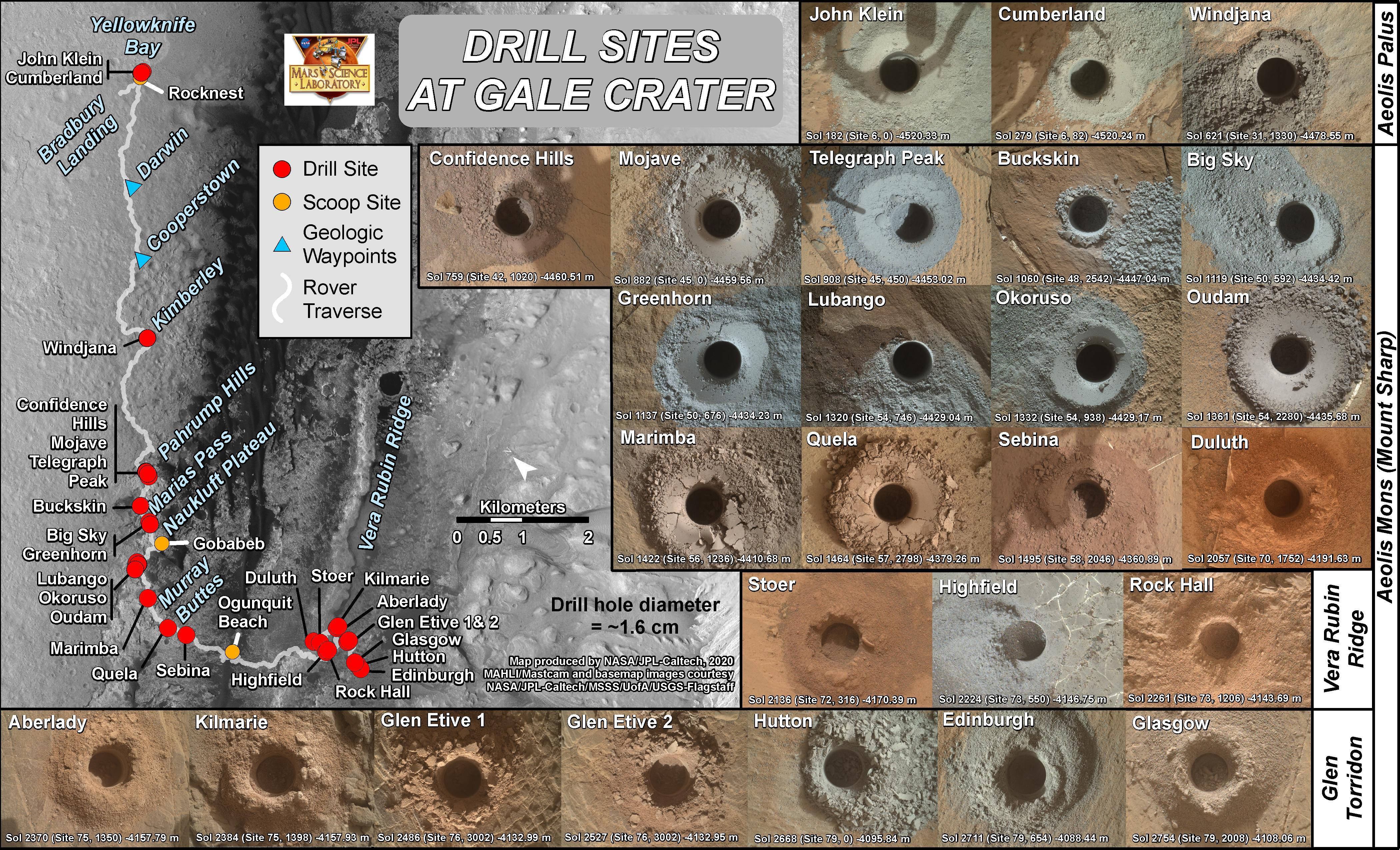
火星“好奇号”漫游车 - 26个钻孔 (2020年7月1日)
[点击这里更新至32个钻孔版本 (2021年8月17日)]

好奇号火星车 -2012年8月6日；盖尔撞击坑；当前处于运行状态。

截至2025年3月14日，“好奇号”已运行了4480个太阳日(总计4603天；12岁220天)。

火星登陆点坐标: 4°35′22″S 137°26′30″E / 4.5895°S 137.4417°E (4°35′22.2″S 137°26′30.1194″E / 4.589500°S 137.441699833°E)

(原始图像 - 照相机 （页面存档备份，存于）与 太阳系 （页面存档备份，存于）和 喷气推进实验室-1 （页面存档备份，存于）及2-JPL （页面存档备份，存于） + 美国宇航局图像浏览器 （页面存档备份，存于）。)
- 亚历山大丘（区域）
- 阿玛戈萨山谷（区域）
- 巴瑟斯特因莱特
- 好运王
- 书架岩（区域）
- 鹿皮
- 伯沃什
- 钦利（区域）
- 信心丘（区域）
- 加冕
- 巅峰
- 金顶
- 坎伯兰
- 达尔文露头
- 野狗峡（区域）
- 发现岭（区域）
- 蛋岩（陨石）
- 埃克维尔_1
- Et-Then
- 花园城 （区域）
- 吉莱斯皮（区域）
- 吉莱斯皮湖
- 格莱内尔格（区域）
- 古尔本
- 哈里森
- 隐秘谷（区域）
- 高沙丘（区域）
- 霍塔
- 伊萨卡
- 杰克·马蒂耶维奇
- 约翰·克莱因-A/B/C
- 金伯利（区域）
- 克诺尔[14]
- 拉穆兹
- 黎巴嫩（“铁陨石”）
- 林克
- 小科隆赛岛
- 米苏拉
- 莫哈韦（区域）
- 莫哈韦2号
- 墨累单元（区域）
- 纳米布沙丘（区域）
- 不是骨骸
- 新星
- 老水坑
- 帕伦普丘（区域）
- 全景地（区域）
- 粉红悬崖（区域）
- 波因特湖
- 波特奇[15]
- 拉皮坦
- 石巢（区域）
- 石巢3号[16]
- 萨尤内
- 塞尔温
- 谢勒[17][18]
- 羊床
- 舒梅克尔
- 蛇河[19]
- 史汀生单元（区域）
- 斯特拉登
- 萨顿内露层（区域）[14]
- 电报峰（区域）
- 廷蒂纳岩石[14][20]
- 双凯恩斯岛（区域）
- 未命名-20120902
- 未命名-20180102
- 维拉·鲁宾岭（区域）
- 路标1（区域）
- 韦内克[14]
- 鲸鱼
- 异想天开
- 野玫瑰
- 温迦那
- 温尼伯索基
- 黄蜂侠
- 黄刀湾（区域）

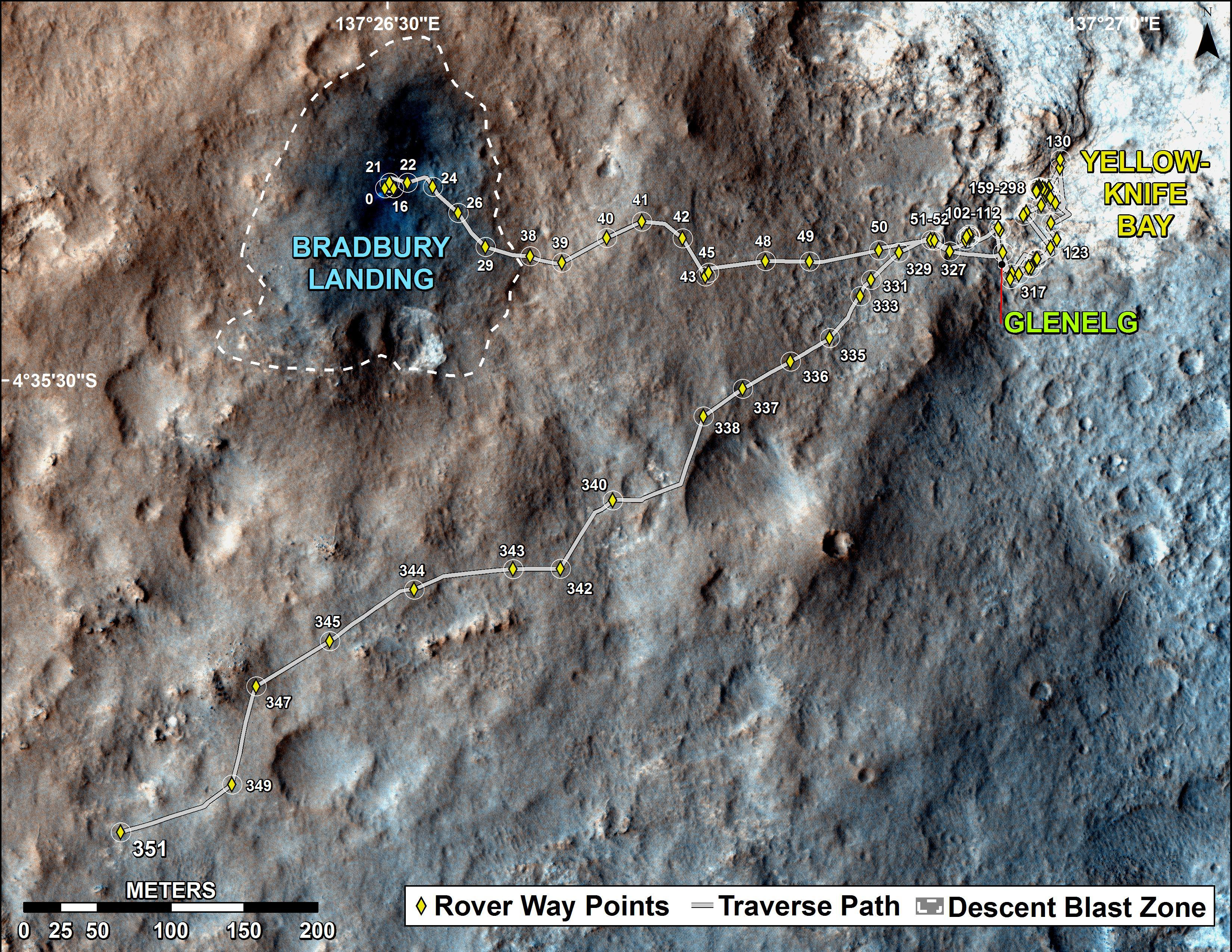
2013年8月1日立体图 （页面存档备份，存于）)，“好奇号”探测车第一年的第一英里轨迹图 （页面存档备份，存于） 。
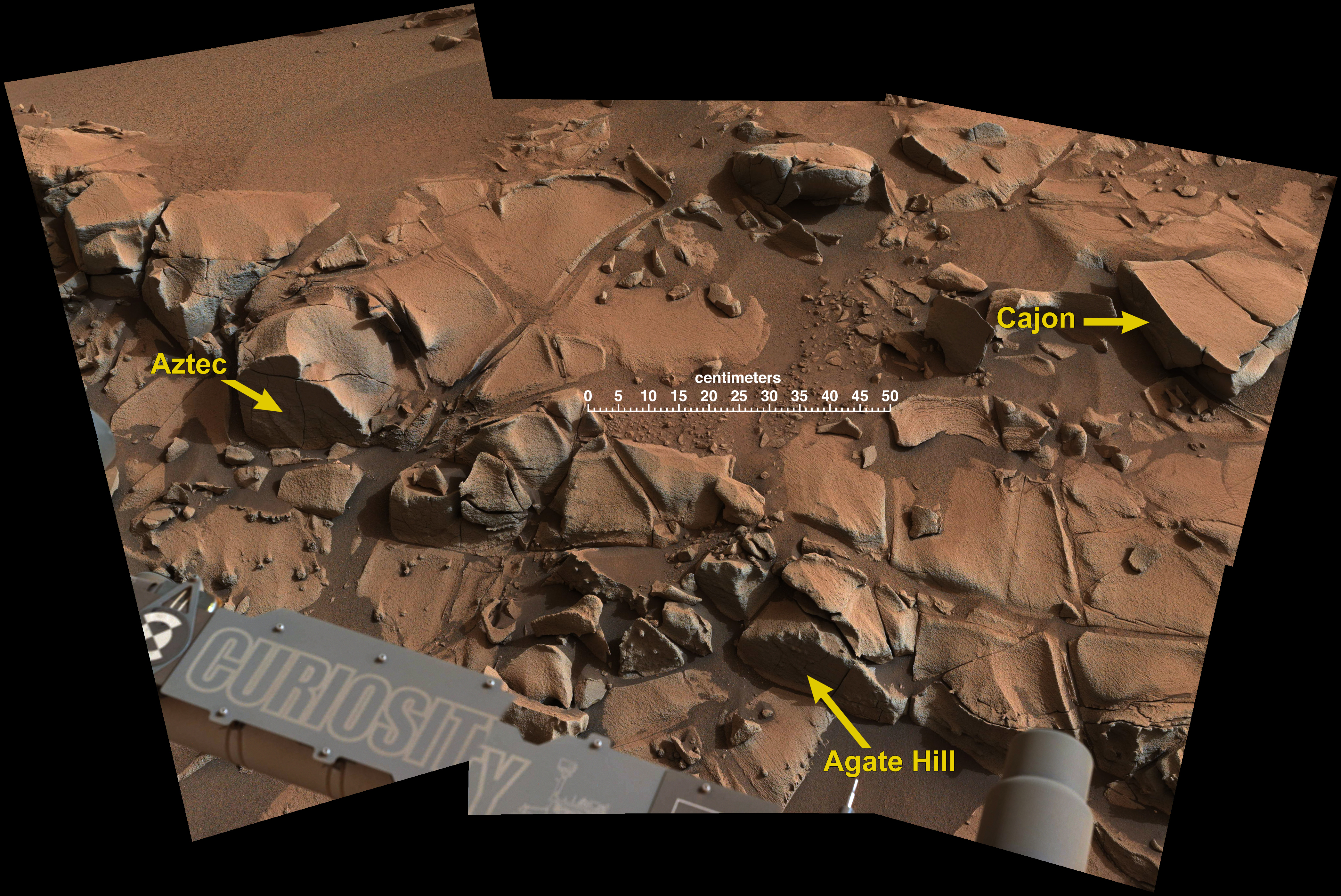
2014年11月23日，“好奇号”探测车观察到的火星上“亚历山大山”岩床。
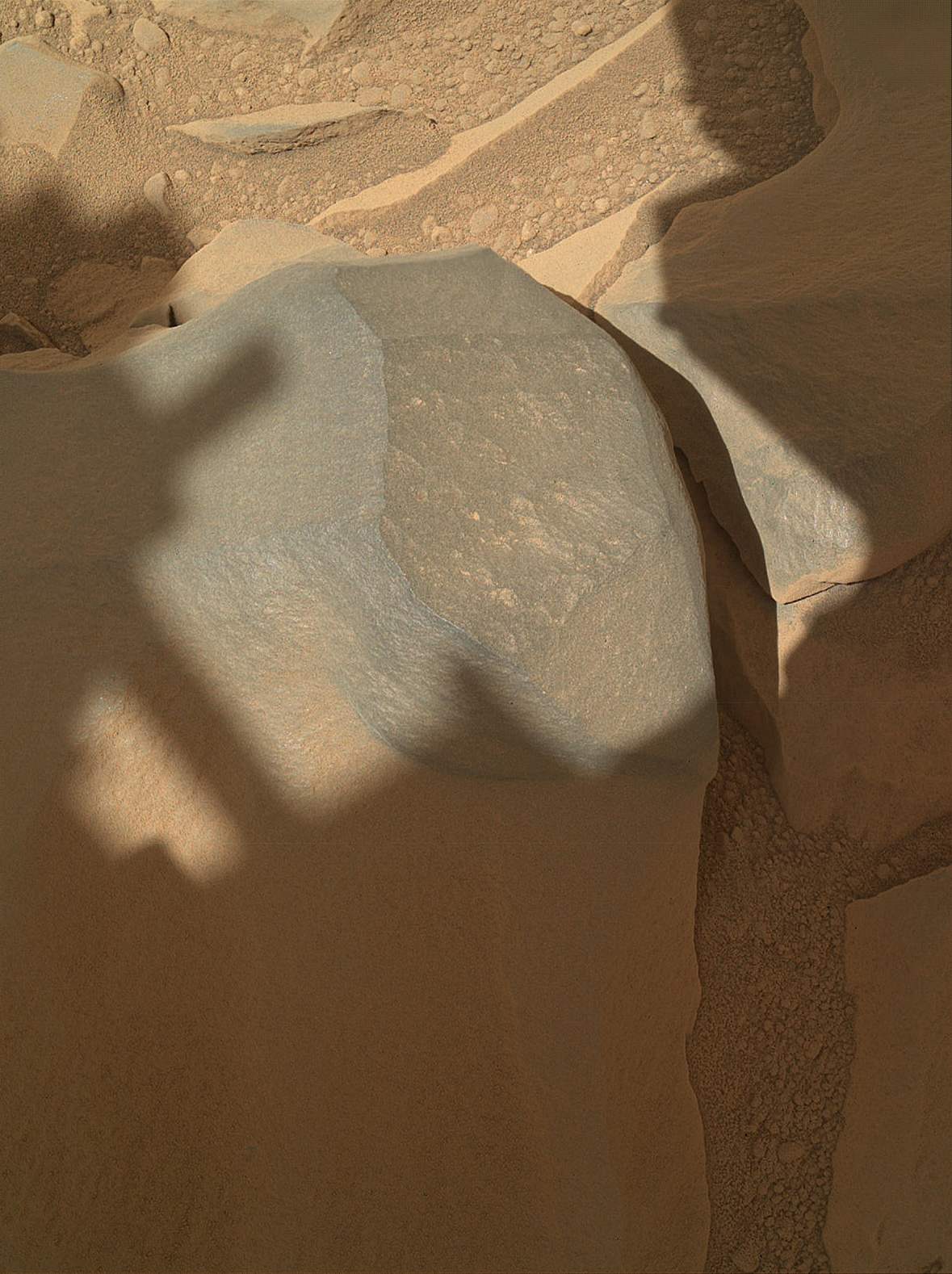
2012年9月30日，“好奇号”探测车火星手部透镜成像仪拍摄的火星巴瑟斯特因莱特岩石”。
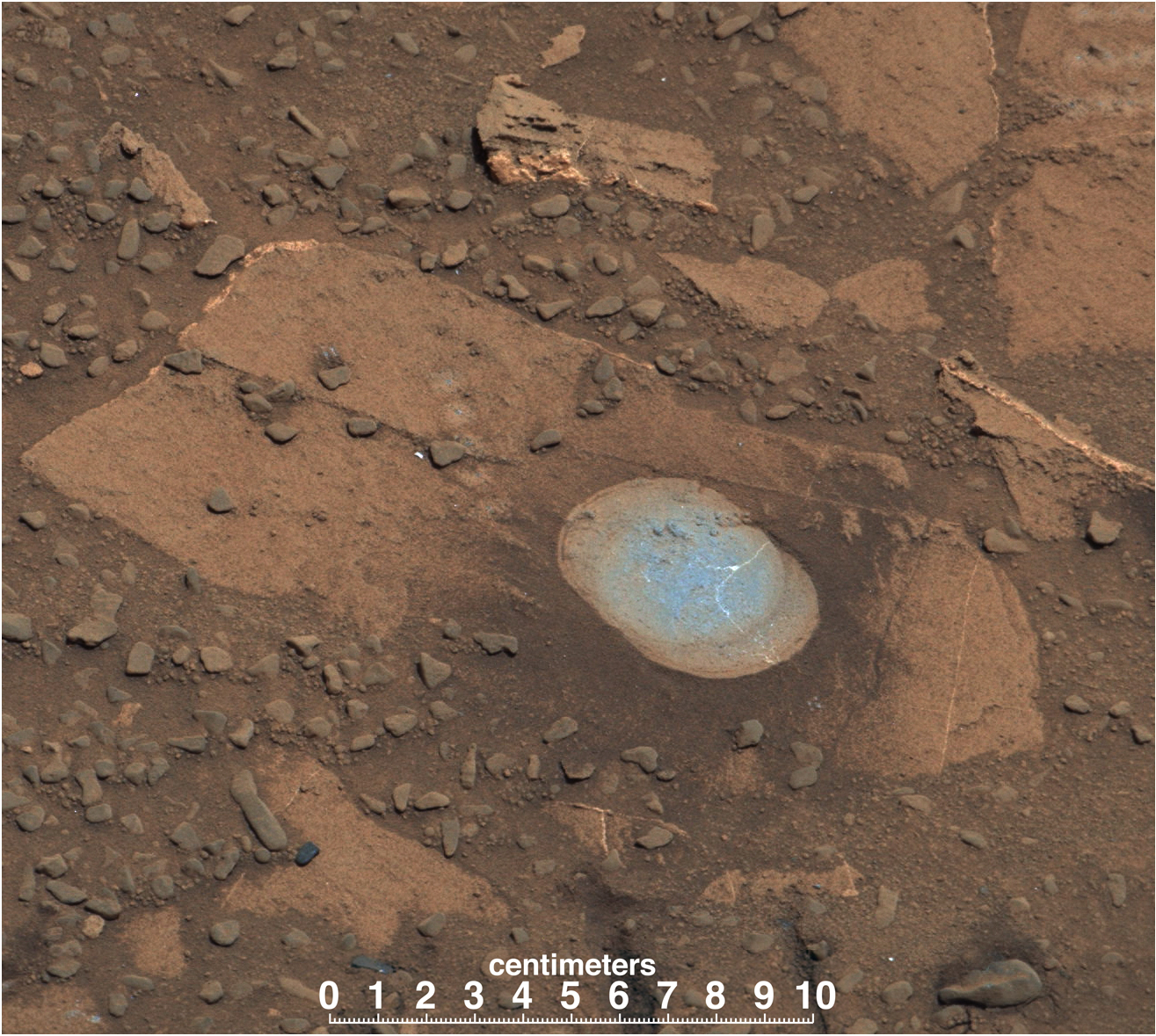
2014年9月11日，首次钻孔并清扫的火星“好运王”岩石。
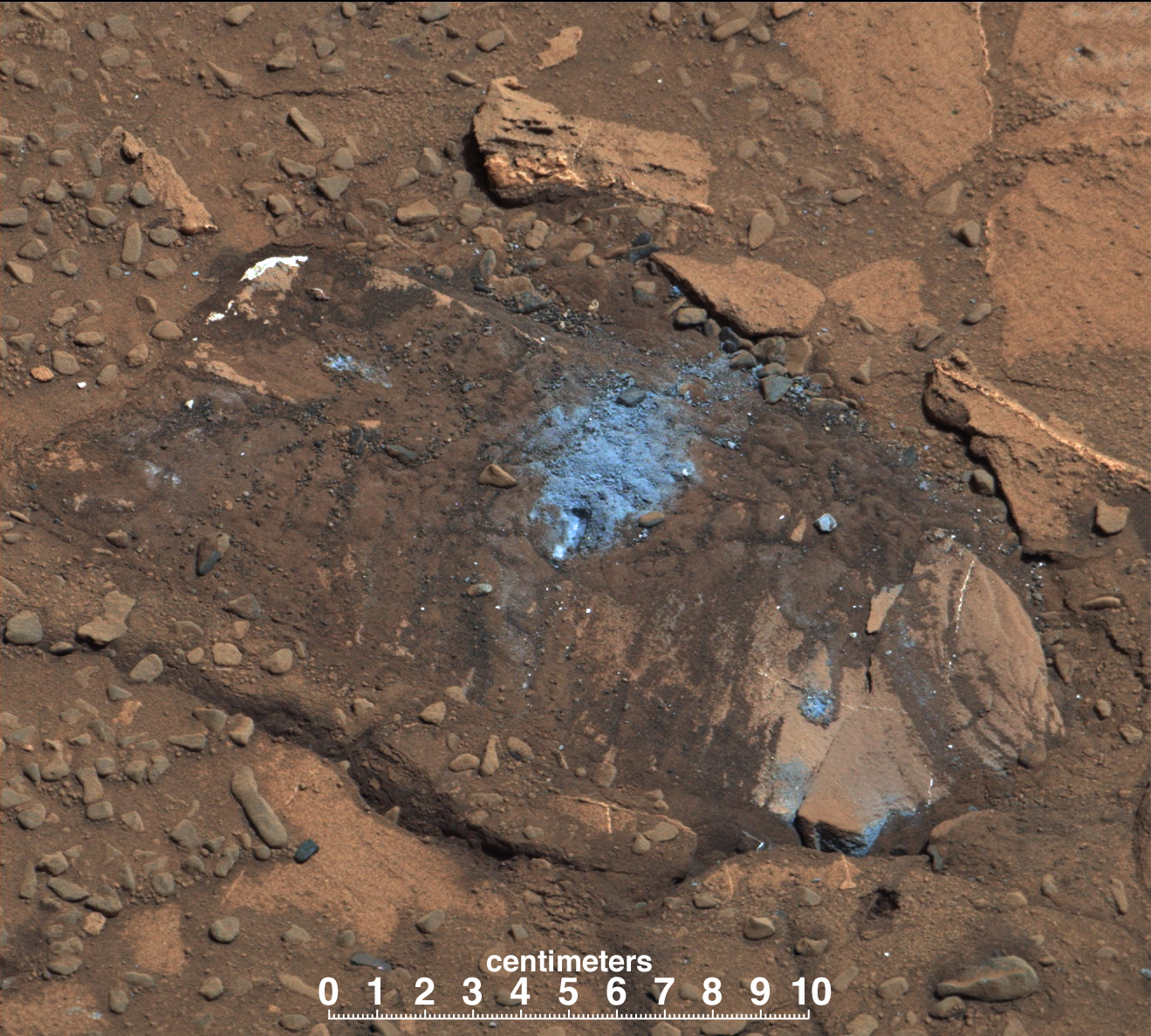
2014年9月11日，火星“好运王”岩石松动，钻孔停止。
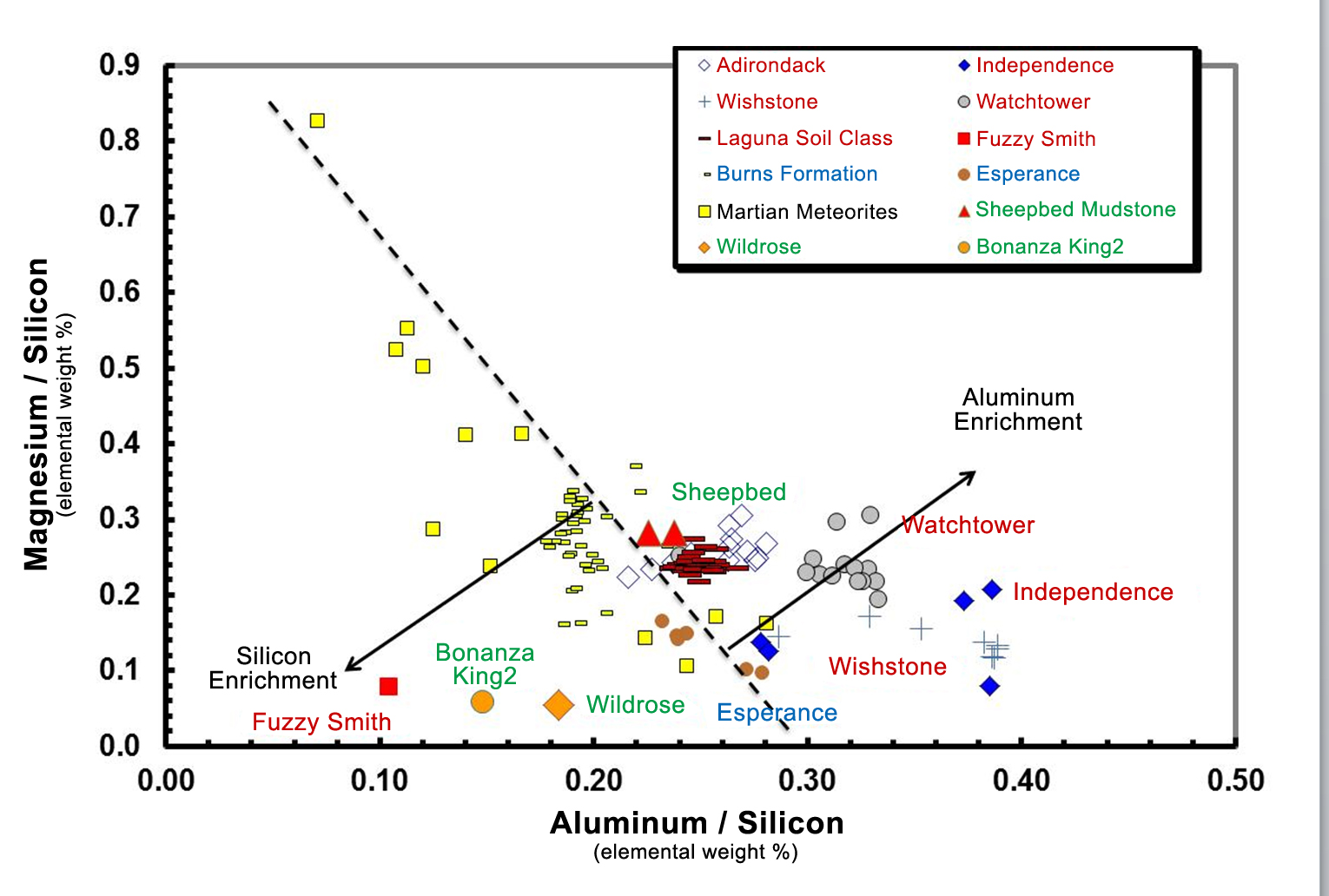
2014年9月11日，对火星“好运王”进行阿尔法粒子X射线光谱分析。
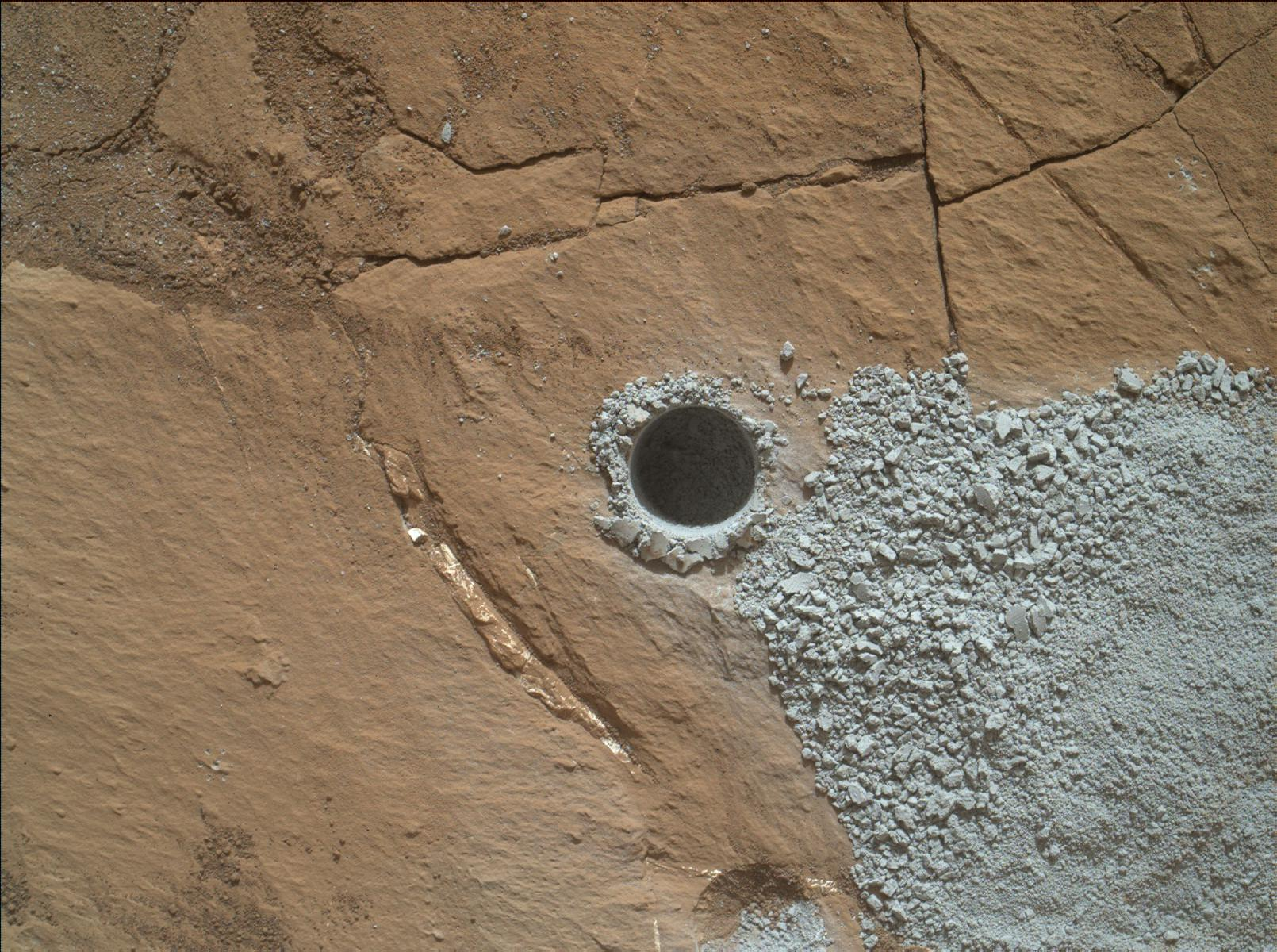
2015年7月30日，火星上的“鹿皮”岩石—“好奇号”钻探现场。
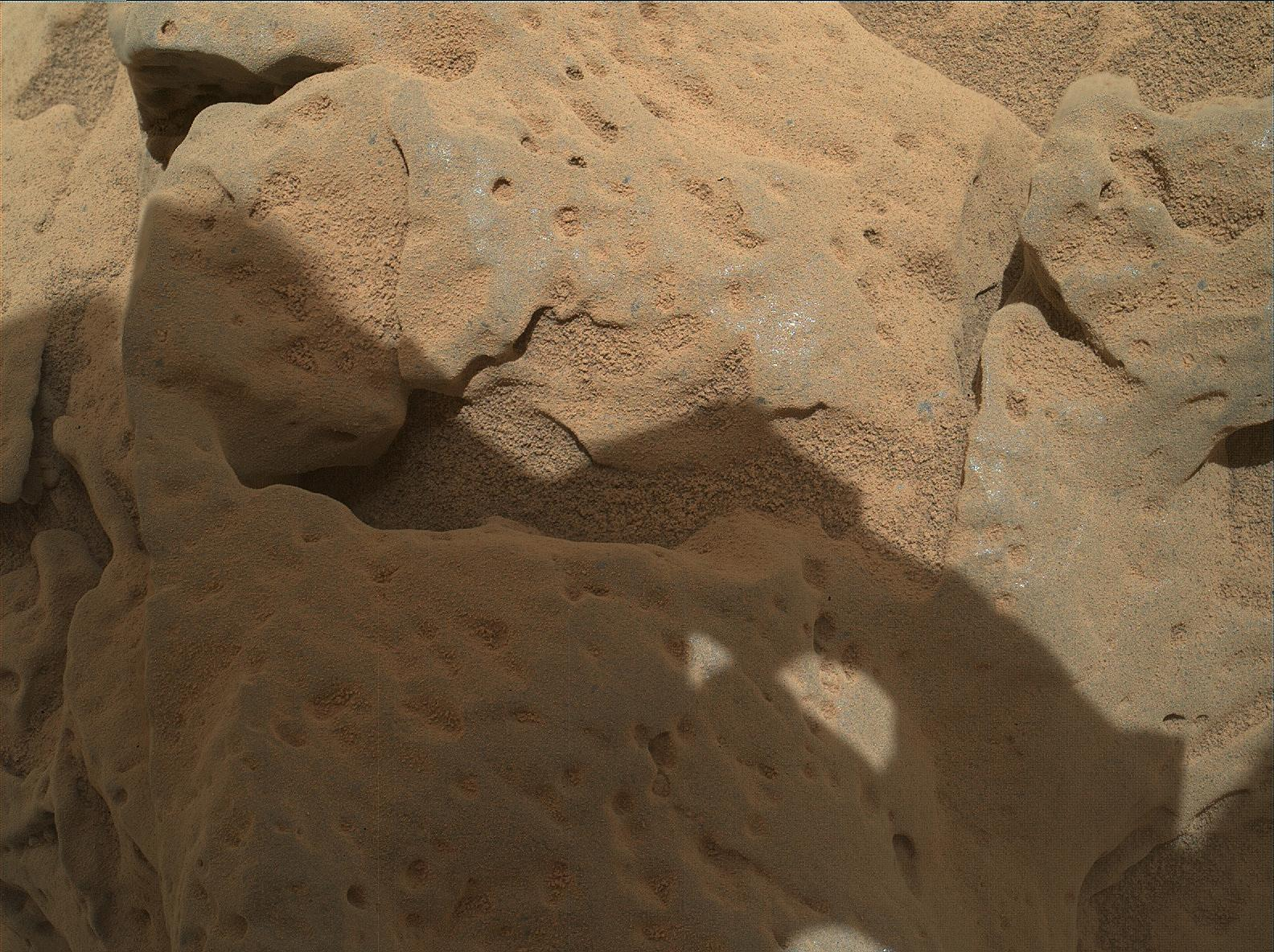
2012年10月29日，“好奇号”探测车火星手部透镜成像仪摄像头观察到的火星“伯沃什岩石”。
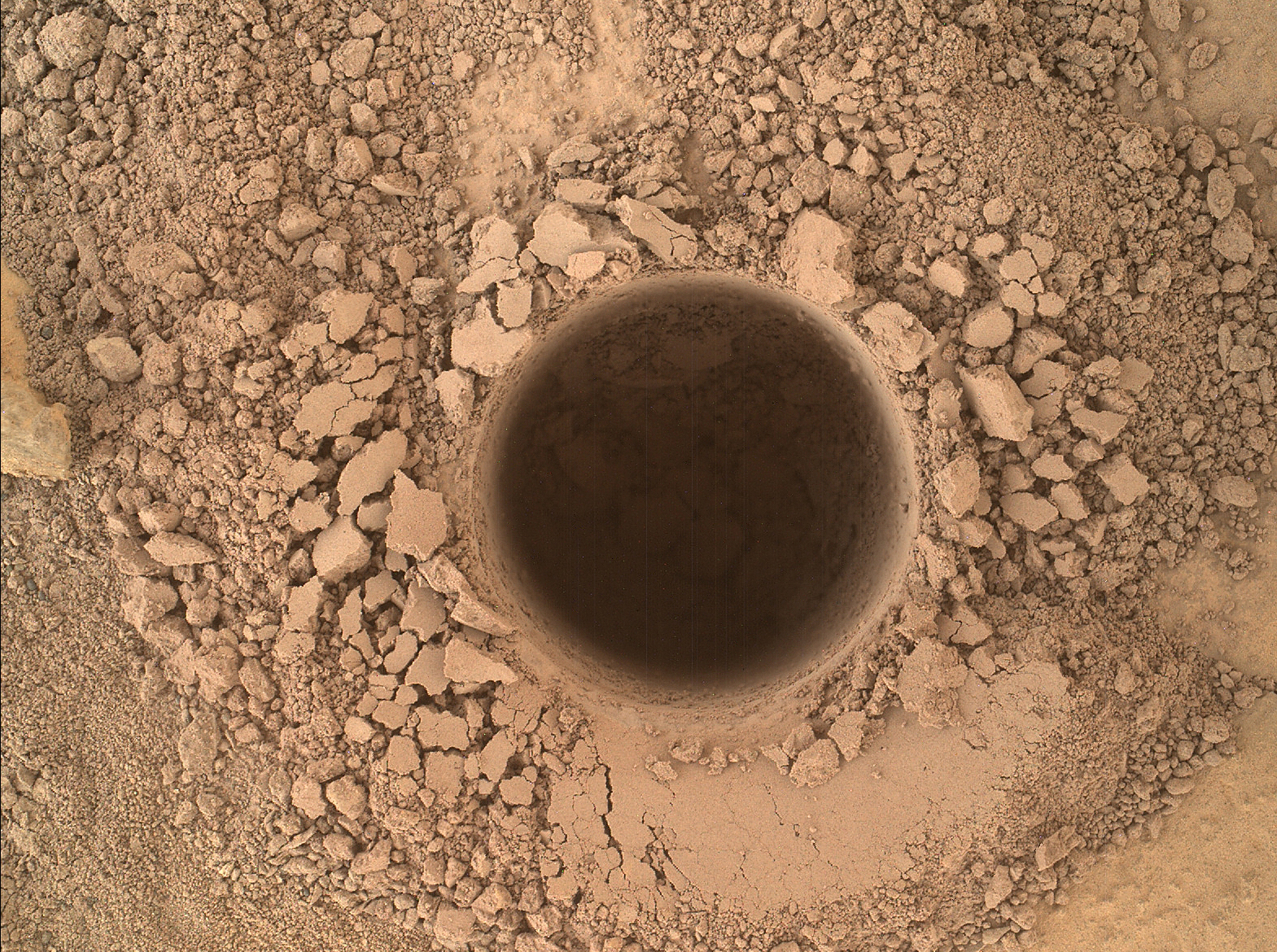
2014年9月24日，“好奇号”的第一个目标是夏普山的“信心山”岩石。
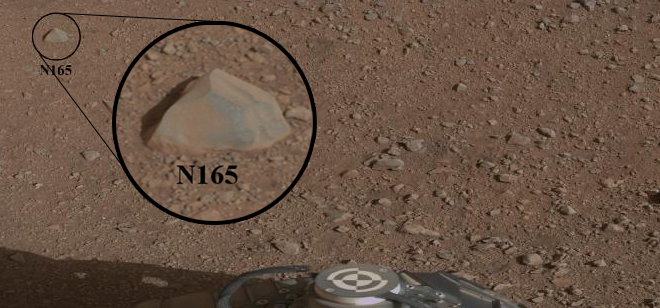
2012年8月17日，“好奇号”探测车上的化学相机激光分析仪的第一个目标火星“加冕岩”。
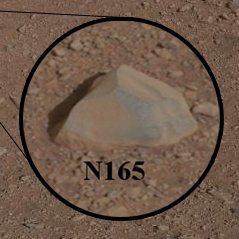
2012年8月17日，“好奇号”探测车观察到的火星“加冕”岩特写。
2012年10月20日，“好奇号”在化学相机激光器击中之前/之后观察到的火星“新月形”沙斑。
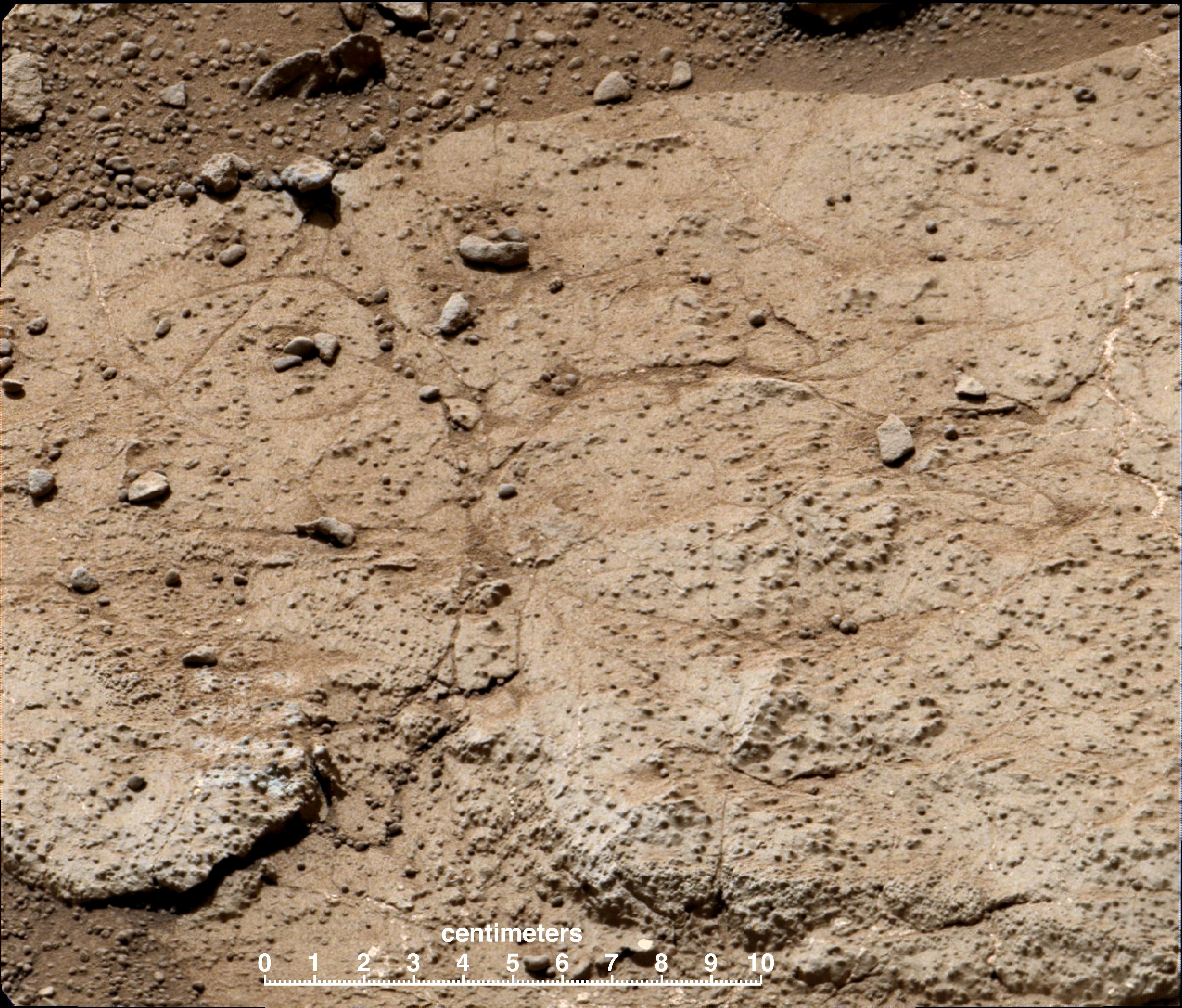
2013年2月19日，火星“坎伯兰”基岩-“好奇号”钻孔现场（黄刀湾区，白色平衡）。
2013年5月19日，火星“坎伯兰”基岩-“好奇号”的第二钻孔现场-之前/之后的黄刀湾。
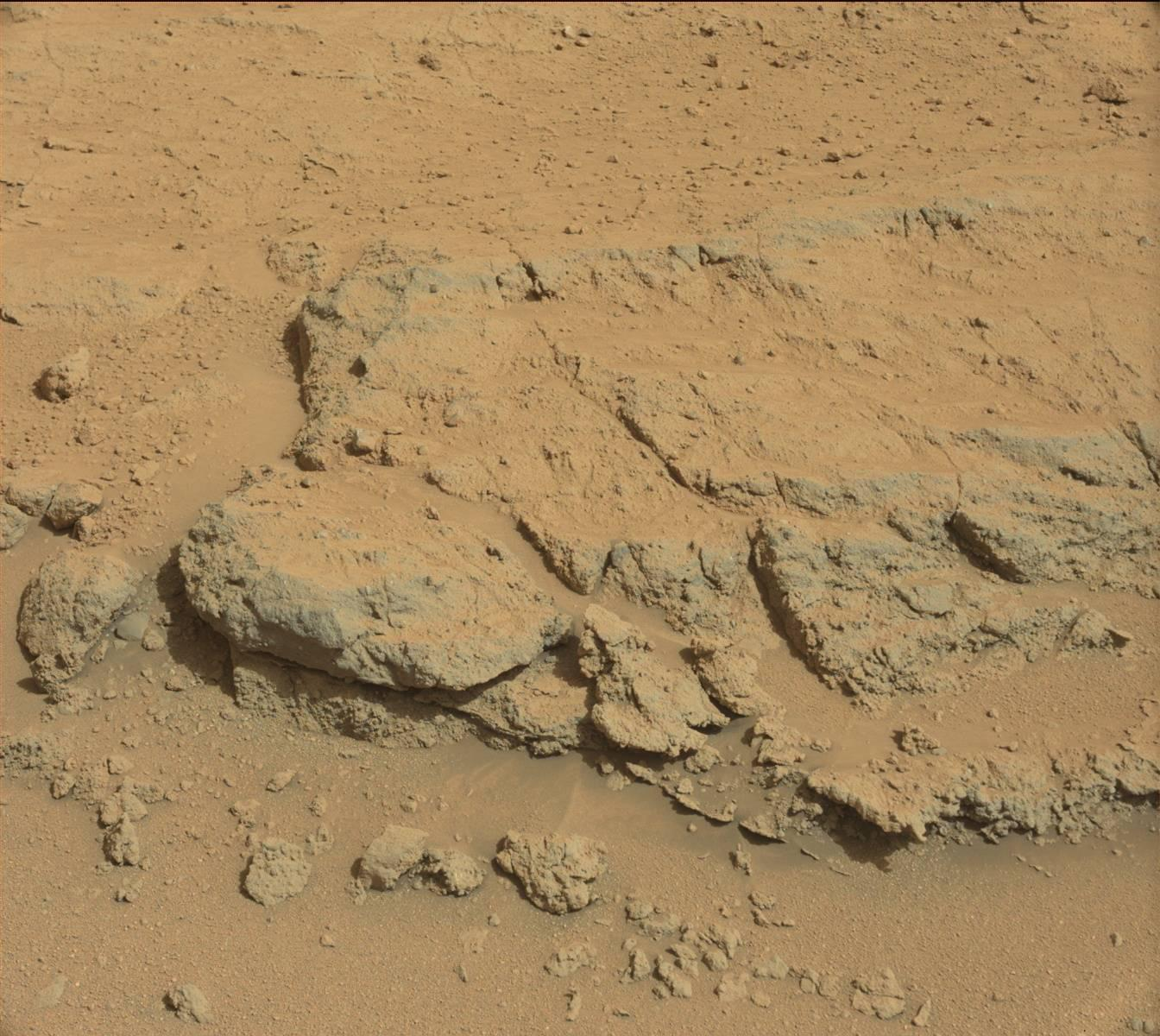
2013年9月10日，“好奇号”在路标1区观察到的火星“达尔文”岩石露头。
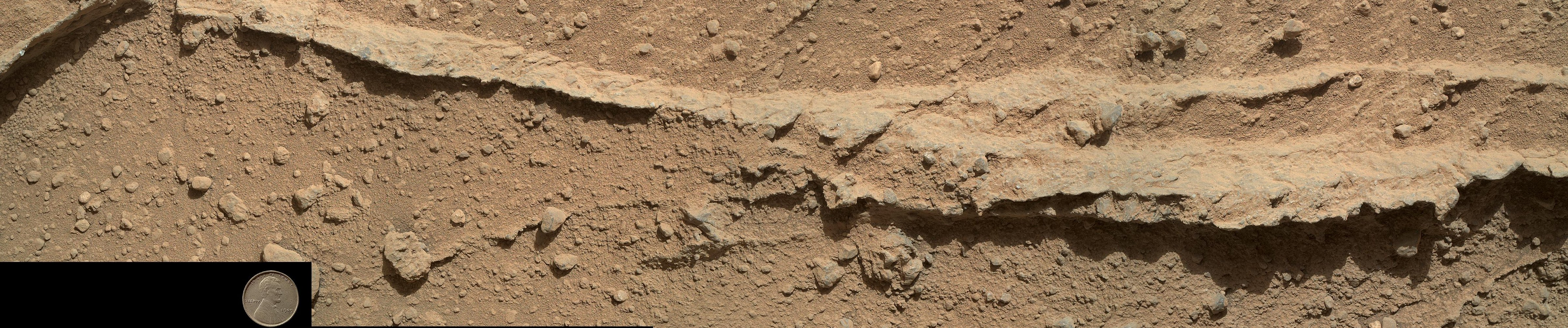
2013年9月21日，“好奇号”在路标1区观察到的火星“达尔文”岩石露头脊。
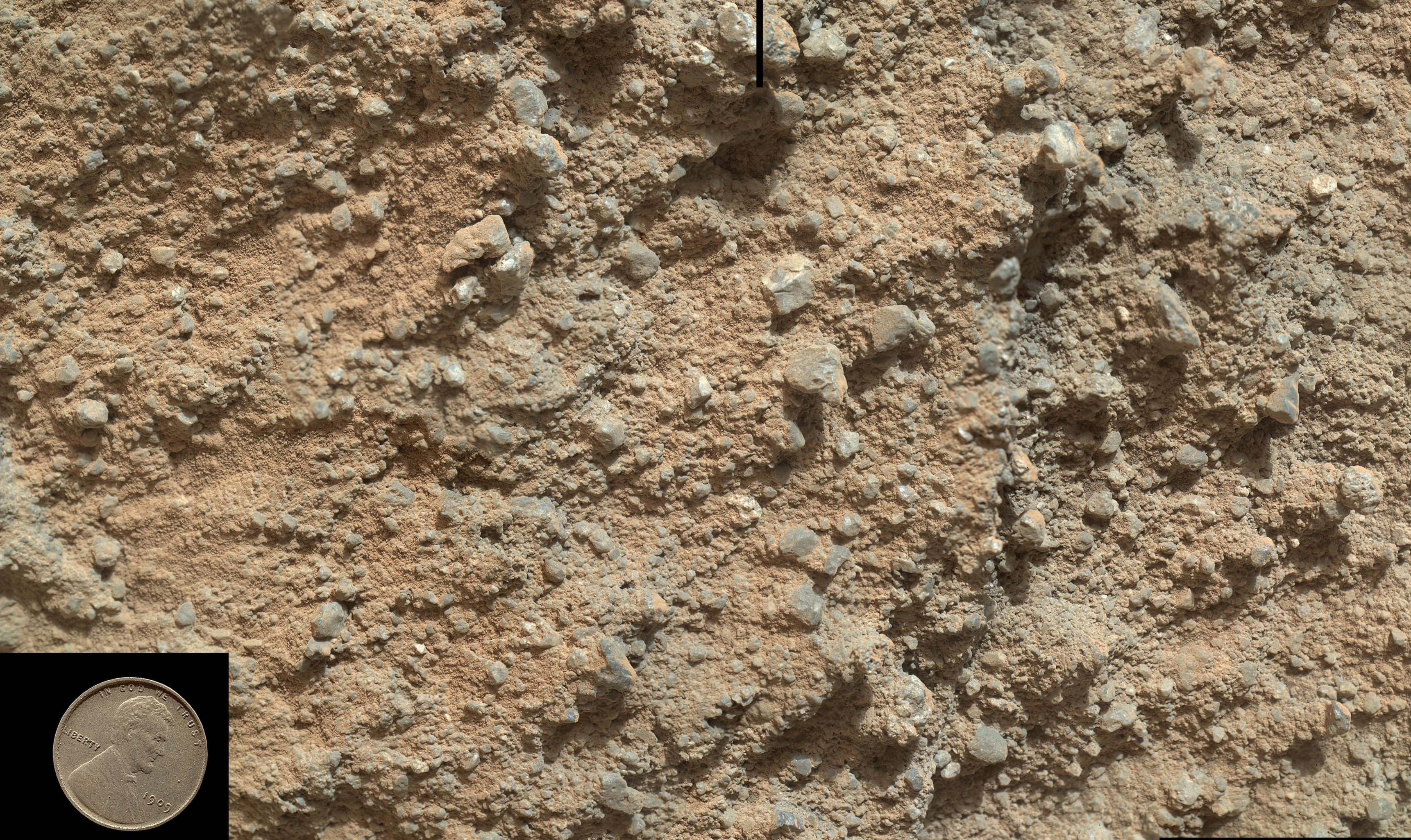
2013年9月21日，“好奇号”在路标1区观察到的火星“达尔文”砂岩特写。
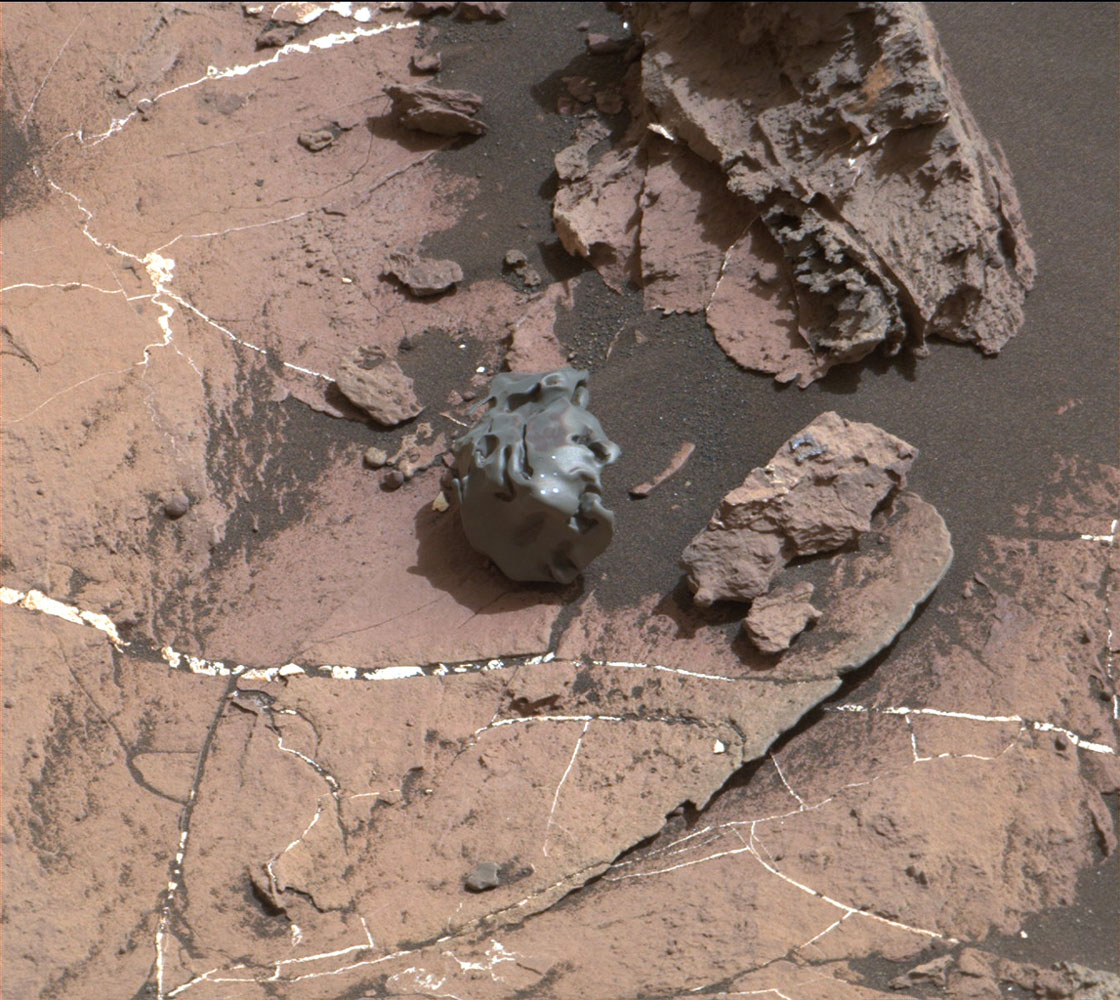
2016年10月27日，“好奇号”观察到的火星“蛋岩”陨石（墨累地层，背景）[21]。
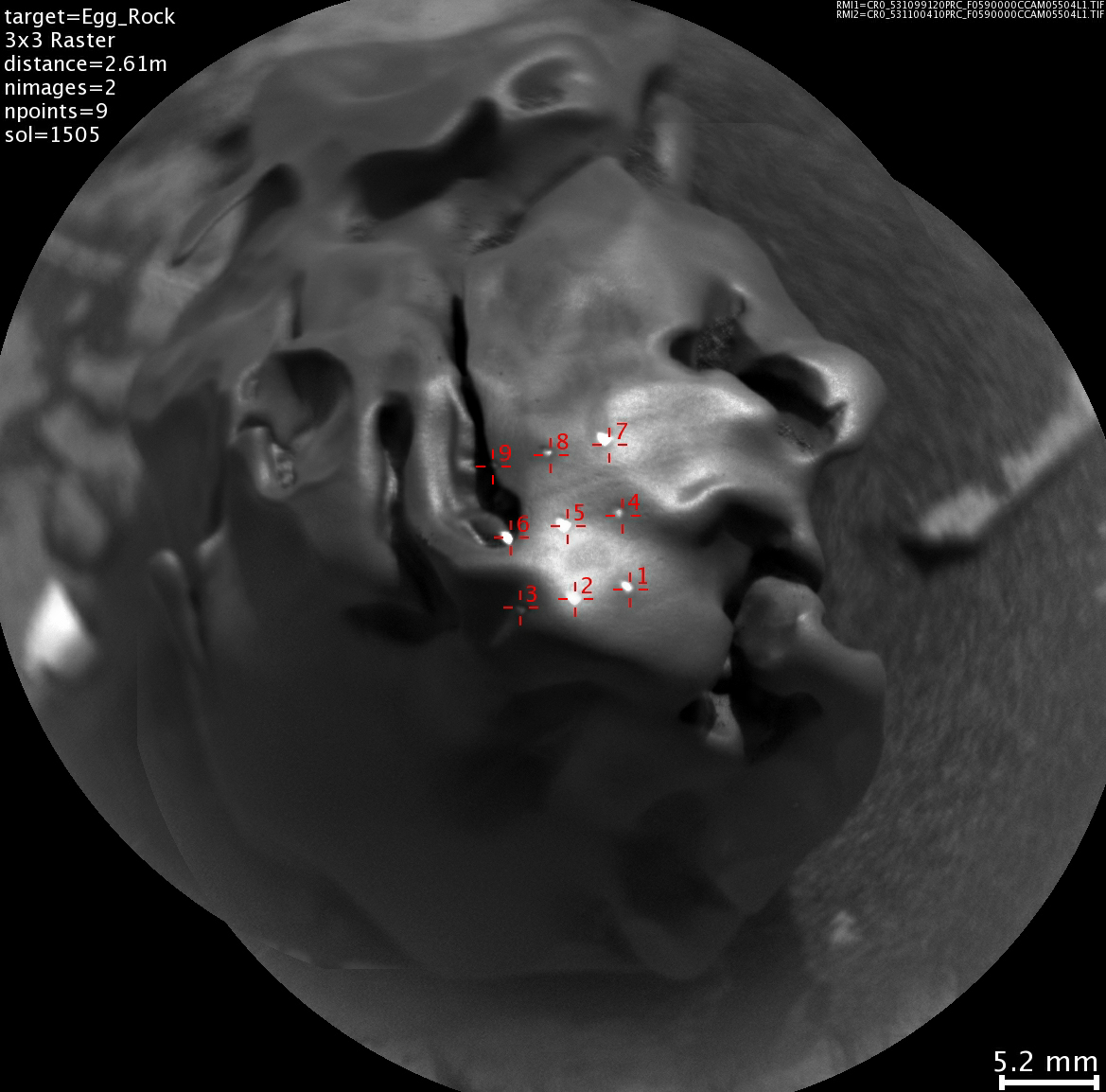
2016年10月27日，“好奇号”观察到的火星“蛋岩”陨石特写镜头[21]。
2013年1月6日，“好奇号”机械手臂清洁过的火星“埃克维尔_1”岩石特写镜头 （页面存档备份，存于）。
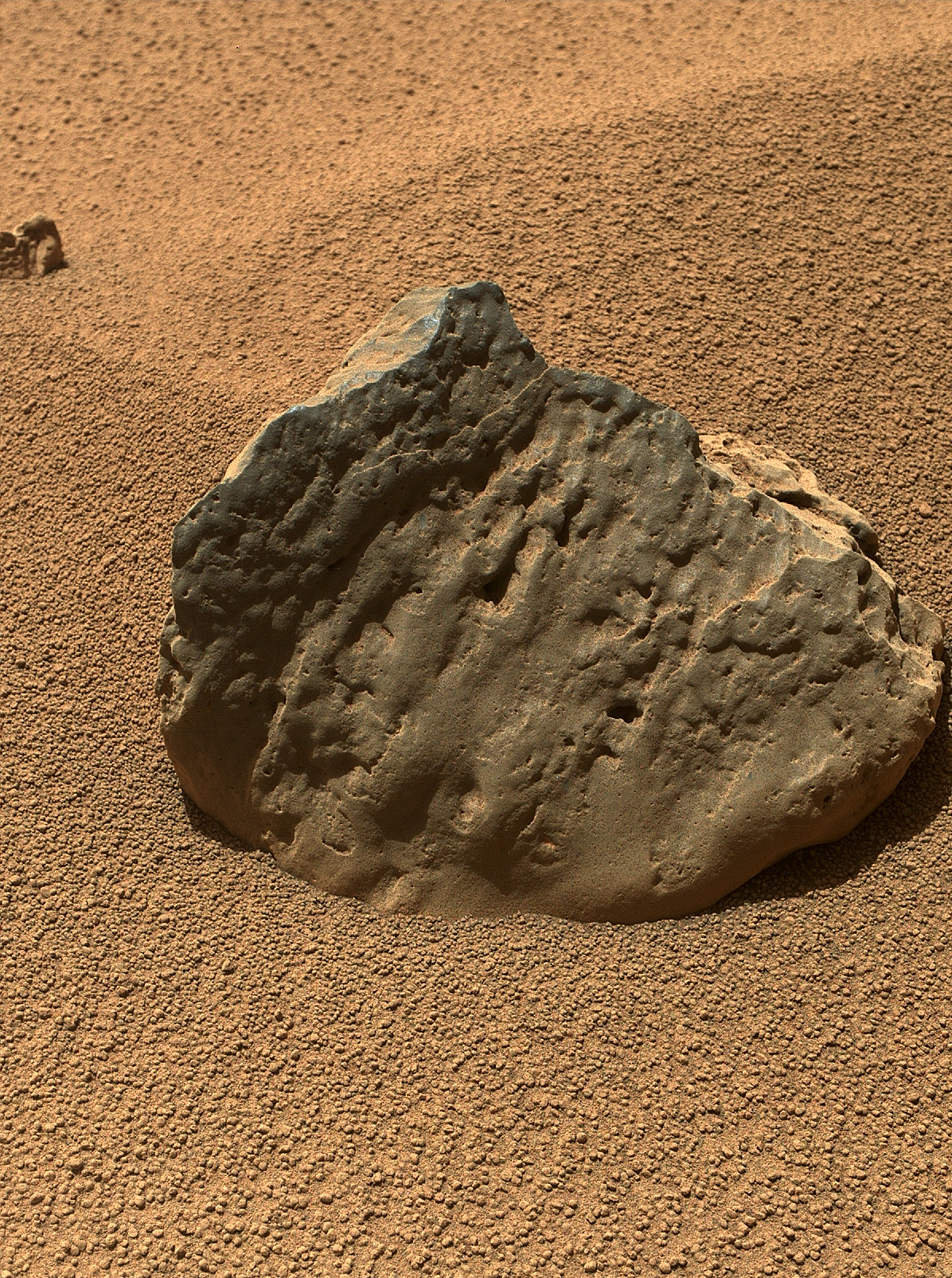
2012年10月29日，“好奇号”探测车火星手部透镜成像仪摄像头观察到的火星“Et Then”岩石。
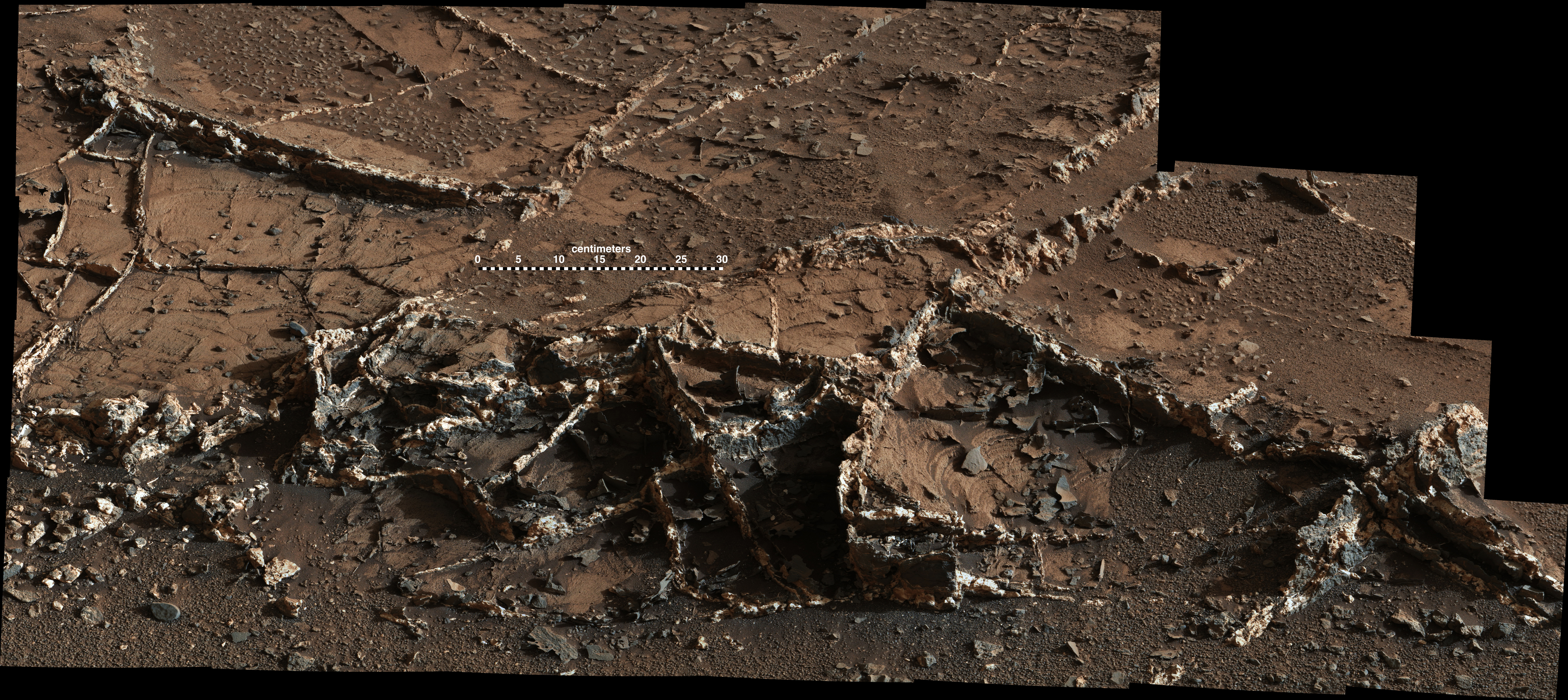
2015年3月18日，“好奇号”探测车观察到的火星“花园城市”岩石。
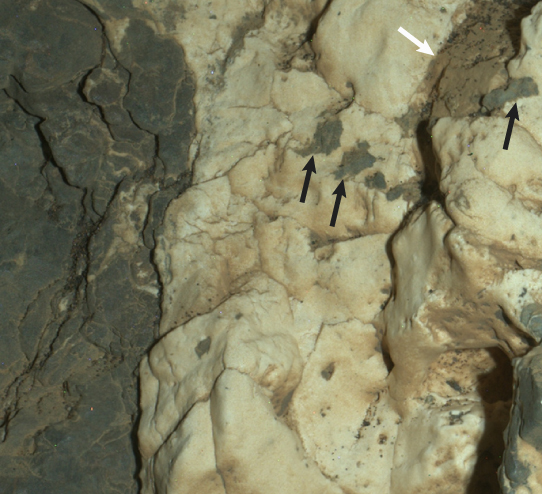
2015年3月2日，“好奇号”探测车火星手部透镜成像仪摄像头观察到的火星“花园城市”岩石。
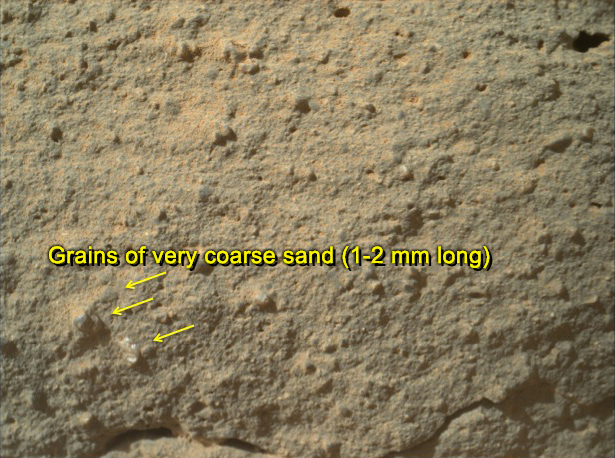
2012年12月19日，“好奇号”探测车火星手部透镜成像仪摄像头观察到的“吉列斯皮湖”岩石纹理。
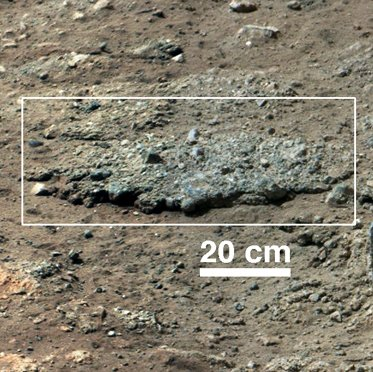
2012年8月17日，“好奇号”探测车拍摄的火星“古尔本岩石露头特写。
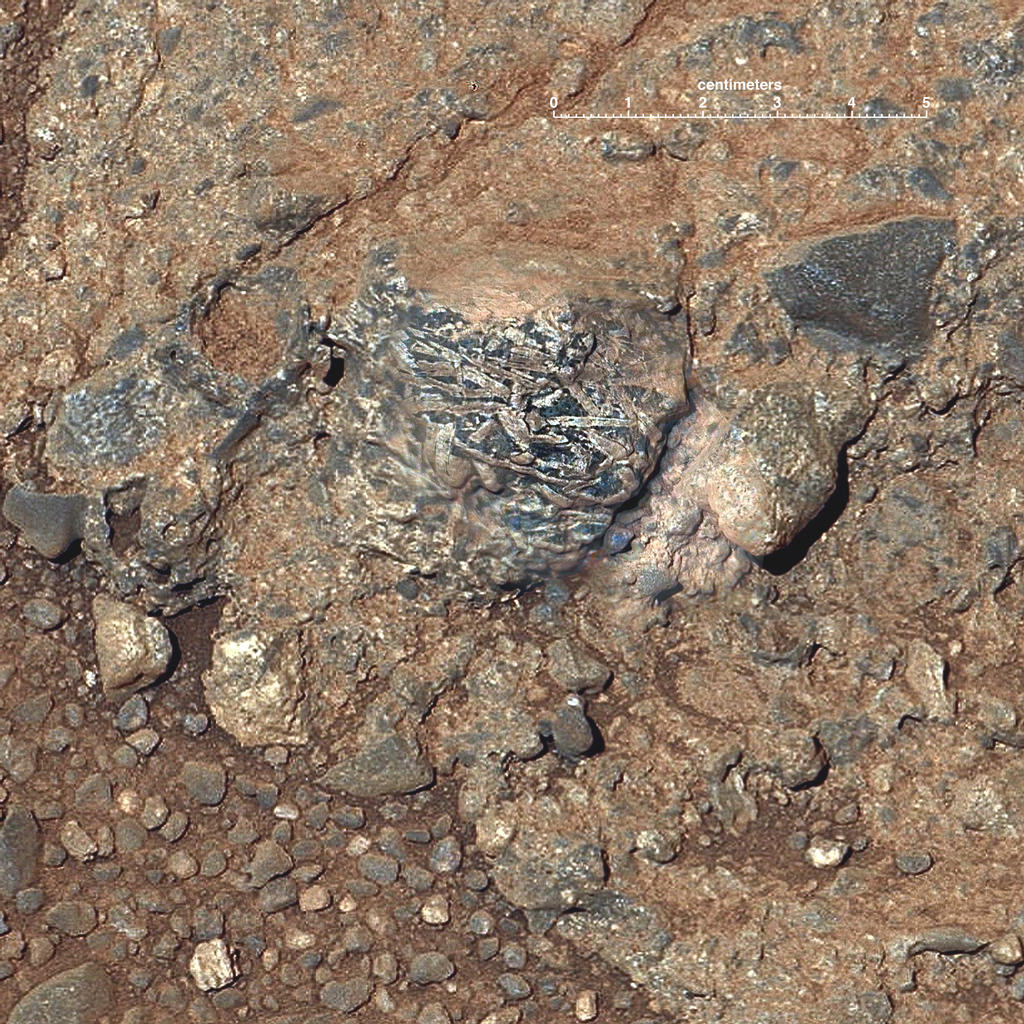
2014年1月15日，“好奇号”探测车观察到的火星“哈里森”岩石和晶体）。
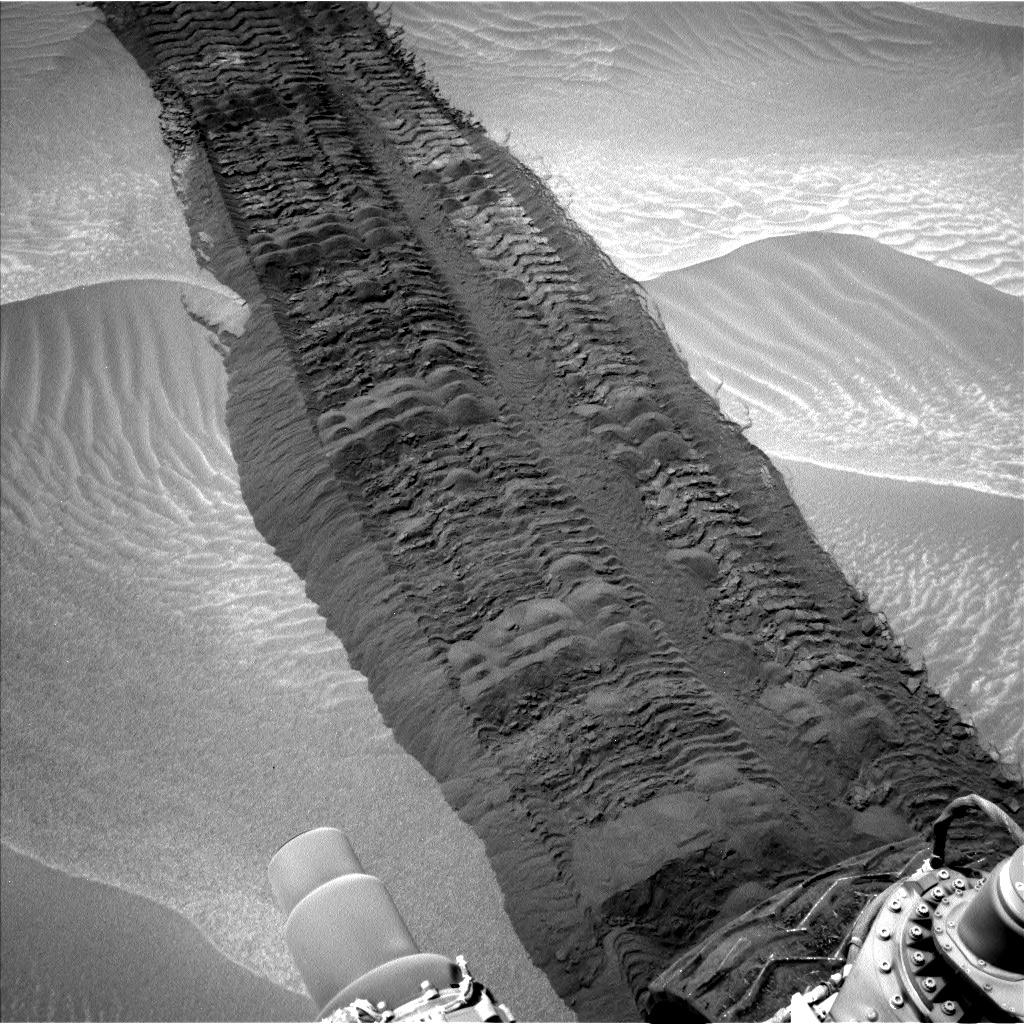
2014年8月4日，"隐秘谷" 火星沙地- “好奇号”探测车的车辙。
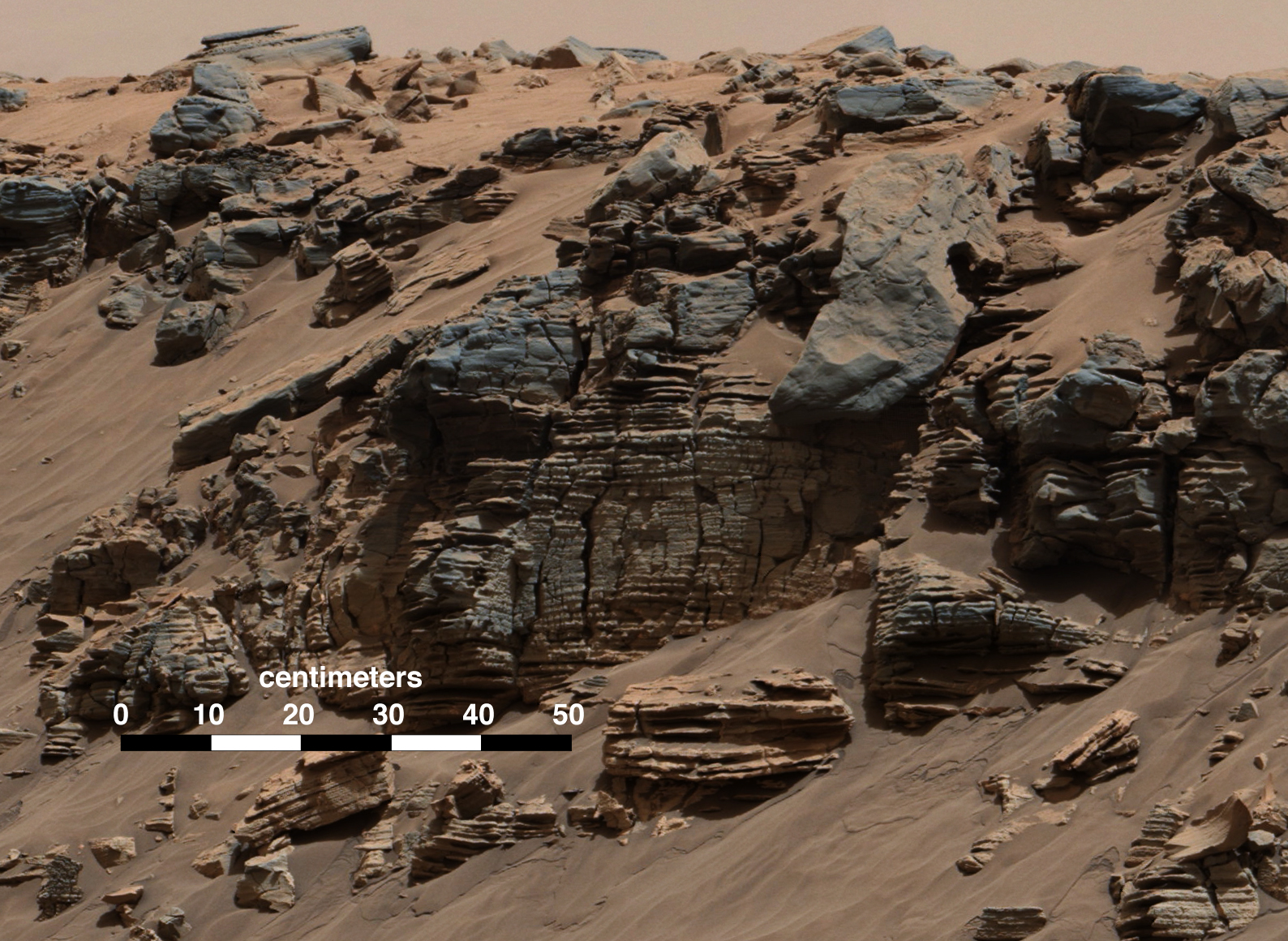
"隐秘谷"之水-火星上相关的表层沉积物–“好奇号”探测车（2014年8月7日）。
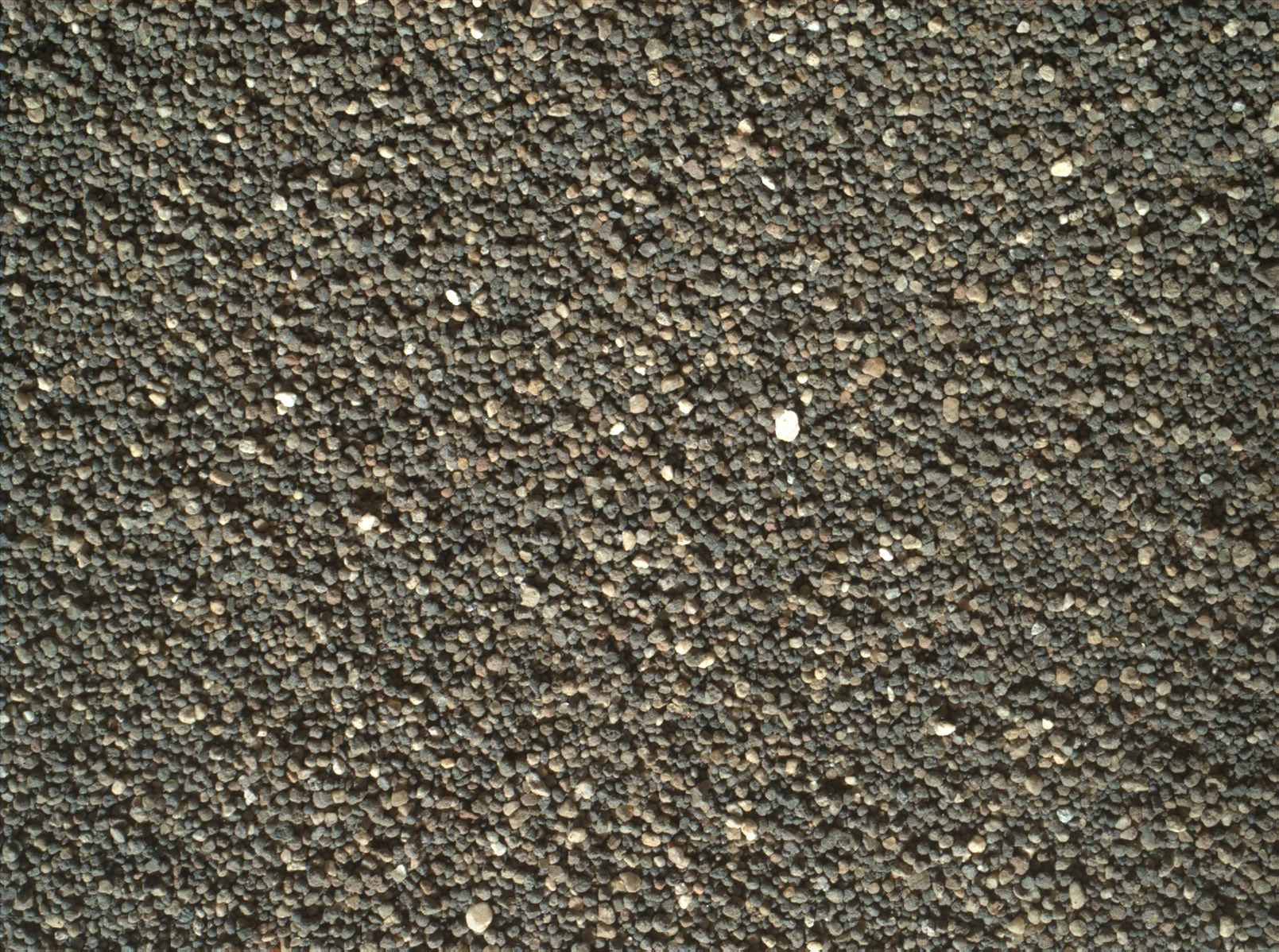
火星上的“高沙丘”沙地（未受到扰动）-“好奇号”探测车（2015年12月5日）。
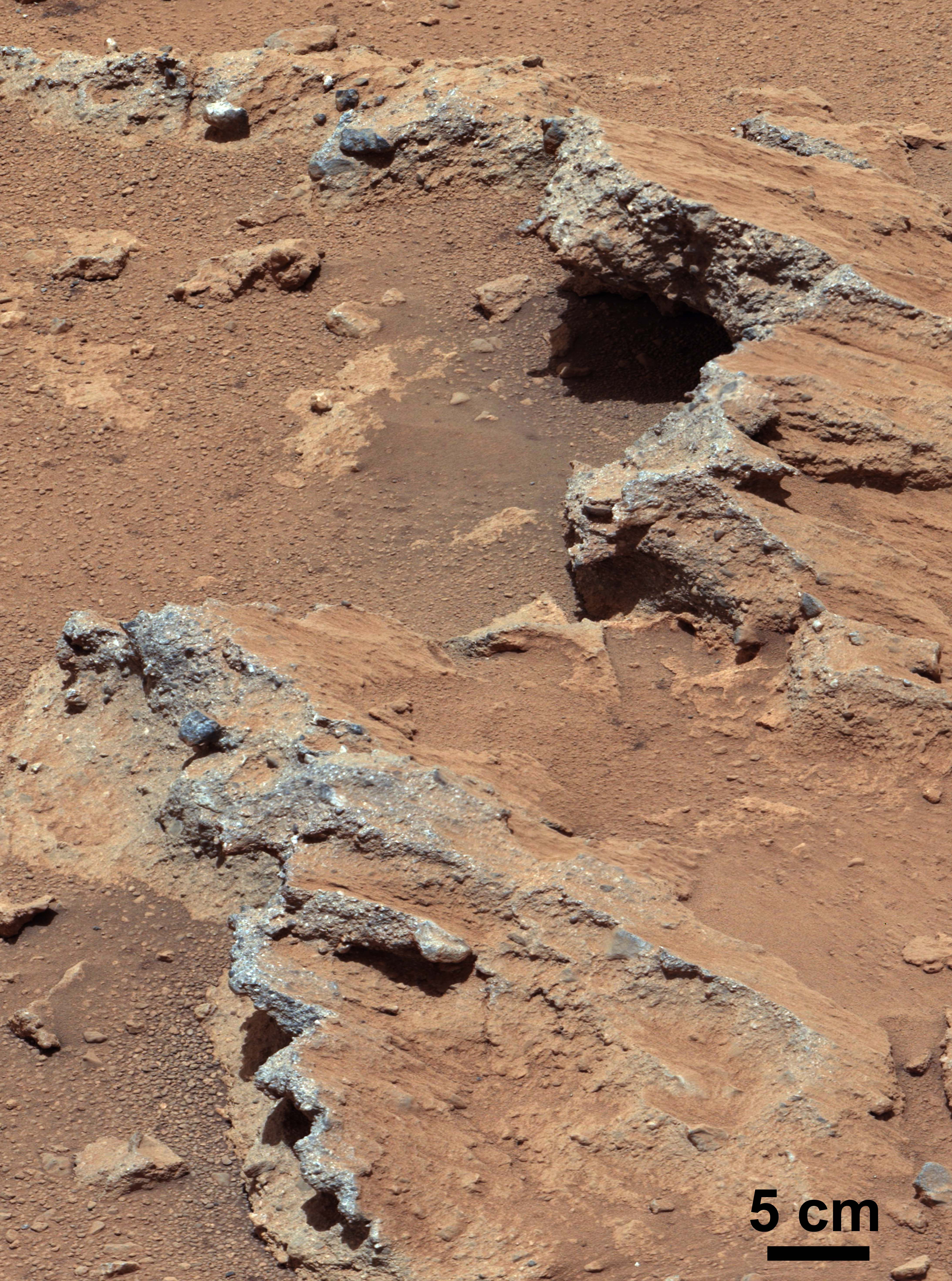
2012年9月12日，“好奇号”探测车观察到的古河床-火星霍塔岩石露头特写 （页面存档备份，存于）; 立体图。
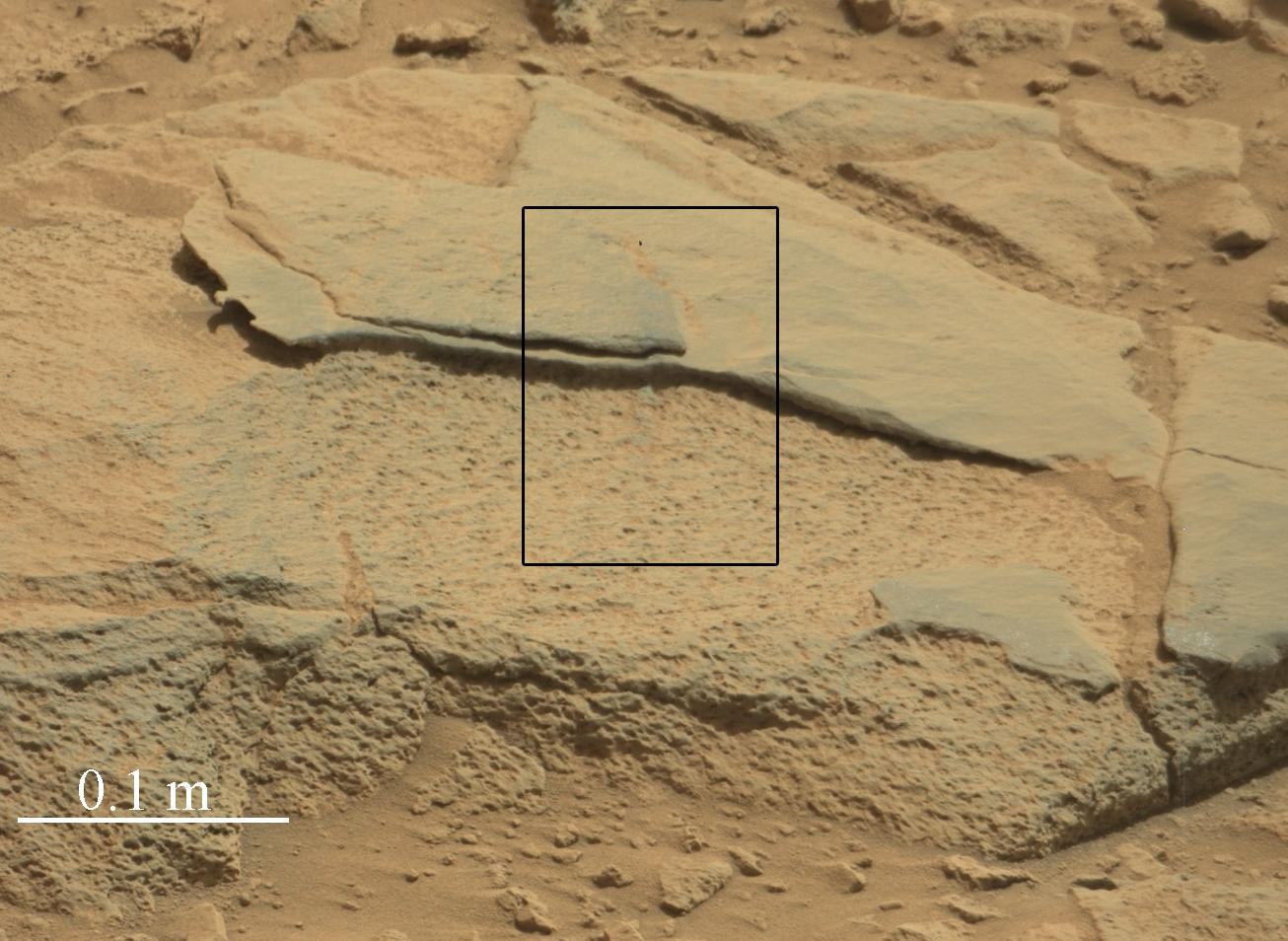
2013年10月30日，“好奇号”化学相机激光分析仪的目标-火星“伊萨卡”岩石特写 （页面存档备份，存于）。
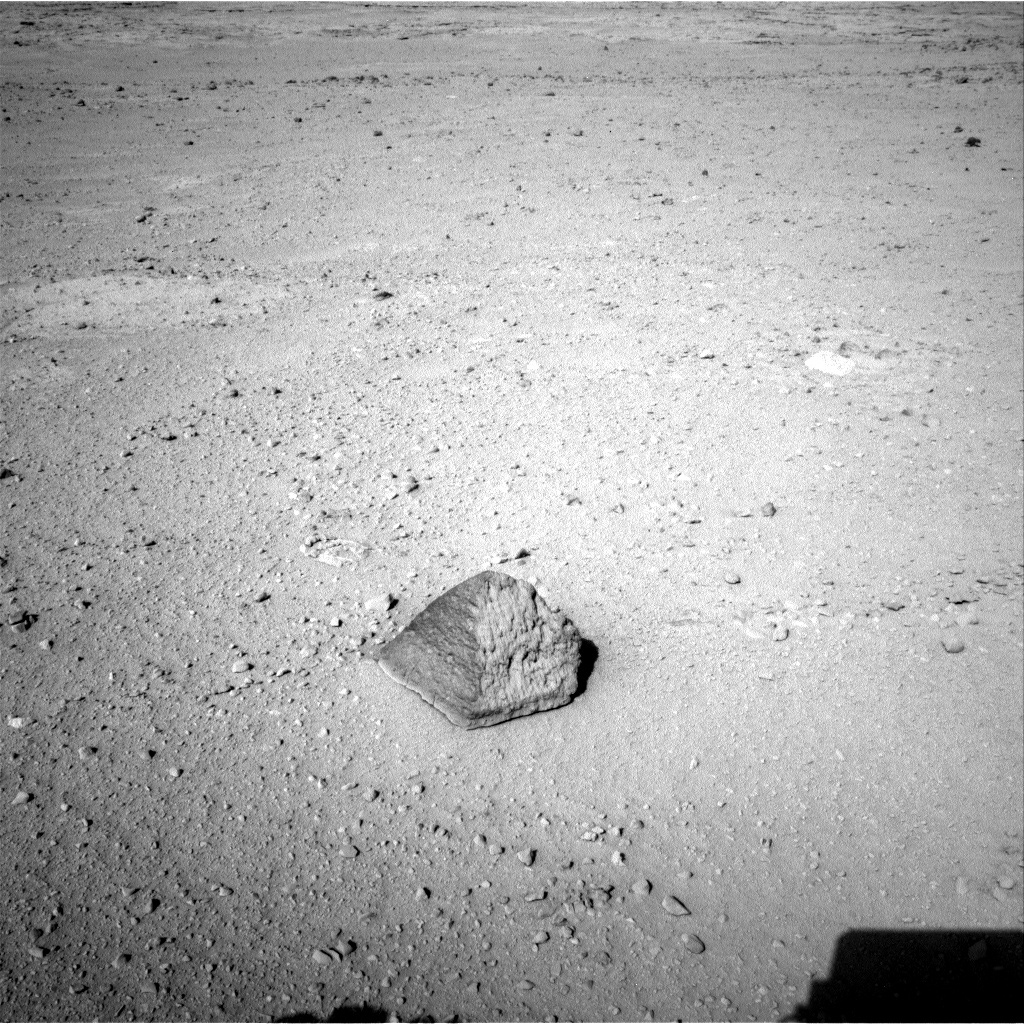
2012年9月19日，“好奇号”探测车的主要测试目标-火星“杰克·马蒂耶维奇” 岩石。
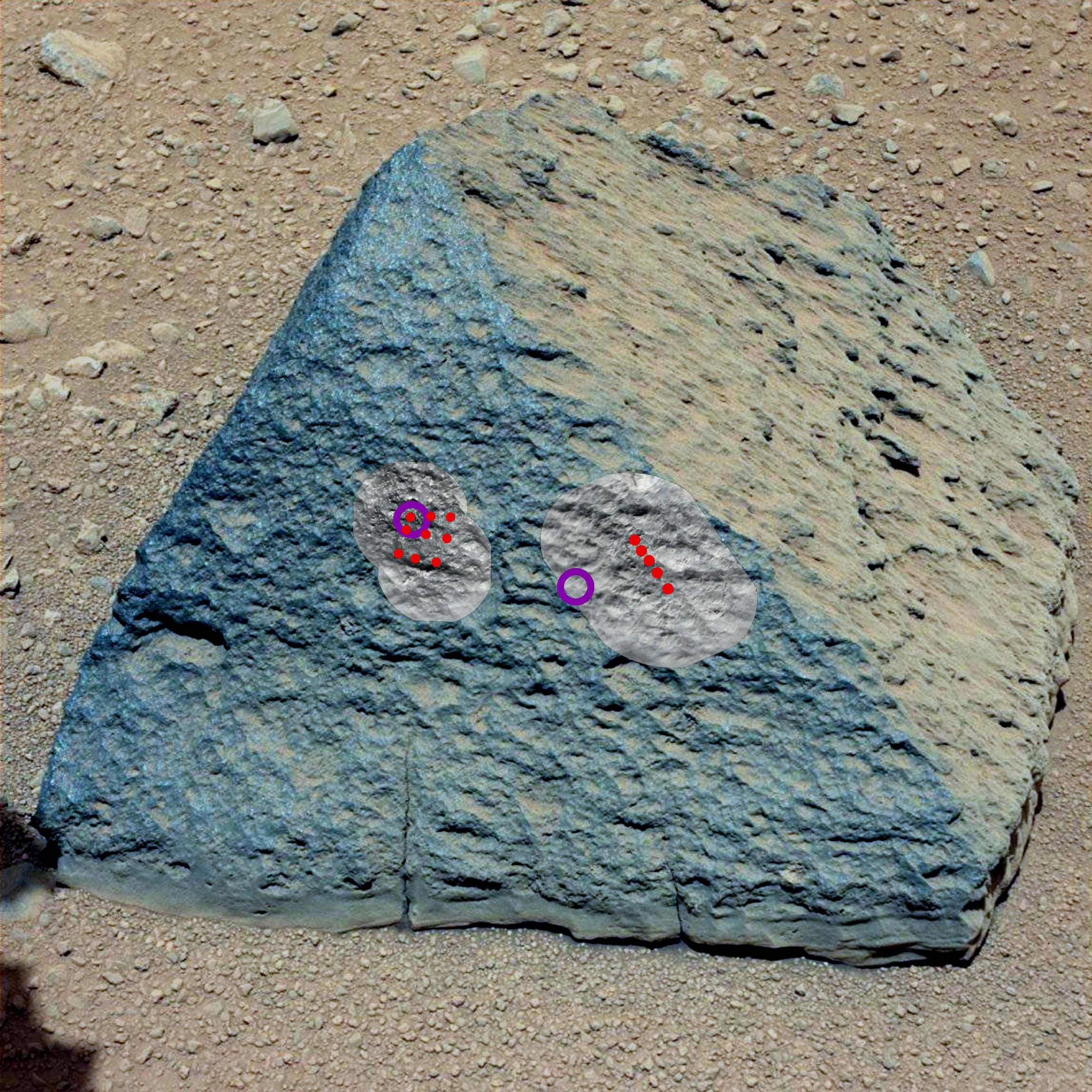
2012年9月22日，“好奇号”阿尔法粒子X射线光谱仪和化学相机目标-火星“杰克·马蒂耶维奇” 岩石。
2012年12月25日，靠近“好奇号”第一个钻孔点的火星“约翰·克莱因”A/B/C泥岩。
“约翰·克莱因”泥岩，2013年2月6日，“好奇号”在黄刀湾区第一次钻孔测试的结果[22]。
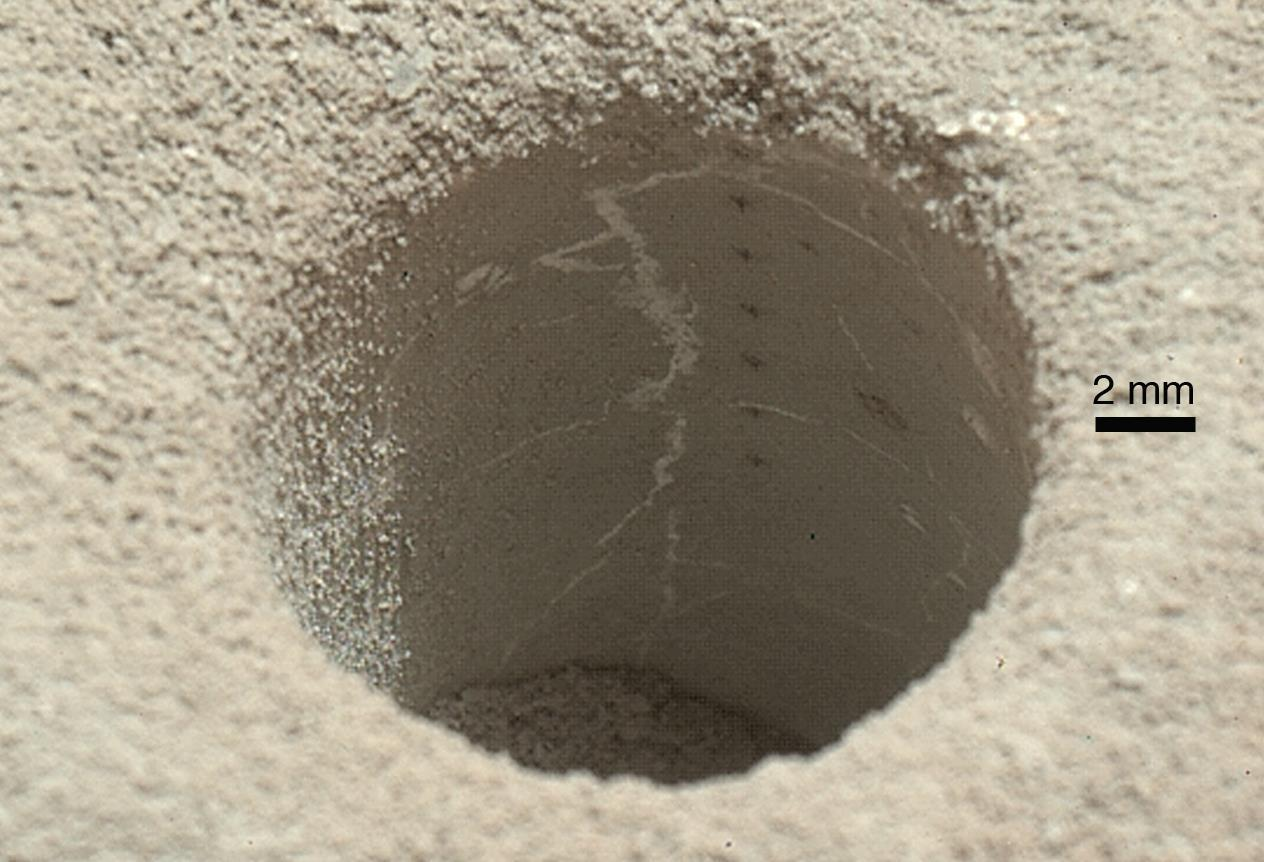
2013年5月10日，“好奇号”在黄刀湾区“约翰·克莱因”泥岩上开钻出的1.6厘米（0.63英寸）深探孔。
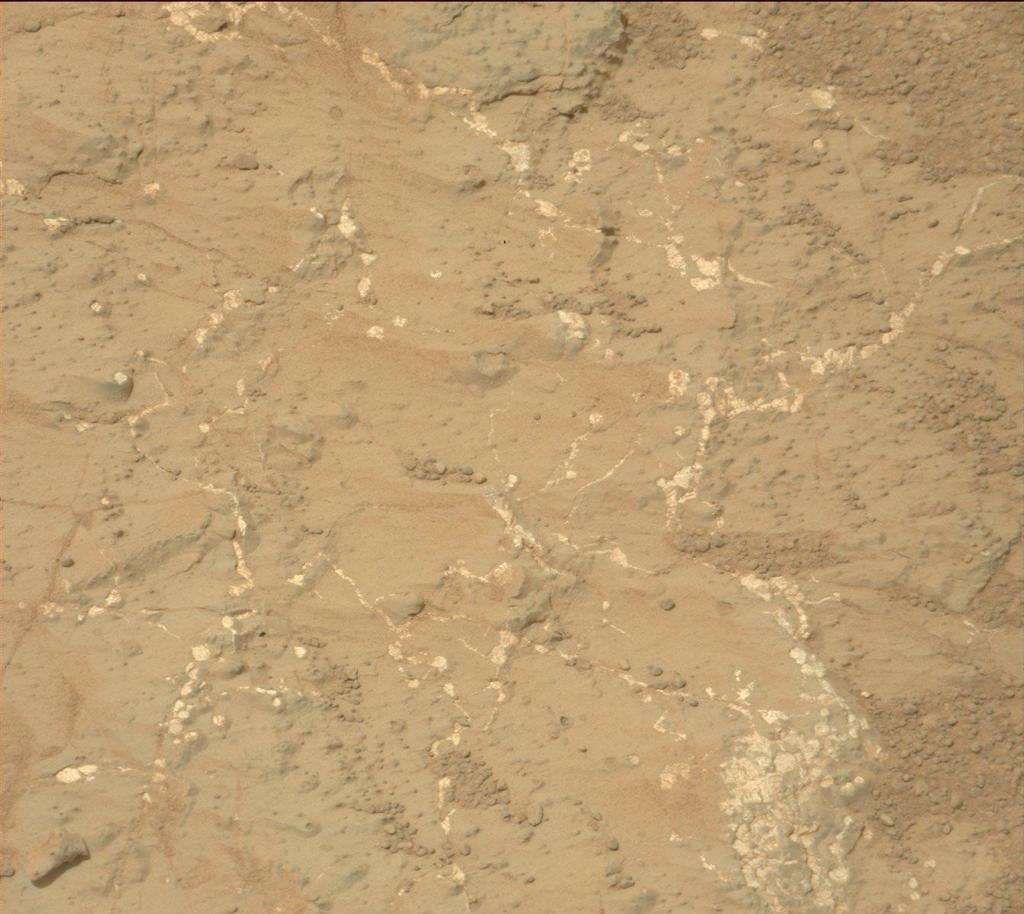
2012年12月20日，“好奇号”桅杆相机观察到的火星“克诺尔”沉积岩[14]。
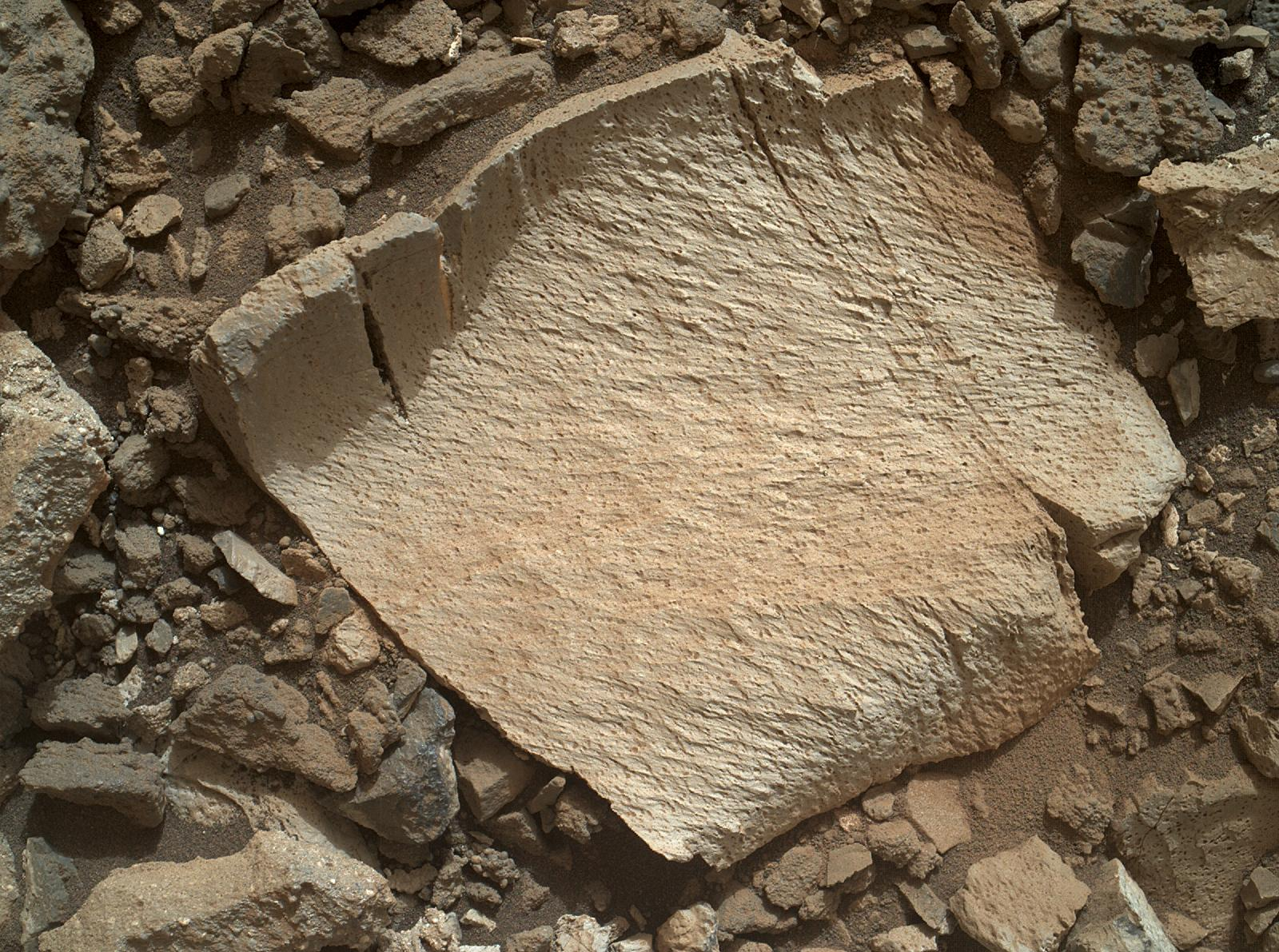
2015年7月11日，“好奇号”观察到的“拉穆兹”岩石（高二氧化硅含量）。
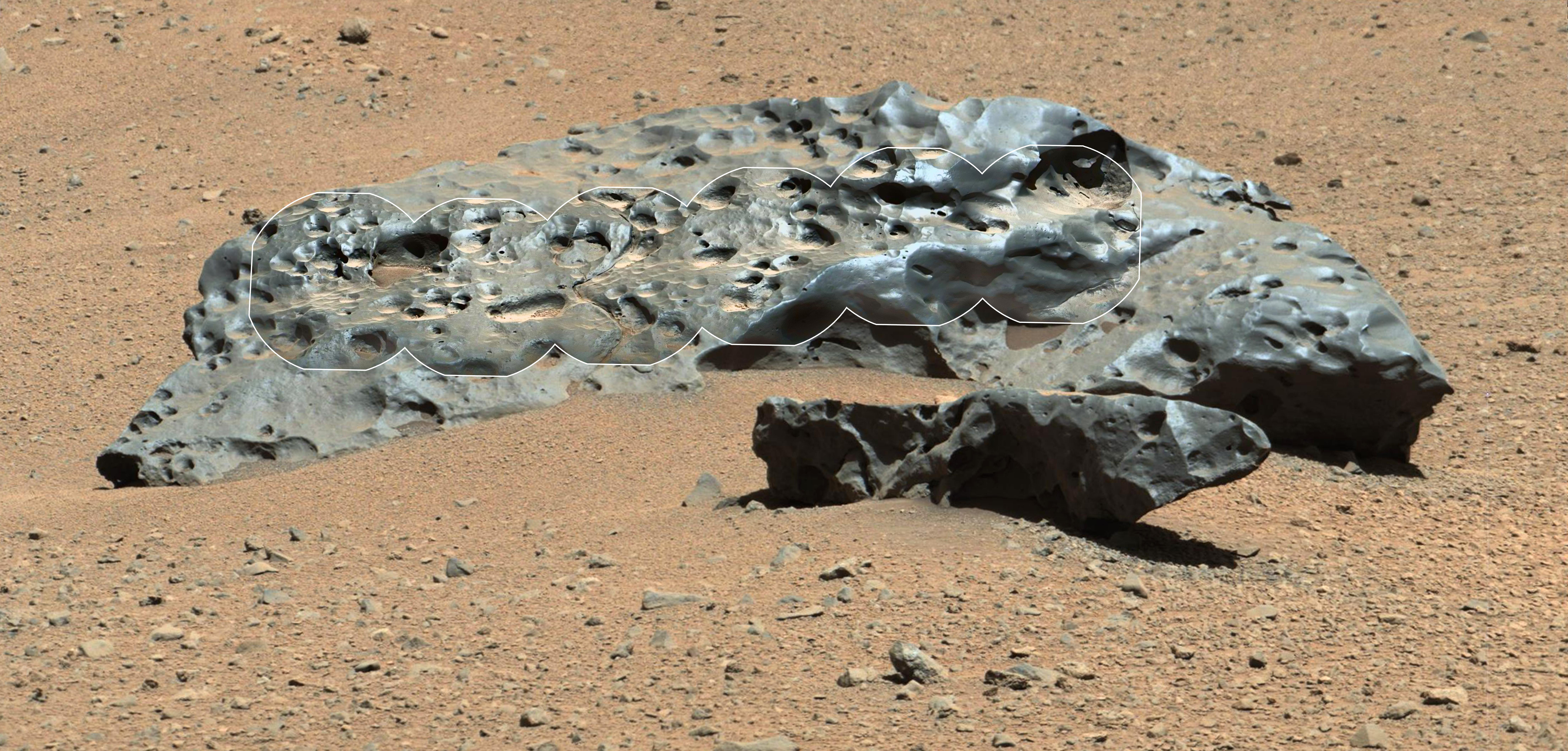
2014年5月25日，“好奇号”观察到的火星“黎巴嫩”陨石。
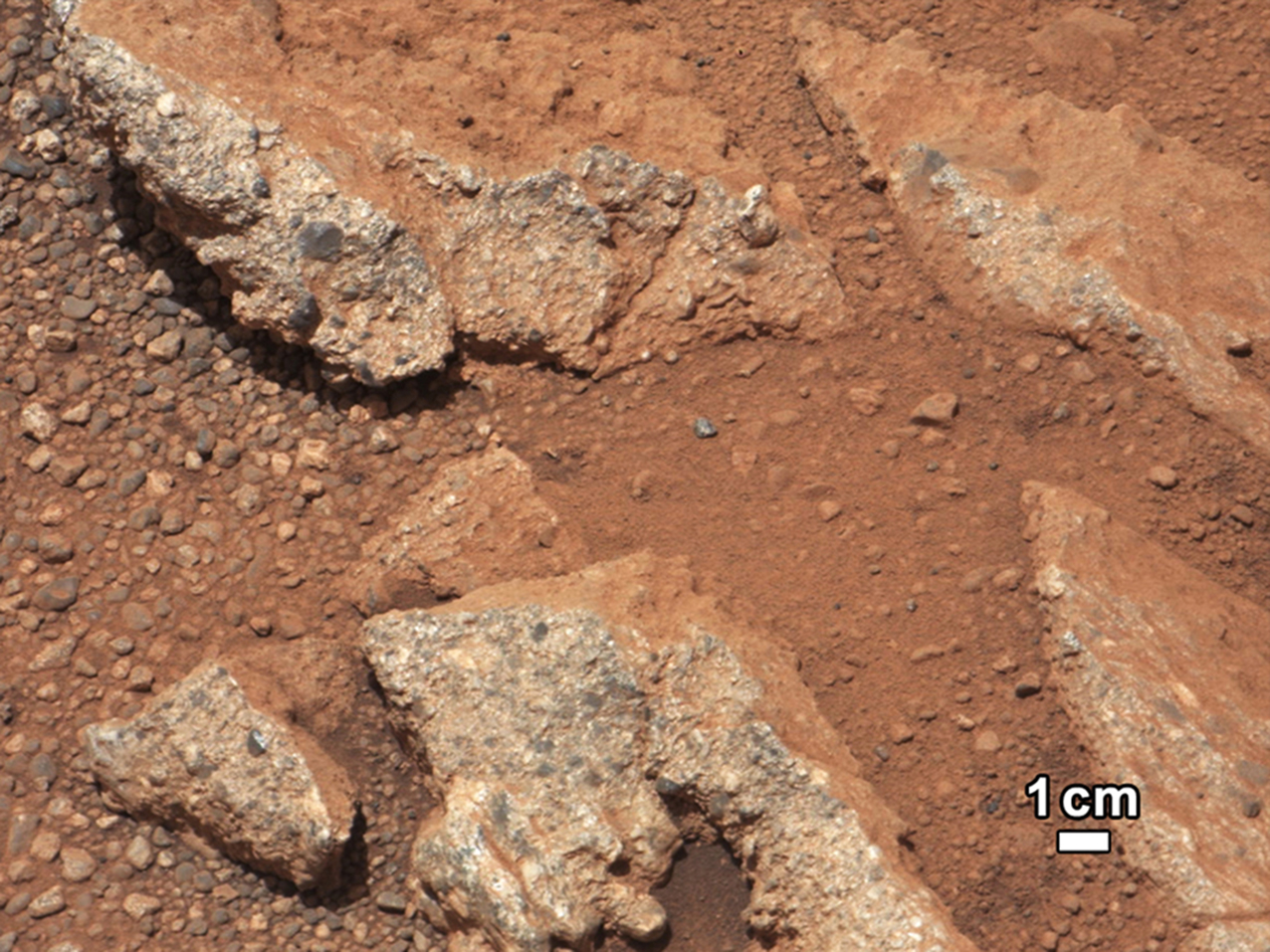
2012年9月2日，“好奇号”观察到的古河床-火星“林克”岩石露头。
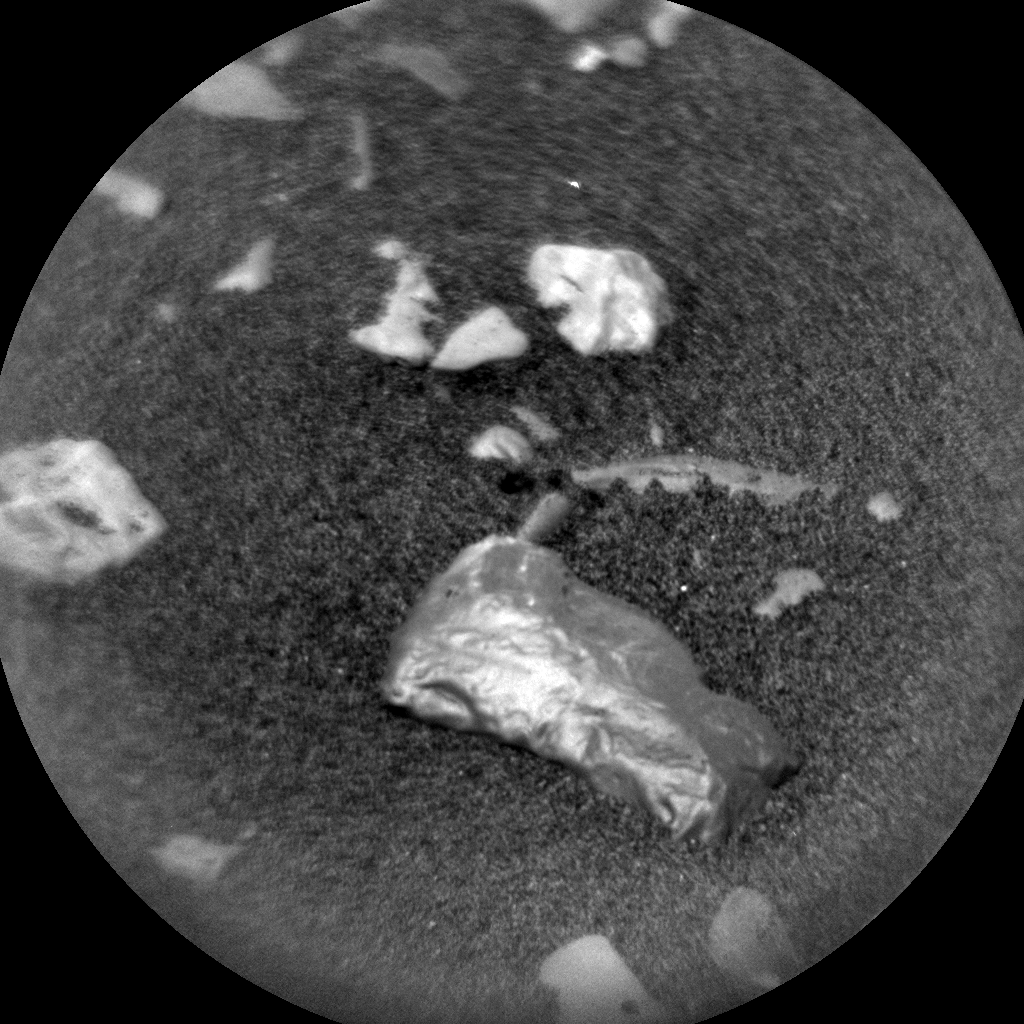
2018年11月26日，“好奇号”观察到的可能陨石-“小科隆赛岛”。
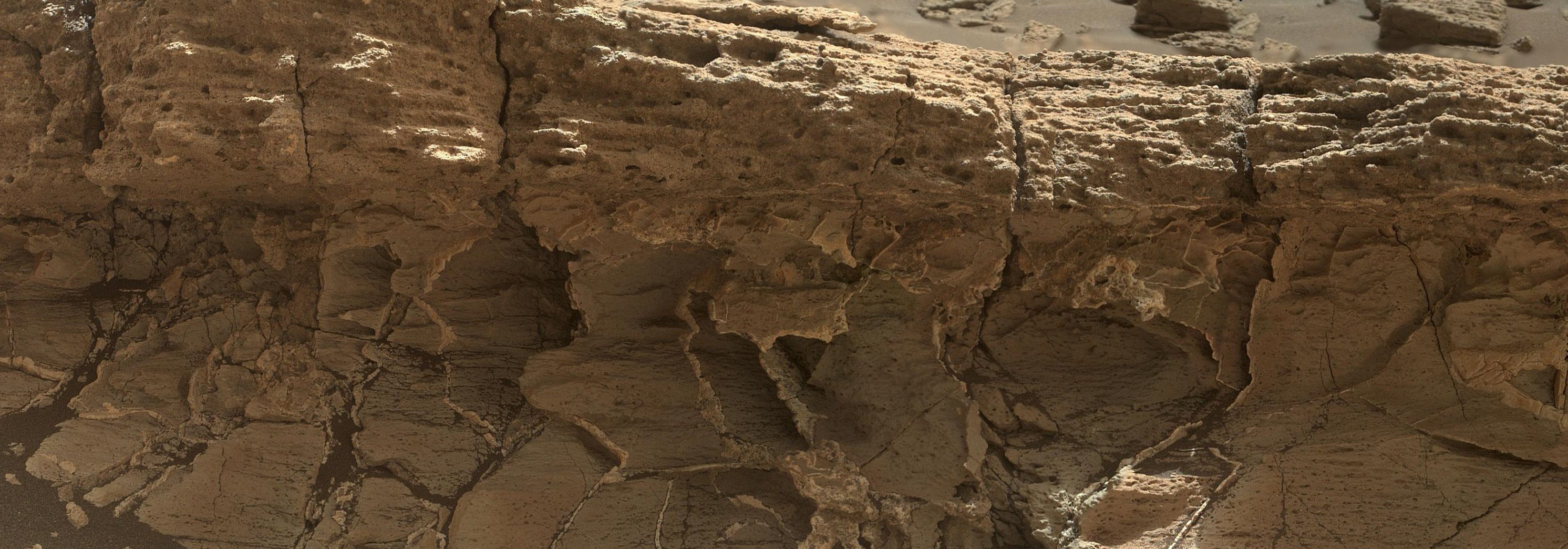
2015年7月1日，“好奇号”观察到的火星“米苏拉””岩石露头。
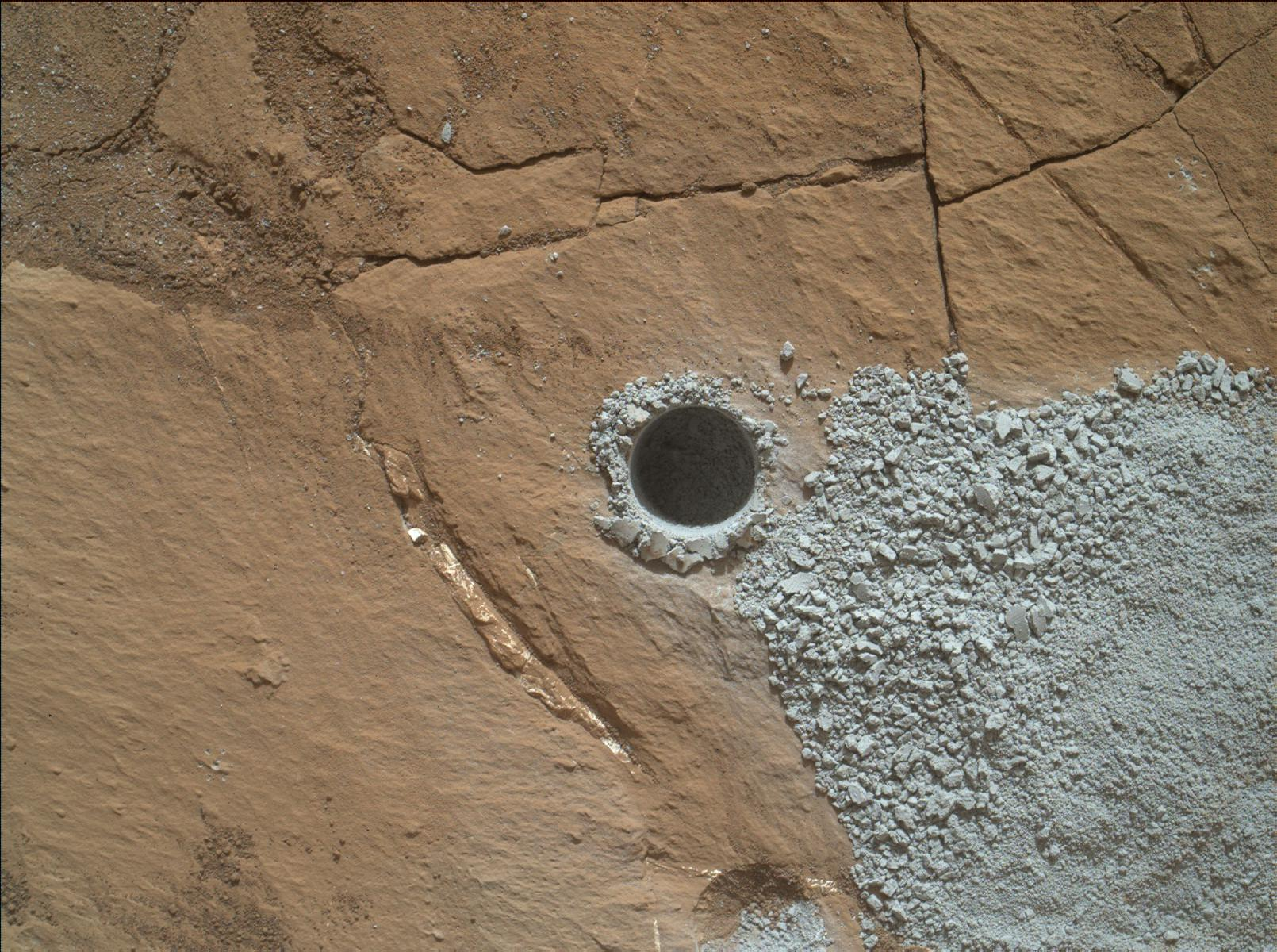
2015年7月1日，“鹿皮”钻探现场“米苏拉”岩石露头。
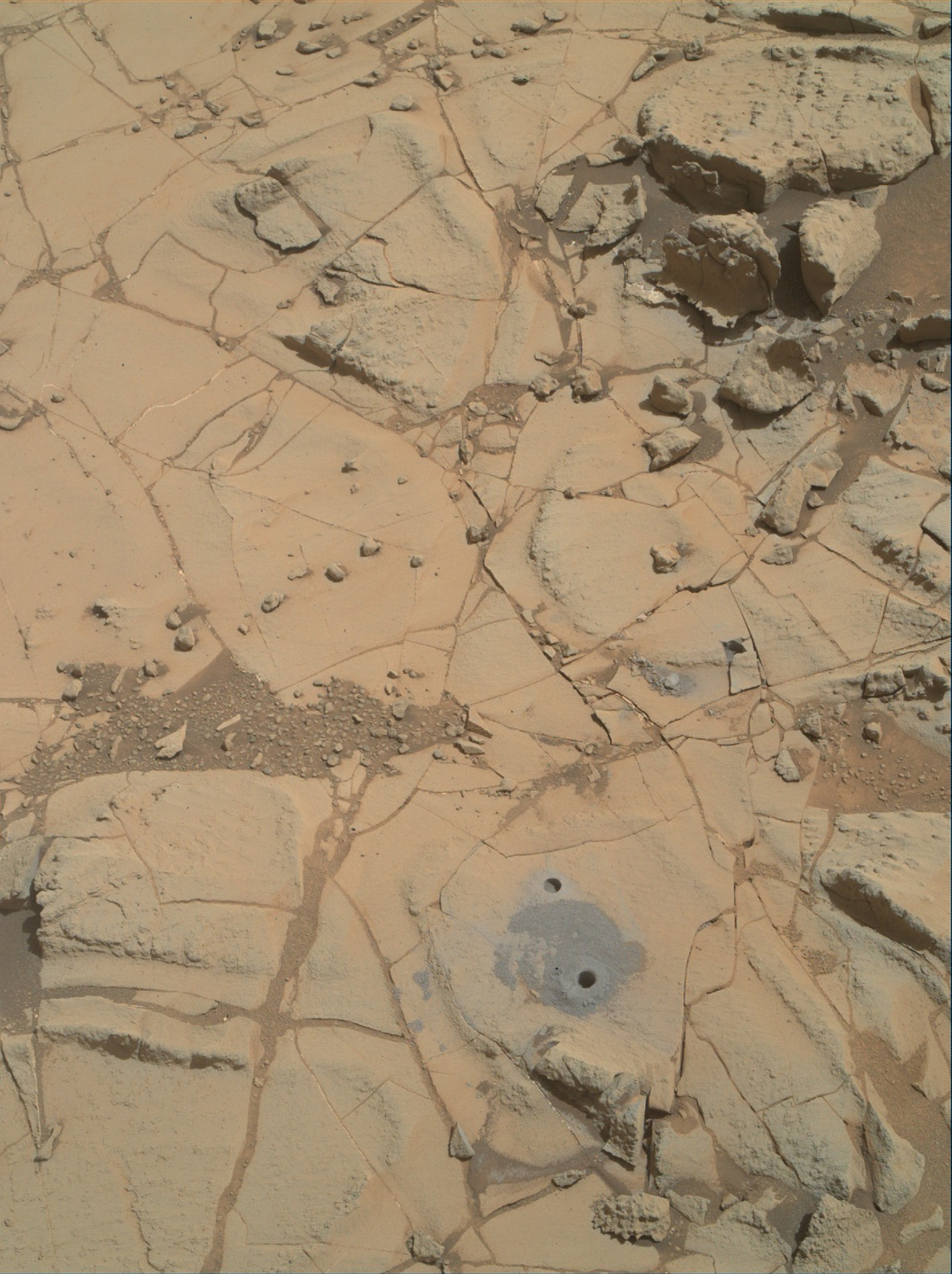
2015年12月31日，“好奇号”在钻孔现场观察到的火星“莫哈韦2号”岩石。
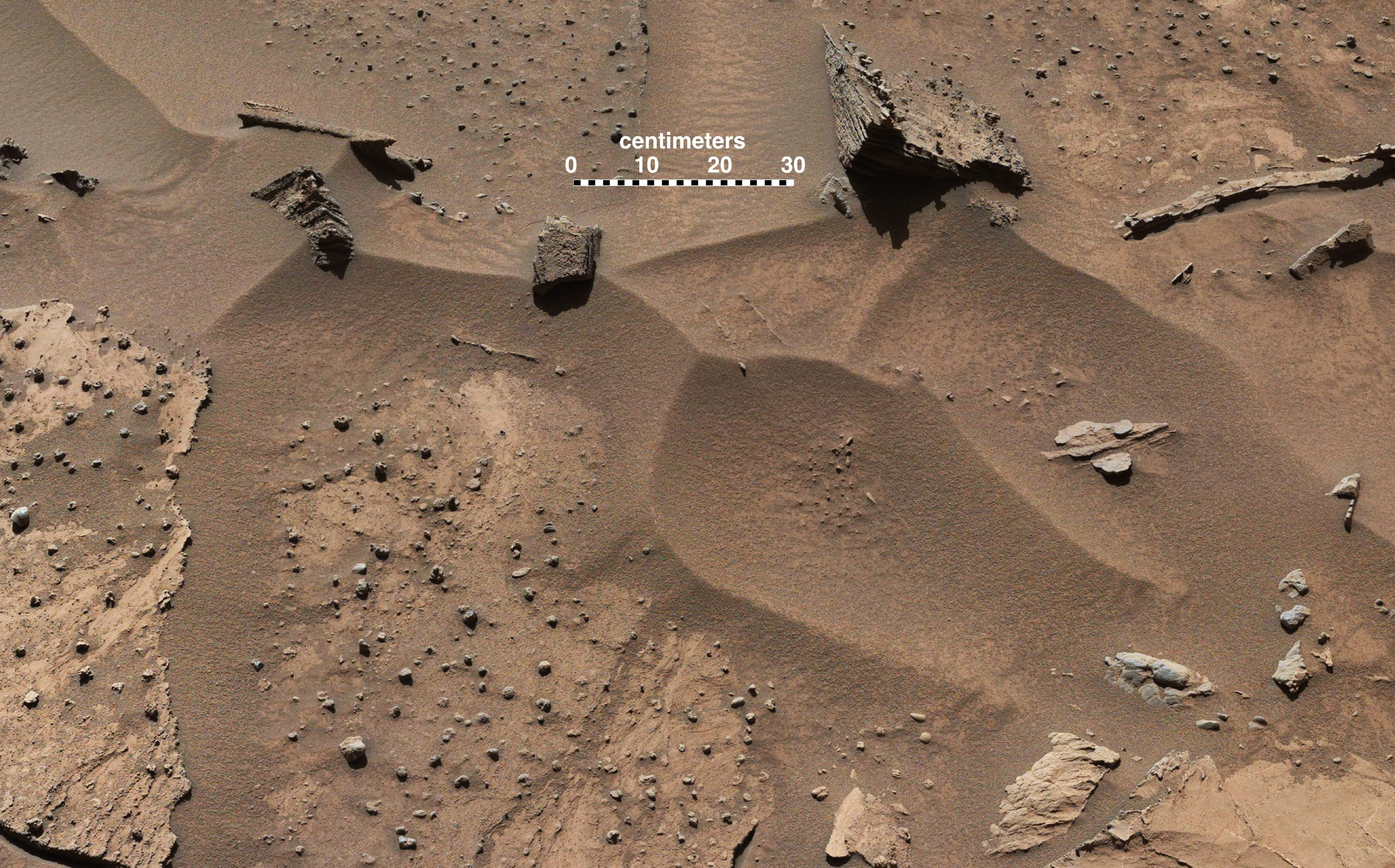
2016年3月9日，“好奇号”观察到的“墨累单元”砂岩结核。
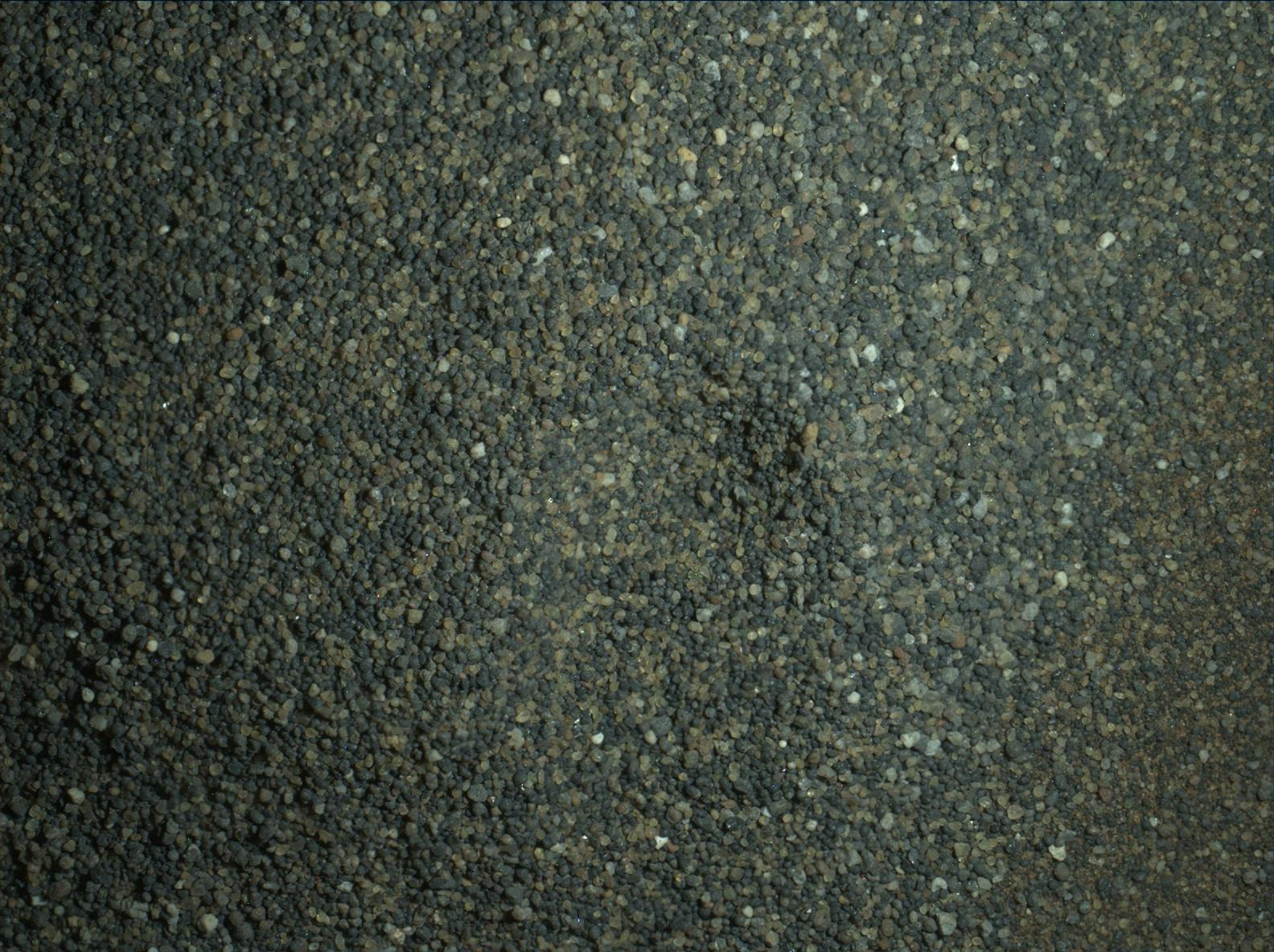
2016年1月22日，“好奇号”漫游车观察到的火星“纳米布沙丘”（右侧）。
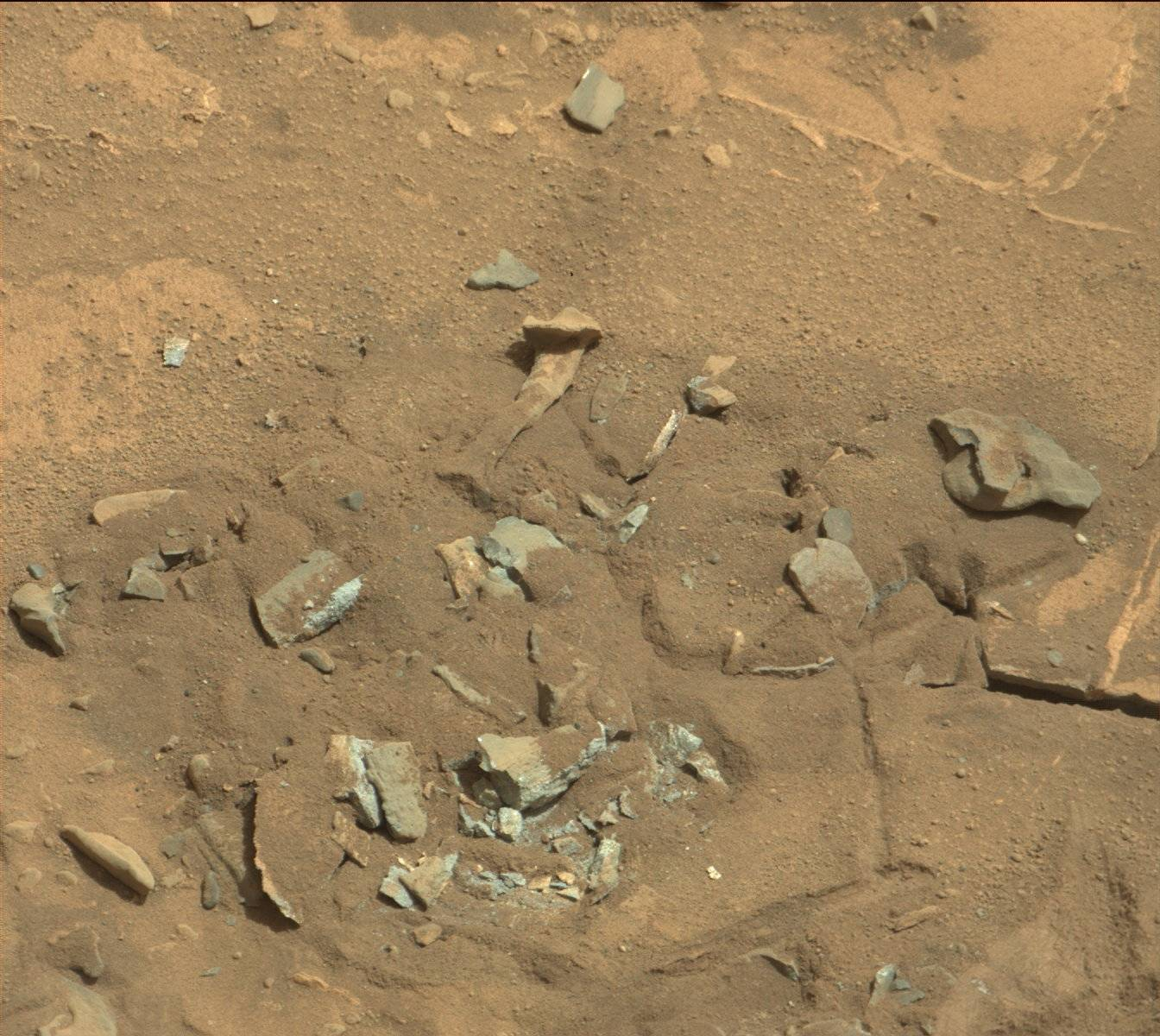
2014年8月21日，“好奇号”探测车观察到的火星“不是骨骸”岩石。
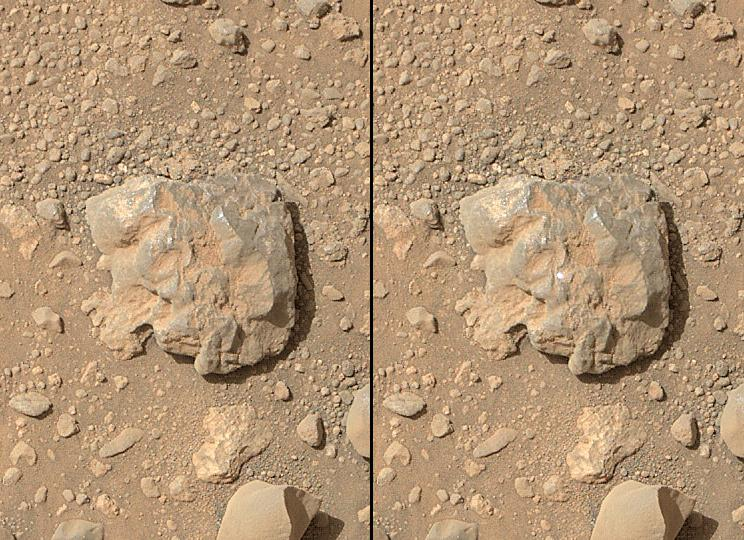
2014年7月12日，“好奇号”探测车第一幅激光引发成像的火星“新星”岩石视频 (01:07)。
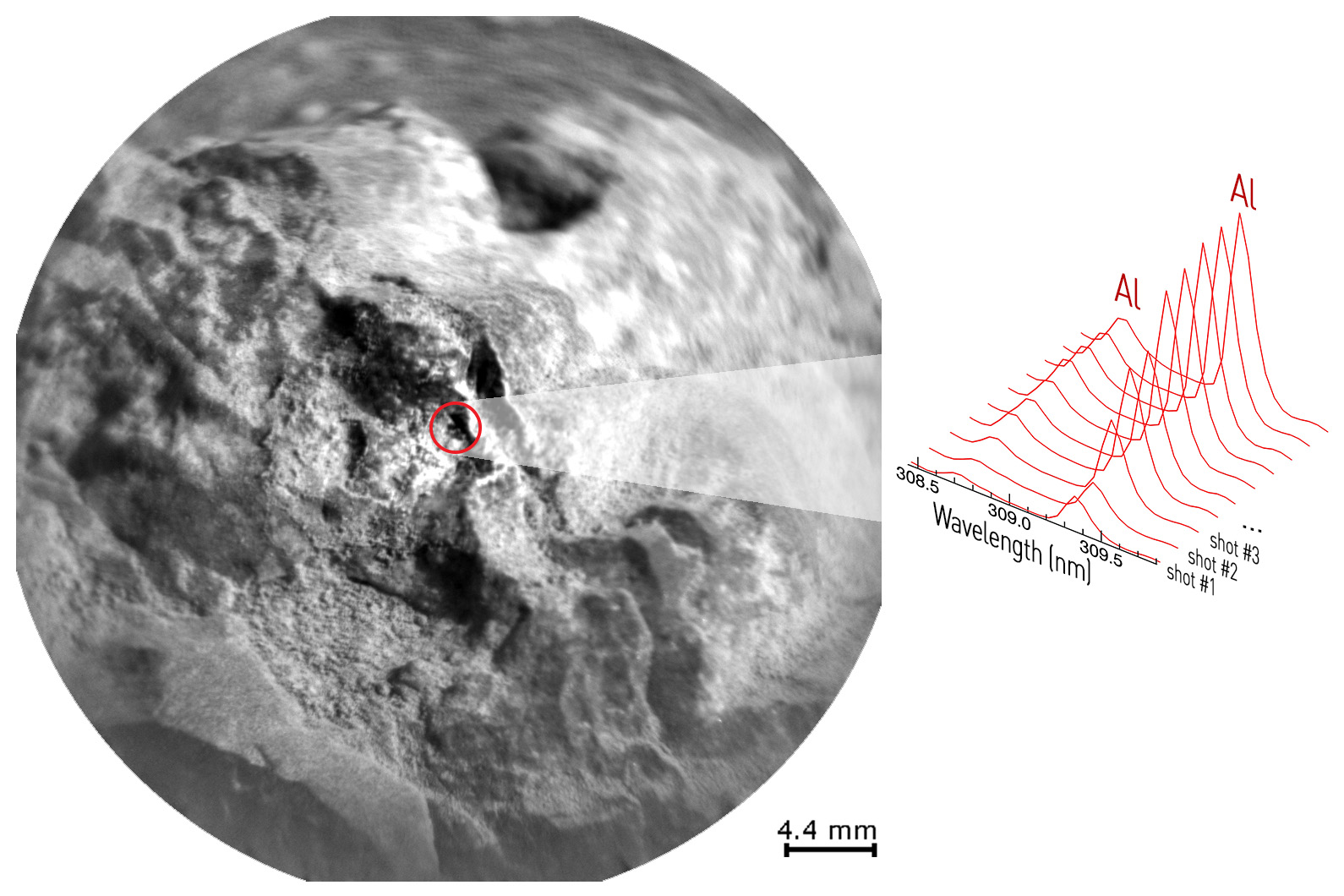
2014年7月12日，“好奇号”探测车观拍摄的“新星”岩石化学相机光谱。
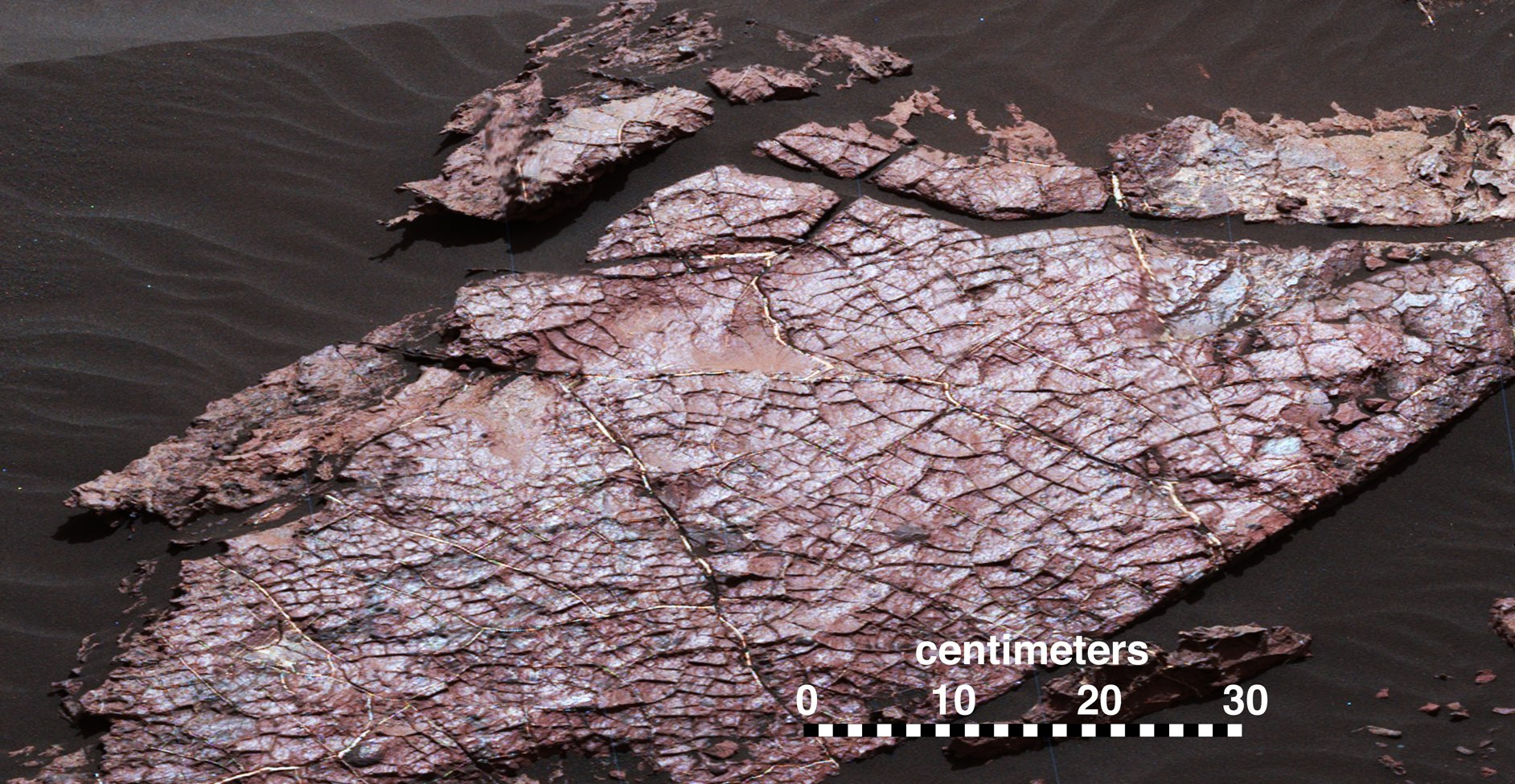
2016年12月20日“好奇号”探测车观察到可能的泥裂缝火星“老水坑”岩板。
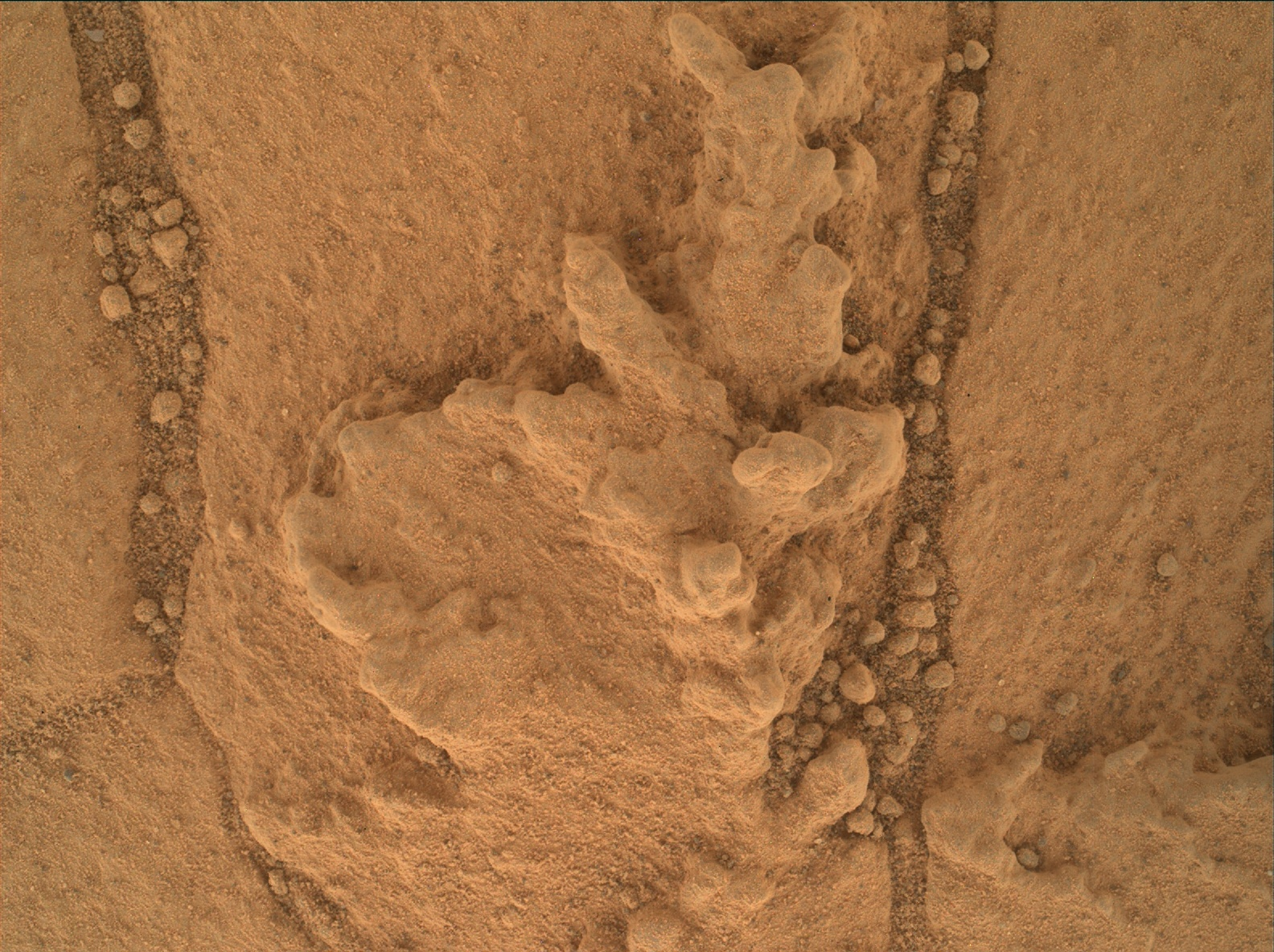
2012年9月2日，“好奇号”观察到的火星“帕伦普山”岩石露头。
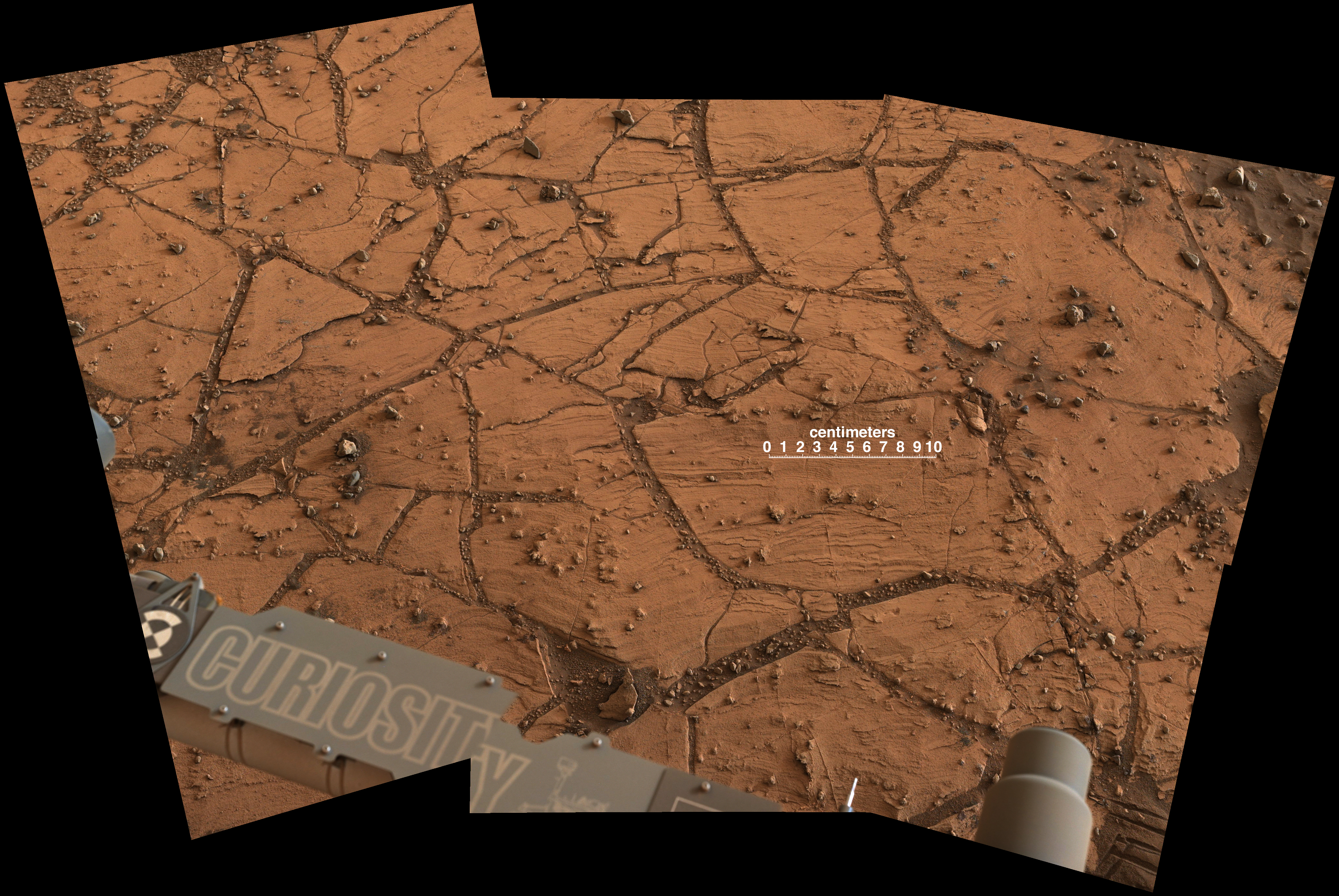
2014年11月9日，“好奇号”观察到的火星“帕伦普山”基岩。
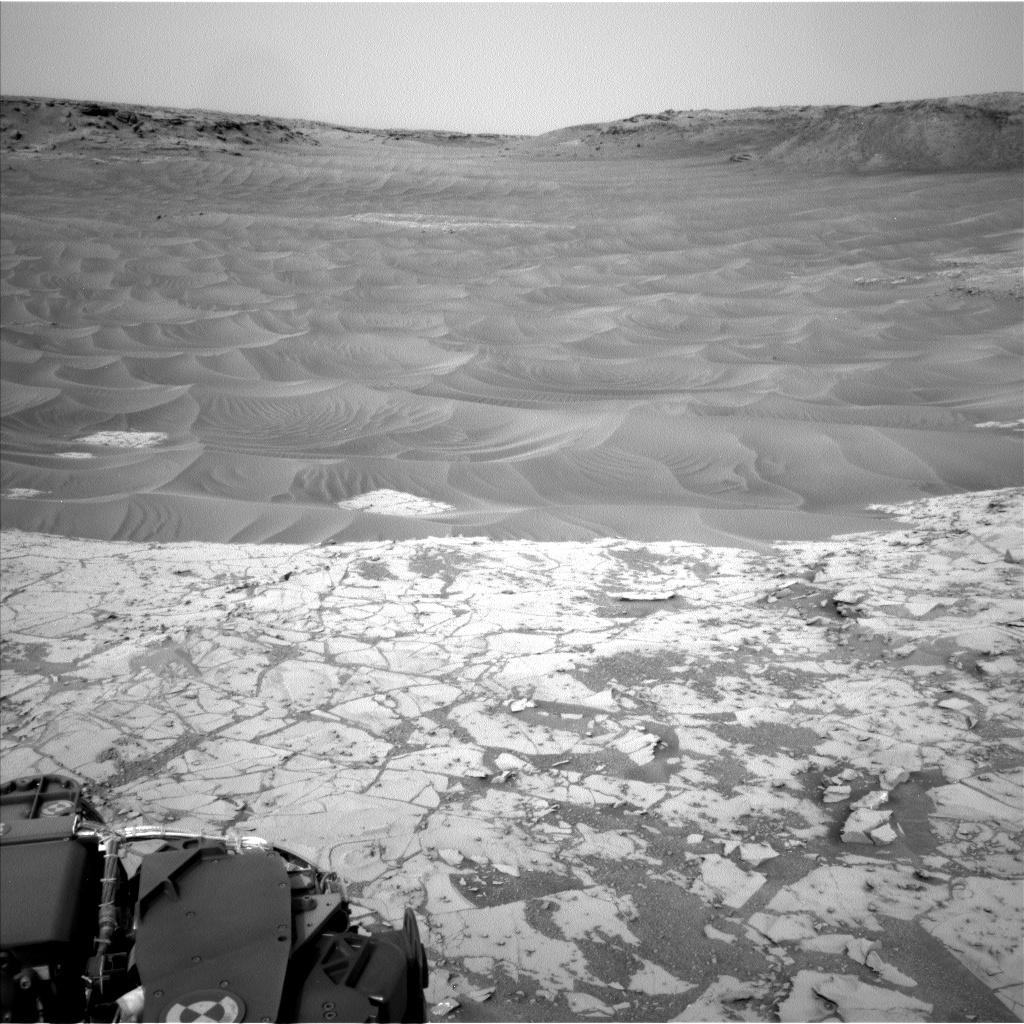
2014年11月13日，“好奇号”观察到的火星“帕伦普山”沙地。
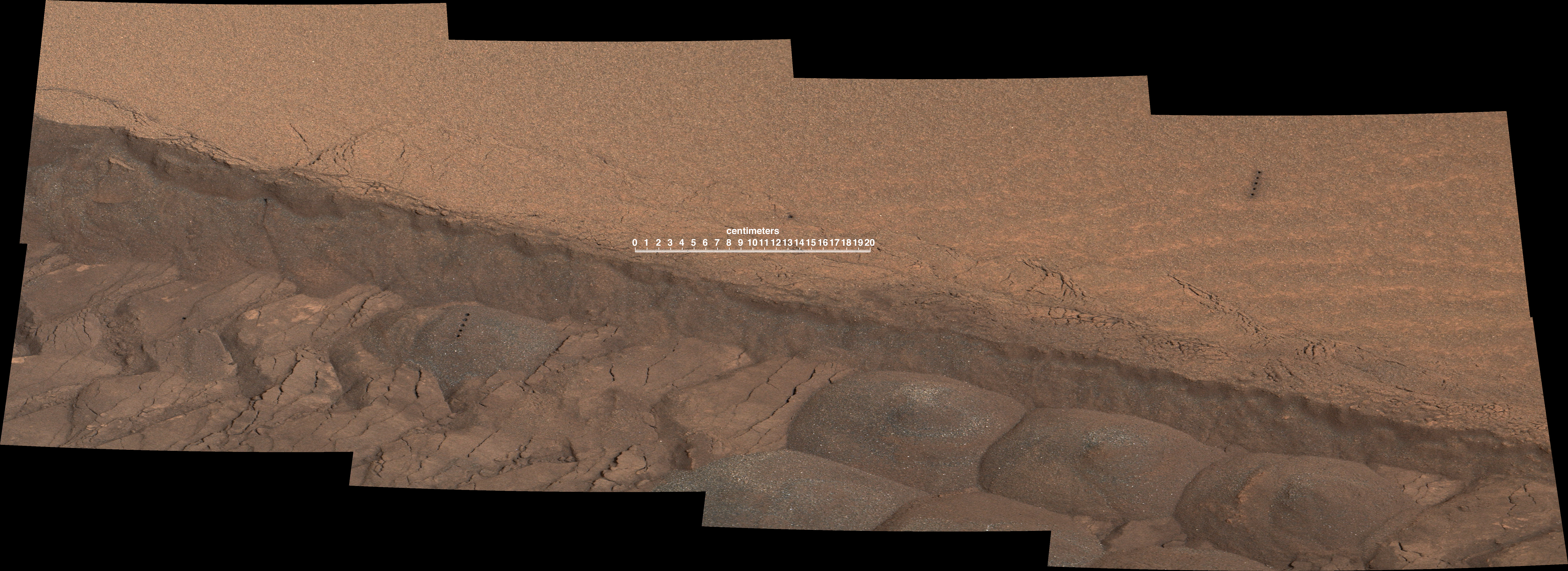
2014年11月7日，“帕伦普山”沙地上“好奇号”探测车的车辙。
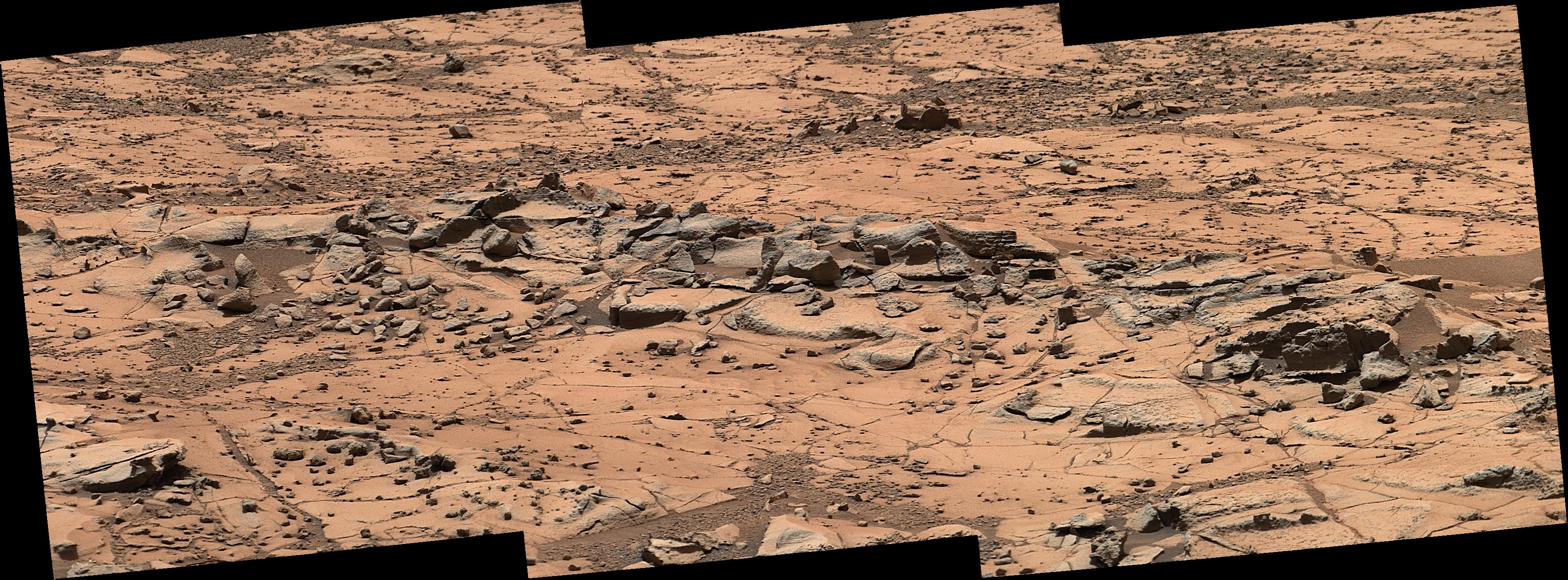
2014年10月7日，“好奇号”探测车观察到“粉红悬崖”岩石露头。
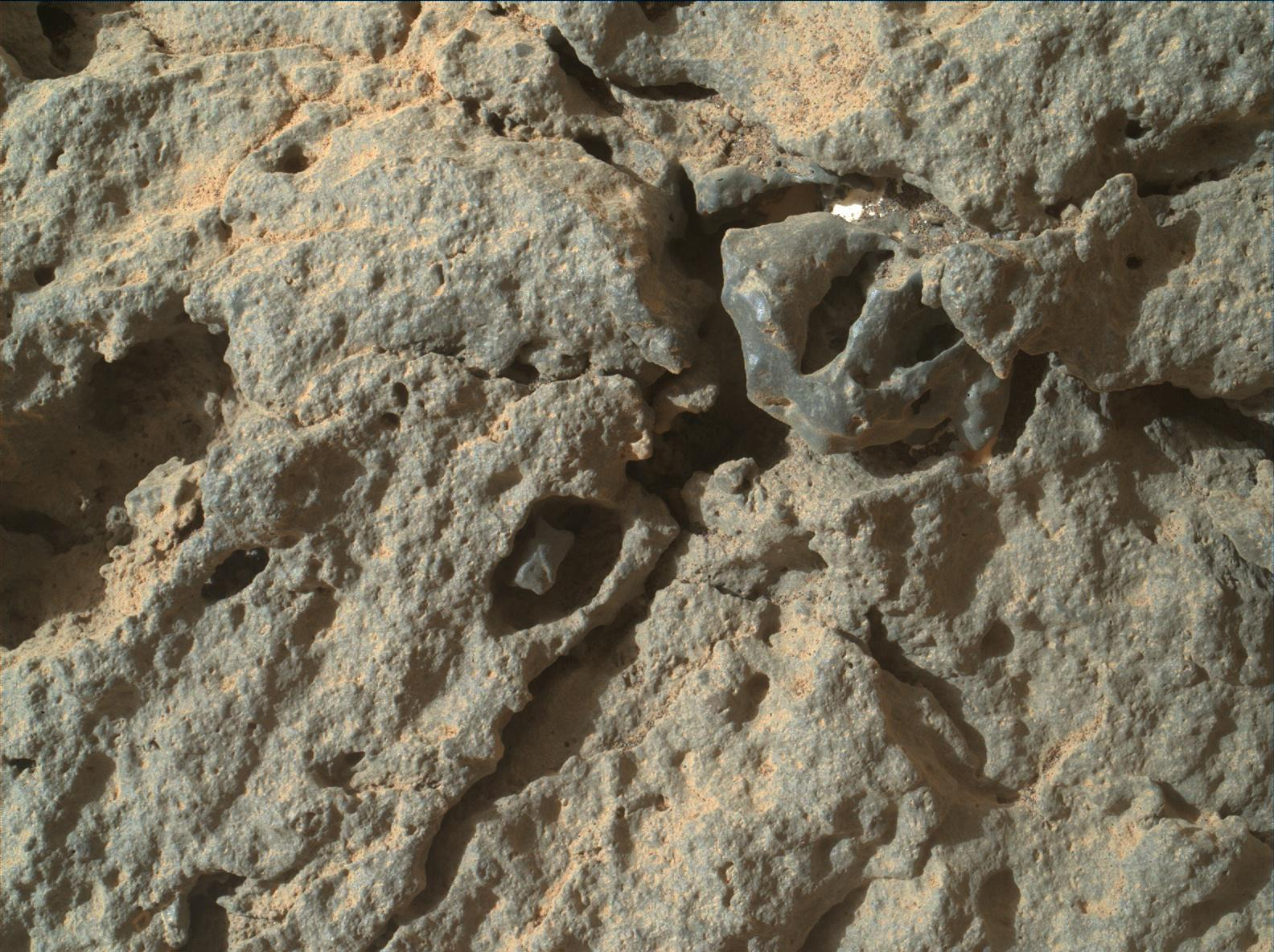
2013年6月13日，“好奇号”探测车观察到的火星“波因特湖”岩石露头（细节）背景 （页面存档备份，存于）)。
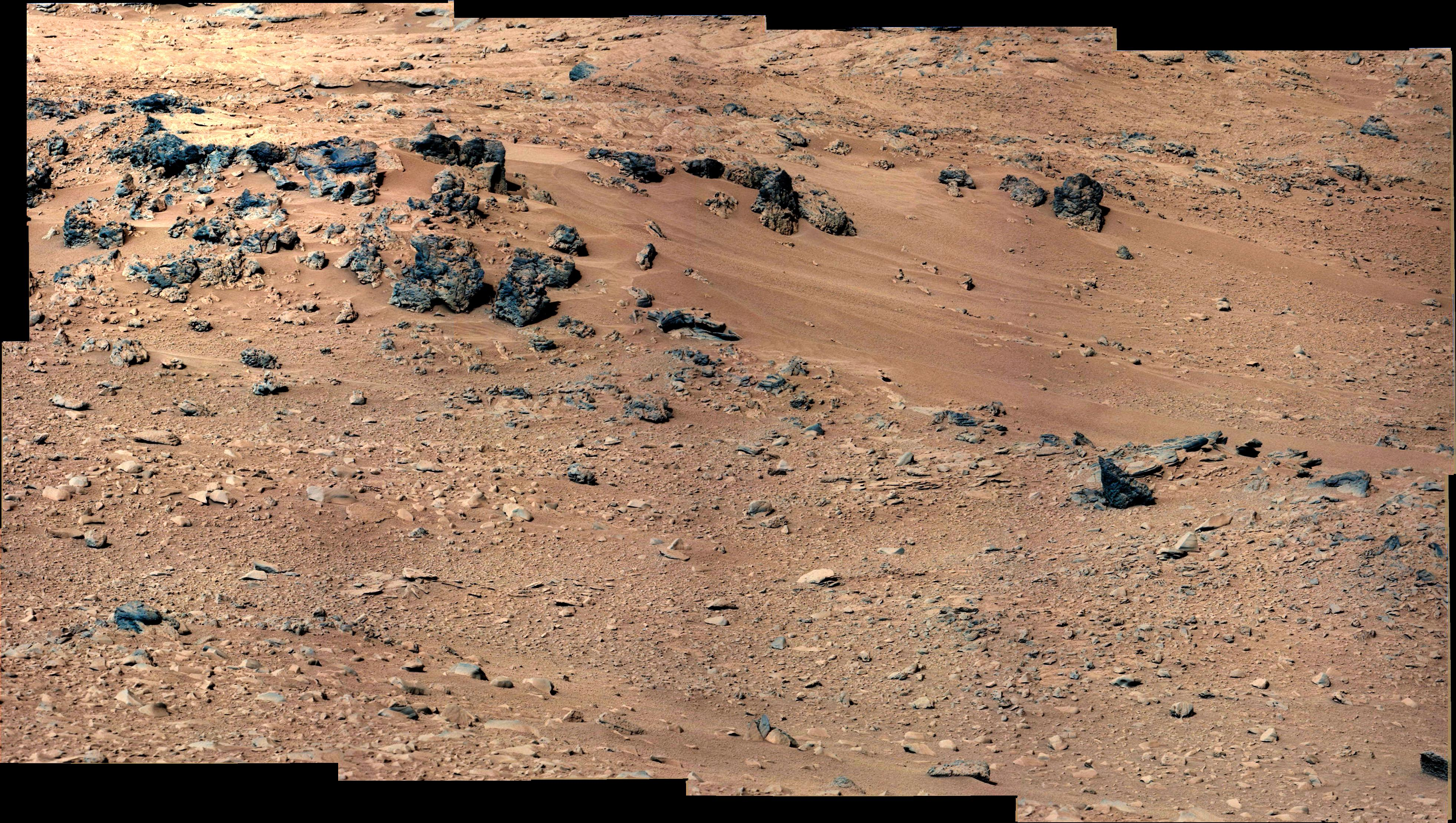
2012年9月28日，火星上的石巢沙地是“好奇号”首次使用挖斗的目标。
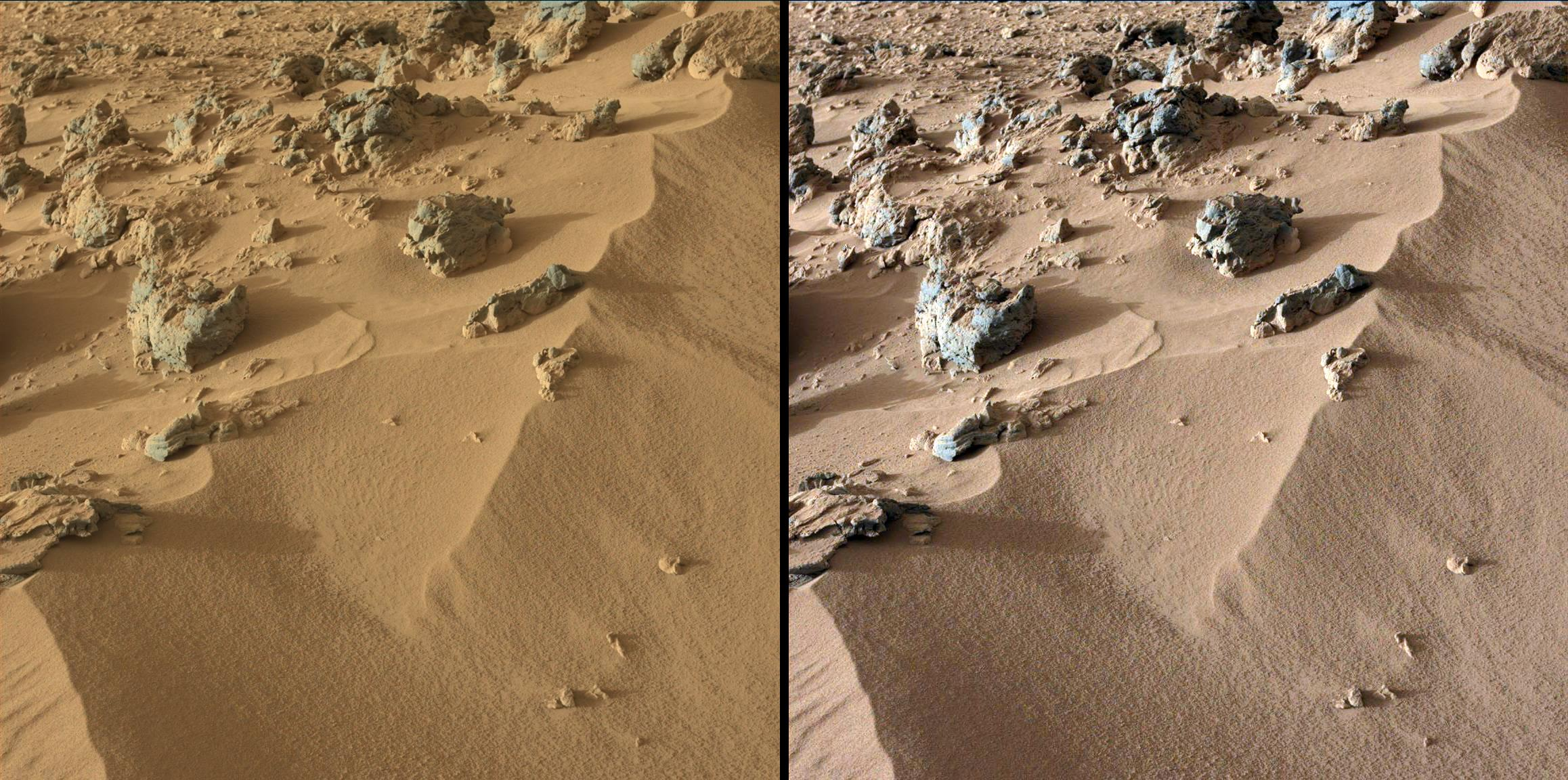
2012年10月30日，“好奇号”探测车对“石巢”沙地进行了首次火星土壤X射线分析[23]。
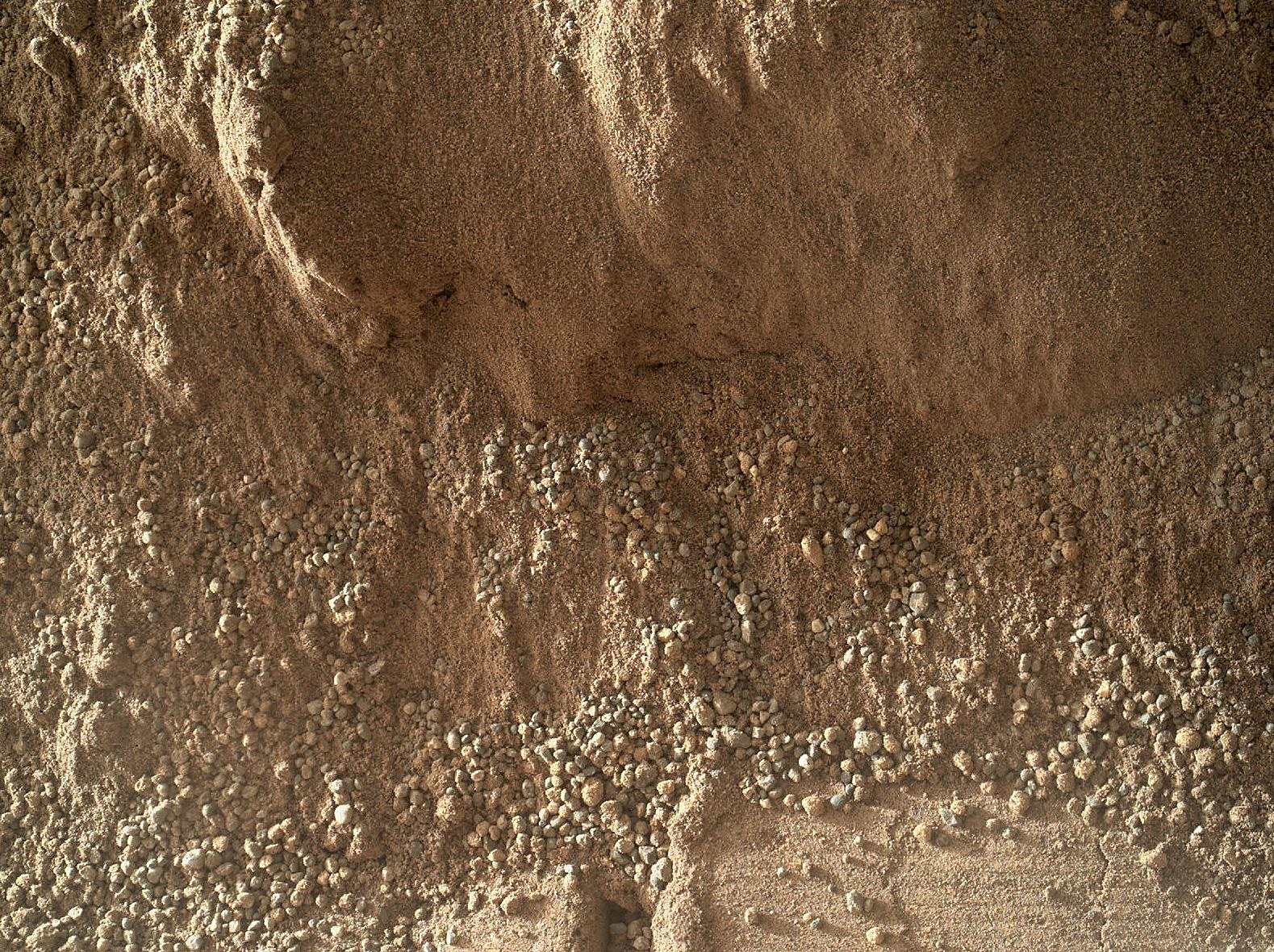
2012年10月4日，“好奇号”探测车在“石巢”沙地上留下的足迹（火星车火星手部透镜成像仪拍摄）。
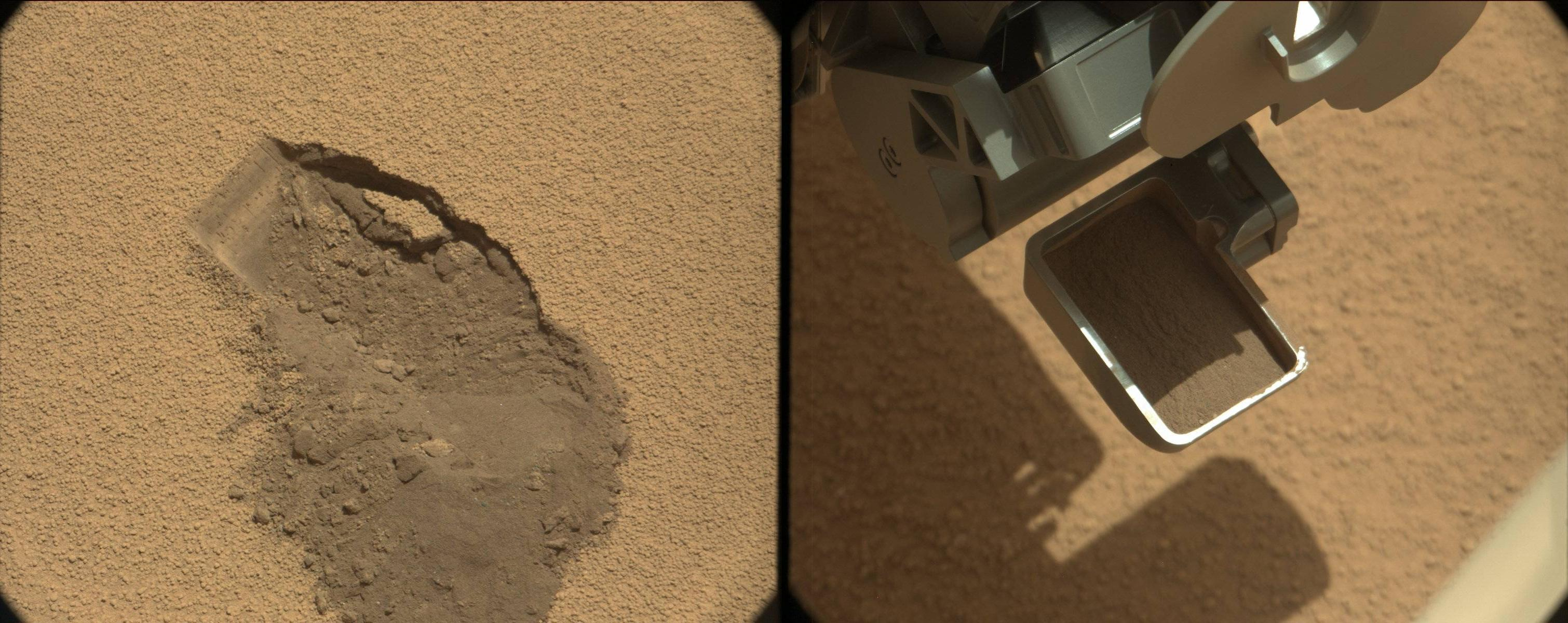
2012年10月7日，“好奇号”的挖斗在“石巢” 沙地上筛出一堆沙子。
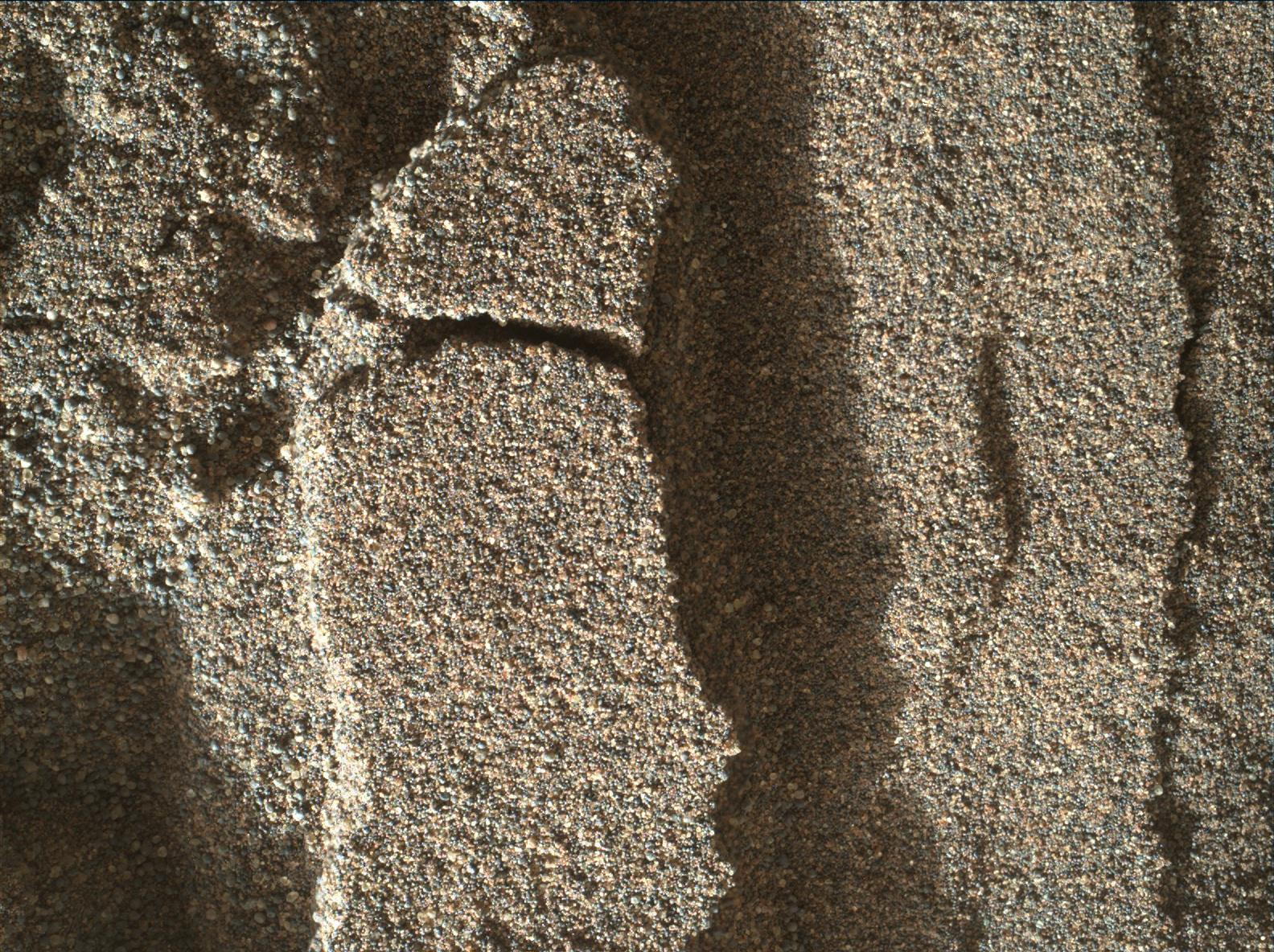
沙痕–2015年12月3日，好奇号”探测车发现了更细的颗粒。
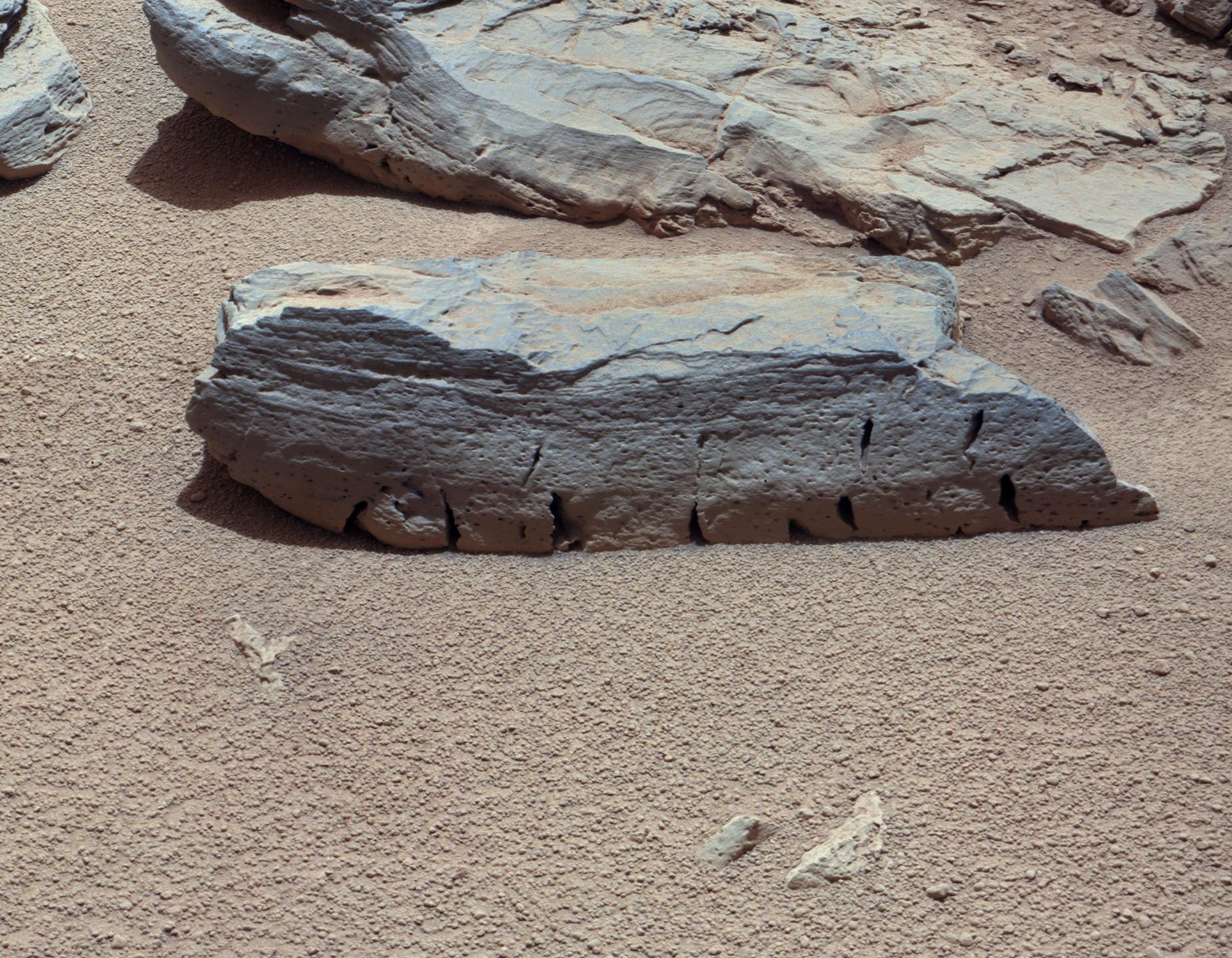
2012年10月5日，“好奇号”桅杆摄影机观察到的火星“石巢3号”岩石。
2017年1月23日，“好奇号”观察到火星上移动的沙子。
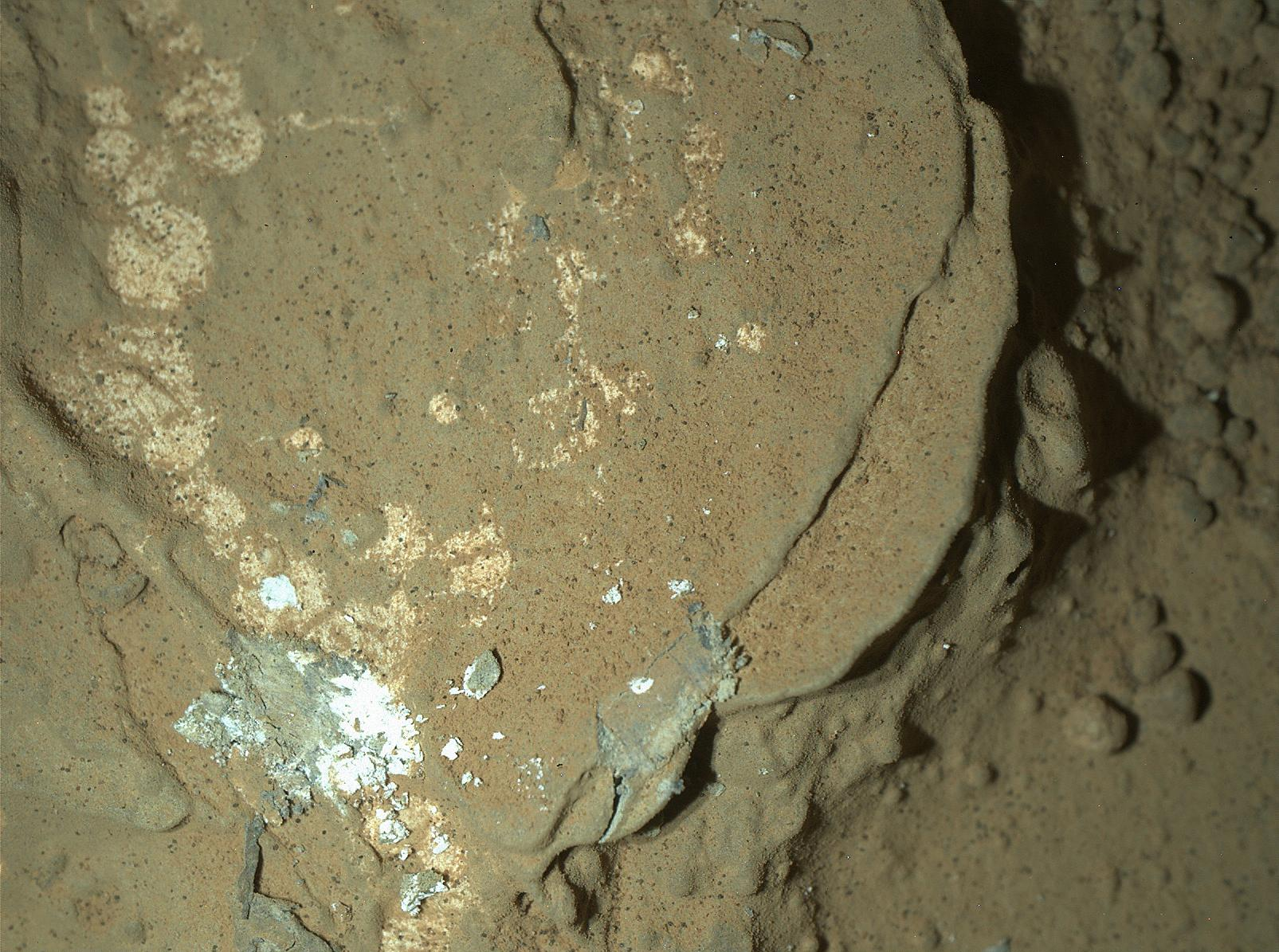
2013年1月22日，“好奇号”在夜间白光下观察到的火星“萨尤内”岩石。
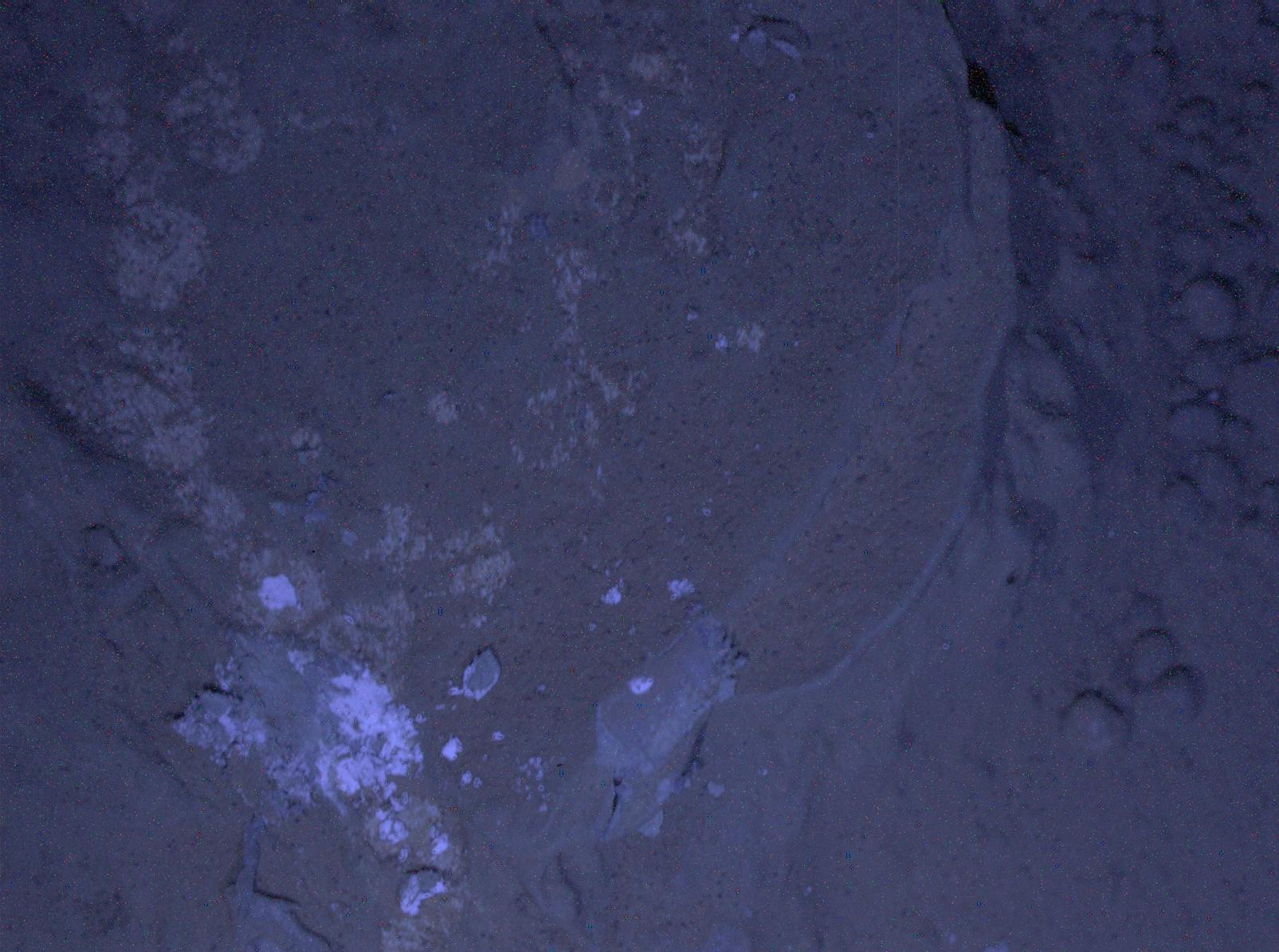
2013年1月22日，“好奇号”在夜间紫外光下观察到的火星“萨尤内”岩石。
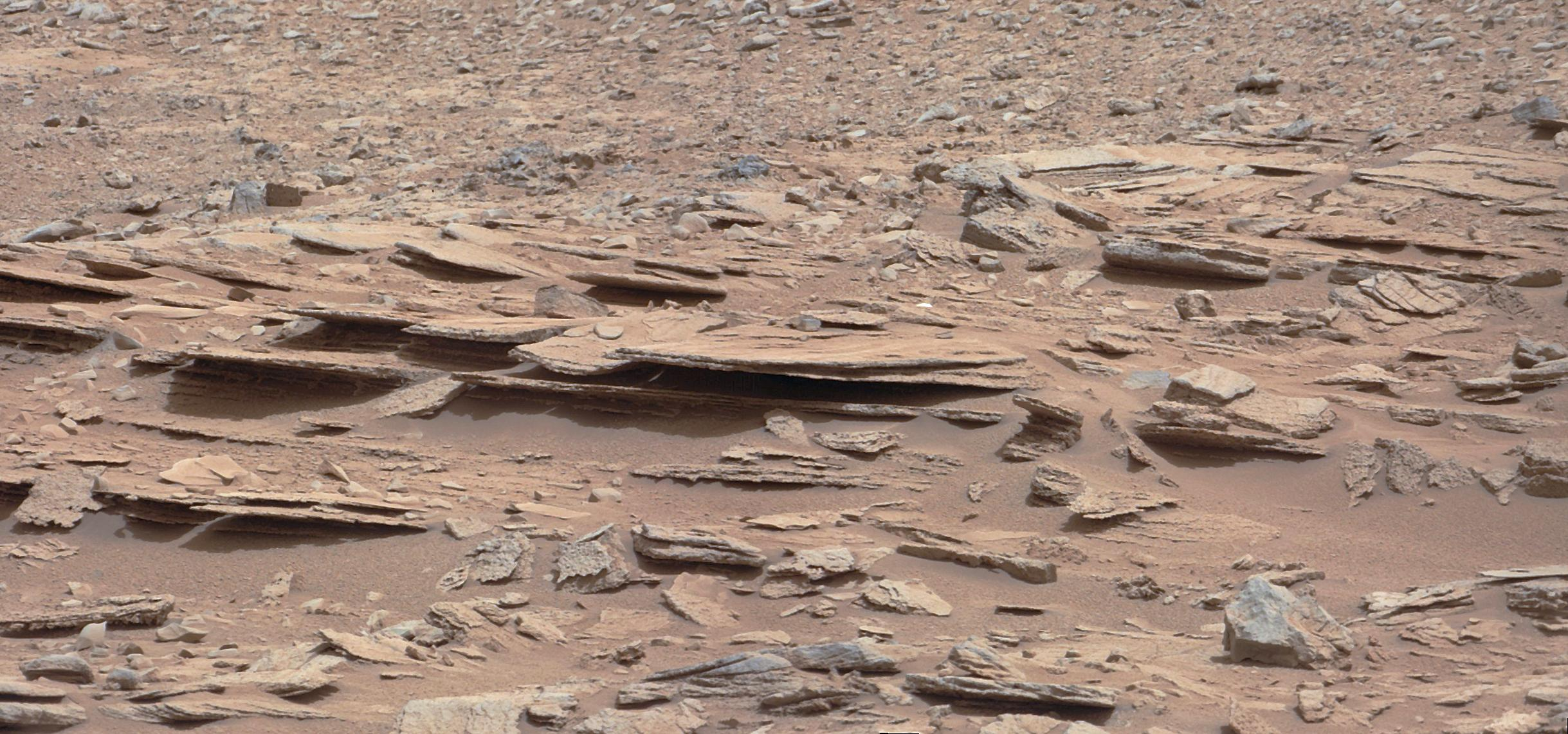
2012年12月7日，“好奇号”火星车桅杆相机观察到的火星“谢勒”岩石露头。
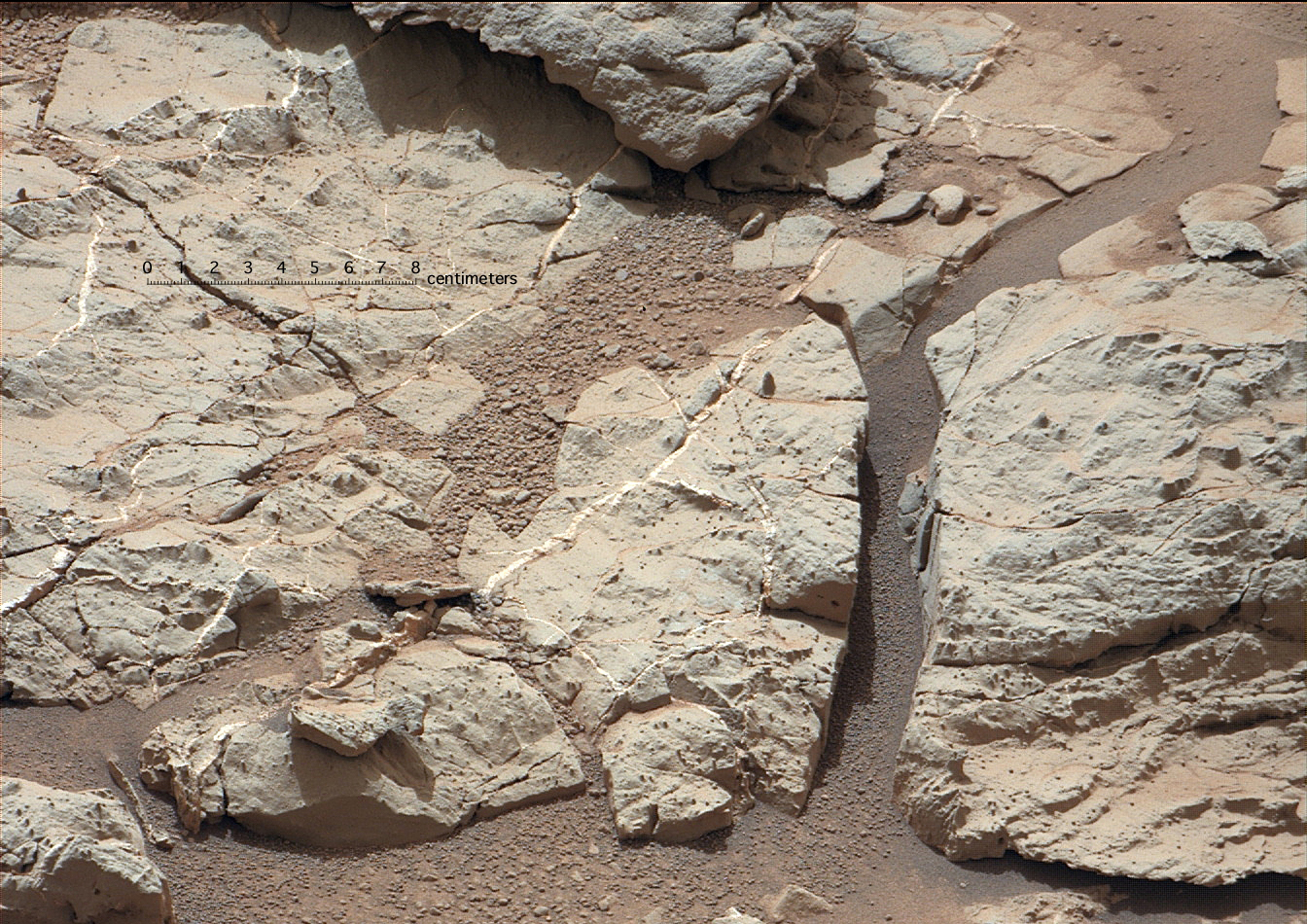
2012年12月13日，“好奇号”火星车桅杆相机观察到的火星“羊床”岩石露头。
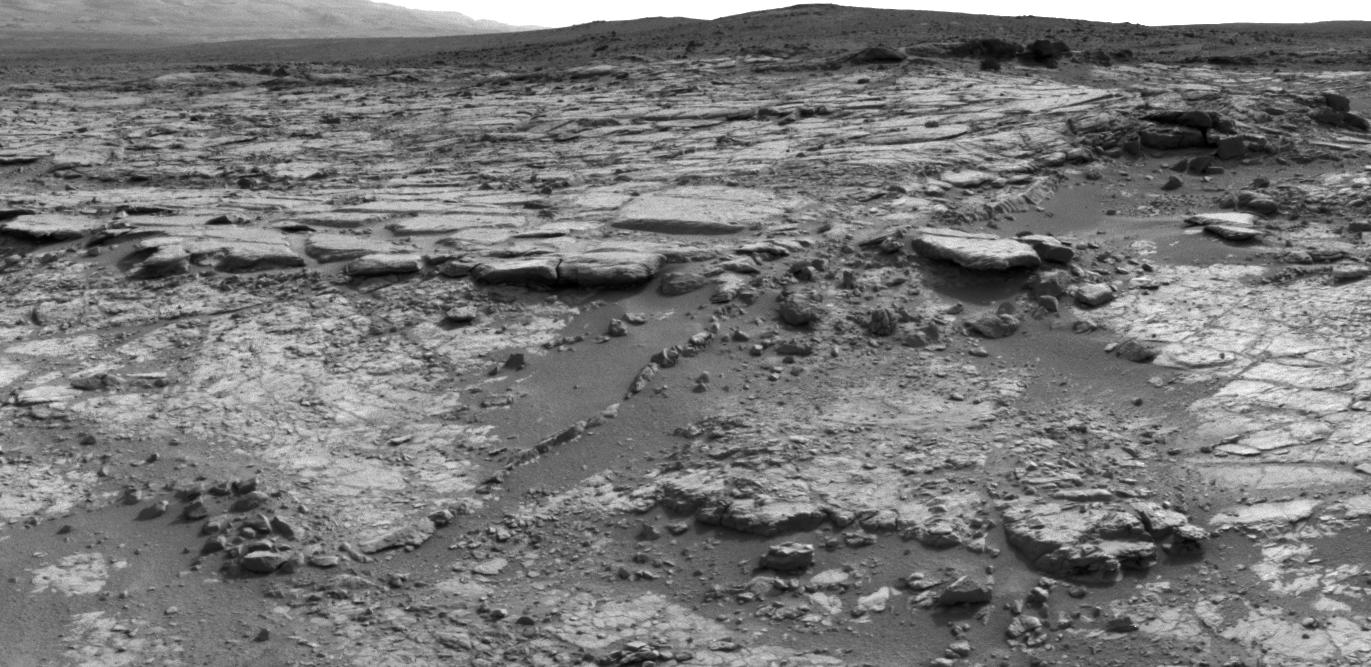
2012年12月20日，好奇号”探测车观察到的火星“蛇河”岩石特征[19]。
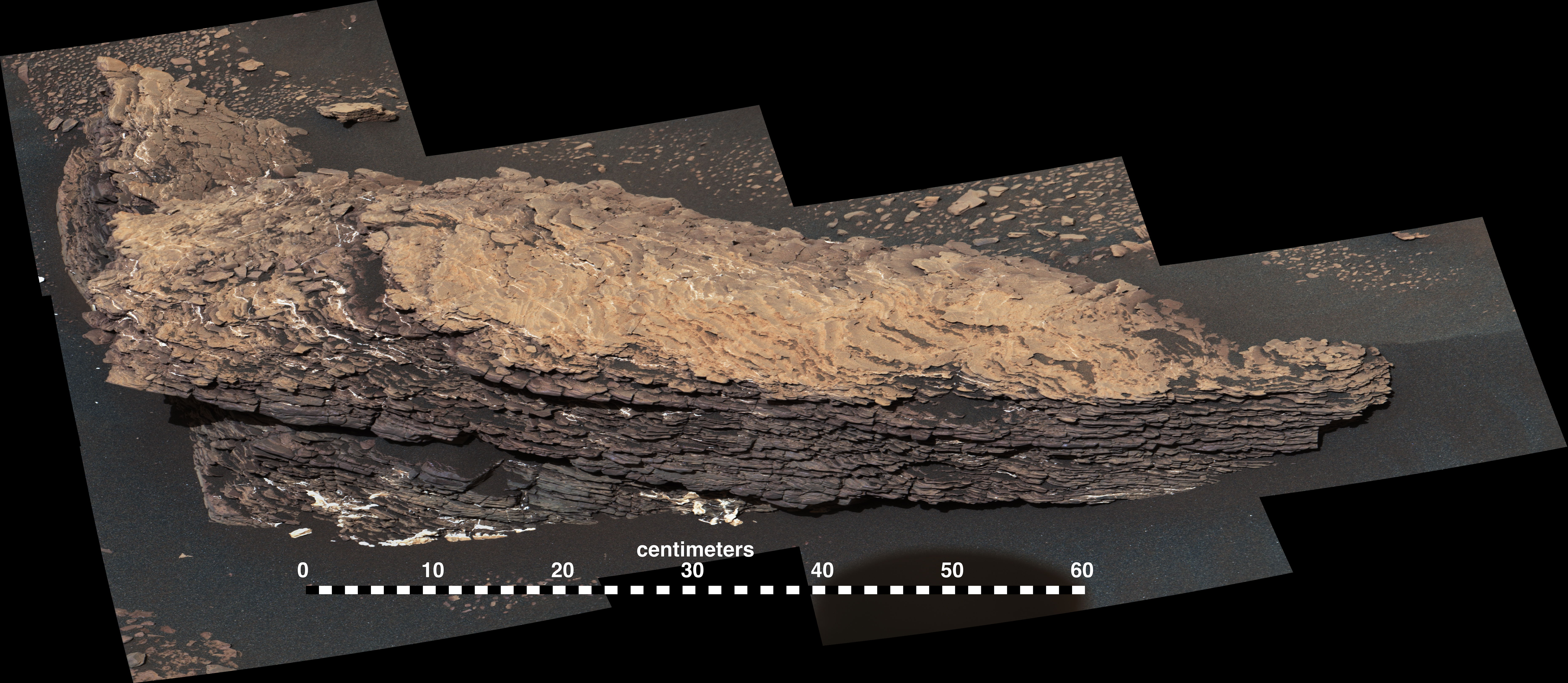
2019年7月9日，“好奇号”探测车观察到的火星“斯特拉登”岩石。
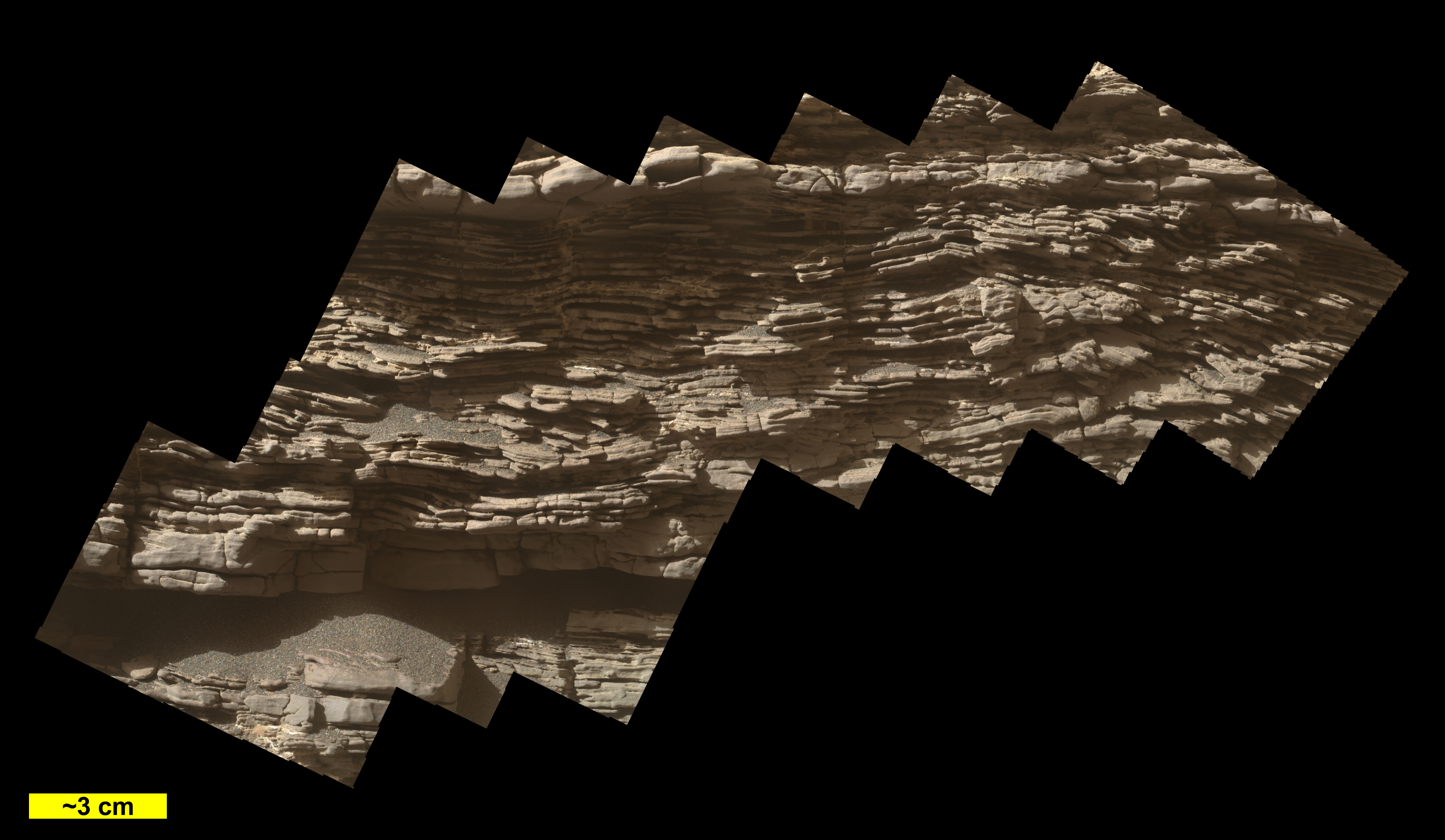
2019年7月10日，“好奇号”探测车拍摄的火星“斯特拉登”岩石特写。
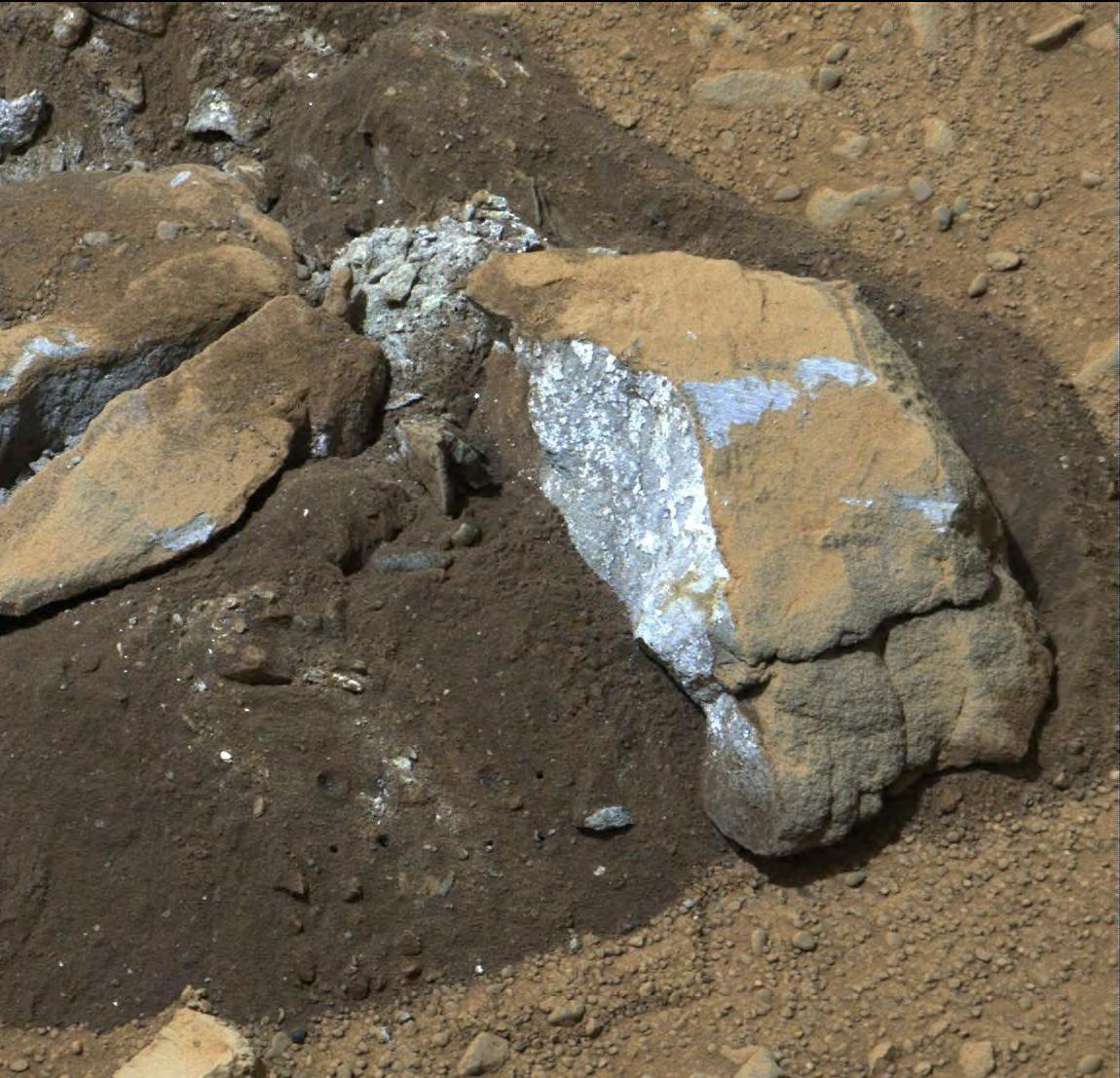
2013年1月31日，被“好奇号”探测车破裂的火星“萨顿内露层”岩[14]。
2013年5月11日，火星“萨顿内露层”土壤是“好奇号”探测车化学相机激光分析仪的目标。
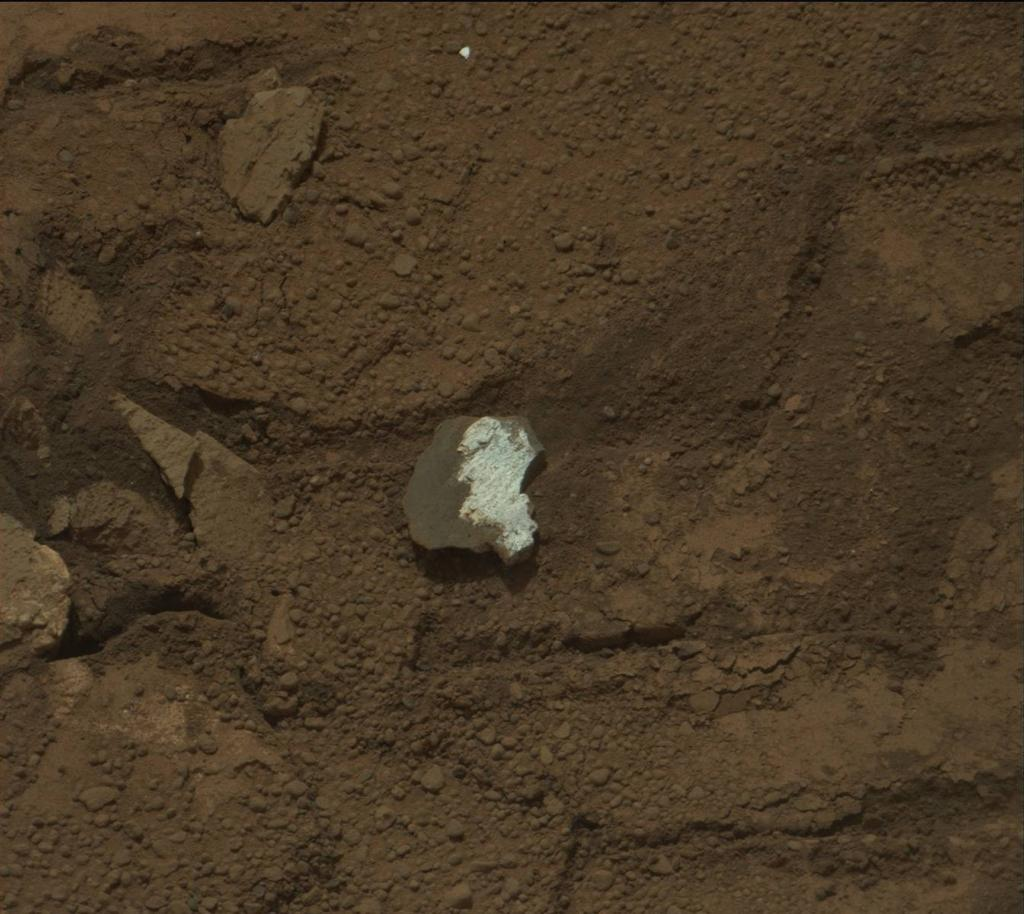
2013年1月19日，“好奇号”观察到火星碾破的廷蒂纳水合物岩（背景）[14][20]。
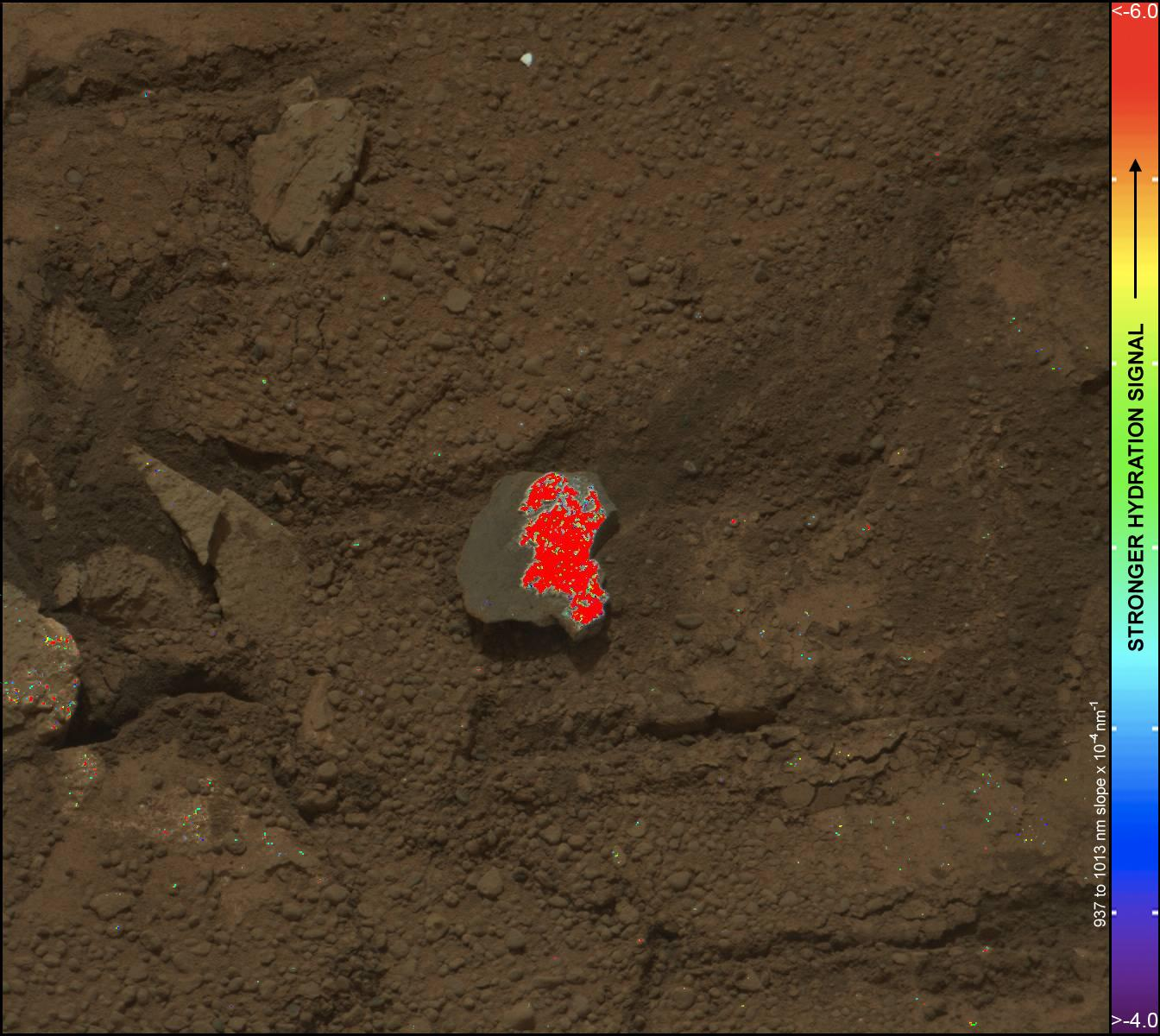
2013年1月19日，“好奇号”观察到火星碎裂的廷蒂纳水合物岩（分析）[14][20]。
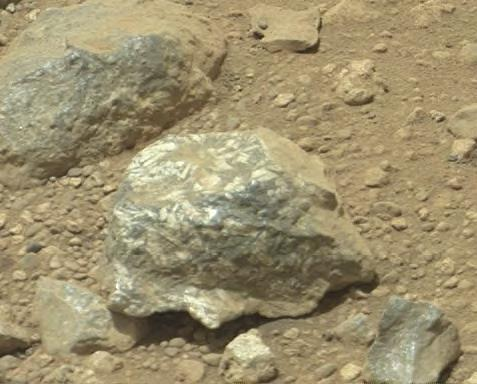
2012年9月2日，“好奇号”观察到的火星“未命名-20120902”岩石。
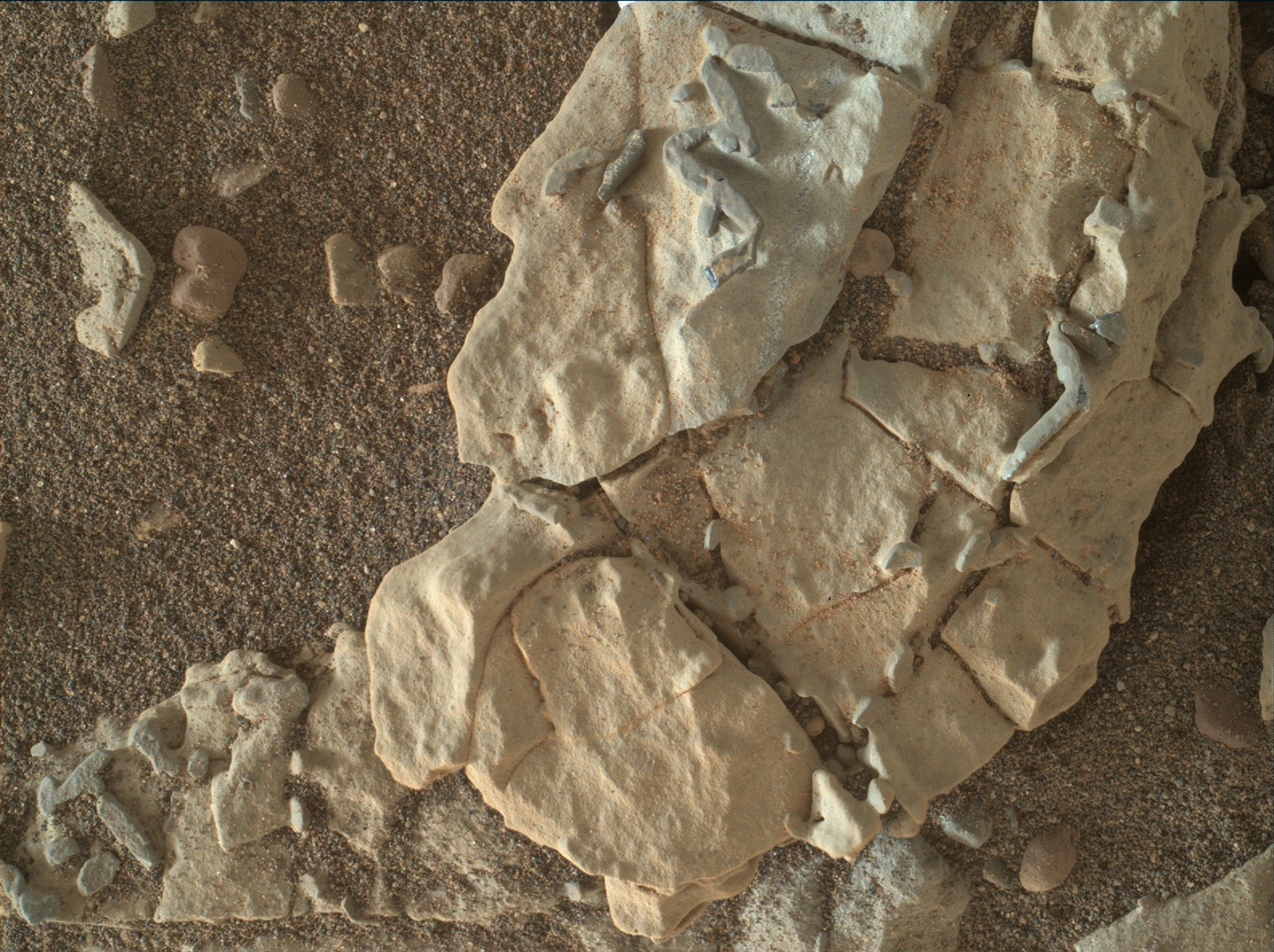
2018年1月2日，“好奇号”观察到火星上奇形怪状的“未命名-20180102”岩石（生物或地理？）[24][25]。
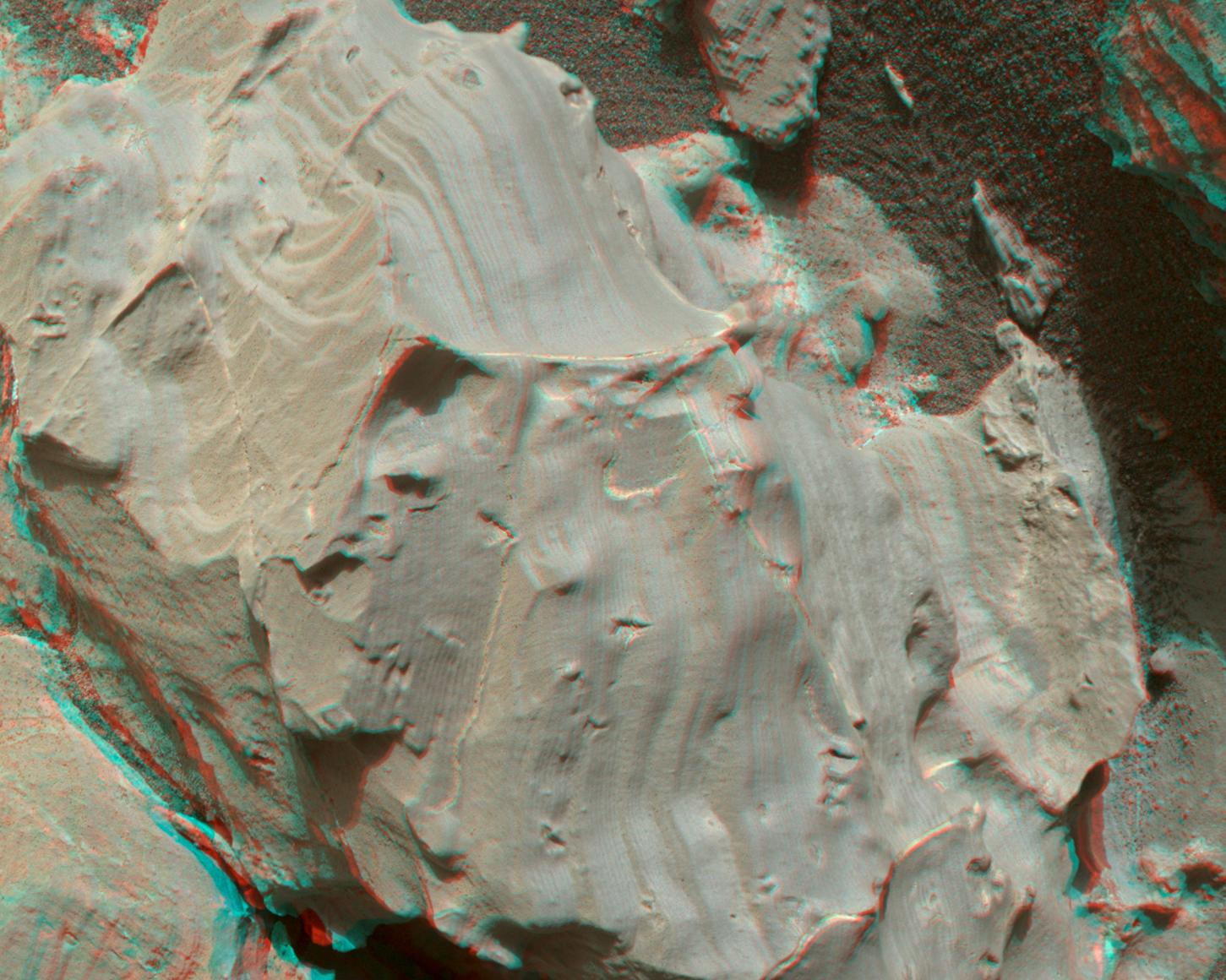
2018年3月5日，“好奇号”观察到火星上奇形怪状的“未命名-20180305”岩石（生物或地理？）[26][27]。
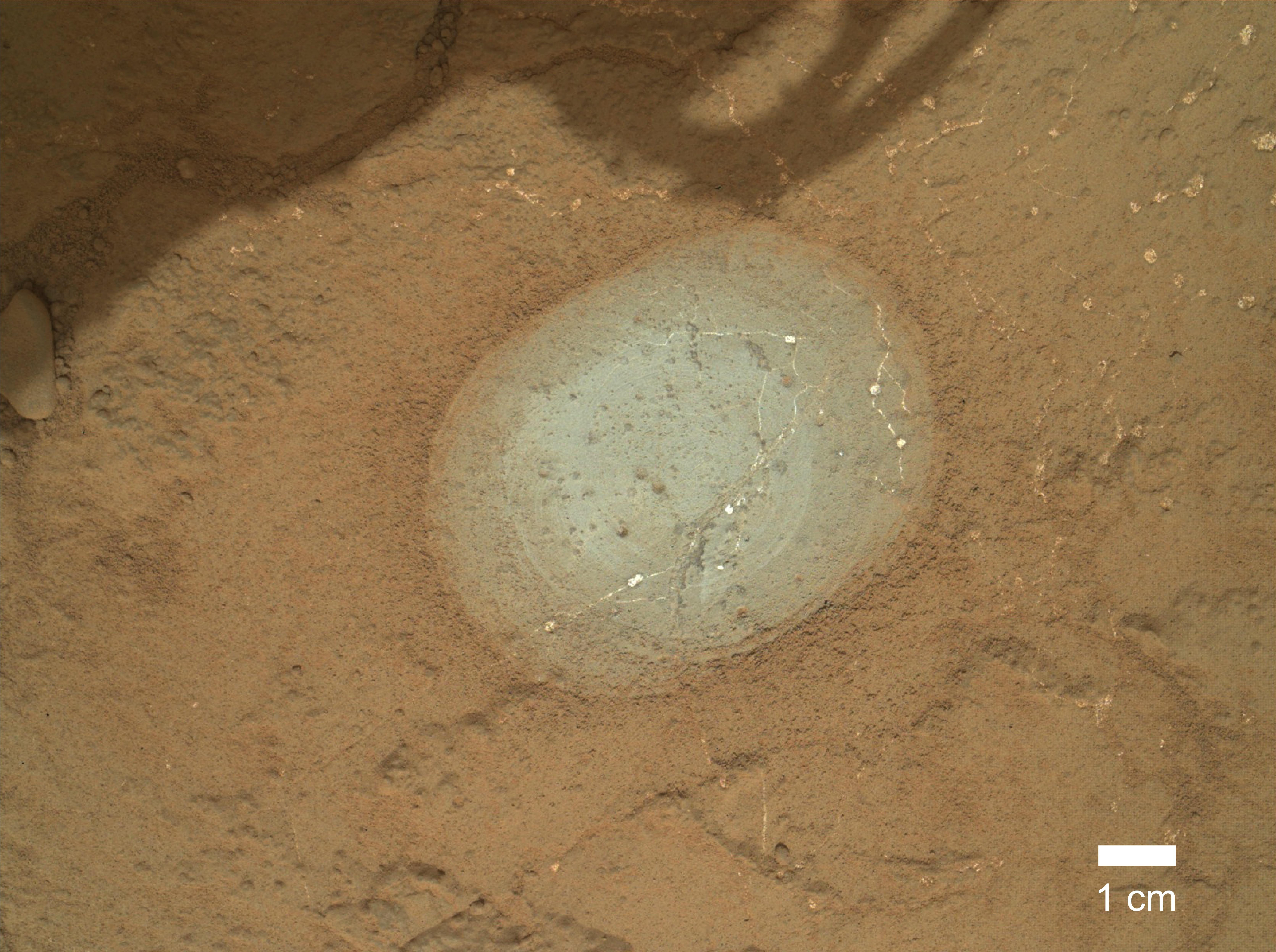
2013年1月26日，被“好奇号”用除尘工具清洁过的“韦内克”岩石[14]。
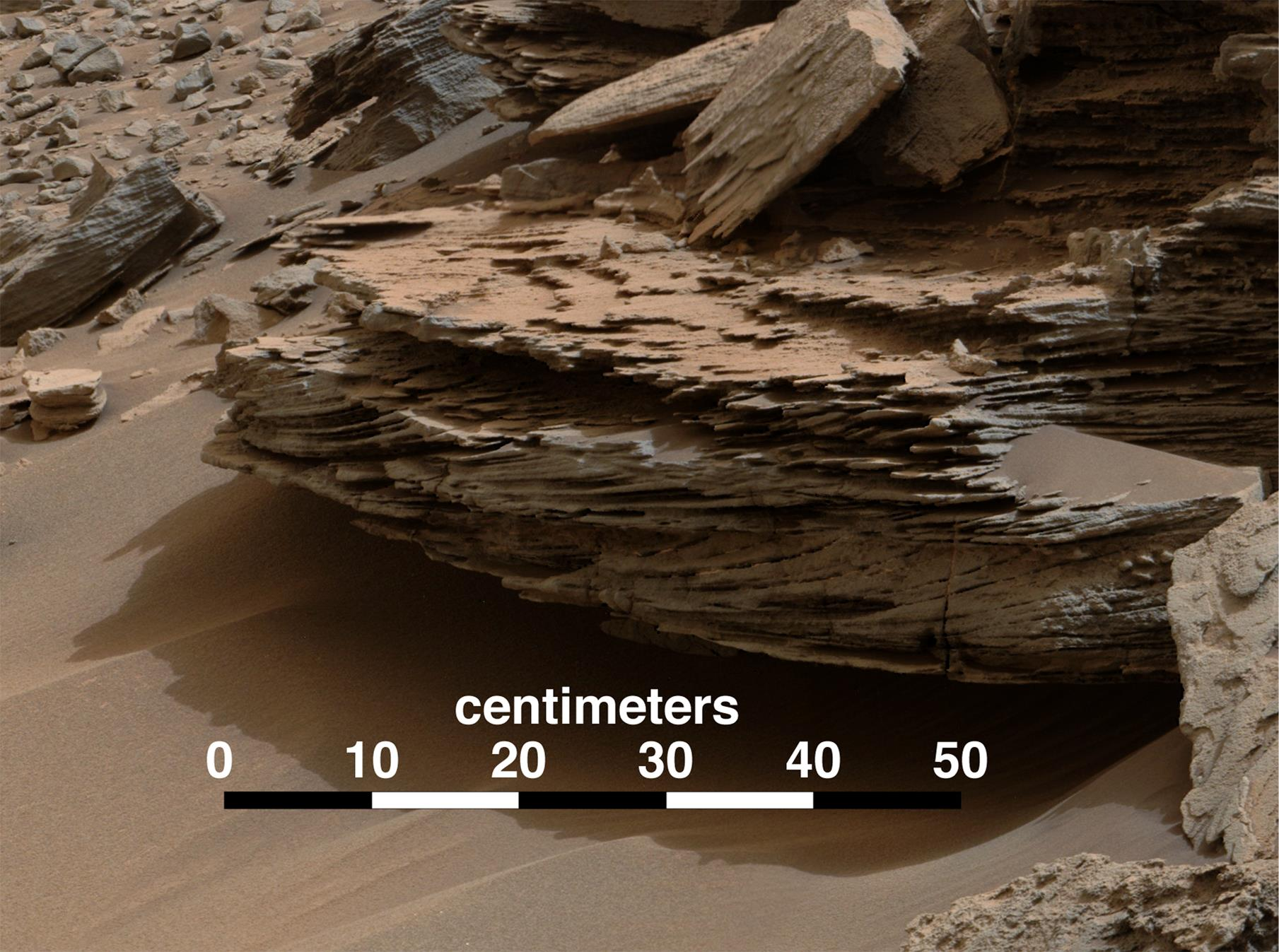
2014年11月2日，“好奇号”观察到的因水流作用而形成交错层理的火星“鲸鱼”岩石。
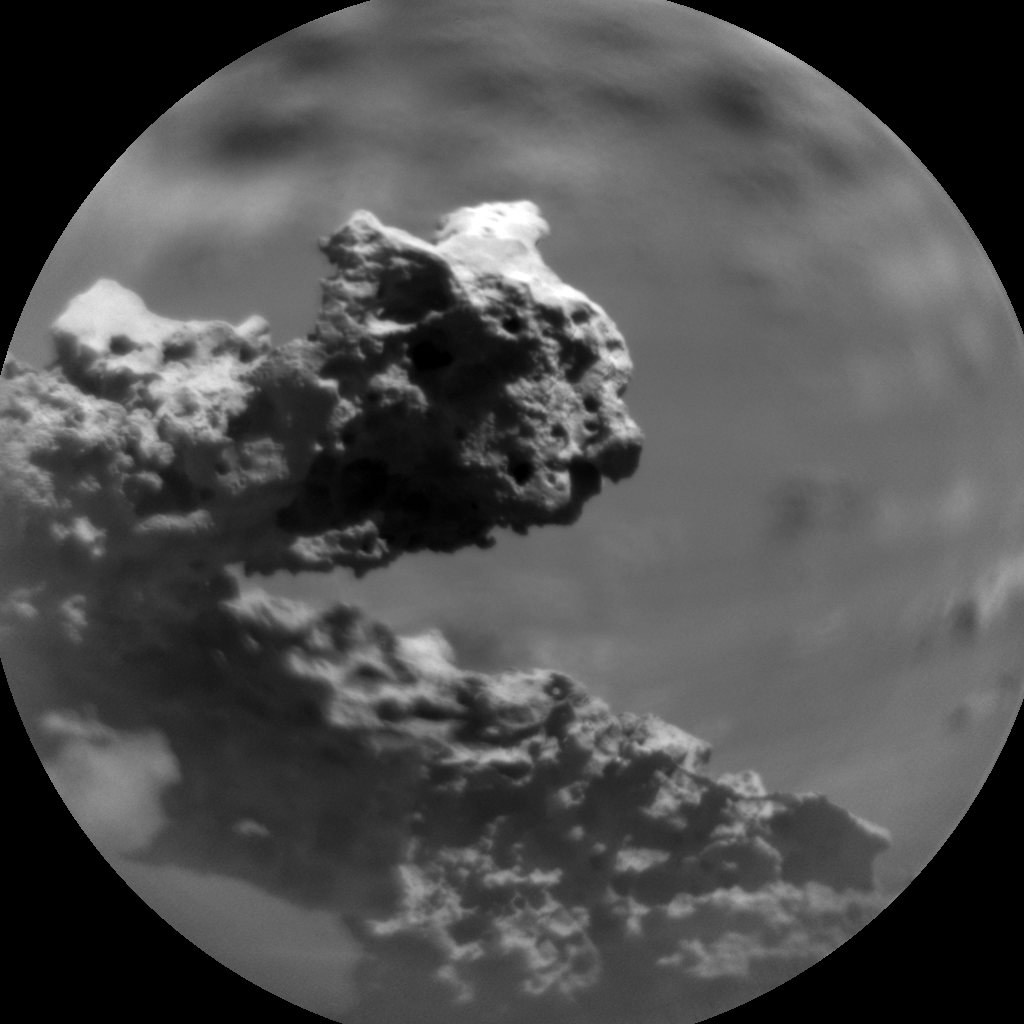
2021年7月27日，“好奇号”观察到的火星“异想天开”岩石。
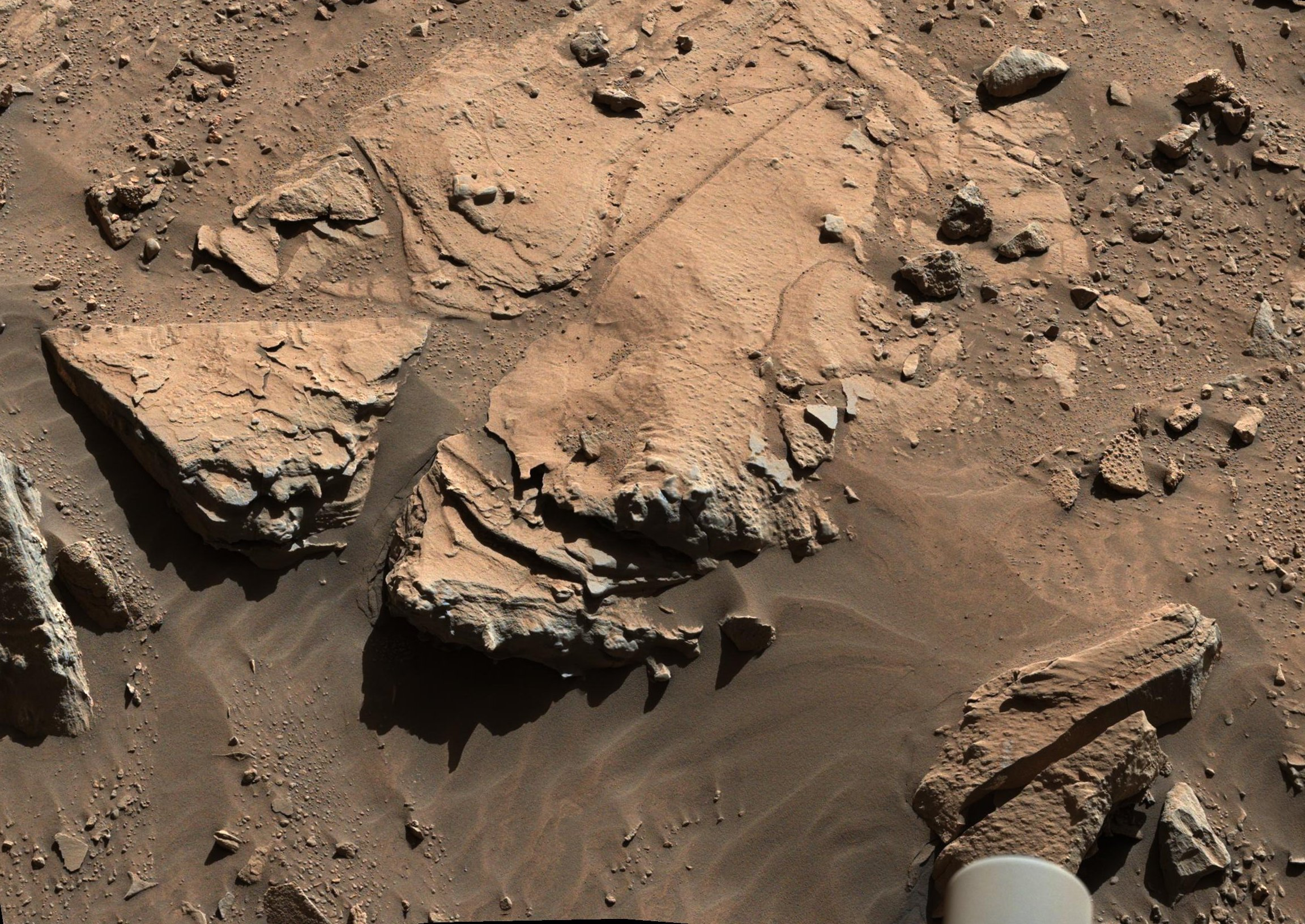
2014年4月23日，“好奇号”在金伯利区观察到的火星“温迦那”岩石（背景）。
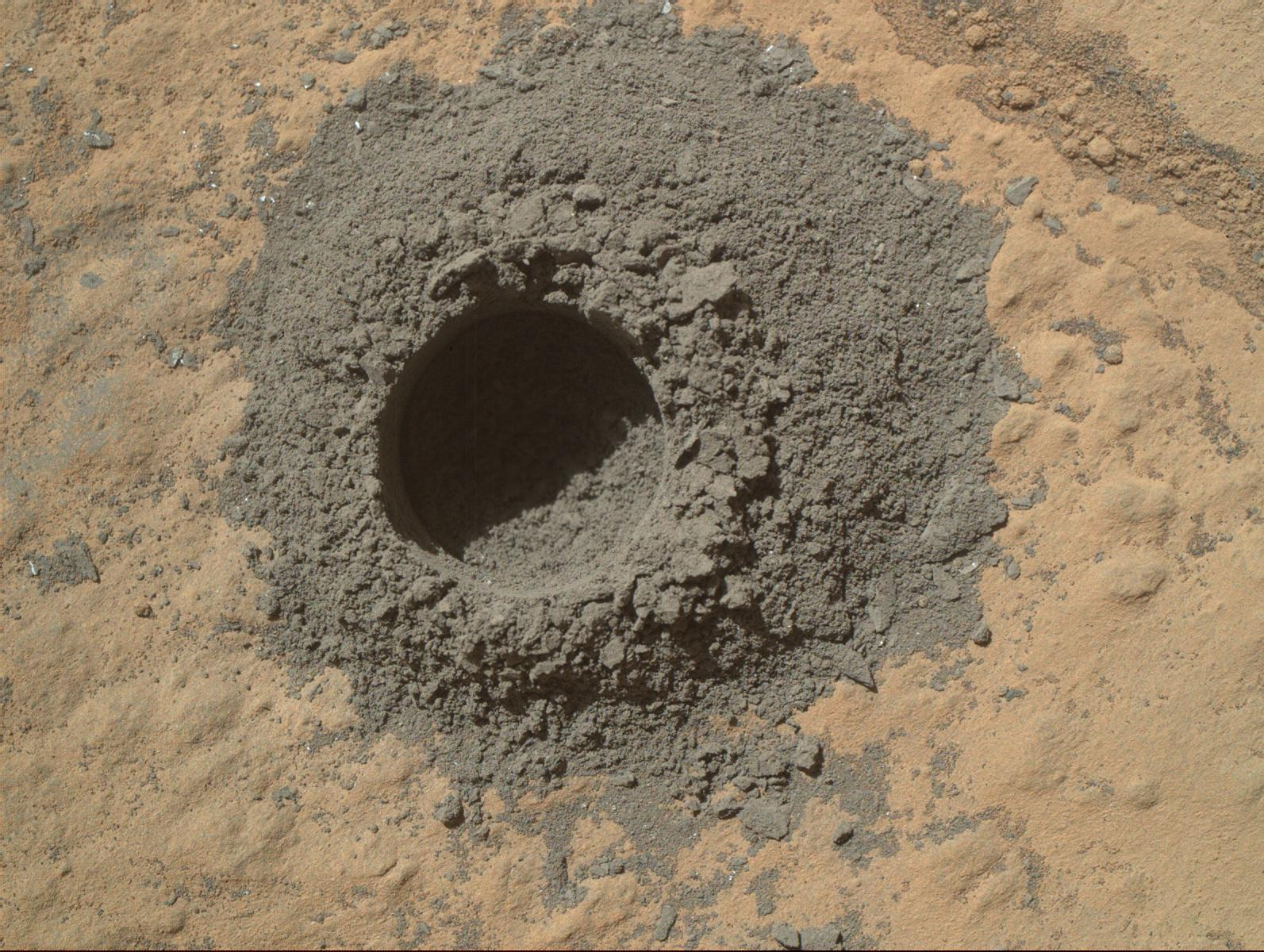
2014年4月29日，“好奇号”在金伯利区“温迦那”砂岩上钻出一个1.6厘米（0.62英寸的探孔。
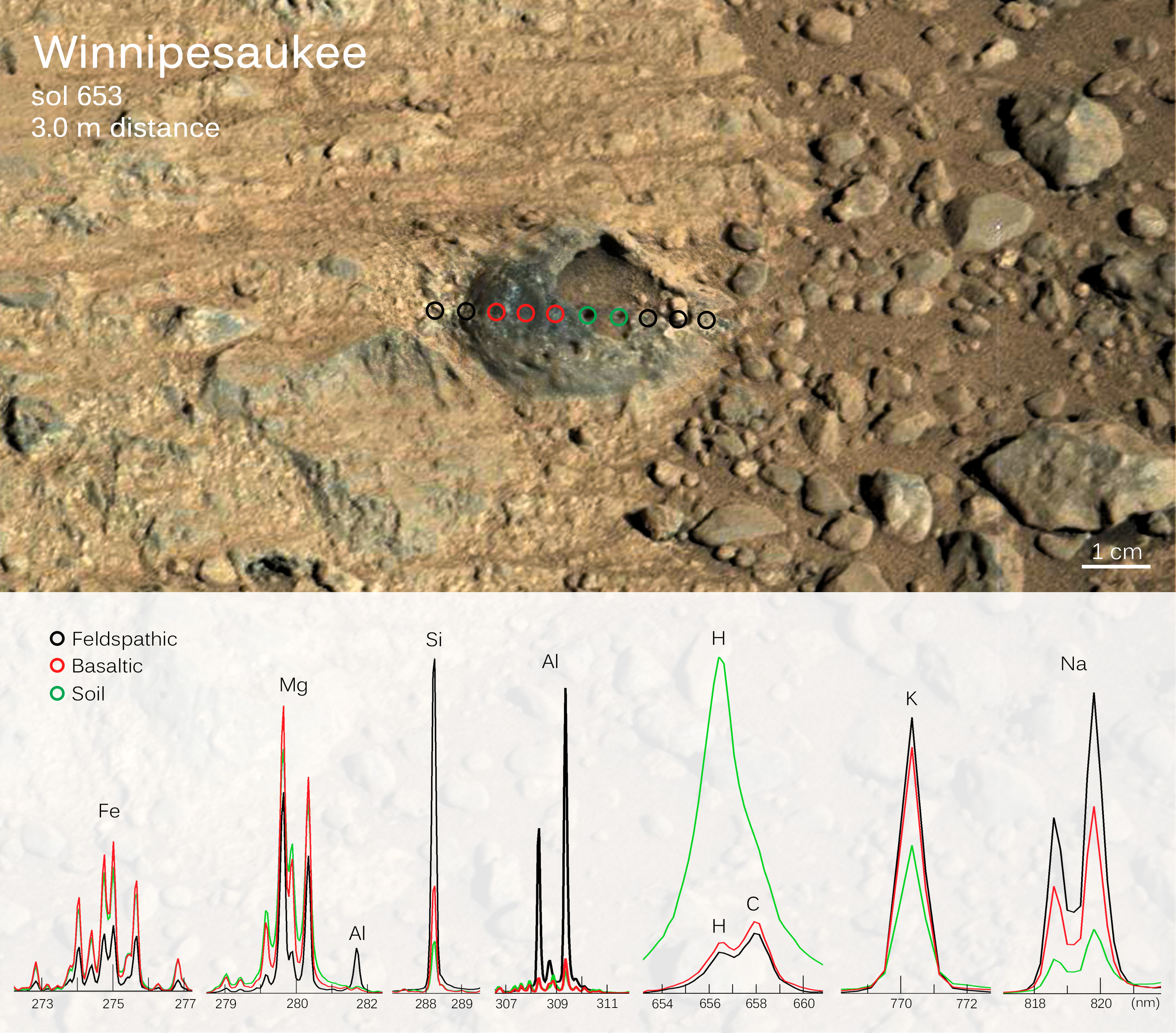
2014年6月8日，“好奇号”上化学相机激光分析仪的目标—火星“温尼伯索基”岩石。
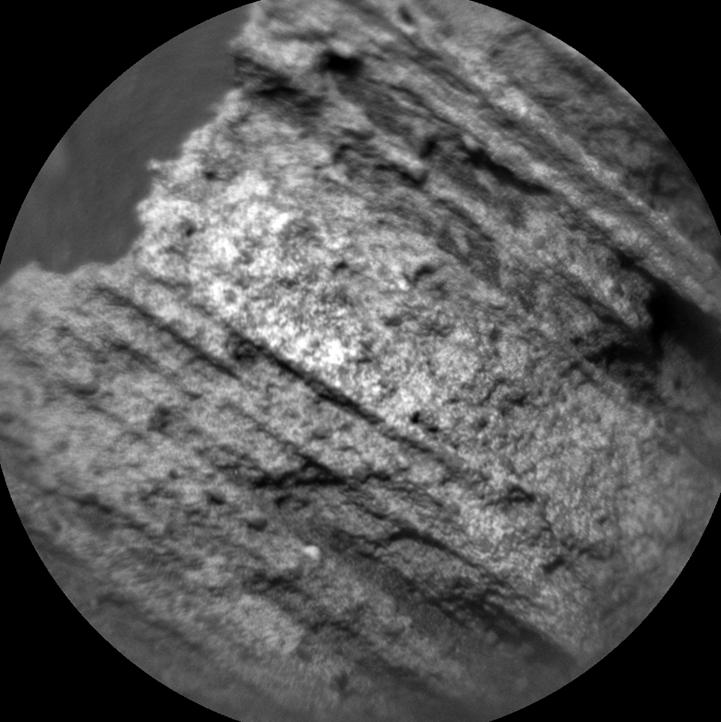
2015年5月15日，“好奇号”观察到的火星“黄蜂侠”岩石。

## 2018年-“洞察号”着陆器
洞察号着陆器-2018年5月8日，埃律西昂平原；当前处于活跃状态。

截至2025年3月14日，“洞察号”已运行了2238个太阳日(总计2300天；6岁108天)。

火星登陆点坐标: 4°30′09″N 135°37′24″E / 4.5024°N 135.6234°E (4°30′8.6394″N 135°37′24.24″E / 4.502399833°N 135.6234000°E)

(原始图像 - 美国宇航局 （页面存档备份，存于）和喷气推进实验室 （页面存档备份，存于） + 美国宇航局图片浏览器 （页面存档备份，存于）。)

## 2021年—“毅力号”火星车（火星2020）

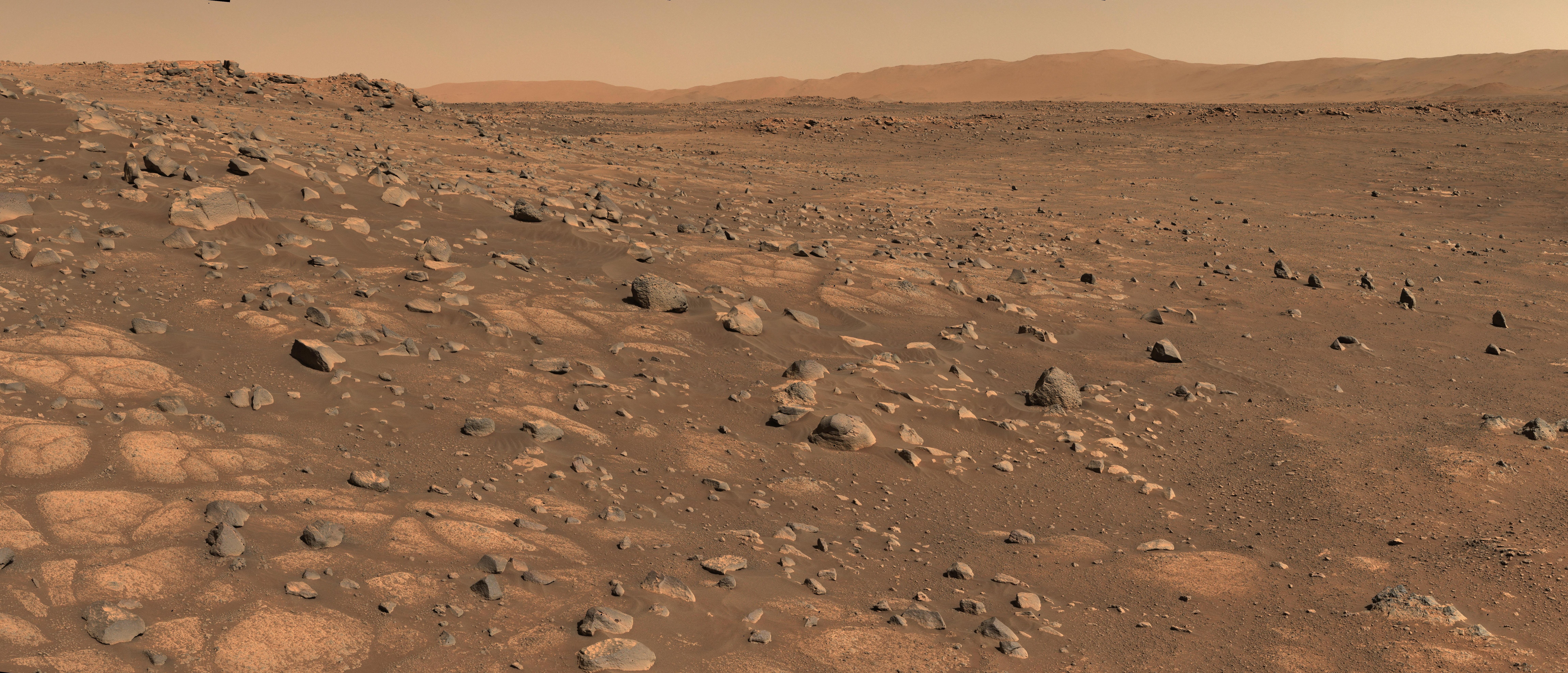
2021年7月8日，“毅力号”拍摄的“坑底断裂粗糙地”全景图。

2021年7月28日，“毅力号”查看第一个钻探现场全景图（增强色）。

毅力号火星车-2021年2月18日，耶泽罗撞击坑；当前仍处于活跃状态。

截止截至2025年3月14日，“毅力号”已运行了1445个太阳日(总计1485天；4岁24天)。

火星登陆点坐标: 18°26′41″N 77°27′03″E / 18.4447°N 77.4508°E (18°26′40.92″N 77°27′2.88″E / 18.4447000°N 77.4508000°E)

(原始图像 - 照相机与太阳系 （页面存档备份，存于）和喷气推进实验室-1 （页面存档备份，存于） + 喷气推进实验室-2 （页面存档备份，存于） + 喷气推进实验室-3 （页面存档备份，存于） + 美国宇航局图片浏览器 （页面存档备份，存于）。)
- 着陆场（区域）
- 阿尔蒂比(Artuby)露头 (区域)
- "坑底断裂粗糙地" (区域)
- 三角洲沉积（区域)
- 首个钻孔（鲁比翁）
- 福克斯岩（Foux rock）
- 迷人岩（Intriguing rocks）
- 玛兹–第一个研究目标
- 玛兹岩（Máaz rock）
- 奇石（Odd Rock）
- “铺路石”（Paver rocks）
- 风雕岩
- 耶戈岩（Yeehgo rock）

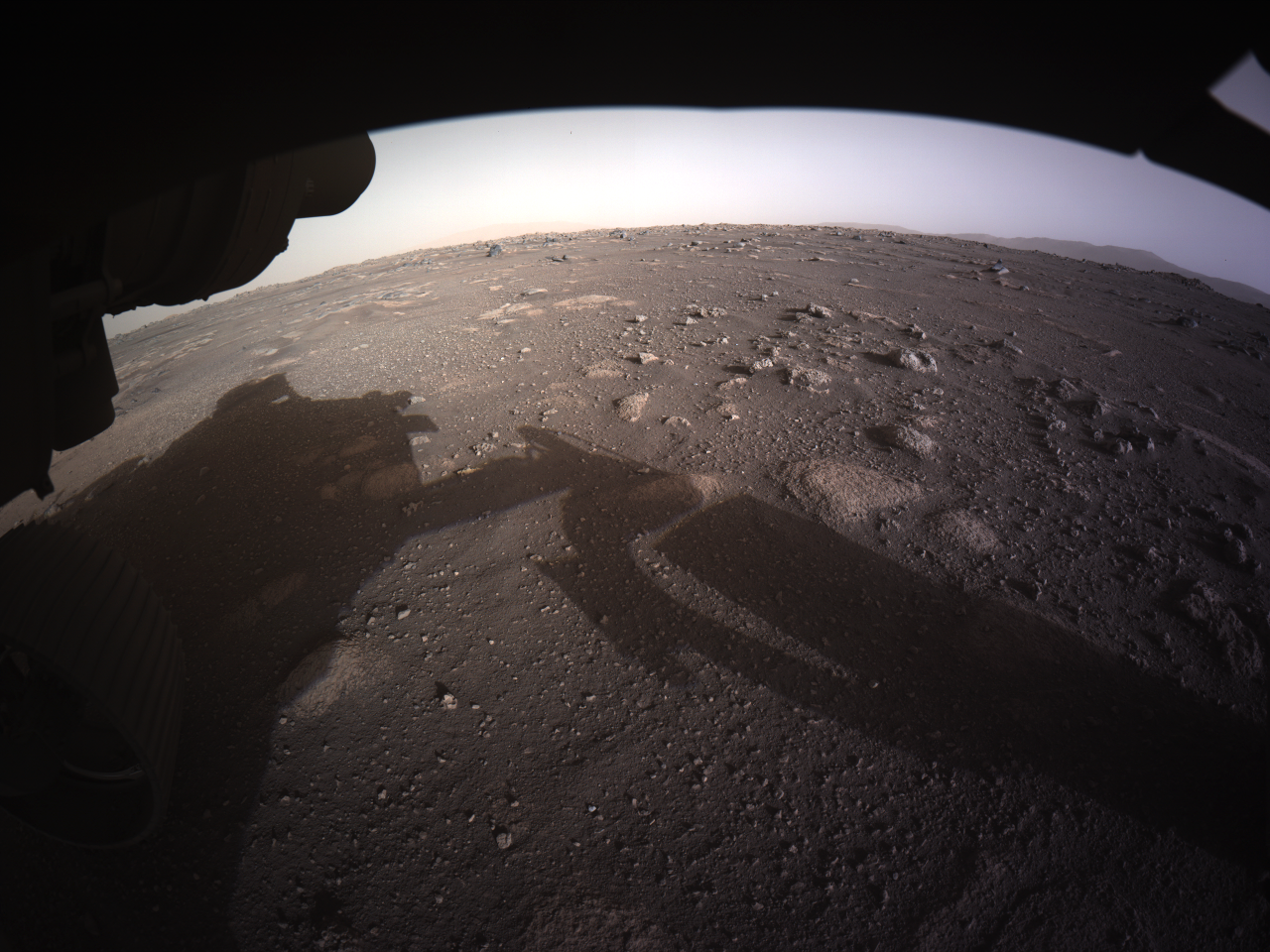
首幅彩色图像 (2021年2月18日)
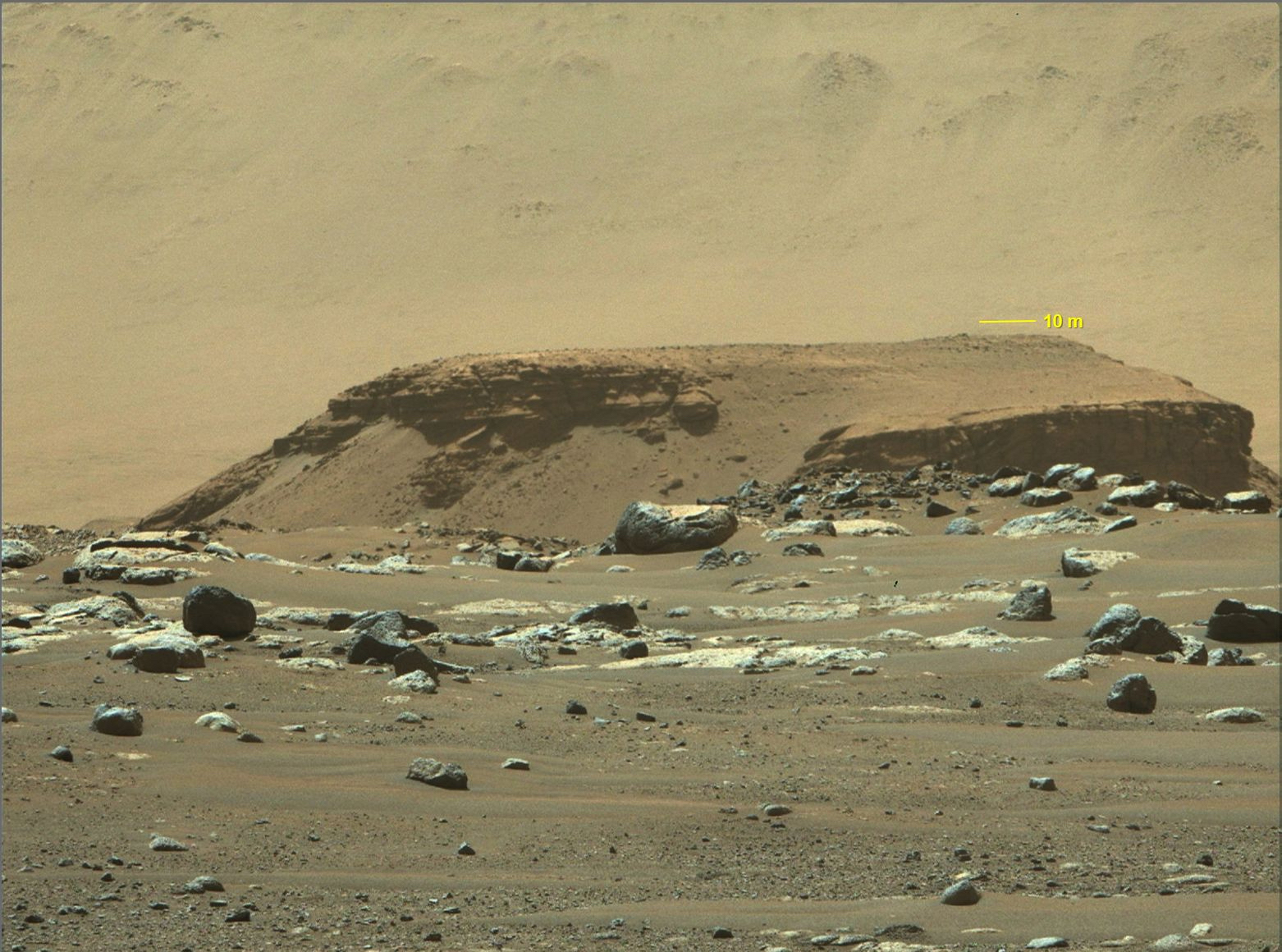
三角洲沉积物 ((2021年2月22日)
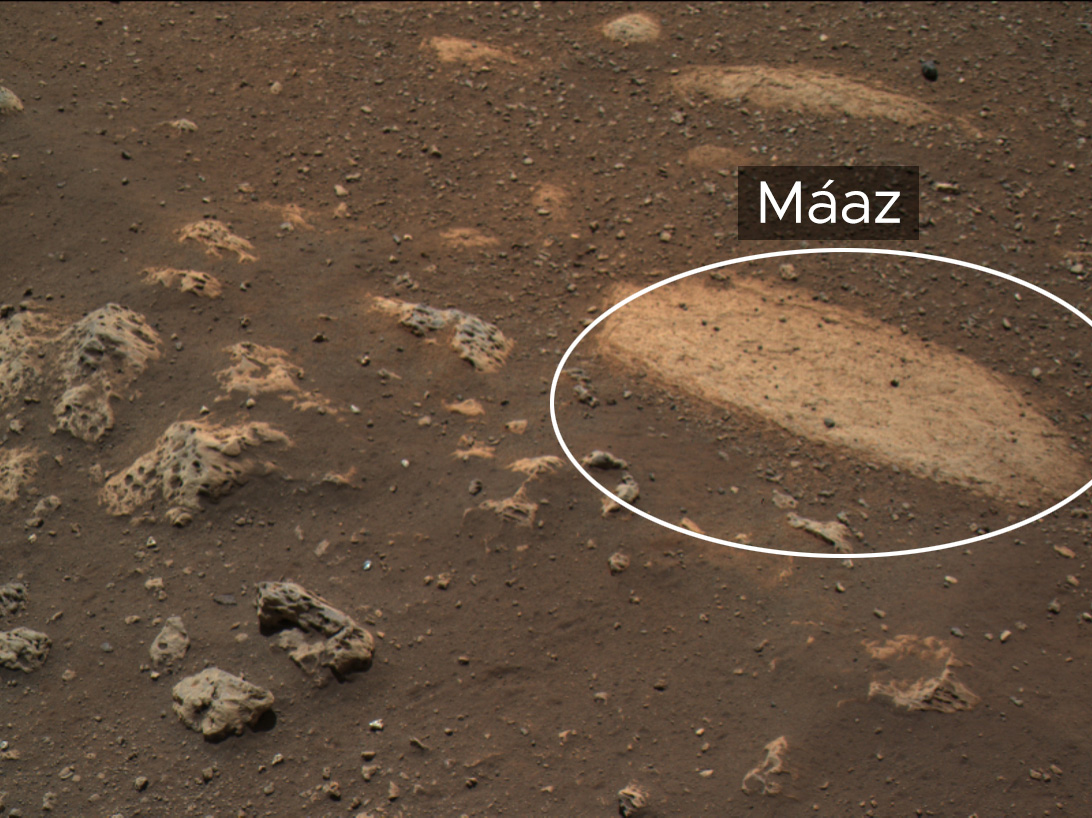
玛兹-第一个研究目标 (2021年2月22日)
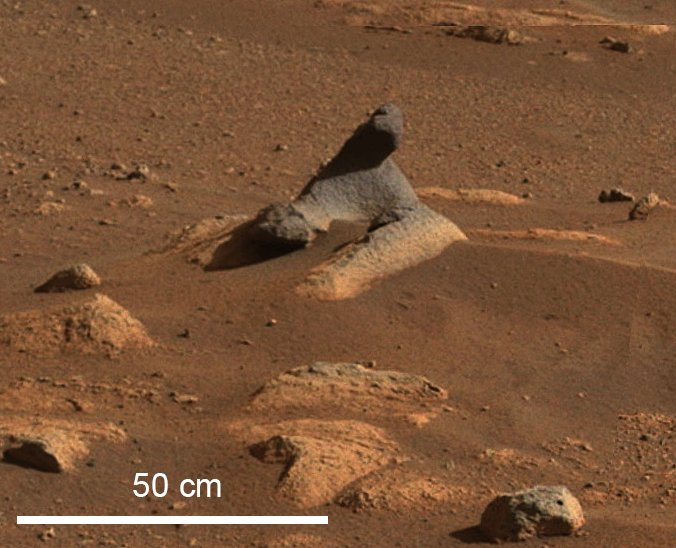
风雕岩 (2021年2月24日)
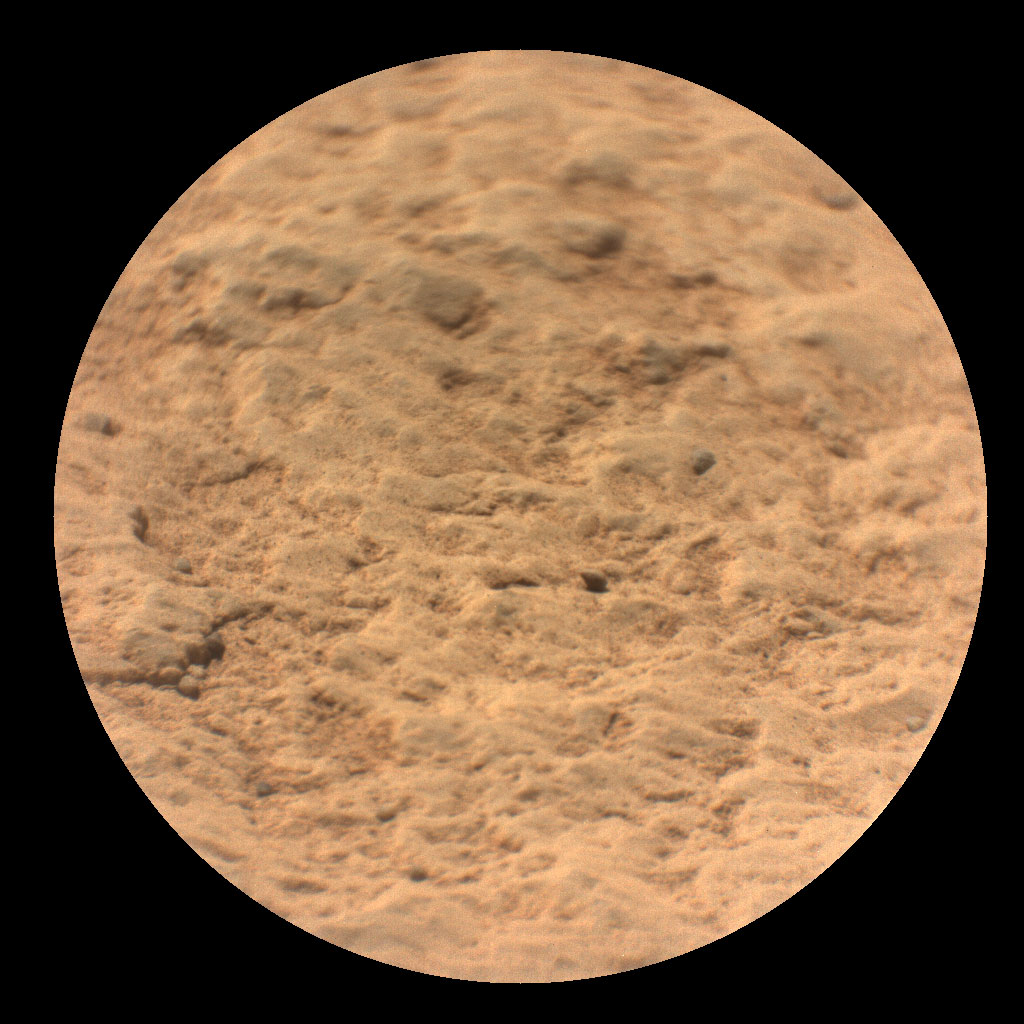
玛兹岩 (2021年3月2日)
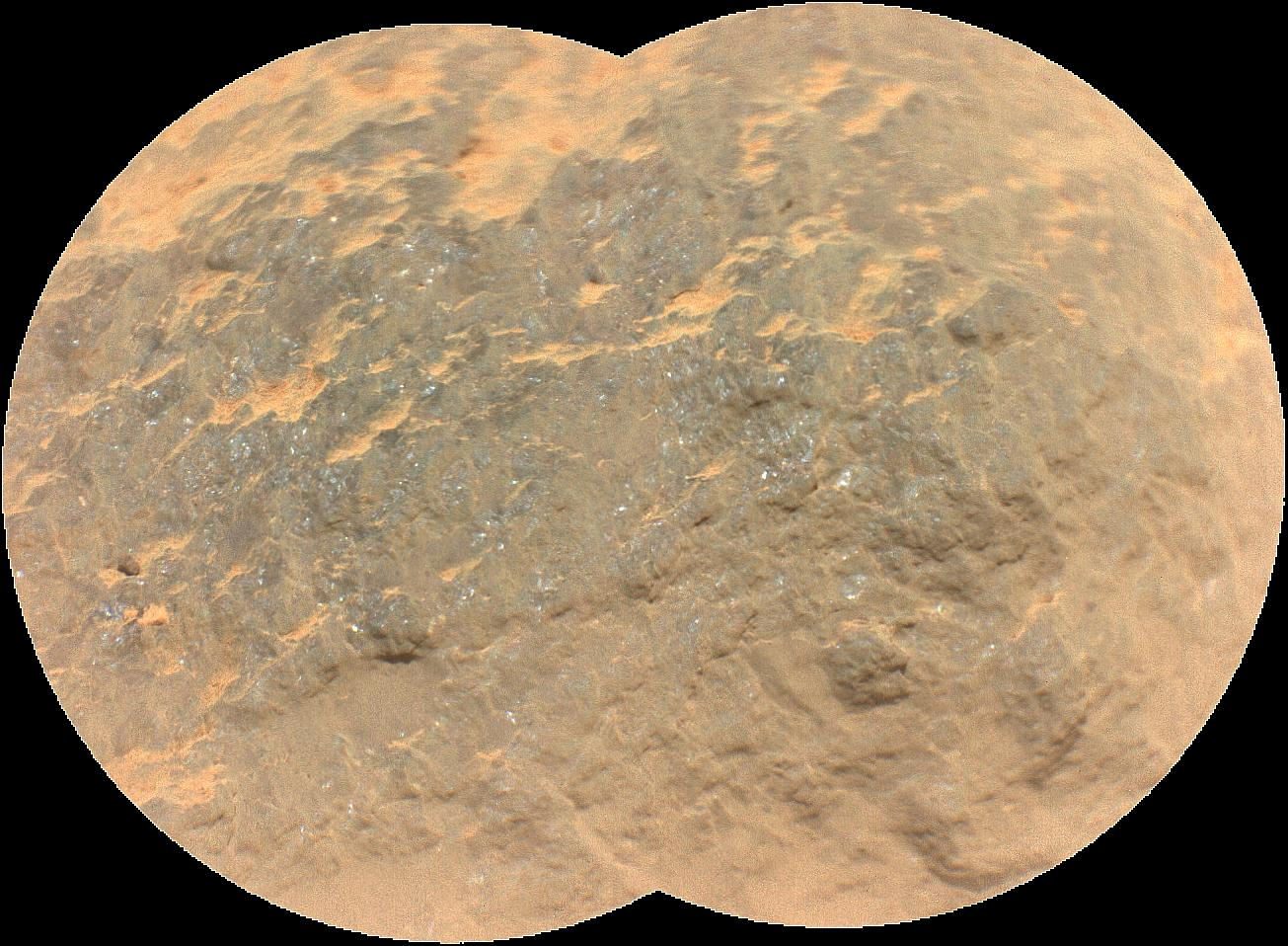
耶戈岩 (2021年3月7日)
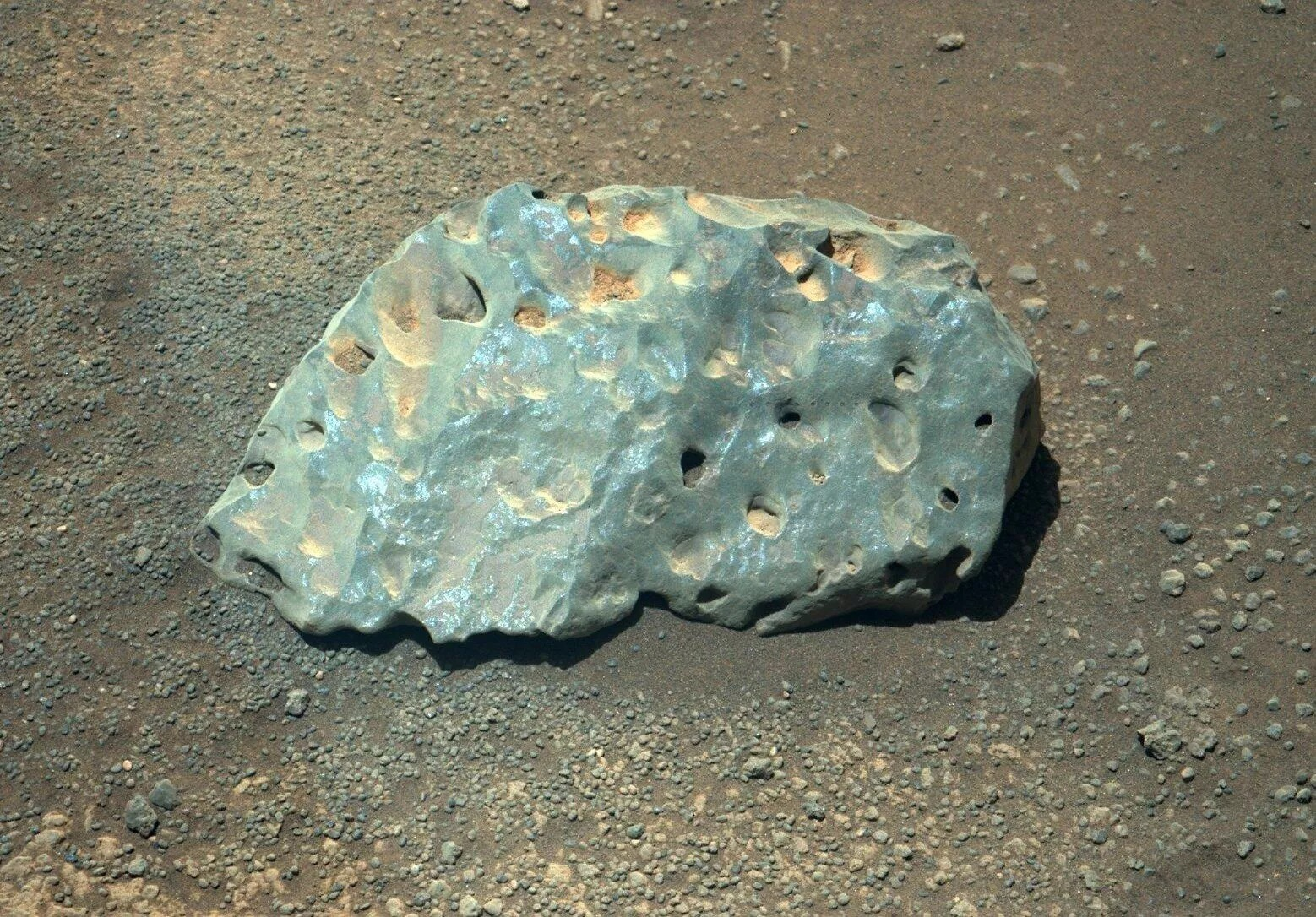
奇石 (2021年3月28日)
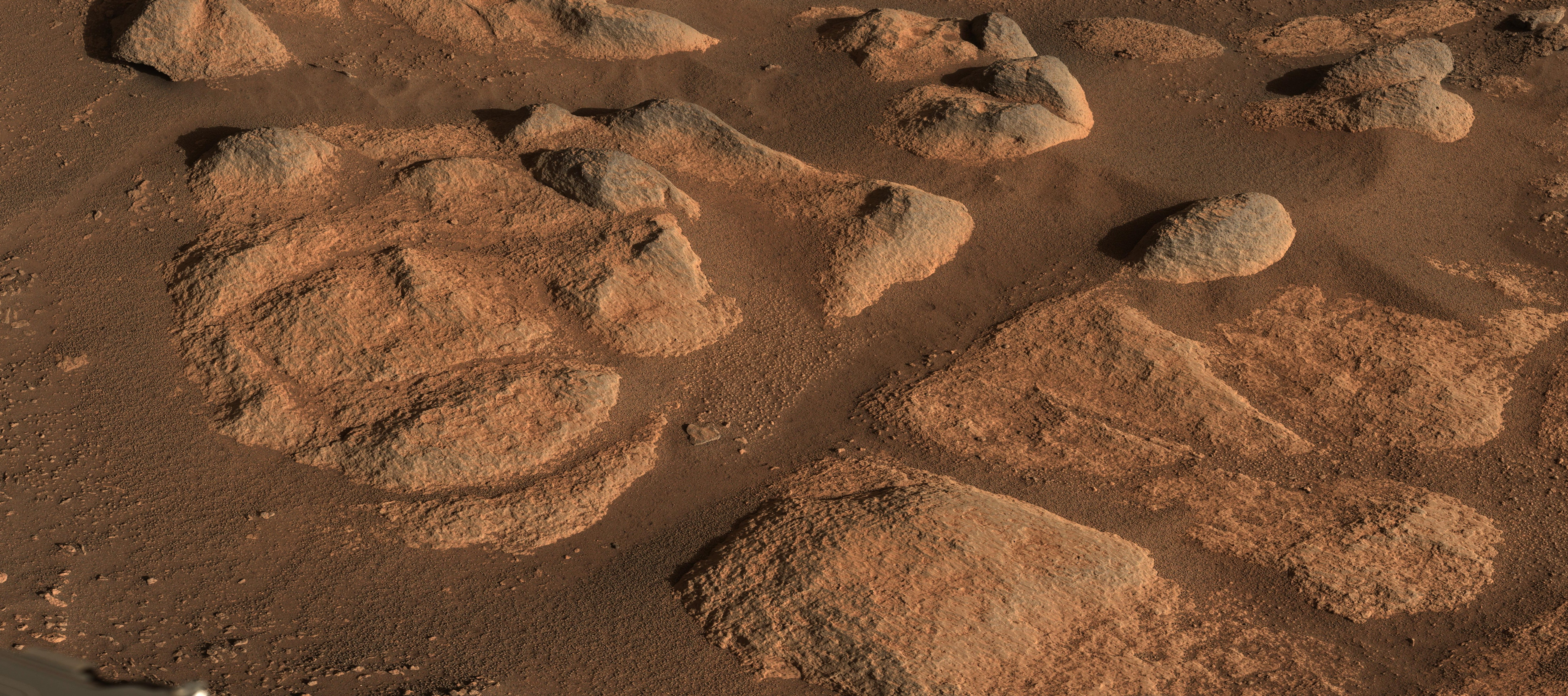
迷人岩 (2021年4月27日)
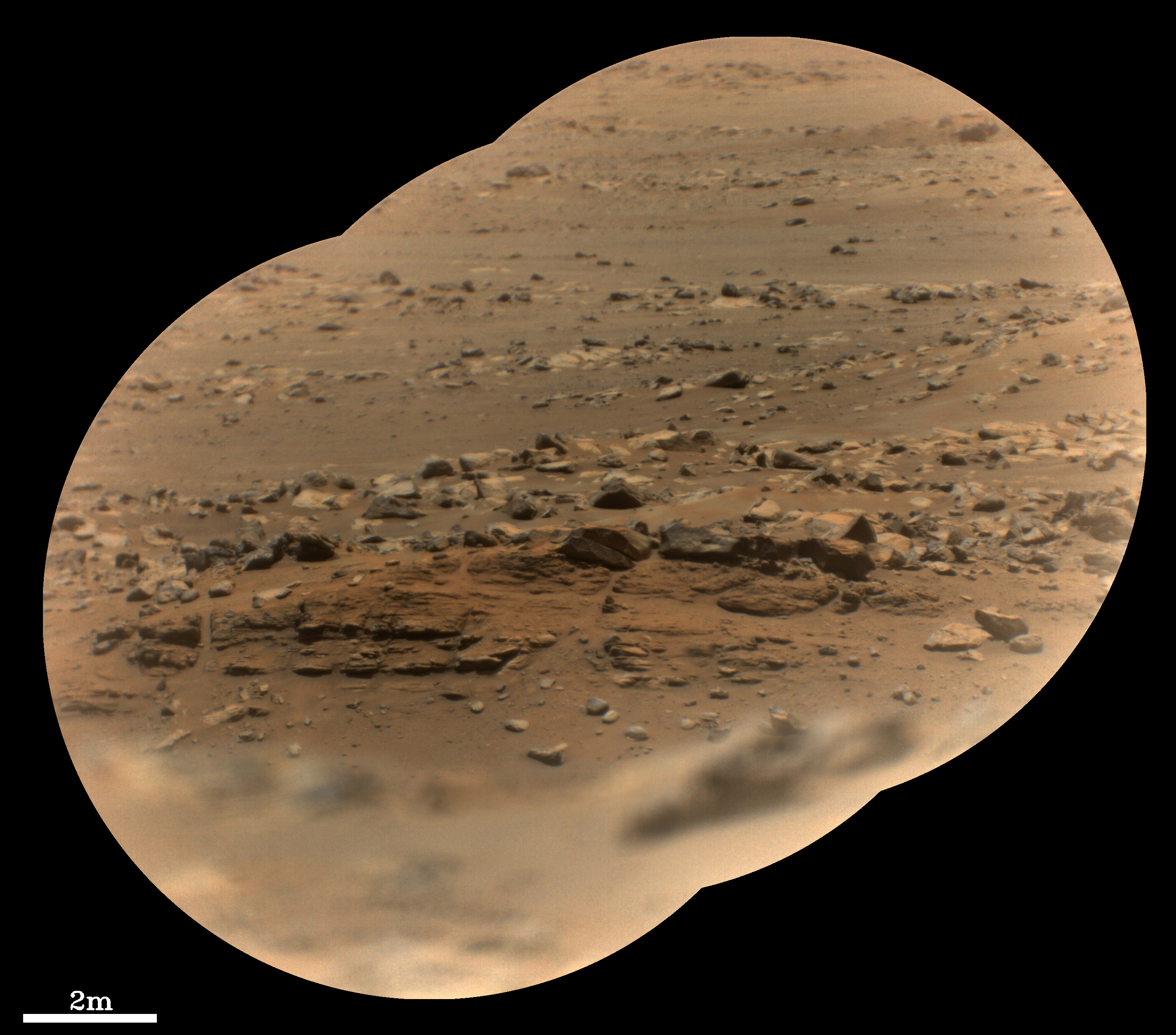
聚焦测试(视频; 0:05) (2021年5月10日)
阿尔蒂比露头 (2021年6月17日)
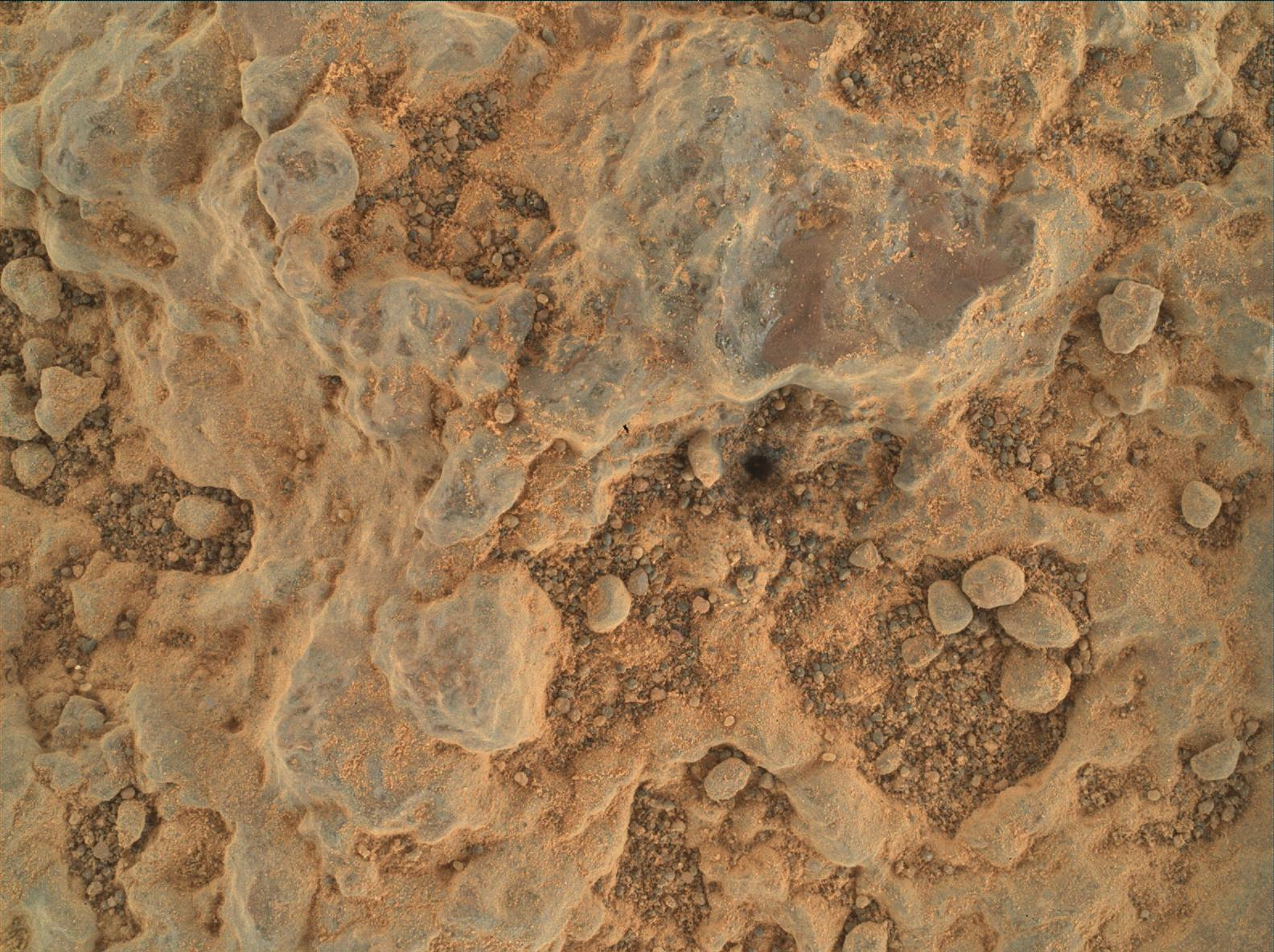
勘查“铺路石” (2021年7月10日)
- 福克斯岩
(2021年7月11日)
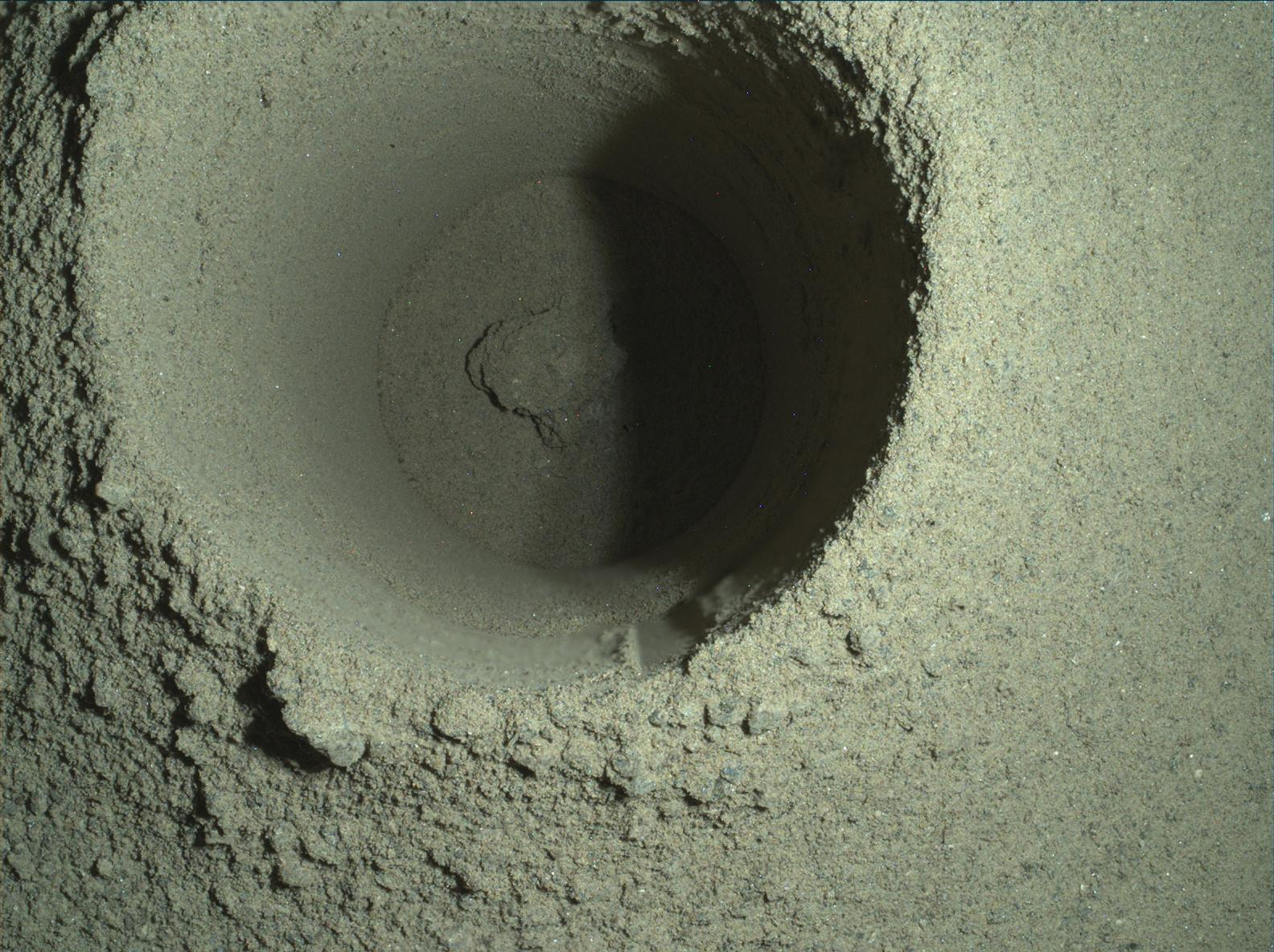
第一个钻孔（鲁比翁） (2021年8月7日)
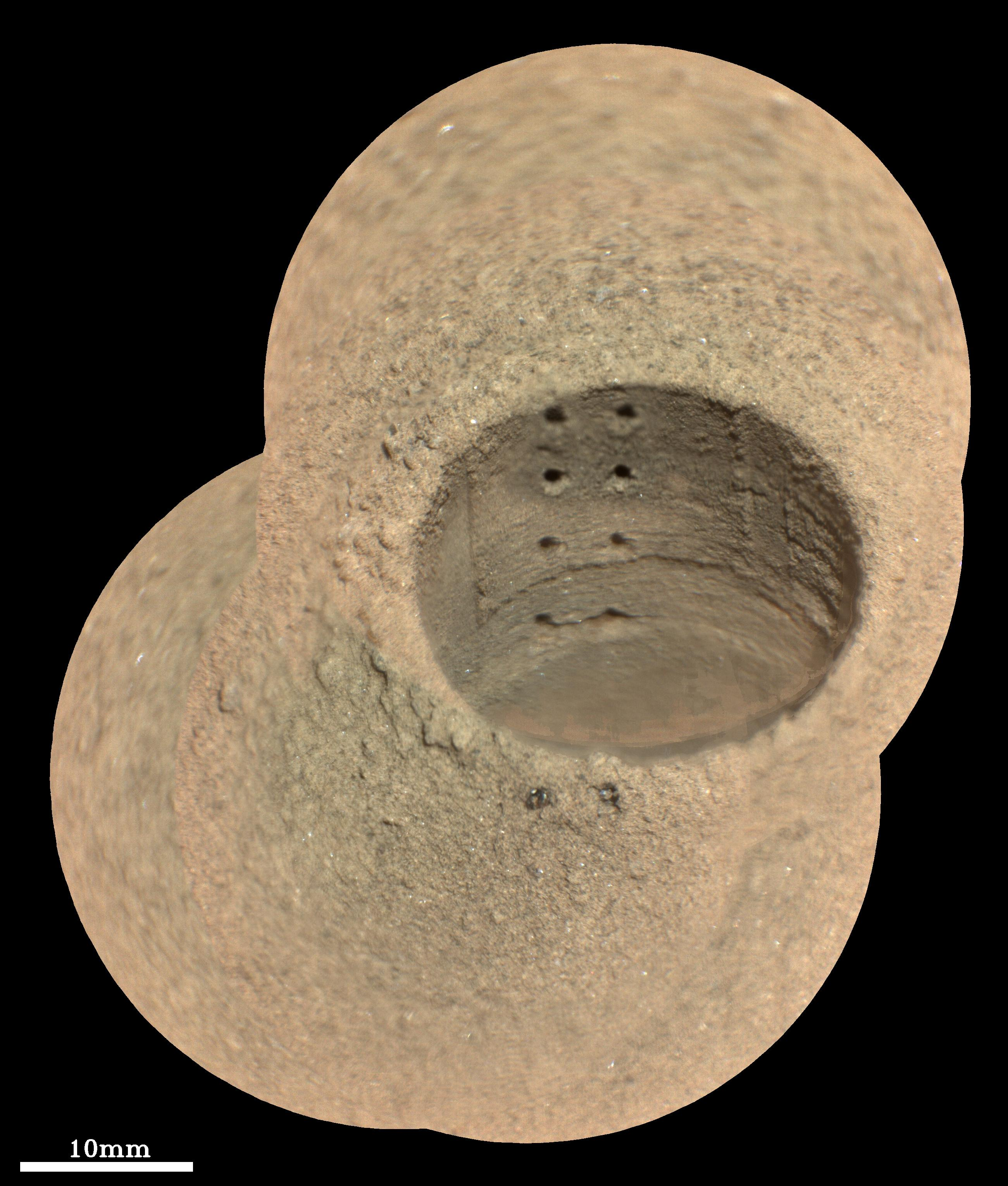
鲁比翁岩内的激光孔 (2021年8月8日)
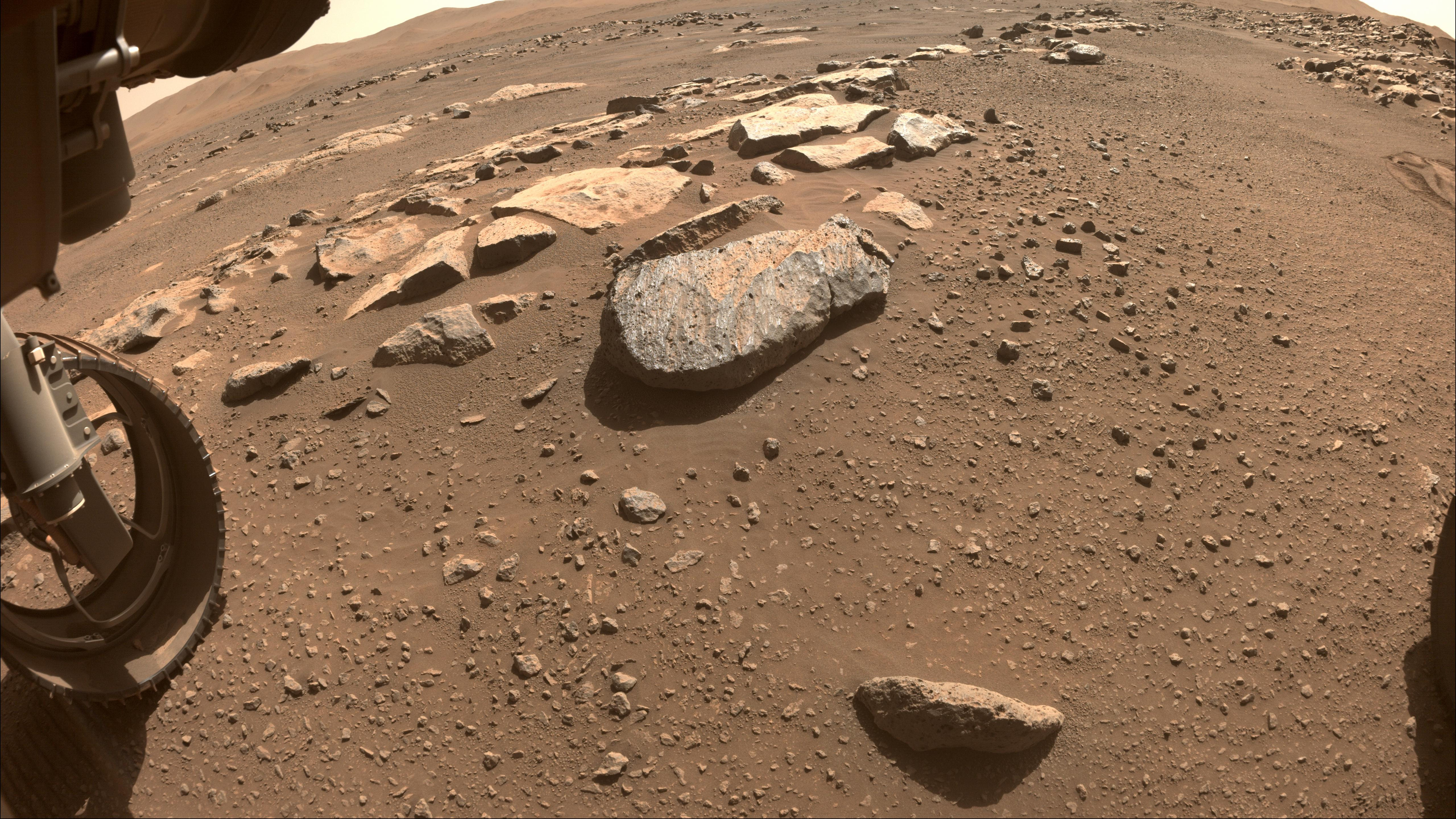
耶戈岩 (2021年8月26日)
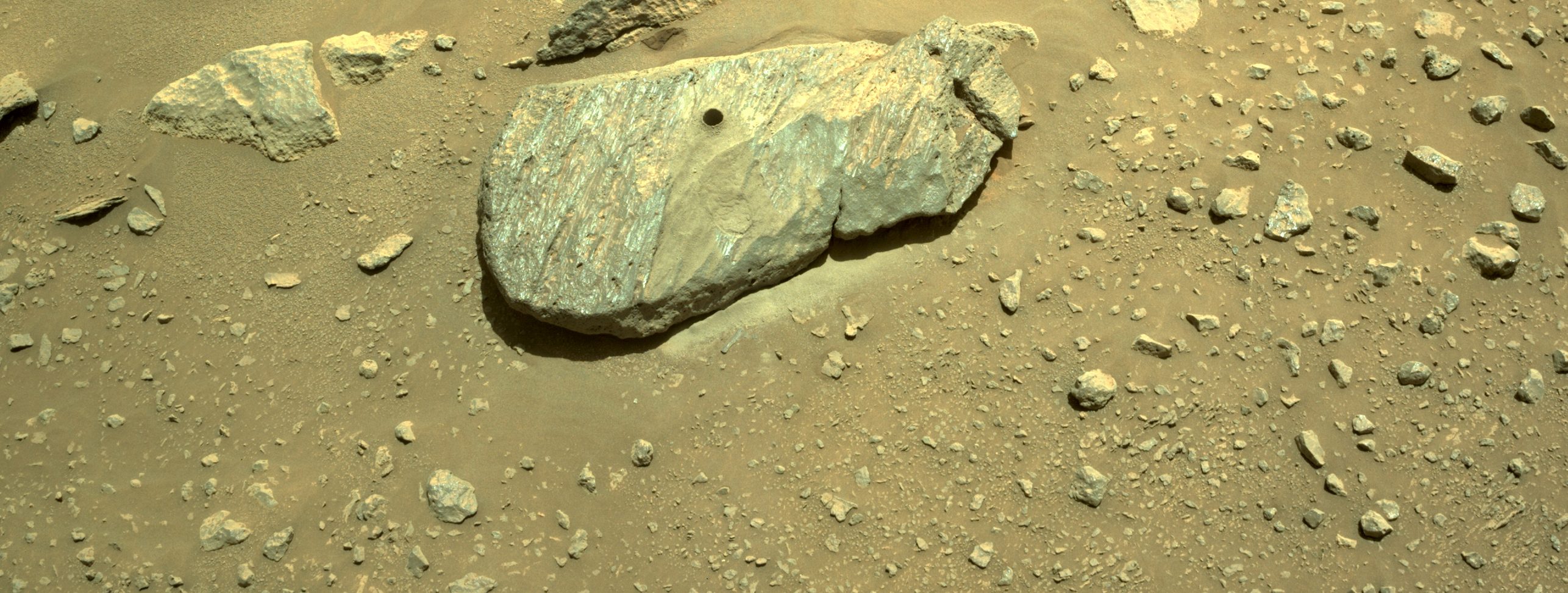
耶戈岩上的钻孔 (2021年9月1日)

## 2021年—“祝融号” 火星车（天问一号）
中国火星车祝融号火星车 - 自 2021 年 5 月 14 日起在火星乌托邦平原上正常运行。首创一次性成功实现绕、落、巡。
截至2025年3月14日，“祝融号”已运行了1363个太阳日(总计1400天；3岁304天)。

## 其他岩石形态
- 洞穴口
- 火星人脸
- 火星巨石
- 火星无根火山锥

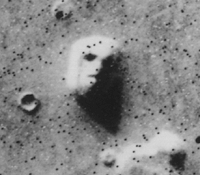
"火星人脸" –1976年7月25日，海盗1号轨道飞行器拍摄 (40°45′N 9°28′W / 40.75°N 9.46°W)。
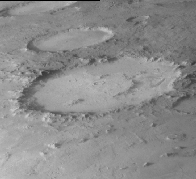
火星盖尔撞击坑中的"笑脸" (海盗1号轨道飞行器于上世纪七十年代拍摄。
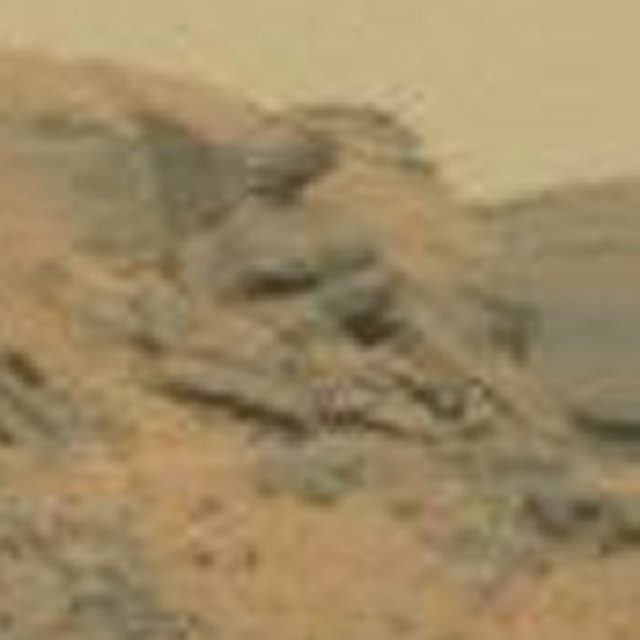
“佛像”似岩层[29] (2014年10月7日，好奇号 火星车拍摄)。
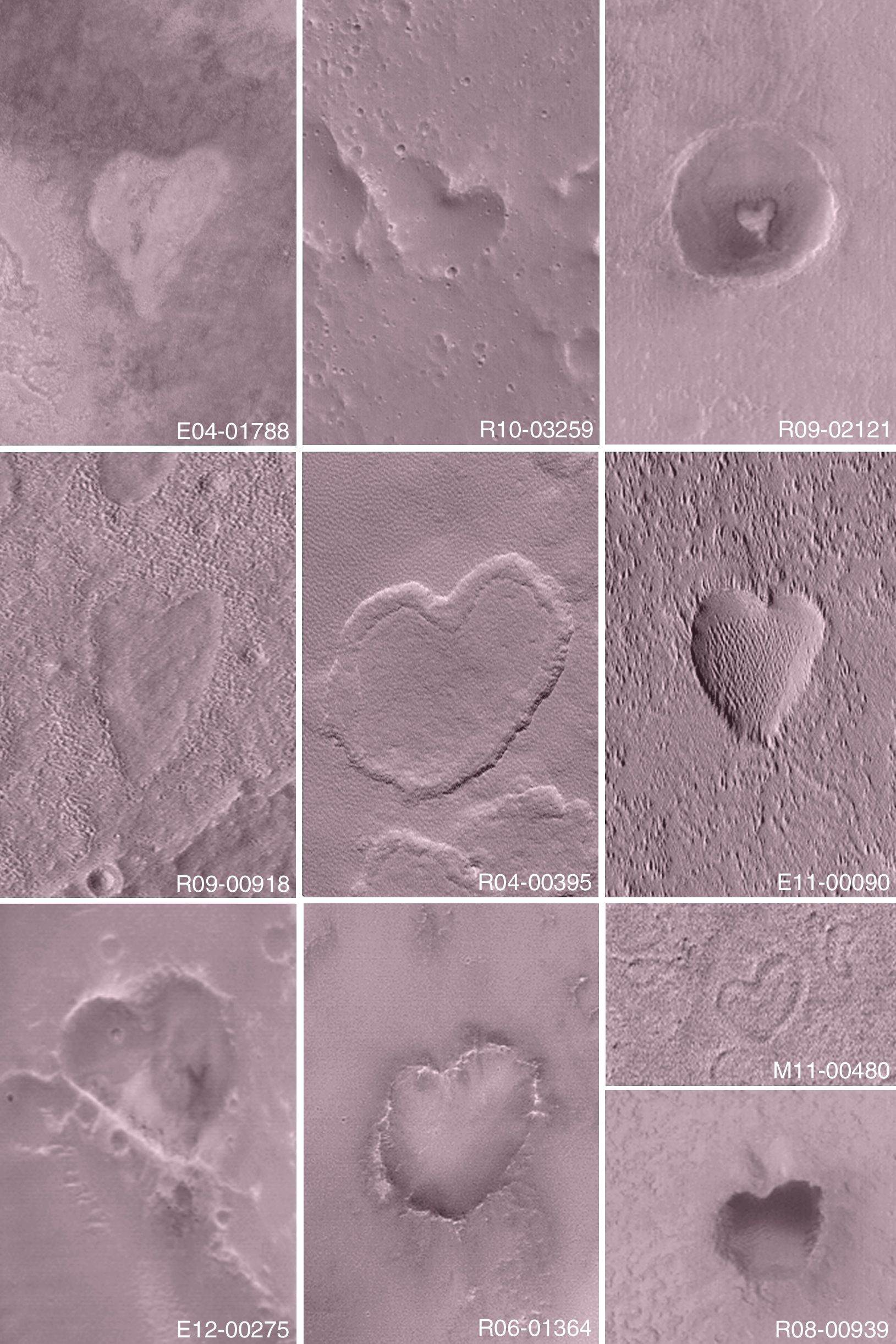
火星上的“心形”特征（2004年2月14日，火星全球探勘者号上火星轨道器相机拍摄）。
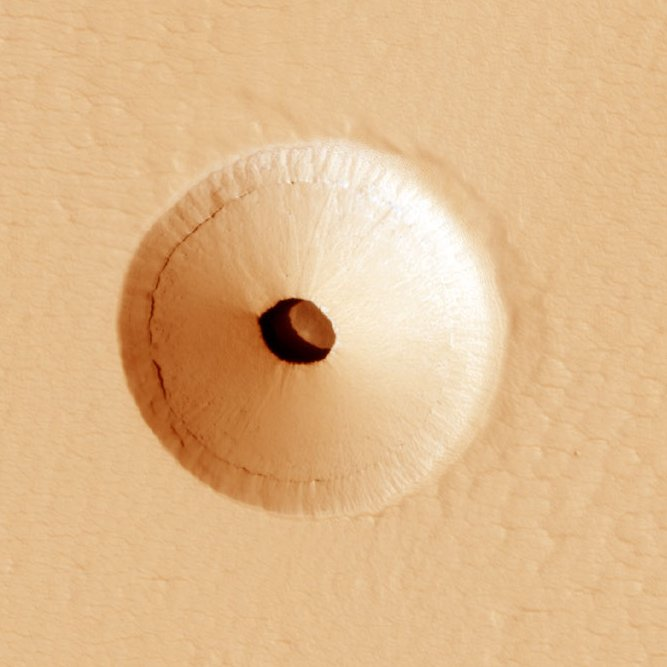
帕弗尼斯山附近的火星洞。
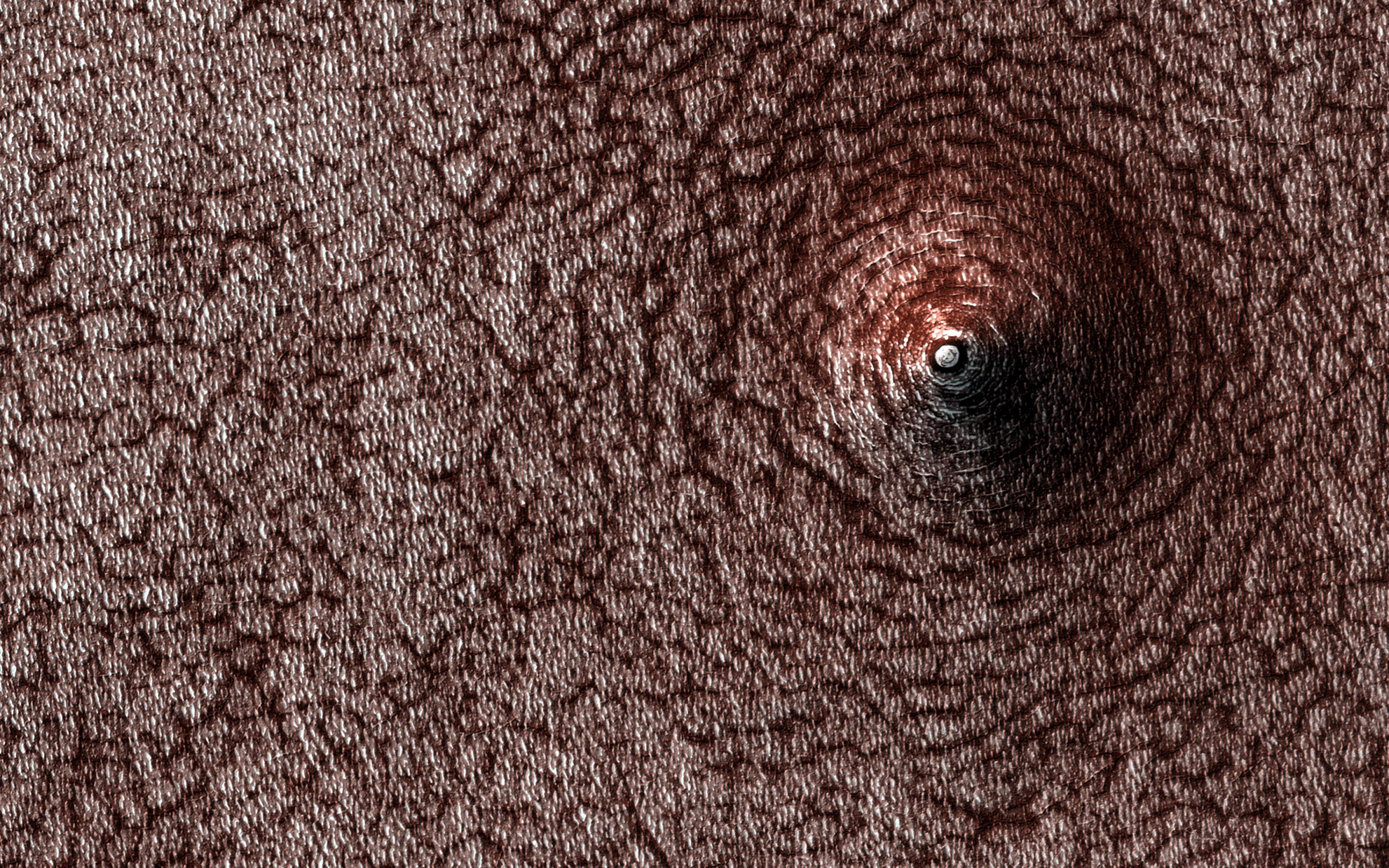
塌陷坑 (2020年12月28日)
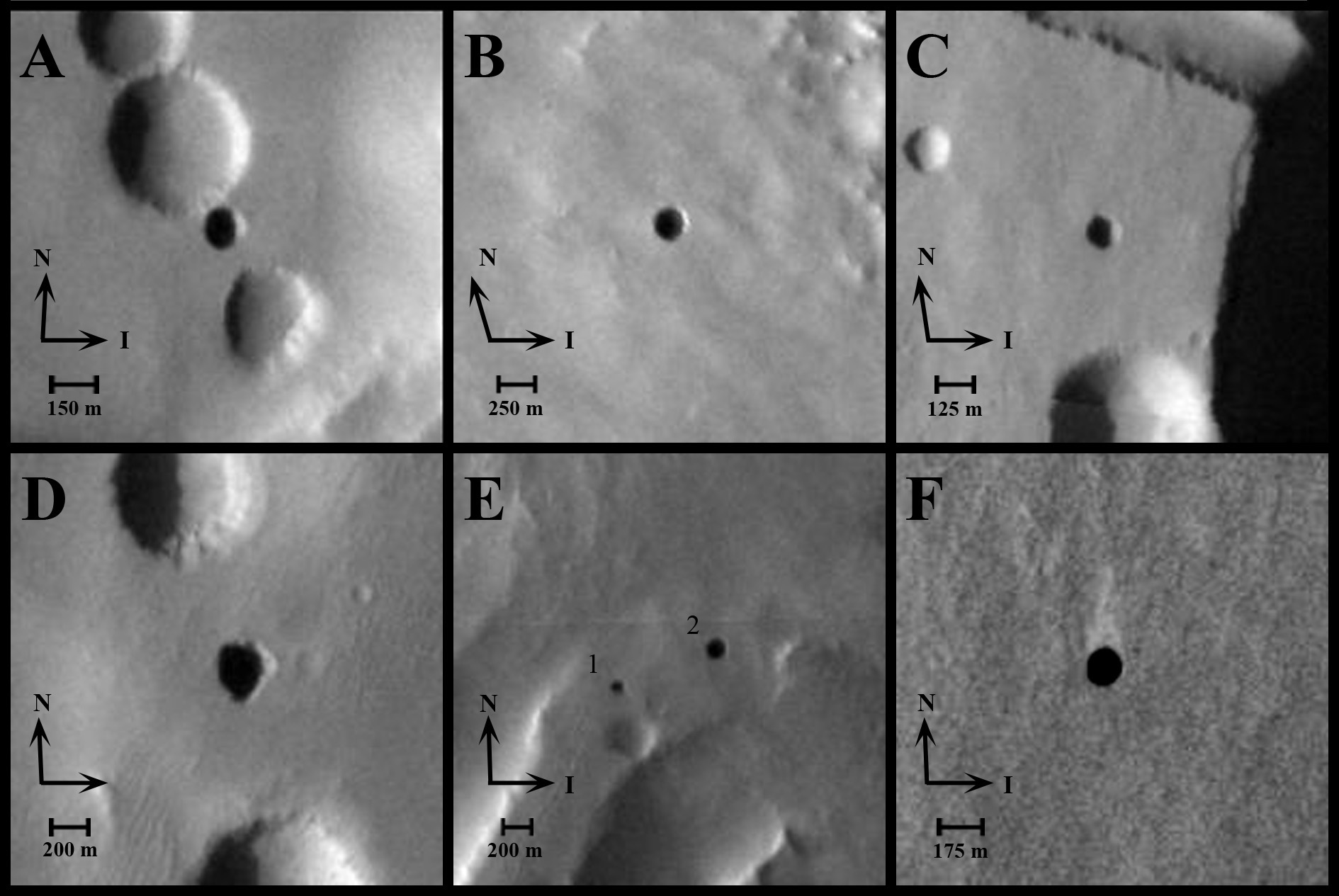
火星上的洞穴口（可能）（2007年9月24日，2001火星奥德赛号拍摄）。
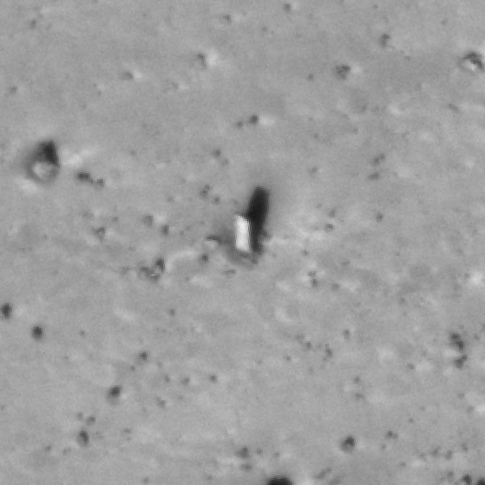
火星巨岩-矩形大石块（2008年7月24日，火星勘测轨道飞行器拍摄） (7°13′52″S 267°21′00″E / 7.231°S 267.350°E).
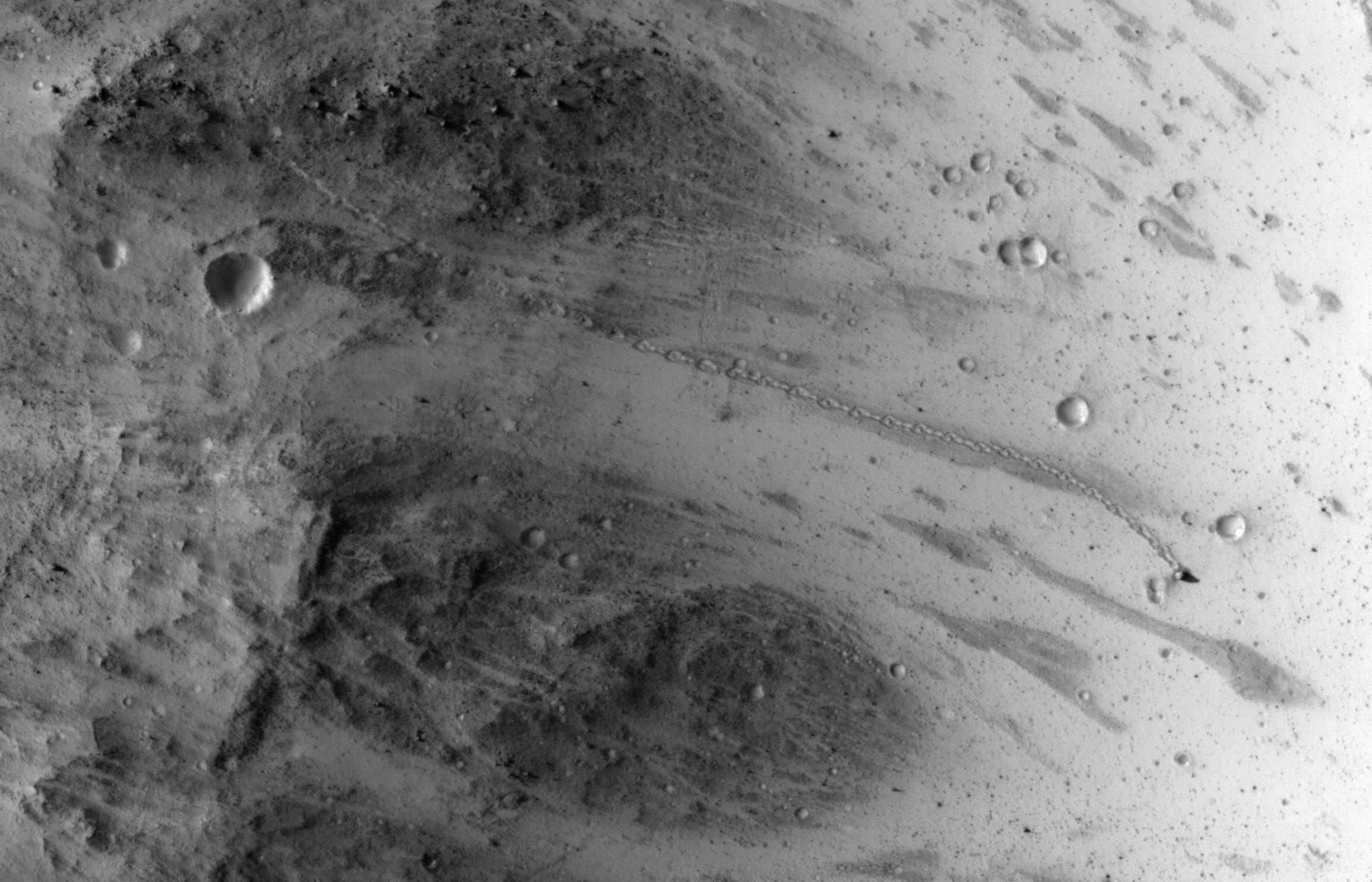
火星上的矩形巨石-从山丘上滚落后直立着地（2014年7月3日，火星勘测轨道飞行器拍摄） (31°S 302°E / 31°S 302°E)。
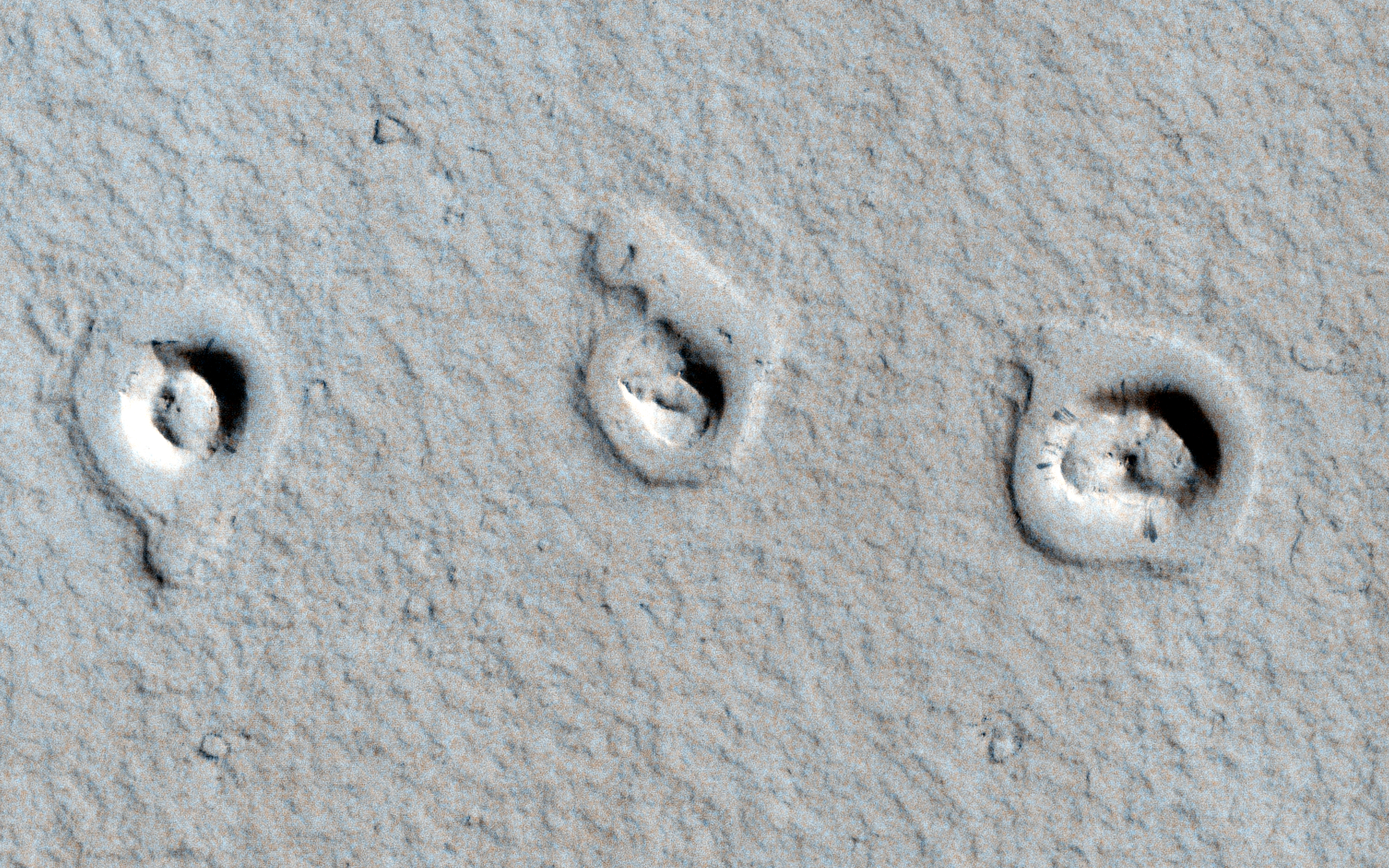
火星上的无根火山锥–由熔岩流与水相互作用形成（2013年1月4日，火星勘测轨道飞行器拍摄） (21°57′54″N 197°48′25″E / 21.965°N 197.807°E).
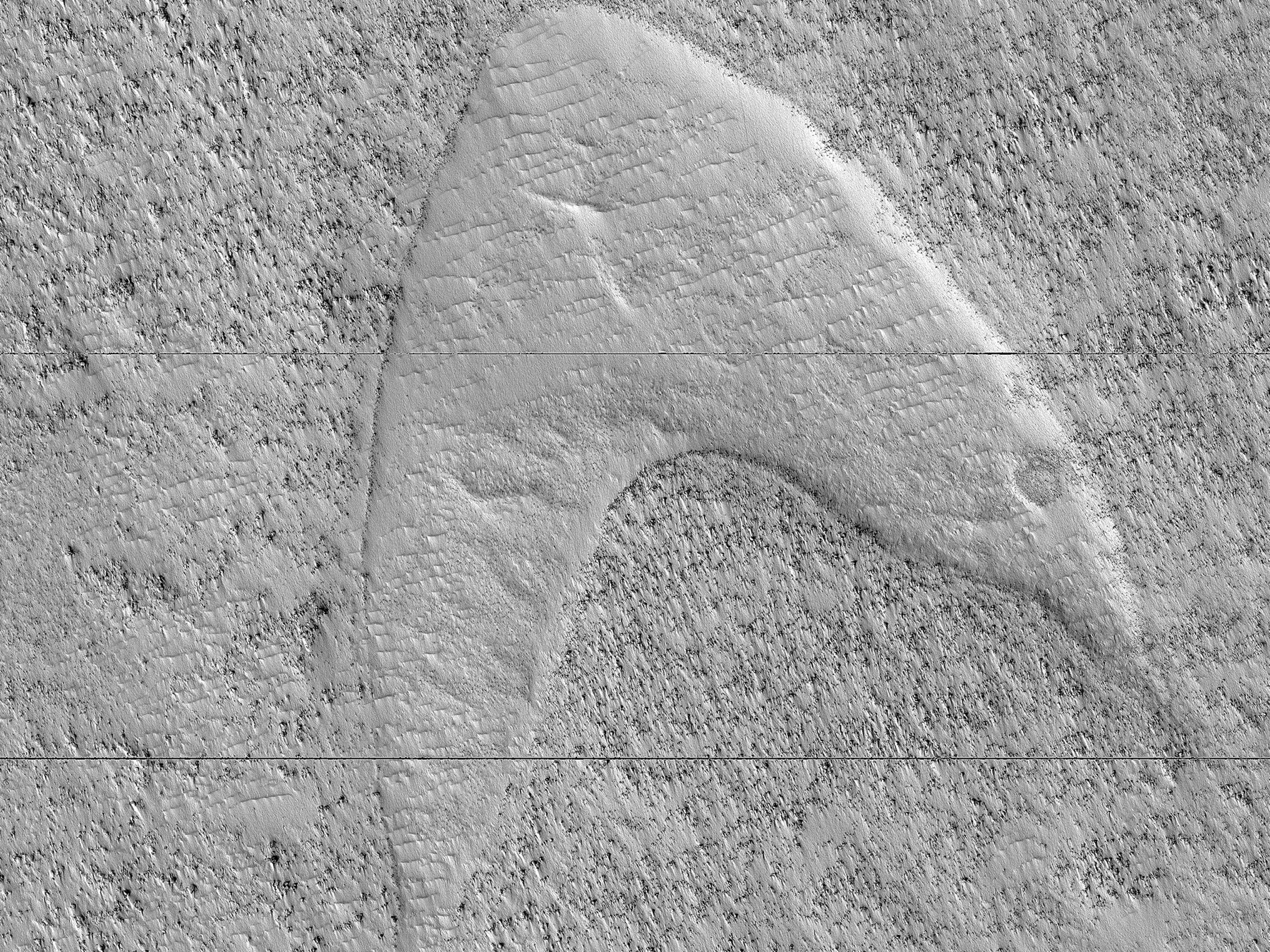
看上去像“星际迷航中星际舰队标志的火星沙丘[30][31]。
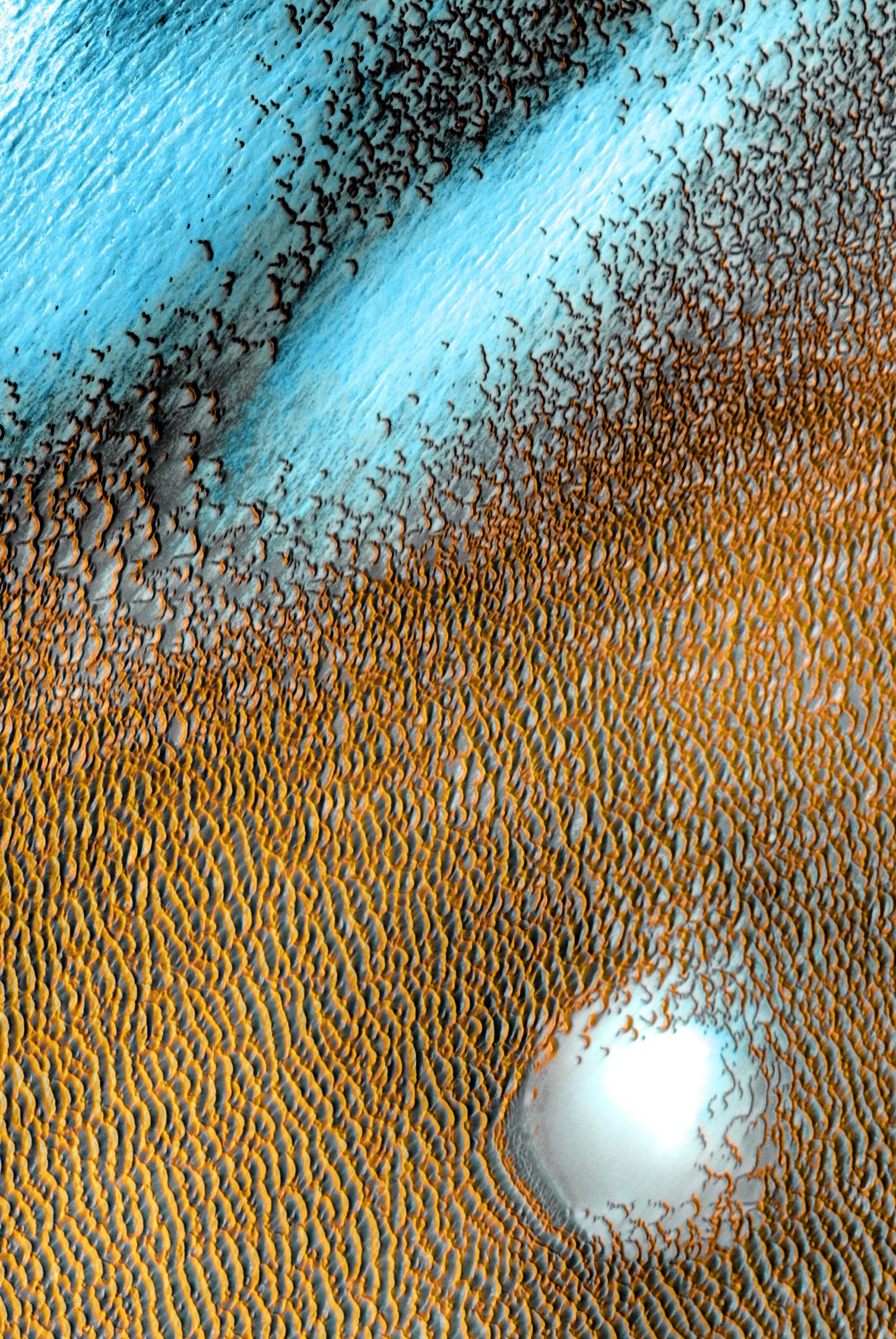
火星蓝色沙丘 (April 12, 2021).
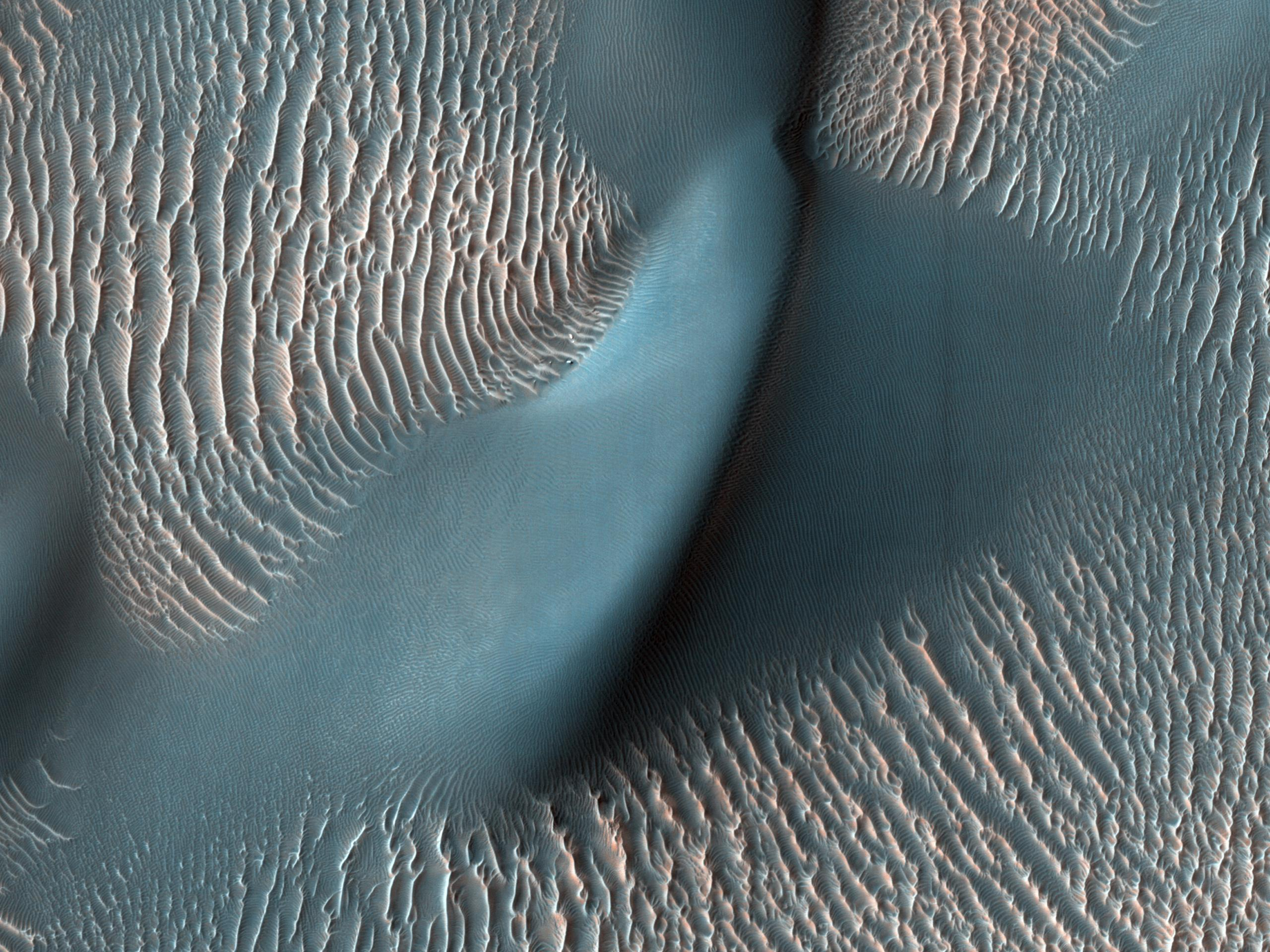
火星沙丘涟漪（2020年8月12日）。
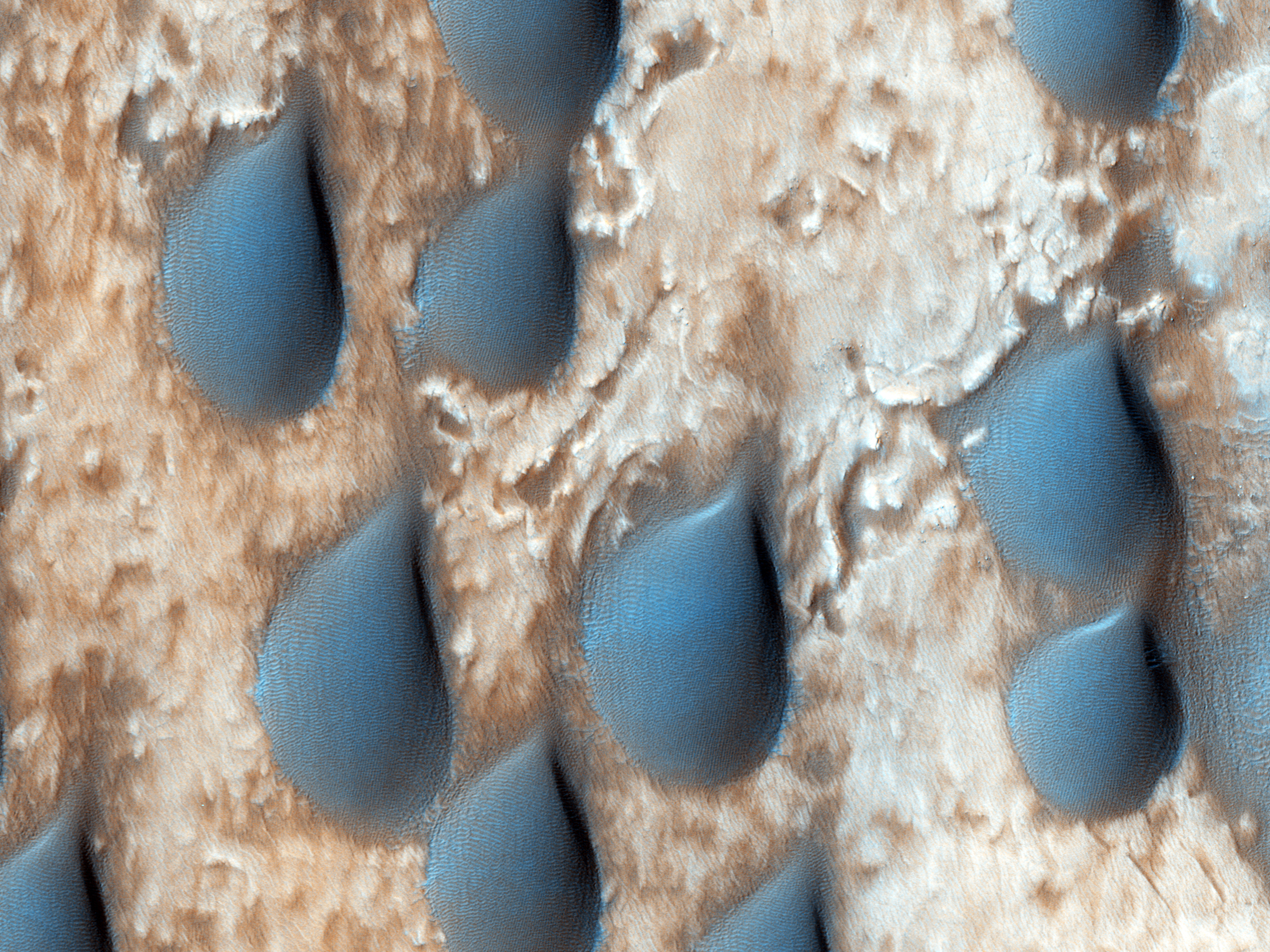
哥白尼陨击坑-橄榄石沙丘地形。
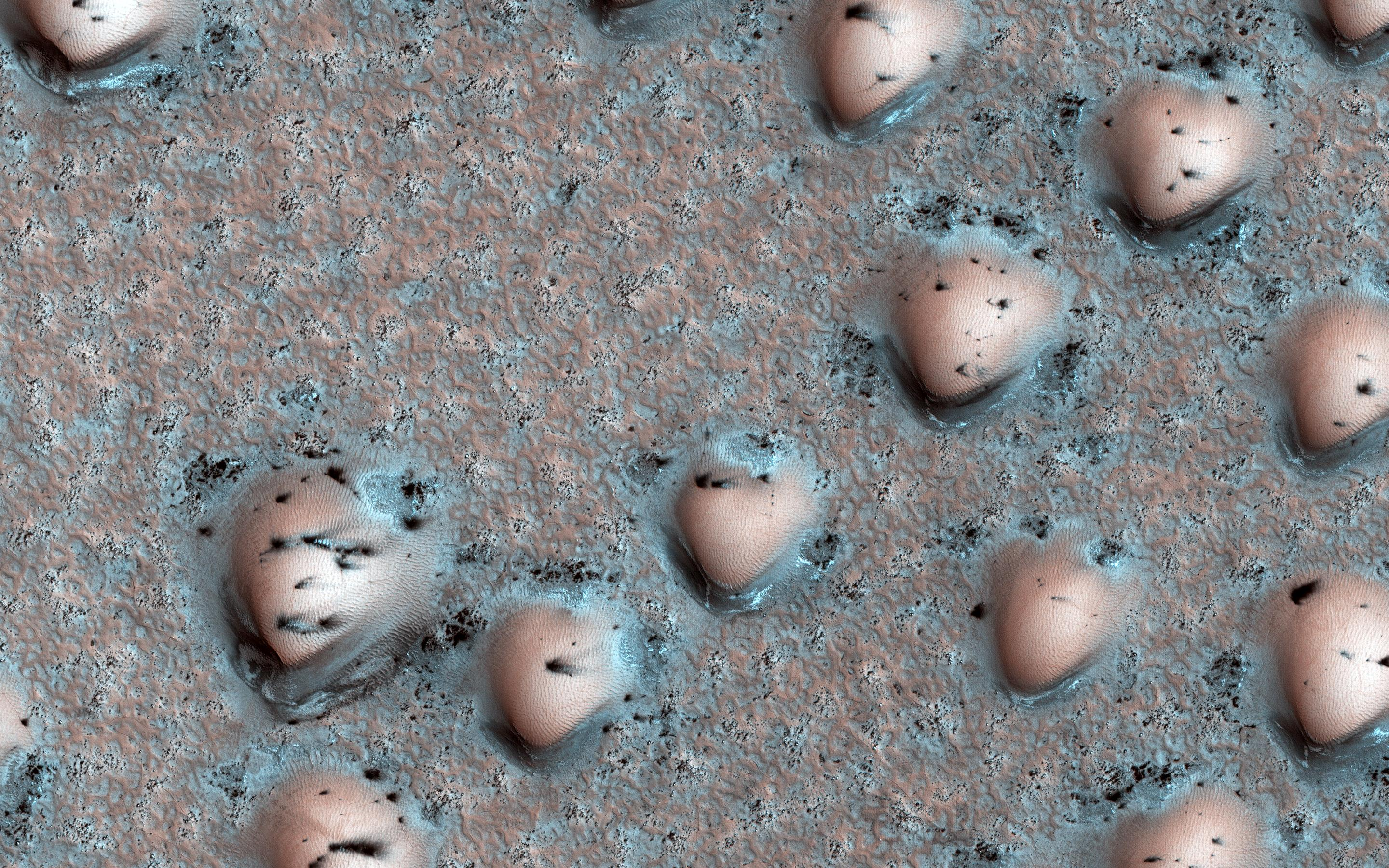
火星北半球春季的沙丘。
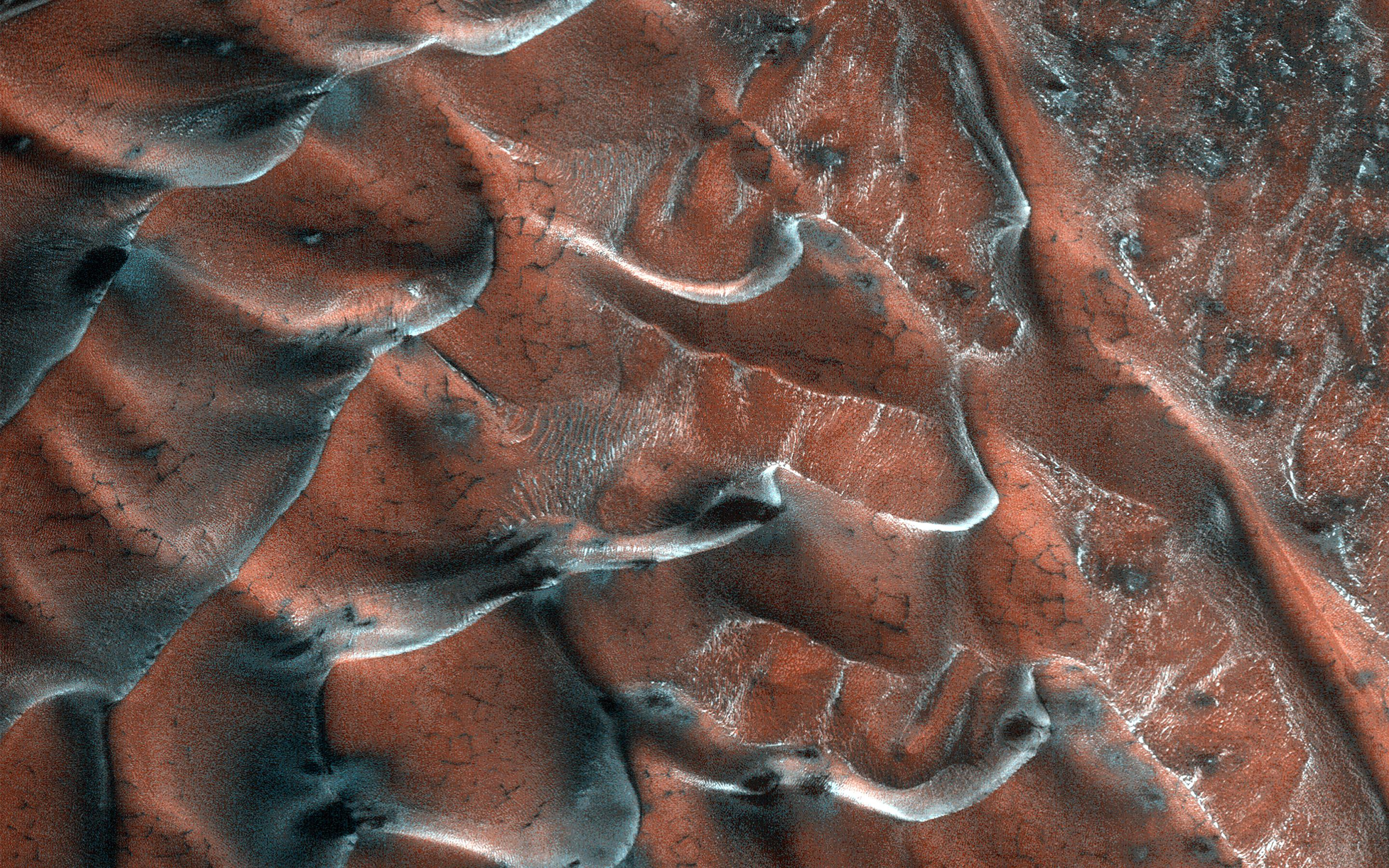
火星霜冻沙丘 (2021年3月22日)。
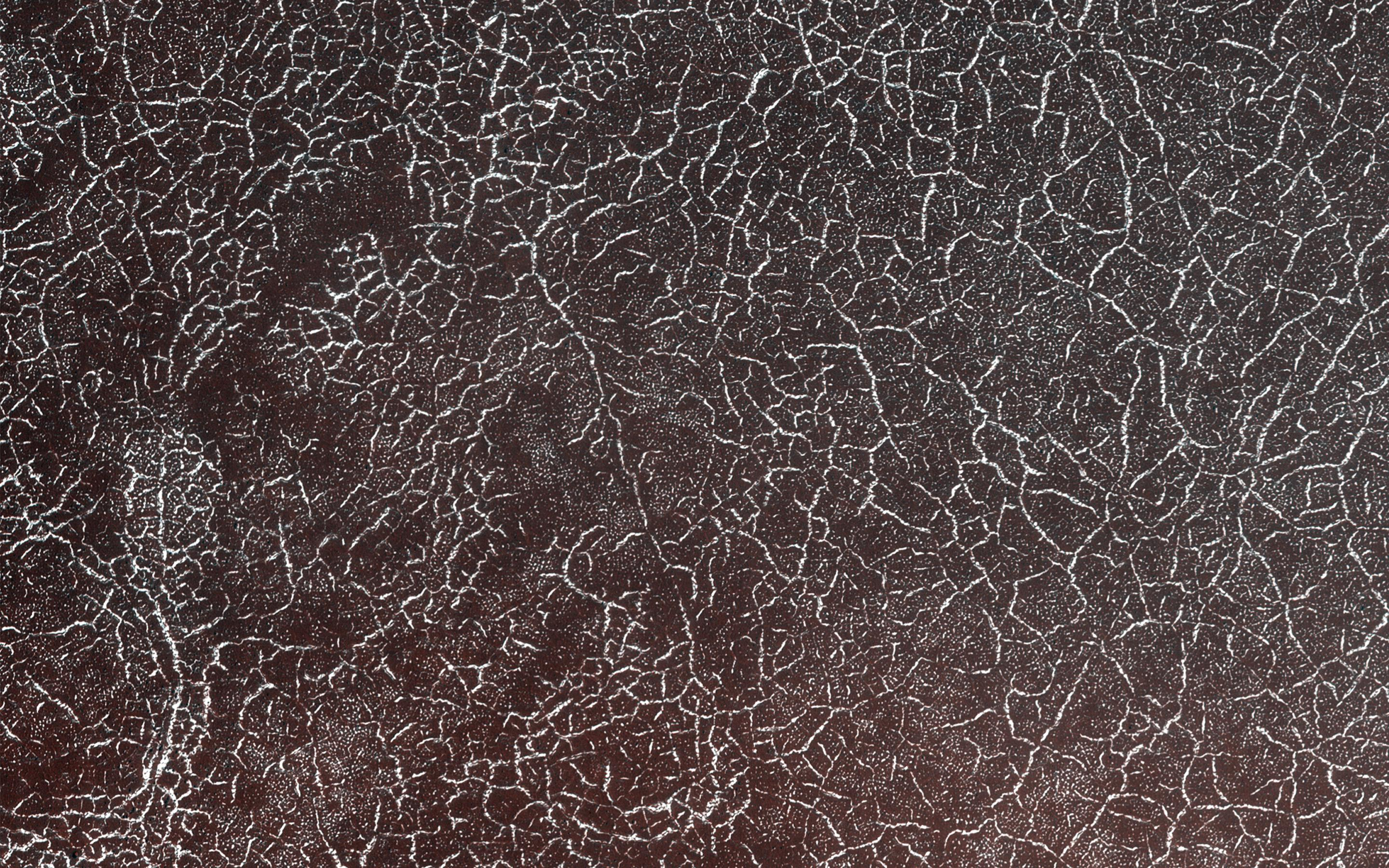
由二氧化碳霜冻突出显示的多边形图案。
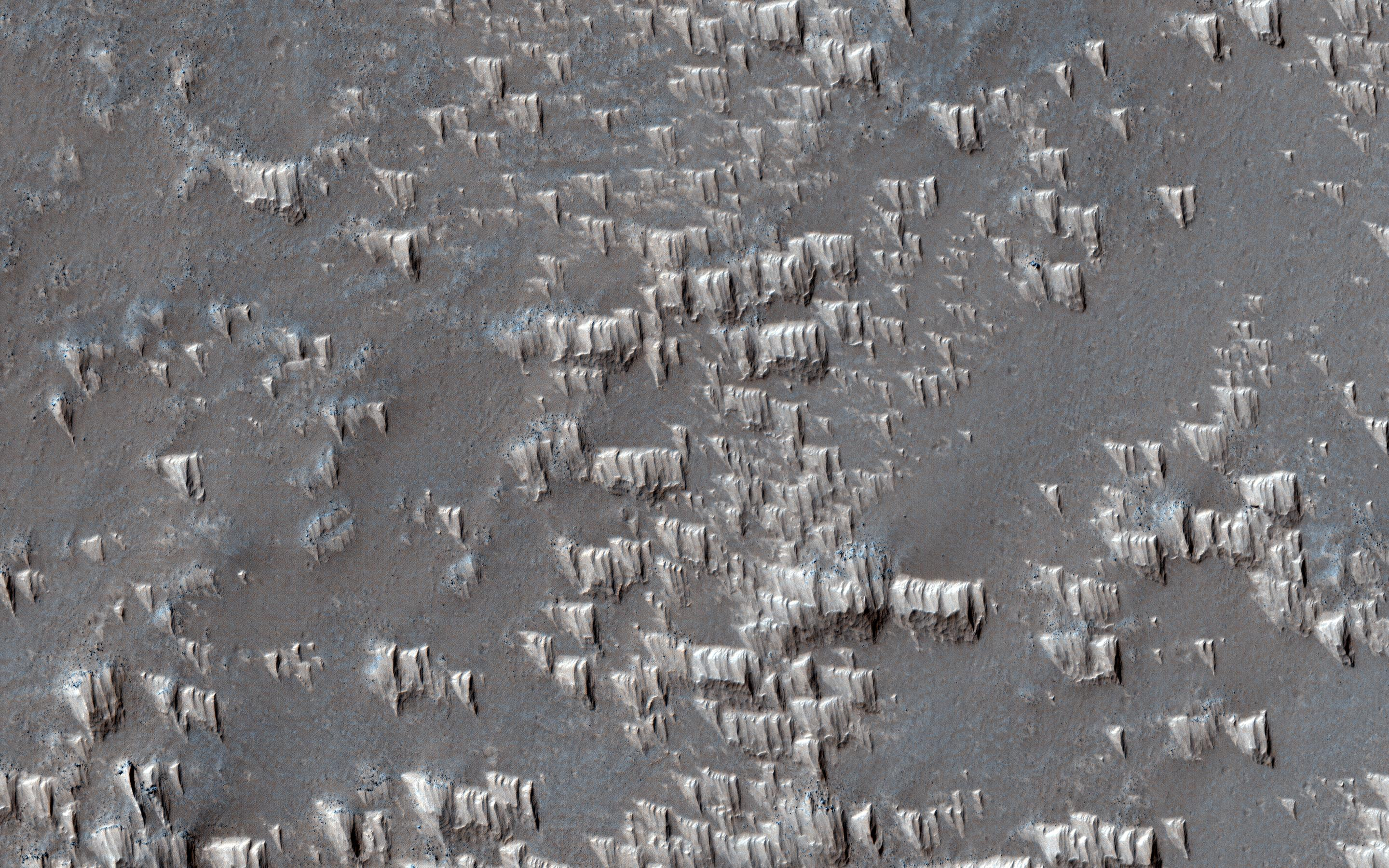
尘埃沉积-横向风成脊（TAR）-叙利亚高原。
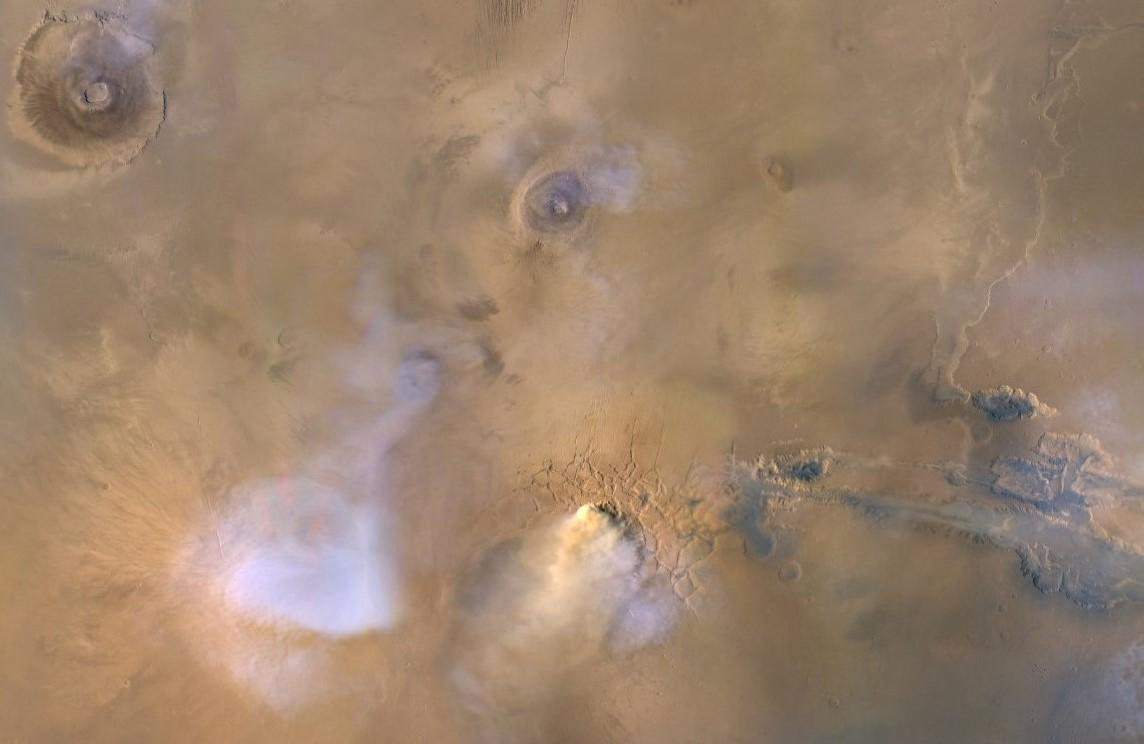
火星上位于奥林帕斯山和水手谷之间的沙尘塔。
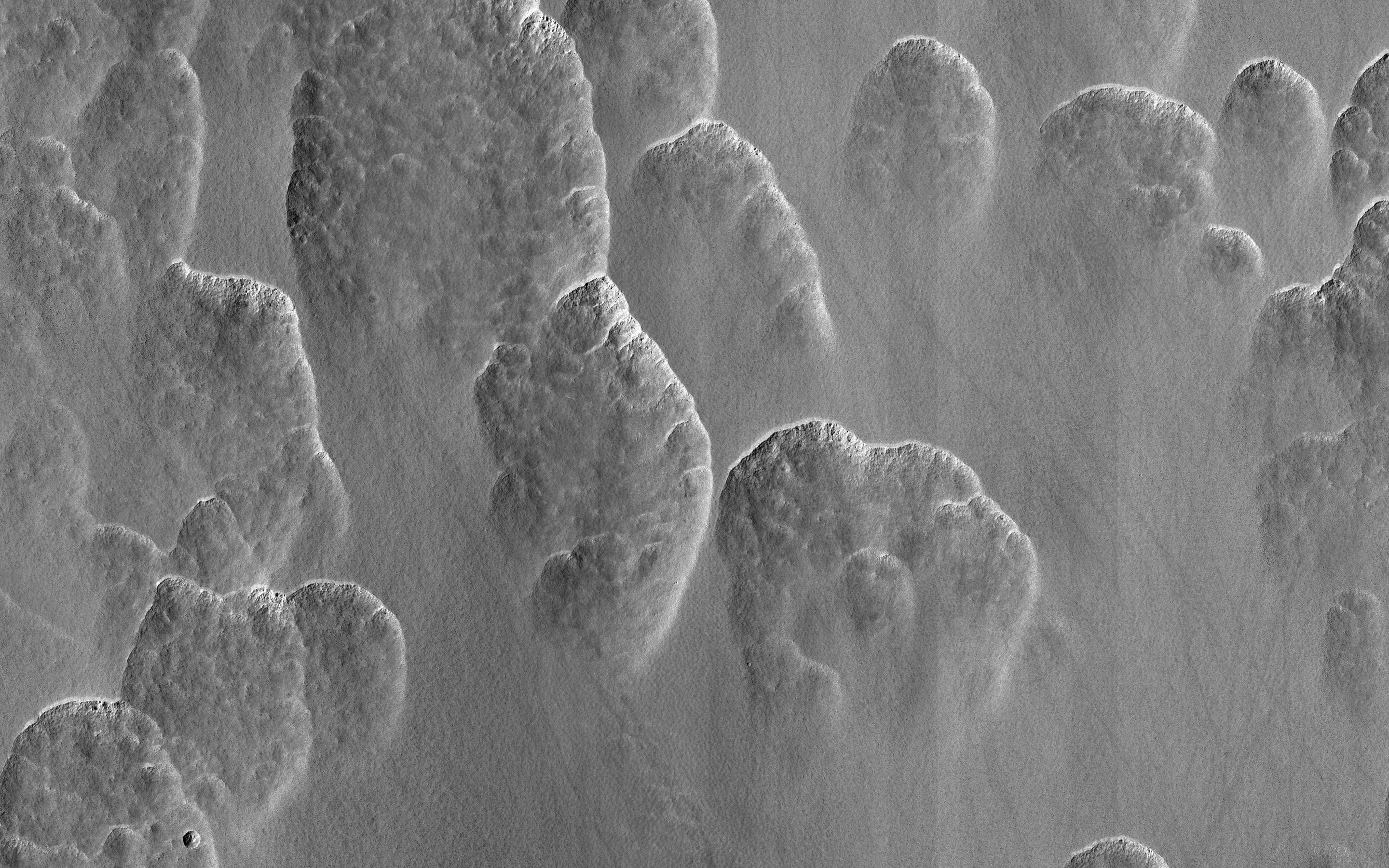
扇贝地貌（2021年3月22日）。
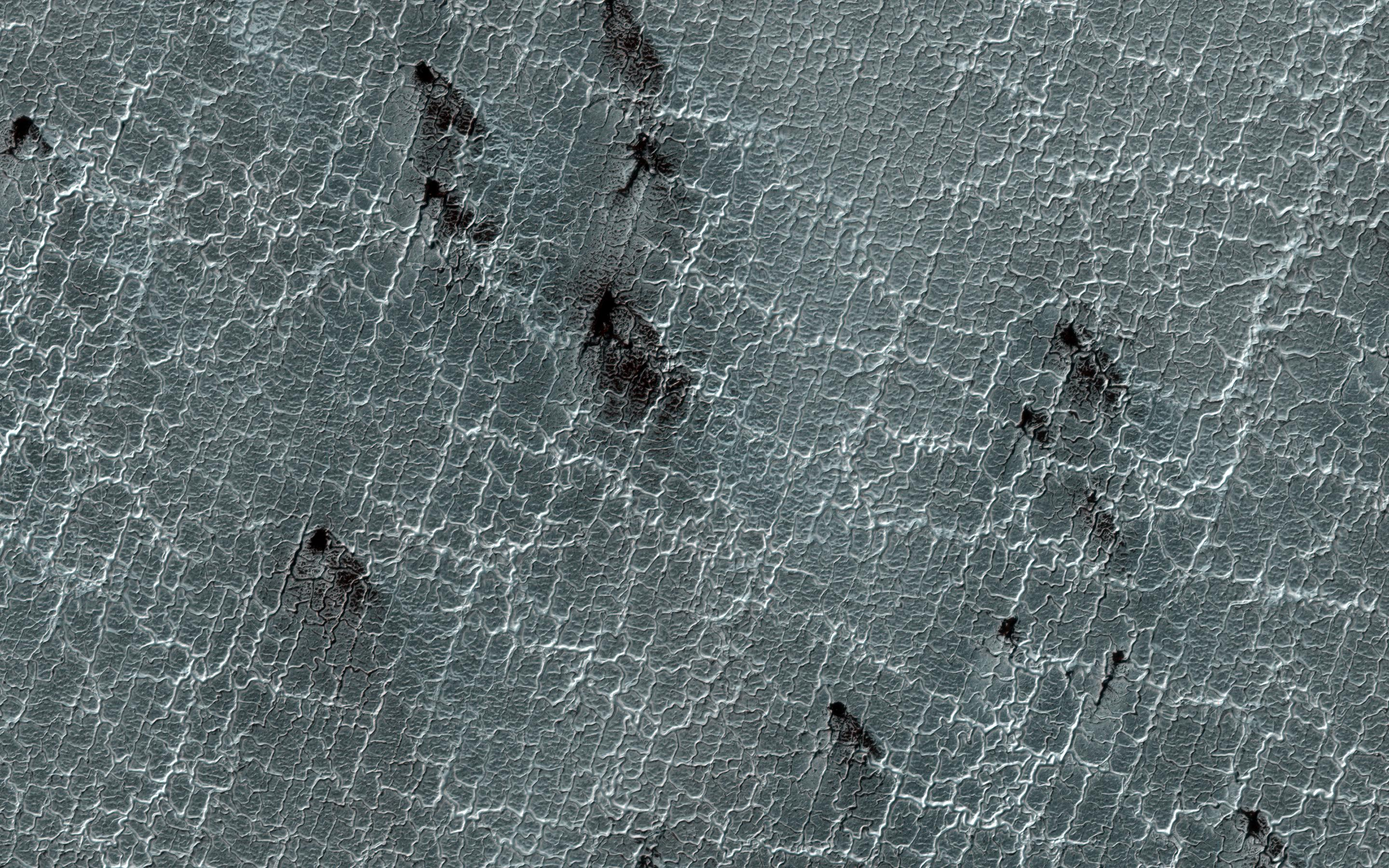
火星上的蜘蛛状地形
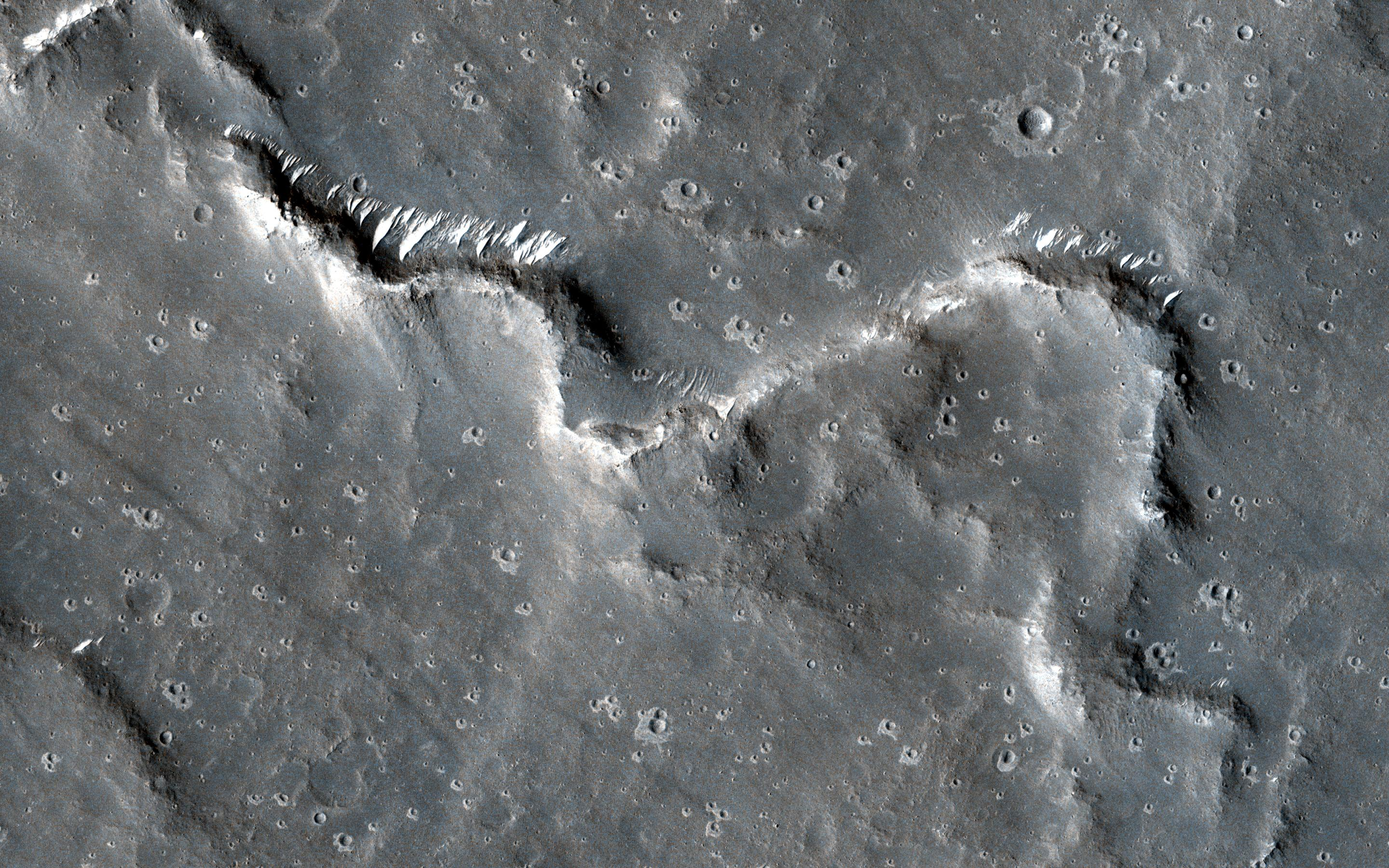
火星山脊 (2021年3月22日)
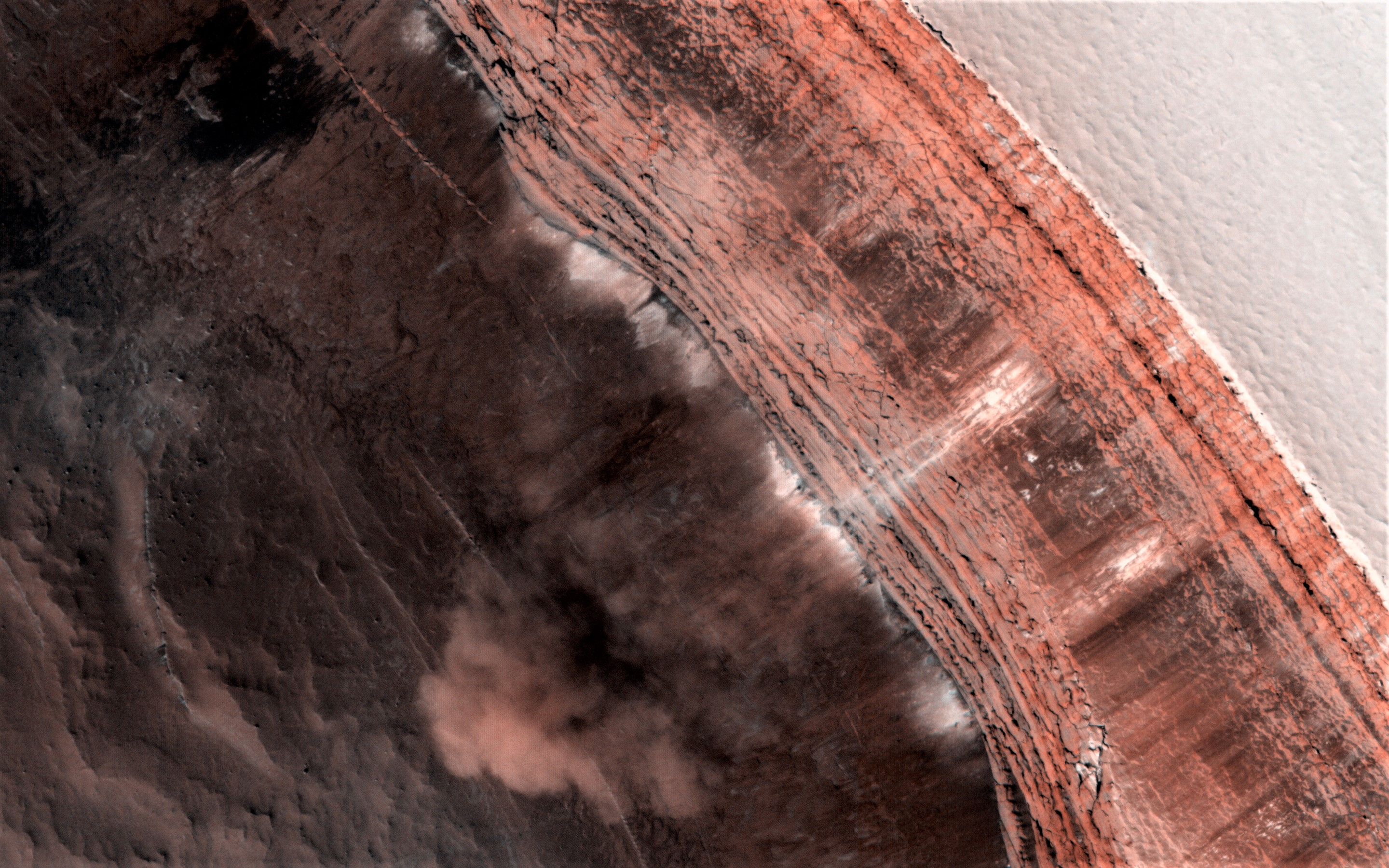
火星雪崩 北极 2011年11月27日。
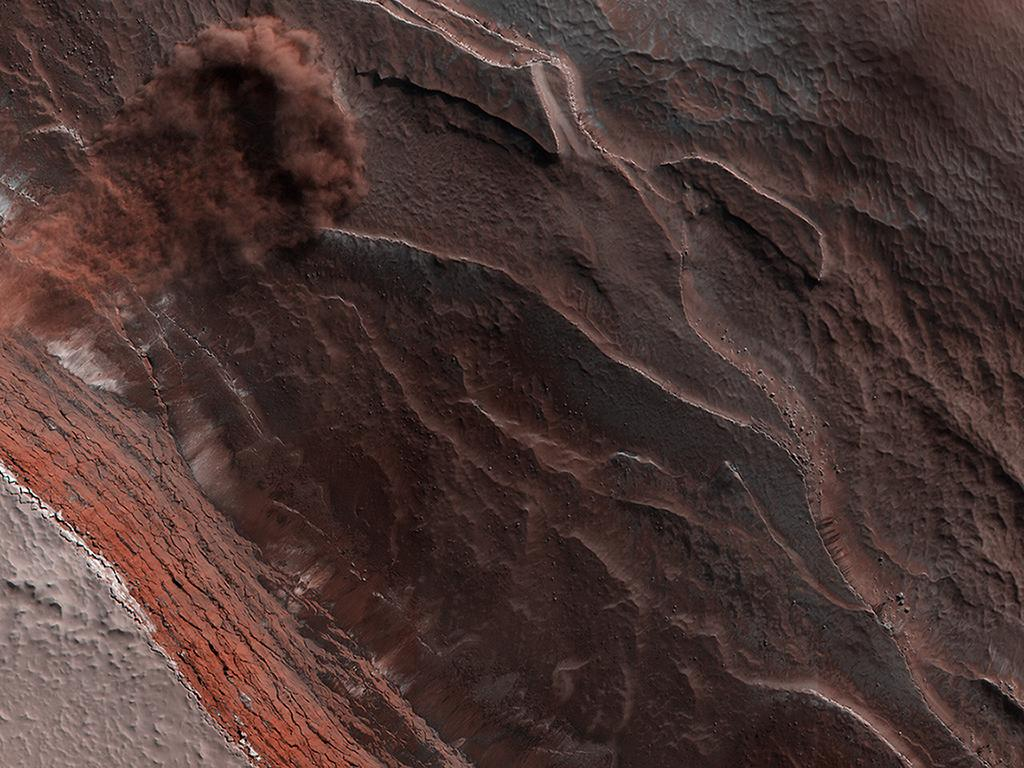
火星雪崩 北极 (2019年5月29日)。

## 另请查阅
- 水中花园——维基媒体列表条目
- 火星地质——维基媒体列表条目
- 火星撞击坑
- 矿物列表
- 火星山脉列表
- 火星区域列表
- 火星土壤
- 岩石列表
- 火星矿物
- 火星谷地列表
- 行星体系命名法——维基媒体列表条目
- 岩石循环——维基媒体列表条目
- 火星水文——行星火星上的水文

## 参引文献
1. 1 2 3 4  Williams, David R. Dr. . NASA. December 18, 2006  [February 2, 2014]. （原始内容存档于2017-02-21）.
2. ↑  Nelson, Jon. . NASA.   [February 2, 2014]. （原始内容存档于2016-12-28）.
3. ↑  Nelson, Jon. . NASA.   [February 2, 2014]. （原始内容存档于2017-06-24）.
4. ↑  Nelson, Jon. . NASA.   [February 2, 2014]. （原始内容存档于2014-02-19）.
5. ↑  Nelson, Jon. . NASA.   [February 2, 2014]. （原始内容存档于2018-01-28）.
6. 1 2  Staff. . Esri.   [May 4, 2014]. （原始内容存档于2014-05-04）.
7. ↑  Agle, DC; Brown, Dwayne; Wendel, JoAnna. . NASA. 13 February 2019  [14 February 2019]. （原始内容存档于2019-02-15）.
8. ↑  Nelson, Jon. . NASA.   [February 2, 2014]. （原始内容存档于2014-01-24）.
9. ↑  Chang, Kenneth. . 纽约时报. 7 June 2013  [2013年6月7日]. （原始内容存档于2013年6月8日）.
10. 1 2 3  O'Neill, Ian. . Space.com. 2014年1月17日  [January 18, 2014]. （原始内容存档于2018年8月18日）.
11. 1 2 3  Chang, Kenneth. . 纽约时报. 2014年1月24日  [2014年1月24日]. （原始内容存档于2018年11月7日）.
12. ↑  Nelson, Jon. . NASA.   [February 2, 2014]. （原始内容存档于2020-04-26）.
13. ↑  Nelson, Jon. . NASA.   [February 2, 2014]. （原始内容存档于2015-08-18）.
14. 1 2 3 4 5 6 7 8 9  Webster, Guy; Brown, Dwayne. . 美国宇航局. 2013年3月18日  [2013年3月20日]. （原始内容存档于2013年4月19日）.
15. ↑  Staff. . NASA. December 3, 2012  [December 3, 2012]. （原始内容存档于2013-04-19）.
16. ↑  Staff. . Space.com. November 22, 2012  [November 22, 2012]. （原始内容存档于2013-04-19）.
17. ↑  Staff. . NASA. December 11, 2012  [December 12, 2012]. （原始内容存档于2013-04-19）.
18. ↑  Hoagland, Richard C. . Enterprise Mission. December 4, 2012  [2013年3月17日]. （原始内容存档于2013年4月19日）.
19. 1 2  Staff. . 美国宇航局. 2013年1月4日  [2013年1月4日]. （原始内容存档于2013年4月19日）.
20. 1 2 3  Rincon, Paul. . BBC. 2013年3月19日  [2013年3月19日]. （原始内容存档于2021年3月8日）.
21. 1 2  Webster, Guy; Brown, Dwayne; Cantillo, Laurie. . NASA. November 2, 2016  [November 2, 2016]. （原始内容存档于2020-12-22）.
22. ↑  Anderson, Paul Scott. . The Meridiani Journal. February 3, 2013  [February 3, 2013]. （原始内容存档于February 6, 2013）.
23. ↑  Brown, Dwayne. . NASA. October 30, 2012  [October 31, 2012]. （原始内容存档于2016-06-03）.
24. ↑  David, Leonard. . Space.com. January 5, 2018  [January 5, 2018]. （原始内容存档于2019-05-27）.
25. ↑  Edwards, Christopher. . NASA. January 3, 2018  [January 6, 2018]. （原始内容存档于2019-06-17）.
26. ↑  Adamson, Allan. . TechTimes.com. March 5, 2018  [March 5, 2018]. （原始内容存档于2021-02-26）.
27. ↑  Howell, Elizabeth. . Space.com. March 6, 2018  [March 6, 2018]. （原始内容存档于2021-05-17）.
28. ↑  Rice, Melissa. . NASA. October 29, 2018  [November 2, 2018].
29. ↑  Speigel, Lee. . Huffington Post. October 19, 2015  [December 12, 2015]. （原始内容存档于2015-12-22）.
30. ↑  Kooser, Amanda. . CNET. 12 June 2019  [12 June 2019]. （原始内容存档于2021-04-14）.
31. ↑  Samson, Diane. . TechTimes.com. 16 June 2019  [16 June 2019]. （原始内容存档于2020-11-08）.